# Roma
 Bài này viết về thành phố Roma. "Rome" được chuyển hướng đến đây. Với những mục đích tìm kiếm khác, vui lòng xem La Mã (định hướng).
Roma (tiếng Latinh và tiếng Ý: Roma [ˈroːma] ⓘ; còn phổ biến với tên gọi Rome trong tiếng Anh và tiếng Pháp hay La Mã theo phiên âm Hán Việt) là thủ đô của nước Ý và là một đô thị cấp huyện (comune) loại đặc biệt (có tên đầy đủ là Comune di Roma Capitale – nghĩa là "Thành phố Roma Thủ đô"), đồng thời đóng vai trò là thủ phủ vùng Lazio trung tâm của quốc gia này. Roma là thành phố lớn nhất và đông dân thứ hai ở Ý (chỉ sau thành phố Napoli) với hơn 2,75 triệu cư dân trong phạm vi 1.285,3 km2. Đây là thủ đô đông dân thứ ba của Liên minh châu Âu, sau Berlin và Madrid, tính theo số dân sinh sống bên trong phạm vi thành phố. Roma cũng đồng thời là nòng cốt của Thành phố đô thị Roma Thủ đô với hơn 4,2 triệu cư dân, do đó là thành phố đô thị đông dân nhất của nước Ý. Được xây dựng trên địa thế đặc biệt của bảy ngọn đồi, Roma tọa lạc theo hạ lưu dòng Tiber gần nơi cửa sông đổ ra Địa Trung Hải thuộc Trung Tây của bán đảo Ý, khu vực Latium lịch sử. Thành quốc Vatican, quốc gia nhỏ nhất thế giới, là một đất nước độc lập nằm trong lòng Roma, đây là ví dụ duy nhất về một quốc gia nằm trọn vẹn bên trong lãnh thổ của một thành phố; cũng vì lý do này mà Roma thường được xem là thủ đô lưỡng quốc.
Lịch sử Roma trải dài 28 thế kỷ. Mặc dù thần thoại La Mã đặt mốc thời gian thành lập Roma vào khoảng năm 753 TCN, tuy nhiên thành phố đã có mặt cư dân sinh sống lâu hơn thế, khiến nó trở thành một trong những khu định cư lâu đời nhất có con người vẫn đang tiếp tục sinh sống tại châu Âu. Là cái nôi thứ hai của nền văn minh phương Tây sau Athens với cư dân ban đầu có nguồn gốc hỗn hợp từ người Latinh, Etrusca và Sabine, thành phố sau đó trở thành thủ đô của Vương quốc La Mã, Cộng hòa La Mã và Đế quốc La Mã. Trong thời kỳ này với câu thành ngữ nổi tiếng "Mọi con đường đều dẫn đến La Mã", quyền lực của Roma phủ khắp phần lớn châu Âu, Bắc Phi và vươn đến Trung Đông, thống trị cả về quân sự lẫn văn hóa, là đầu não của một trong những nền văn minh vĩ đại nhất lịch sử, có ảnh hưởng toàn diện và sâu rộng đến xã hội, ngôn ngữ, văn học, nghệ thuật, kiến trúc, quy hoạch đô thị, kỹ thuật dân dụng, triết học, tôn giáo, luật pháp và phong tục xuyên suốt trong nhiều thế kỷ tiếp theo. Thành phố lúc bấy giờ là nơi cư ngụ của từ một đến hai triệu dân của thế giới cổ đại, khiến nó trở thành đô thị triệu dân đầu tiên của thế giới cũng như được nhận định là đại đô thị kiểu mẫu trung tâm đầu tiên của nhân loại. Roma ban đầu được gọi là Thành phố vĩnh hằng (tiếng Latinh: Urbs Aeterna) bởi thi hào Tibullus người La Mã trong thế kỷ thứ nhất TCN và ý tưởng đó đã được Ovidius, Vergilius và Livius tiếp nối. Thành phố còn nổi tiếng với danh hiệu "Caput Mundi" trong tiếng Latinh có nghĩa là Kinh đô thế giới.
Được mở rộng đáng kể bởi các công trình vĩ đại dưới thời Julius Caesar và đặc biệt là ở thời Hoàng đế Augustus, thành phố đã bị phá hủy nặng nề một phần trong trận Đại hỏa hoạn thành Roma năm 62 và sau đó đạt đến đỉnh cao phát triển kiến trúc đô thị vào khoảng năm 320. Theo sau sự sụp đổ của Đế quốc Tây La Mã đánh dấu khởi đầu của Thời kỳ Trung Cổ, Roma dần rơi vào sự thống trị của chế độ giáo hoàng (đã xuất hiện tại thành phố kể từ thế kỷ 1) và chính thức thế kỷ 8 trở thành thủ đô của Vương quốc Giáo hoàng tồn tại cho đến năm 1870. Bắt đầu từ thời kỳ Phục Hưng, hầu như tất cả các giáo hoàng từ Nicôla V (1447–1455) trở đi đều chủ trương theo đuổi tiến trình mang tính kiến trúc và đô thị hóa liên tục suốt 400 năm nhằm mục đích biến thành phố trở thành trung tâm nghệ thuật và văn hóa của thế giới. Do vậy, Roma trở thành trung tâm lớn của nền Phục Hưng Ý, đưa phong trào nghệ thuật này đạt đến đỉnh cao hoàng kim của nó, còn gọi là giai đoạn Thượng Phục Hưng, và sau đó trở thành nơi khai sinh của trường phái Baroque và chủ nghĩa Tân cổ điển. Những vĩ nhân kiệt xuất như Michelangelo, Raffaello hay Bernini cùng các đại nghệ sĩ, họa sĩ, nhà điêu khắc và kiến trúc sư nổi tiếng đã biến Roma trở thành trung tâm hoạt động của họ, tạo ra những kiệt tác ngoạn mục khắp toàn thành phố, tiêu biểu nhất có thể kể đến như Đại vương cung thánh đường Thánh Phêrô, Nhà nguyện Sistina, Dãy phòng Raffaello, Quảng trường đồi Capitolinus hay Đài phun nước Trevi. Trong thế kỷ 19, Roma là biểu tượng của tinh thần thống nhất nước Ý và năm 1871 chính thức trở thành thủ đô của Vương quốc Ý mới sinh và sau đó là nền Cộng hòa Ý từ năm 1946 cho đến ngày nay.
Roma mang đẳng cấp của một thành phố toàn cầu, và thường xuyên được xướng danh trong top những thành phố đẹp nhất thế giới. Trong năm 2017, Roma xếp thứ 12 trong số những thành phố được viếng thăm nhiều nhất thế giới, đứng thứ 3 tại châu Âu và là điểm thu hút khách du lịch nổi tiếng nhất tại Ý. Ở vai trò là ngai trụ xứ của Giáo hoàng cũng như thánh đô của Giáo hội Công giáo hoàn vũ, công cuộc hành hương đến Roma đã khiến cho thành phố trở thành địa điểm quan trọng bậc nhất đối với những người theo đạo Kitô trên khắp thế giới trong nhiều thế kỷ. Khu trung tâm lịch sử của Roma được UNESCO công nhận là Di sản Thế giới. Bảo tàng Vatican nổi tiếng nằm trong số những bảo tàng được viếng thăm nhiều nhất thế giới và Đấu trường La Mã trở thành điểm thu hút khách du lịch phổ biến nhất thế giới với 7,4 triệu lượt khách trong năm 2018. Bên cạnh du lịch, nền kinh tế của thành phố cũng được định hướng theo hướng công nghệ mới, viễn thông và truyền thông đa phương tiện kể từ những năm 2000 trở lại đây. Roma được xem là một trong những danh thắng khảo cổ học lớn nhất và quan trọng nhất trên thế giới, thành phố cũng sở hữu nhiều cây cầu lịch sử và đài phun nước, hơn 900 nhà thờ, cũng như số lượng đồ sộ các viện bảo tàng đẳng cấp và nhiều trường đại học và trung tâm học thuật danh tiếng. Thủ đô của Ý là nơi đăng cai Thế vận hội Mùa hè 1960. Đây cũng là nơi thành lập nên Cộng đồng Kinh tế châu Âu (EEC) và Cộng đồng Năng lượng nguyên tử châu Âu (EAEC), bên cạnh đó còn là trụ sở của các cơ quan chuyên môn thuộc Liên Hợp Quốc như Tổ chức Lương thực và Nông nghiệp (FAO), Chương trình Lương thực Thế giới (WFP) và Quỹ quốc tế về phát triển nông nghiệp (IFAD). Thành phố cũng là nơi đặt văn phòng Tổng thư ký Hội đồng Nghị viện Liên minh Địa Trung Hải (UfM) cũng như trụ sở của nhiều tập đoàn kinh doanh quốc tế như Eni, Enel, TIM, Leonardo S.p.A., và các ngân hàng nhà nước và quốc tế như UniCredit và BNL. Khu vực quận kinh tế và trung tâm thương mại của thành phố được gọi là EUR, là cơ sở của nhiều công ty quan trọng tham gia vào các ngành công nghiệp dầu mỏ, công nghiệp dược phẩm và dịch vụ tài chính. Roma cũng là một trung tâm thiết kế và thời trang quan trọng nhờ các thương hiệu quốc tế nổi tiếng có trụ sở tại thành phố, và đứng ở vị trí thứ 5 trong bảng xếp hạng các kinh đô thời trang của thế giới trong những năm gần đây. Phim trường Cinecittà của Roma là phim trường lớn nhất tại châu Âu, đã trở thành nơi bấm máy của rất nhiều bộ phim đoạt giải Oscar.

## Tên gọi

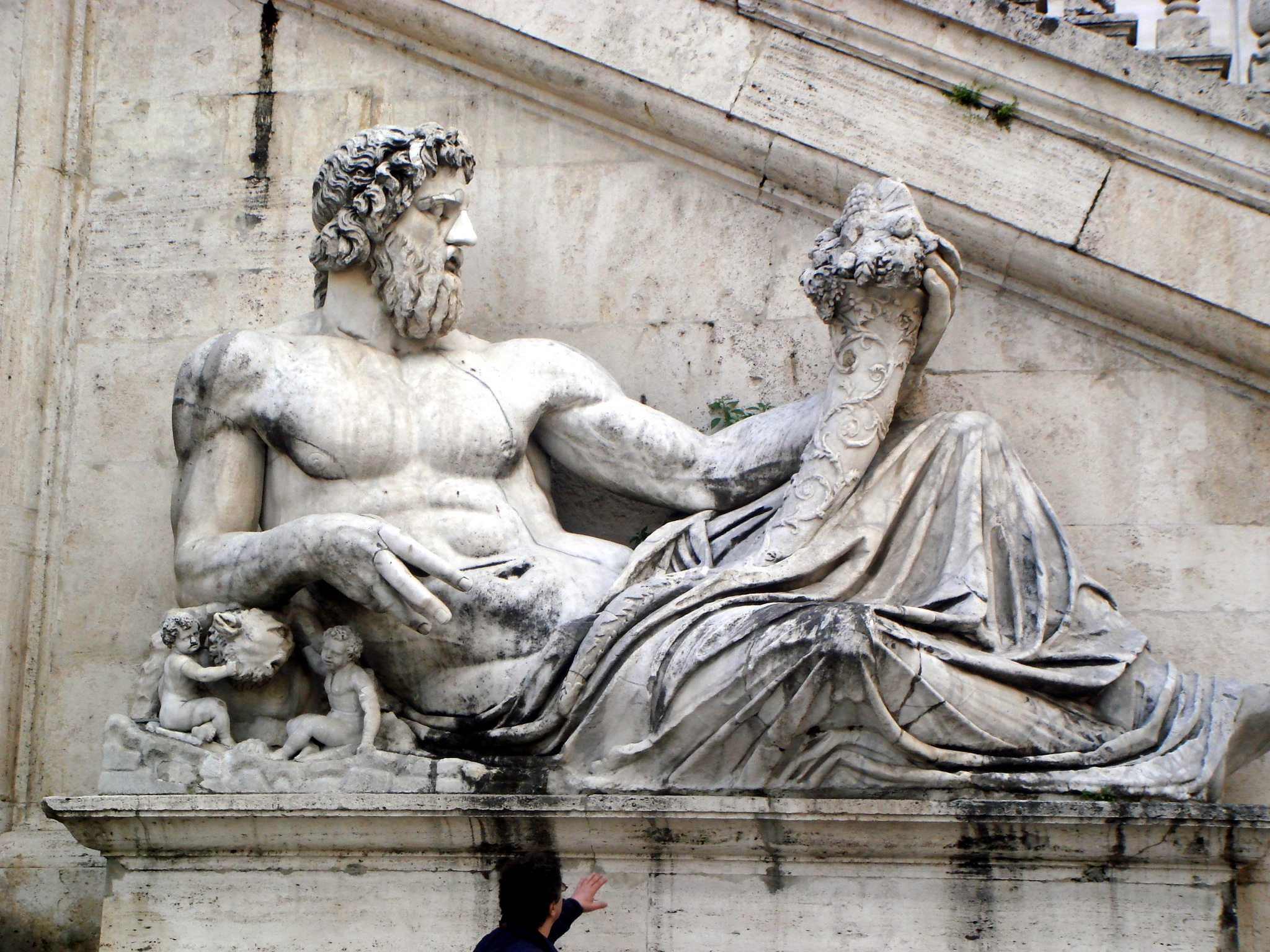
Dòng sông Tiber được người La Mã nhân cách hóa thành một vị thần, đồi Capitolinus tại Roma

Theo huyền sử sáng lập của người La Mã cổ đại, cái tên Roma được tin là bắt nguồn từ tên của người sáng lập và vị vua đầu tiên của thành phố, Romulus.
Tuy nhiên, nhiều khả năng cái tên Romulus mới thực sự bắt nguồn từ Roma. Ngay từ đầu thế kỷ thứ 4 CN, người ta đã có nhiều giả thuyết khác nhau về nguồn gốc của địa danh Roma. Một số giả thuyết dựa vào ngôn ngữ học, tuy nhiên vẫn chưa thực sự chắc chắn:
- Bắt nguồn từ Rumon hay Rumen, những tên thái cổ của con sông Tiber, động từ tiếng Hy Lạp ῥέω (rhèo) và động từ tiếng Latinh ruo, đều có nghĩa là "chảy";[b]
- Bắt nguồn từ 𐌓𐌖𐌌𐌀 (ruma) trong tiếng Etrusca, với căn nguyên tố *rum- nghĩa là "núm vú", có lẽ ám chỉ con sói mẹ đã nuôi dưỡng cặp song sinh Romulus và Remus, hoặc hình dạng của hai quả đồi Palatinus và Aventinus;
- Bắt nguồn từ ῤώμη (rhōmē) trong tiếng Hy Lạp, nghĩa là sức mạnh.[c]

Tên gọi "La Mã" là phiên âm Hán-Việt của hai chữ "羅馬/罗马", được người Trung Quốc dùng để ký âm cho tên "Roma" (bính âm: "Luómǎ"). Trong tiếng Việt, tên gọi này hiện chủ yếu được sử dụng trong các văn cảnh lịch sử có liên quan đến Đế quốc La Mã cũng như nền văn minh La Mã thời cổ đại.
Cái tên Roma có thể viết ngược lại thành Amor, nghĩa là tình yêu, do đó Roma cũng được xem là "Thành phố của tình yêu". Tên Roma cũng là nguồn gốc của từ romance và romantic trong tiếng Anh (cũng như từ vựng tương đương trong nhiều ngôn ngữ châu Âu), bắt nguồn từ chữ romanice trong tiếng Latinh thông tục và tiếng Latinh Trung Cổ, có nghĩa là "theo kiểu những người Roma". Hai chữ Hán "浪漫" (Hán Việt: lãng mạn) có nghĩa gốc là "sự buông thả, tùy thích", về sau được mượn dùng để phiên âm cho từ tiếng Anh hoặc tiếng Pháp này, tạo ra một nghĩa mới là "sự lãng mạn" theo cách hiểu như hiện nay, bắt nguồn từ lãng mạn hào hiệp thời Trung đại và chủ nghĩa lãng mạn thời Cận đại, từ nguyên dựa trên nhóm ngôn ngữ Rôman, nghĩa là các thứ tiếng bản xứ thay vì tiếng Latinh trang trọng.
Bên cạnh "Thành phố vĩnh hằng", Roma rất nổi tiếng với tên gọi "Kinh đô thế giới" trong lịch sử, đầy đủ là "Roma kinh đô thế giới" (tiếng Latinh: Roma Caput Mundi), bởi quyền lực của Đế quốc La Mã thời cổ đại, và về sau là trung tâm của Kitô giáo. Những biệt danh nổi tiếng khác của Roma bao gồm: "Thành phố Bảy ngọn đồi" (Urbs Septicollis) bắt nguồn từ vị trí địa lý nơi mà thành Roma cổ đại được hình thành, "Ngai của các vị Thánh" (Limina Apostolorum) bởi vai trò của Thánh Phêrô và Thánh Phaolô trong buổi đầu của Giáo hội và Roma cũng là nơi mà họ tử đạo và được chôn cất.

## Lịch sử

Thành phố sơ khởi được hình thành từ Bảy ngọn đồi La Mã bao quanh bởi tường thành Servius (màu xanh) được xây dựng vào đầy thế kỷ 4 TCN. Tường thành Aurelianus (màu đỏ) được xây dựng vào thế kỷ thứ 3, đồ sộ và kiên cố hơn.

Tộc người Alba thế kỷ 10 – 753 TCN

(Thành lập thành phố) thế kỷ 9 TCN

 Vương quốc La Mã khoảng 753–509 TCN

 Cộng hoà La Mã 509–27 TCN

 Đế quốc La Mã 27 TCN–285 

 Đế quốc Tây La Mã 285–476 

 Vương quốc của Odoacer 476–493 

 Vương quốc Ostrogoth 493–553 

 Đế quốc Đông La Mã 553–754 

 Lãnh địa Giáo hoàng 754–1870 

 Vương quốc Ý 1870–1946 

 Cộng hoà Ý 1946–nay

### Lịch sử sơ khởi
Có những bằng chứng khảo cổ về việc loài người sống tại khu vực Roma từ khoảng 14.000 năm trước, song lớp đất dày đặc gồm các mảnh vụn có niên đại muộn hơn nhiều đã che lấp các di chỉ đồ đá cũ và đồ đá mới. Bằng chứng về các công cụ bằng đá, đồ gốm và vũ khí bằng đá chứng thực con người hiện diện khoảng 10.000 năm. Một vài cuộc khai quật ủng hộ cho quan điểm rằng Roma phát triển từ các khu định cư chăn thả gia súc trên đồi Palatinus nằm bên trên khu vực Công trường La Mã sau này.

Từ cuối thời đại đồ đồng cho đến khi bắt đầu thời đại đồ sắt, mỗi ngọn đồi giữa biển và đồi Capitolinus có một ngôi làng ở trên đỉnh (tại đồi Capitolinus có một ngôi làng được chứng thực có từ cuối thế kỷ 14 TCN). Tuy nhiên, chúng đều chưa đạt tới hạng đô thị. Ngày nay, nhiều người thống nhất rằng thành phố đã dần phát triển thông qua việc tập hợp một vài làng xung quanh ngôi làng lớn nhất nằm trên đồi Palatinus. Quá trình tập hợp được thuận lợi nhờ gia tăng sức sản xuất nông nghiệp vượt trên mức tự cung tự cấp, đồng thời cho phép hình thành các hoạt động thuộc khu vực kinh tế thứ nhì và thứ ba. Điều này lại kéo theo đẩy nhanh phát triển mậu dịch với các thuộc địa của người Hy Lạp tại miền nam Ý (chủ yếu là Ischia và Cumae). Những bước phát triển này theo chứng cứ khảo cổ học thì diễn ra vào giữa thế kỷ 8 TCN, có thể được xem là mốc "khai sinh" thành phố. Từ những cuộc khảo cổ gần đây trên đồi Palatinus, quan điểm cho rằng Roma được thành lập vào giữa thế kỷ 7 TCN, theo truyền thuyết về Romulus, chỉ được xem là một giả thuyết ngoài lề.
| Trung tâm Thành phố Roma                                                  |                                                               |
| [Bản đồ tương tác toàn màn hình]                                          |                                                               |
| Ga tàu điện ngầm, sử dụng toàn màn hình để hiển thị Termini Điểm ưa thích |                                                               |
|                                                                           | Biểu đồ hiện đang tạm thời không khả dụng do vấn đề kĩ thuật. |

#### Truyền thuyết sự thành lập Roma

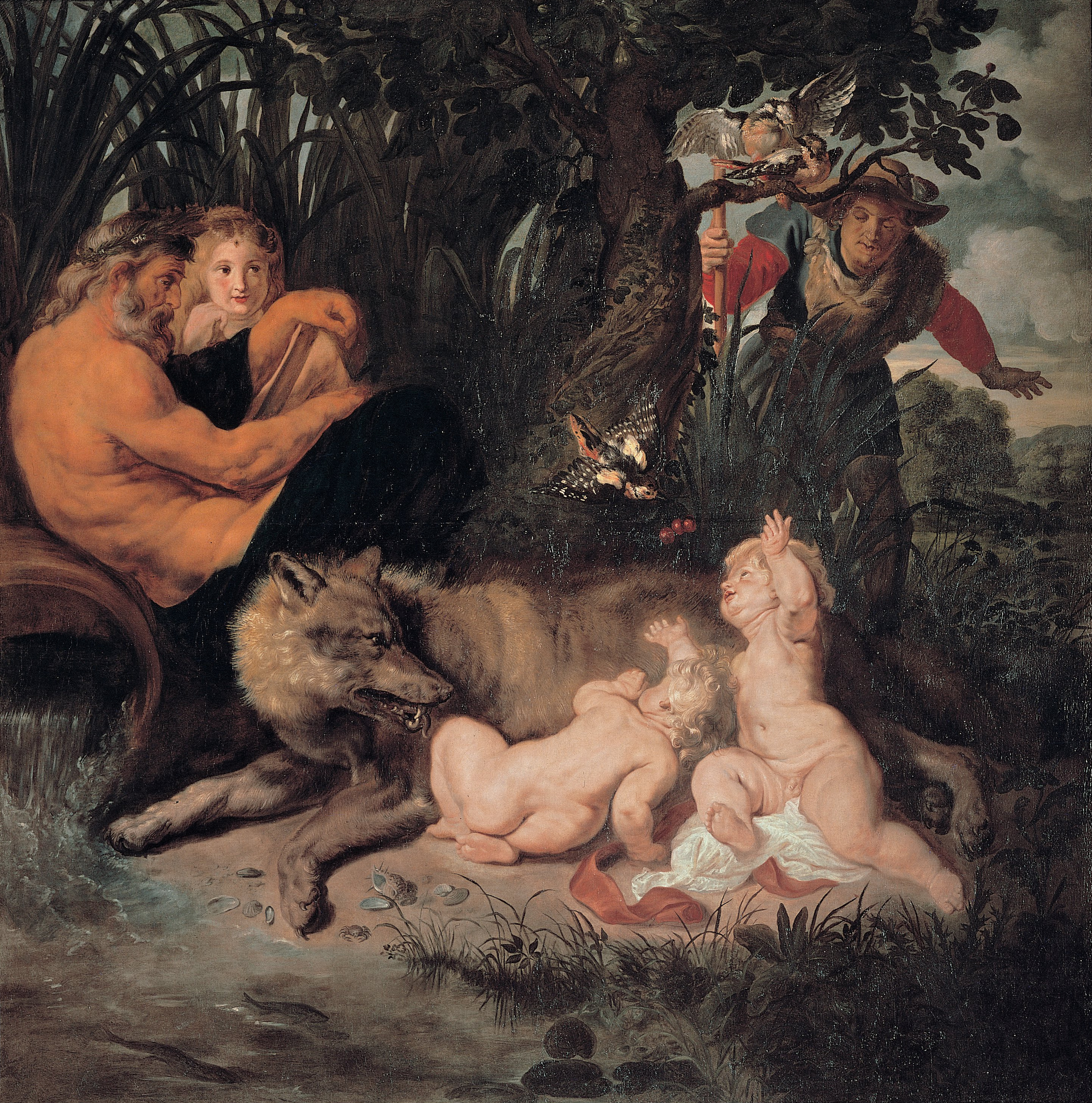
Tranh Romulus và Remus của Peter Paul Rubens tại Bảo tàng Capitonlinus.

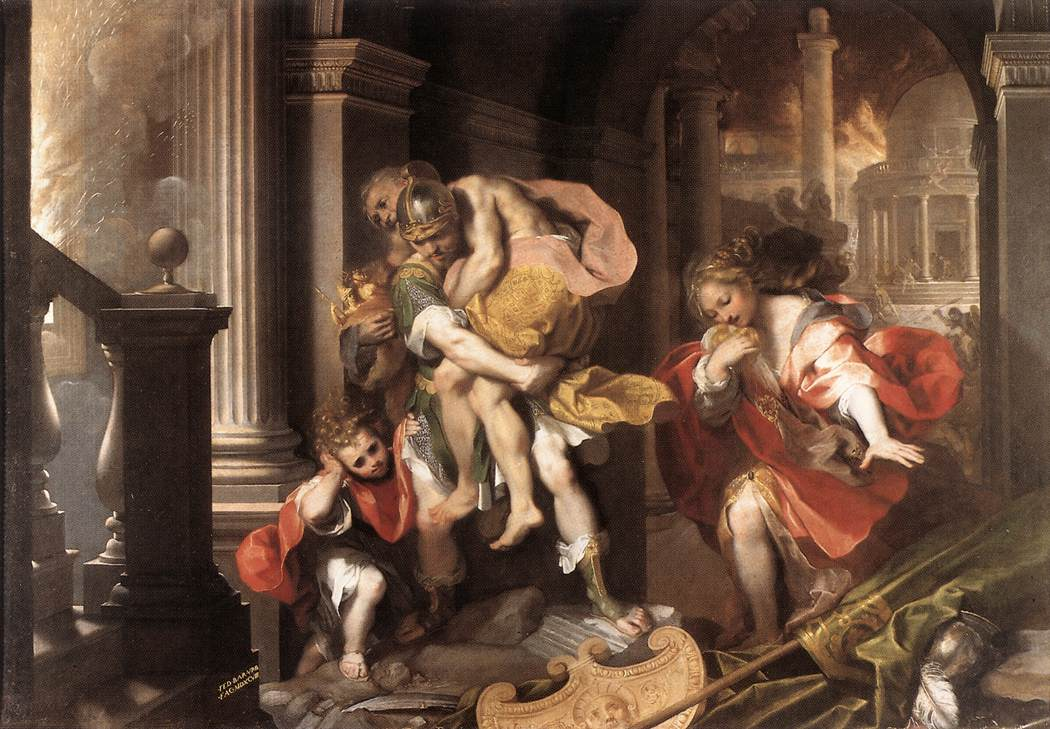
Tranh Aeneas trốn khỏi thành Troia của Federico Barocci, Phòng tranh Borghese.

Các câu chuyện truyền thống do người La Mã cổ đại truyền đời cho nhau giải thích lịch sử sơ khởi của thành phố bằng truyền thuyết và thần thoại. Thần thoại quen thuộc nhất trong số đó và có lẽ cũng là nổi tiếng nhất trong tất cả thần thoại La Mã, đó là câu chuyện về Romulus và Remus, hai anh em sinh đôi được một con sói cho bú. Họ quyết định xây dựng một thành phố, song sau một lần tranh luận, Romulus giết người em song sinh và đặt thành phố theo tên mình. Theo những người chép sử La Mã, sự kiện này diễn ra vào 21 tháng 4 năm 753 TCN.
Truyền thuyết này hoà hợp với một truyền thuyết song hành được tạo ra từ trước đó, rằng có một người tị nạn thành Troia tên là Aeneas đào thoát sang Ý và lập ra dòng dõi La Mã thông qua con trai ông là Iulus, trùng tên với triều đại Julius-Claudius. Điều này đã được nhà thơ La Mã Vergilius viết lại vào thế kỷ thứ nhất TCN. Ngoài ra, Strabo đề cập rằng còn có một câu chuyện cũ hơn rằng thành phố là thuộc địa của Arcadia và được thành lập bởi Euandros. Strabo cũng ghi lại Lucius Coelius Antipater tin rằng Roma được thành lập bởi người Hy Lạp. Dionysius xứ Halicarnassus viết rằng những người đến vùng đất mà sau này là thành Roma là những người thổ dân đầu tiên đến từ Arcadia, họ đã đuổi những người Sicilia ra khỏi nơi đó, và tiếp đến là người Pelasgos đến từ Thessalía, thứ ba là những người đến Ý cùng Euandros từ thành Pallantium ở Arcadia, sau họ là những người Epeius từ Elis và người Pheneus, một phần của quân đội do Heracles chỉ huy đã quyết định ở lại đó trong khi đang trở về từ đoàn thám hiểm ở Erytheia, nơi quân thành Troia giao chiến và còn sót lại cuối cùng, những binh lính Troia sau đó đã trốn thoát cùng Aeneas từ Ilium, Dardanus và các thành phố thuộc Troia khác. Dionysius đề cập rằng quân Troia, cũng là người Hy Lạp có nguồn gốc từ Peloponnesos. Ông cũng nói thêm rằng ngay cả người La Mã cũng khẳng định thành cổ Pallantium của người La Mã được thành lập bởi người Hy Lạp đến từ Pallantium của Arcadia, khoảng sáu mươi năm trước cuộc chiến thành Troia và người dẫn đầu là Euandros. Sau đó vào thế hệ thứ mười sáu sau cuộc chiến thành Troia, người Alba đã hợp nhất tất cả những nơi này thành một khu định cư, bao quanh họ bằng một bức tường và một con mương. Người Alba là một quốc gia hỗn hợp gồm tất cả những người trên. Dionysius cũng cho biết thêm có thể là quân man rợ trong số những người hàng xóm hoặc tàn dư những cư dân cổ xưa của nơi này được trộn lẫn với người Hy Lạp. Nhưng tất cả những người này đã mất bản sắc dân tộc, được gọi bằng một tên chung, Latin, đặt tên theo Latinus, là vua của đất nước. Lãnh đạo vùng thuộc địa là hai anh em song sinh Romulus và Remus.

### Thời quân chủ, cộng hoà và đế quốc
Sau khi được Romulus thành lập theo truyền thuyết, thành phố nằm dưới quyền cai trị của một hệ thống quân chủ trong 244 năm, ban đầu là với các quân chủ gốc Latinh và Sabine và sau đó là các quốc vương người Etrusca. Theo truyền thuyết, vương vị truyền qua bảy người: Romulus, Numa Pompilius, Tullus Hostilius, Ancus Marcius, Tarquinius Priscus, Servius Tullius và Tarquinius Superbus.
Năm 509 TCN, người La Mã trục xuất vị quốc vương cuối cùng khỏi thành phố và lập ra một nền cộng hoà tập trung. La Mã sau đó bắt đầu một giai đoạn có đặc điểm là đấu tranh nội bộ giữa quý tộc và bình dân, và chiến tranh liên miên chống lại các cộng đồng tại miền trung Ý: Etrusca, Latinh, Volsci, Aequi, Marsi. Sau khi trở thành chủ nhân của khu vực Latium, La Mã dẫn đầu một số cuộc chiến tranh với kết quả là chinh phục bán đảo Ý từ khu vực miền trung đến Magna Graecia.
Trong thế kỷ 3 và 2 TCN, La Mã thiết lập quyền bá chủ trên Địa Trung Hải và bờ Đông, thông qua ba cuộc chiến tranh Punic (264–146 TCN) chống lại thành Carthago và ba cuộc chiến tranh chiến tranh Macedonia (212–168 TCN) chống lại Macedonia. Sau đó thành lập nên những tỉnh thuộc La Mã đầu tiên: Sicilia, Sardinia và Corsica, Hispania, Macedonia, Achaea và Châu Phi.

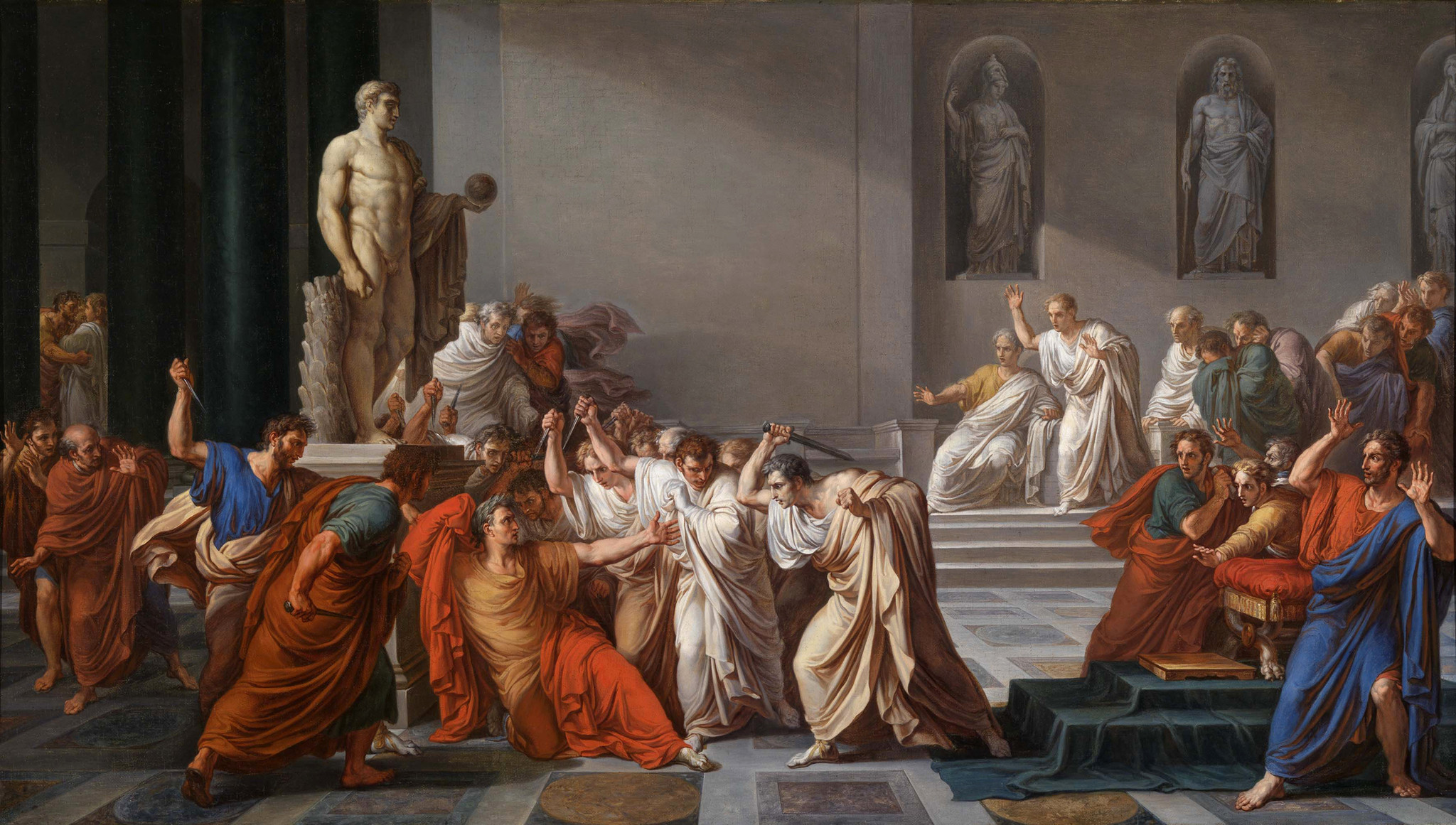
Cái chết của Caesar của Vincenzo Camuccini, Phòng tranh quốc gia về Nghệ thuật hiện đại và đương đại, Roma.

Từ khi bắt đầu thế kỷ 2 TCN, quyền lực là mục tiêu tranh chấp giữa hai nhóm thống trị: phái quý tộc đại diện cho bộ phận bảo thủ trong Viện nguyên lão, và phái bình dân dựa vào sự ủng hộ của tầng lớp thường dân. Trong cùng giai đoạn, việc tiểu nông bị phá sản và sự thành lập các điền trang nô lệ lớn đã khuyến khích một lượng lớn dân chúng di cư đến thành phố. Chiến tranh liên miên tạo tính cần thiết cho một đội quân chuyên nghiệp, họ trung thành với tướng lĩnh của mình hơn là với nền cộng hoà. Do đó, vào nửa cuối của thế kỷ 2 và thế kỷ 1 TCN diễn ra xung đột cả ở bên ngoài lẫn bên trong. Sau nỗ lực thất bại nhằm cải cách xã hội của Tiberius và Gaius Gracchus thuộc phái bình dân, và chiến tranh chống lại Jugurtha, phát sinh cuộc nội chiến đầu tiên giữa Gaius Marius và Sulla. Theo sau là một cuộc khởi nghĩa nô lệ quy mô lớn dưới quyền Spartacus, và sau đó là thành lập Liên minh tam hùng thứ nhất với Caesar, Pompey và Crassus.

Đế quốc La Mã bành trướng cực đại dưới thời của Hoàng đế Traianus đã kiểm soát khoảng 6,5 triệu km² bề mặt đất liền.

Cuộc chinh phục Gallia khiến Caesar trở nên vô cùng mạnh mẽ và được lòng dân, dẫn tới cuộc nội chiến thứ nhì chống lại Viện nguyên lão và Pompey. Sau khi giành thắng lợi, Caesar tự lập bản thân làm độc tài trọn đời. Việc ông bị ám sát dẫn đến Liên minh tam hùng thứ hai gồm Octavius (cháu họ và người thừa kế của Caesar), Marcus Antonius và Lepidus, và một cuộc nội chiến khác giữa Octavius và Antonius. Octavius đến năm 27 TCN trở thành princeps civitatis và lấy hiệu là Augustus, lập ra chính thể nguyên thủ, một nền chính trị lưỡng đầu giữa nguyên thủ và viện nguyên lão. La Mã trở thành một đế quốc trên thực tế, đạt đến mức độ bành trướng tối đa vào thế kỷ 2 dưới quyền hoàng đế Traianus. Thành Roma là 'Caput Mundi', tức kinh đô của thế giới, một khái niệm đã có từ thời cộng hòa. Trong hai thế kỷ đầu tiên, đế quốc có quân chủ thuộc nhà Julius-Claudius, nhà Flavius (triều đại cho xây dựng khán đài hình vòng khổng lồ, được biết với tên gọi Colosseum hay Đấu trường La Mã) và nhà Antoninus. Thời kỳ này còn có đặc điểm là sự truyền bá Kitô giáo, do Giêsu thuyết giảng tại Judea vào nửa đầu thế kỷ 1 (thời Tiberius) và được các tông đồ của ông truyền bá khắp đế quốc và bên ngoài. Thời kỳ triều đại nhà Antoninus được xem là thời cực thịnh của đế quốc, với lãnh thổ trải dài từ Đại Tây Dương đến Euphrates và từ Anh đến Ai Cập.
Sau khi kết thúc triều đại Severus vào năm 235, đế quốc La Mã bước vào một giai đoạn 50 năm mang tên Khủng hoảng thế kỷ thứ ba, khi đó diễn ra nhiều cuộc nổi dậy của các tướng lĩnh muốn chiếm giữ những khu vực mà họ đã được giao phó do sự yếu kém của chính quyền trung ương tại Roma. Tồn tại đế chế Gallia tự xưng từ 260-274 và các cuộc nổi dậy của Zenobia và cha của bà từ giữa những năm 260, người đang tìm cách chống đỡ các cuộc xâm lược của Ba Tư. Một số khu vực như Anh, Tây Ban Nha và Bắc Phi hầu như rất khó gây ảnh hưởng đến. Bất ổn gây ra suy thoái kinh tế, lạm phát tăng nhanh chóng do chính quyền hạ mức giá trị tiền tệ nhằm đáp ứng chi tiêu. Các bộ lạc German dọc sông Rhine và phía bắc Balkan tiến hành các cuộc xâm nhập từ thập niên 250-280. Đế quốc Ba Tư xâm chiếm vài lần trong thập niên 230 đến 260, song cuối cùng bị đánh bại. Vào năm 284, hoàng đế Diocletianus đảm nhận việc khôi phục đế quốc. Ông đặt dấu chấm hết cho cái gọi là princeps (nguyên thủ) và giới thiệu danh hiệu mới là dominate (chúa tể) để tạo ấn tượng về quyền uy tối thượng. Đặc điểm nổi bật nhất là sự can thiệp chưa từng có của quốc gia xuống cấp thành phố: trong khi quốc gia trước đây thường đệ trình yêu cầu thuế đối với một thành phố và cho phép nó phân bổ các khoản phí, thì kể từ triều đại của Diocletianus, quốc gia đã thực hiện điều này xuống tận cấp thôn làng.
Trong một nỗ lực vô ích nhằm kiểm soát lạm phát, ông đã áp đặt các biện pháp kiểm soát giá nhưng chúng không thể kéo dài được lâu. Ông hoặc Constantinus đã địa phương hóa hệ thống hành chính của đế quốc, điều này đã làm thay đổi căn bản cách điều hành quốc gia bằng cách tạo ra các giáo phận khu vực. Sự tồn tại của các đơn vị tài chính khu vực từ năm 286 đóng vai trò như một mô hình cho sự đổi mới chưa từng có này. Do đó, chính quyền dân sự và chỉ huy quân sự sẽ được tách biệt. Diocletianus giao cho các tổng đốc nhiều nhiệm vụ tài khóa hơn và đặt họ vào phụ trách hệ thống hỗ trợ hậu cần của quân đội với nỗ lực kiểm soát nó bằng cách loại bỏ hệ thống hỗ trợ khỏi sự kiểm soát của nó. Diocletianus đã tạo ra một hệ thống "Tứ đầu chế" (Tetrarchia) trong đó mỗi hoàng đế cai quản một góc phần tư lãnh thổ của đế quốc, ông là Augustus cai quản nửa phía đông và cư ngụ tại Nicomedia. Năm 286, ông đưa Maximianus lên thành Augustus phía tây cai quản phần lớn lãnh thổ Mediolanum (Milano ngày nay) mà ông đã cai trị trước đó. Tiếp theo, ông đặt ra hai hoàng đế 'cấp dưới' hay nhị Caesar, một cho mỗi Augustus, trong đó Constantius Chlorus dưới quyền Maximianus sẽ cai trị Britania (Anh), Gallia (Pháp) và Hispania (Tây Ban Nha) có đầu não quyền lực tại Augusta Treverorum (Trier ngày nay), và Caesar phía Đông Galerius cai quản vùng Balkan-Danube trụ xứ tại thành Srimium, những thành phố này được gọi là thủ đô tứ đầu chế. Mặc dù Roma đã bị lãng quên và không còn là thủ đô hoạt động, nhưng thành phố vẫn tiếp tục là thủ đô danh nghĩa của toàn bộ Đế quốc La Mã, không bị hạ cấp xuống thành Tỉnh (Provincia) mà vẫn giữ nguyên vị thế hành chính độc nhất của mình là "Thành phủ" (tiếng Latinh: Praefectus urbanus). Việc bổ nhiệm một Caesar không phải là không xác định: Diocletianus đã cố gắng chuyển thành một hệ thống kế vị phi triều đại. Sau khi thoái vị vào năm 305, các Caesar đã tiếp nối và họ lần lượt bổ nhiệm hai đồng nghiệp cho chính mình.

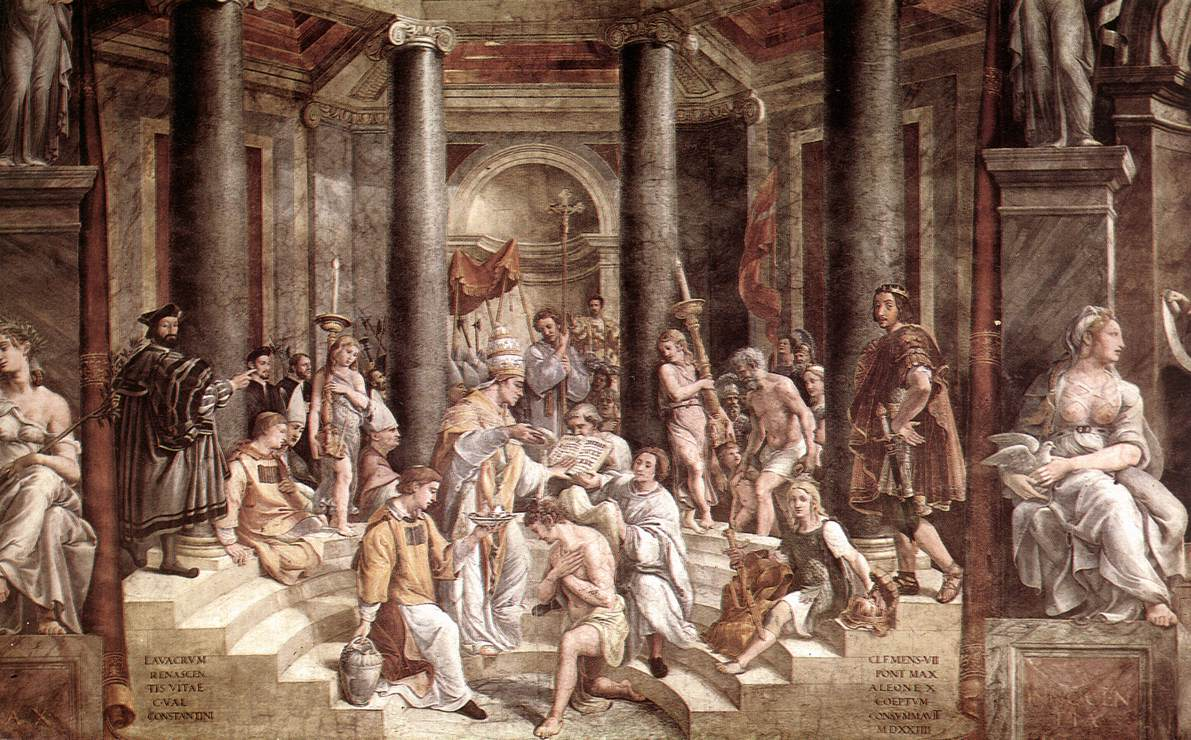
Constantinus Đại đế là hoàng đế La Mã đầu tiên cải đạo sang Kitô giáo.

Sau sự thoái vị của Diocletianus và Maximianus vào năm 305 và một loạt các cuộc nội chiến giữa những người tranh giành quyền lực đế quốc với đối thủ của mình, cho đến khoảng năm 313, chế độ tứ đầu chế đã sụp đổ. Constantinus Đại đế đã tiến hành một cuộc cải cách lớn về bộ máy quan liêu, không phải bằng cách thay đổi cấu trúc mà bằng cách hợp lý hóa năng lực của một số cơ quan trong những năm 325-330, sau khi ông đánh bại Licinius, hoàng đế ở phía Đông, vào cuối năm 324. Sắc lệnh Milano năm 313 thực ra là một mảnh thư từ Licinius gửi cho các tổng đốc của các tỉnh phía đông, trao quyền tự do thờ phượng cho mọi người, kể cả cho các Kitô hữu, và ra lệnh khôi phục lại các tài sản của nhà thờ bị tịch thu theo đơn thỉnh cầu của các giáo phận mới được lập ra. Constantinus đã tài trợ cho việc xây dựng một số nhà thờ và cho phép các giáo sĩ đóng vai trò trọng tài trong vụ kiện dân sự (một biện pháp không tồn tại lâu hơn ông nhưng đã được khôi phục một phần sau đó). Ông đã biến trấn Byzantium thành nơi ở mới của mình, tuy nhiên nó không chính thức là nơi cư ngụ hoàng gia như Milan hay Trier hay Nicomedia cho đến khi nó được Constantius II trao tặng một cái tên mới vào tháng 5 năm 359: Constantinopolis – "Thành phủ" thứ hai và ngang vị thế hành chính với Roma. Việc tạo ra thành Constantinopolis có ảnh hưởng rất quan trọng đến châu Âu: đó là tuyến phòng thủ chiến lược chống lại sự xâm lăng và chinh phạt từ phương Đông trong khoảng một thiên niên kỷ.
Kitô giáo dưới dạng Tín điều Nicea trở thành tôn giáo chính thức của đế quốc vào năm 380, được gọi là Sắc lệnh Thessalonica thông qua nhân danh ba vị hoàng đế Gratianus, Valentinianus II, và Theodosius I, người thực sự thúc đẩy đằng sau sắc lệnh. Ông là hoàng đế cuối cùng của La Mã thống nhất: sau khi ông mất vào năm 395, hai con trai của ông là Arcadius và Honorius phân chia đến quốc thành hai phần phía tây và phía đông. Trụ sở của chính phủ Đế quốc Tây La Mã được chuyển đến Ravenna sau cuộc vây hãm Milano vào năm 402. Trong thế kỷ 5, các hoàng đế trong thập niên 430 hầu hết cư trú tại Roma.
Roma bị mất vị thế trung tâm trong việc cai quản đế quốc, và bị người Visigoth dưới quyền Alaric I cướp phá vào năm 410, song chịu rất ít tổn thất về vật chất, và hầu hết đã được tu sửa. Các giáo hoàng tô điểm cho thành phố bằng các vương cung thánh đường cỡ lớn, như Vương cung thánh đường Đức Bà Cả (cộng tác với các hoàng đế). Dân số thành Roma giảm từ 800.000 xuống 450-500.000 khi thành phố bị người Vandal dưới quyền Genseric cướp phá vào năm 455. Các hoàng đế yếu đuối trong thế kỷ 5 không thể ngăn nổi sự suy tàn, và Đế quốc Tây La Mã chấm dứt vào ngày 22 tháng 8 năm 476 khi Romulus Augustus bị phế truất, đối với nhiều sử gia đây là mốc khởi đầu Trung cổ.

Sự suy giảm dân số của thành phố đến từ việc mất mát các lô hàng ngũ cốc từ Bắc Phi từ năm 440 trở đi, và sự không sẵn lòng của tầng lớp nguyên lão trong việc duy trì quyên góp để hỗ trợ cho một dân số quá cỡ so với các nguồn lực sẵn có. Mặc dù vậy, những nỗ lực cố gắng đã được thực hiện để duy trì các công trình trung tâm, mái vòm và phòng tắm lớn nhất tiếp tục hoạt động cho đến khi cuộc vây hãm Roma của người Gothic vào năm 537. Các nhà tắm lớn của Constantinus trên đồi Quirinalis thậm chí đã được sửa chữa vào năm 443 nhưng mức độ thiệt hại vẫn tiếp tục nhân rộng.
 Roma thể hiện tổng thể của sự tồi tệ và suy tàn vì các khu vực bị bỏ hoang lớn do sự suy giảm dân số. Dân số giảm xuống 500.000 vào năm 452 và 100.000 vào năm 500 (có lẽ lớn hơn, mặc dù không có con số nào cụ thể được biết). Sau cuộc vây hãm của người Gothic năm 537, dân số giảm xuống còn 30.000, nhưng đã tăng lên 90.000 vào thời Giáo hoàng Grêgôriô Cả. Sự suy giảm dân số xảy ra đồng thời với sự sụp đổ chung của văn minh đô thị ở phương Tây trong thế kỷ 5 và 6, với một vài ngoại lệ. Phân phối ngũ cốc từ trợ cấp quốc gia trợ cấp cho những người dân nghèo hơn trong xã hội vẫn tiếp tục trong suốt thế kỷ thứ 6 và có lẽ đã khiến dân số không thể giảm thêm nữa. Con số 450.000-500.000 được tính dựa trên số lượng 3.629.000 libra thịt lợn (đơn vị khối lượng La Mã xưa), phân phát cho người dân nghèo Roma trong năm tháng mùa đông với tỷ lệ 5 libra mỗi người mỗi tháng, đủ cho 145.000 người hoặc 1/4 hoặc 1/3 tổng dân số. Ngũ cốc phân phối cho cho 80.000 người có phiếu cùng lúc đã gợi ý 400.000 người (Augustus đặt con số là 200.000 hoặc một phần năm dân số).

### Trung Cổ

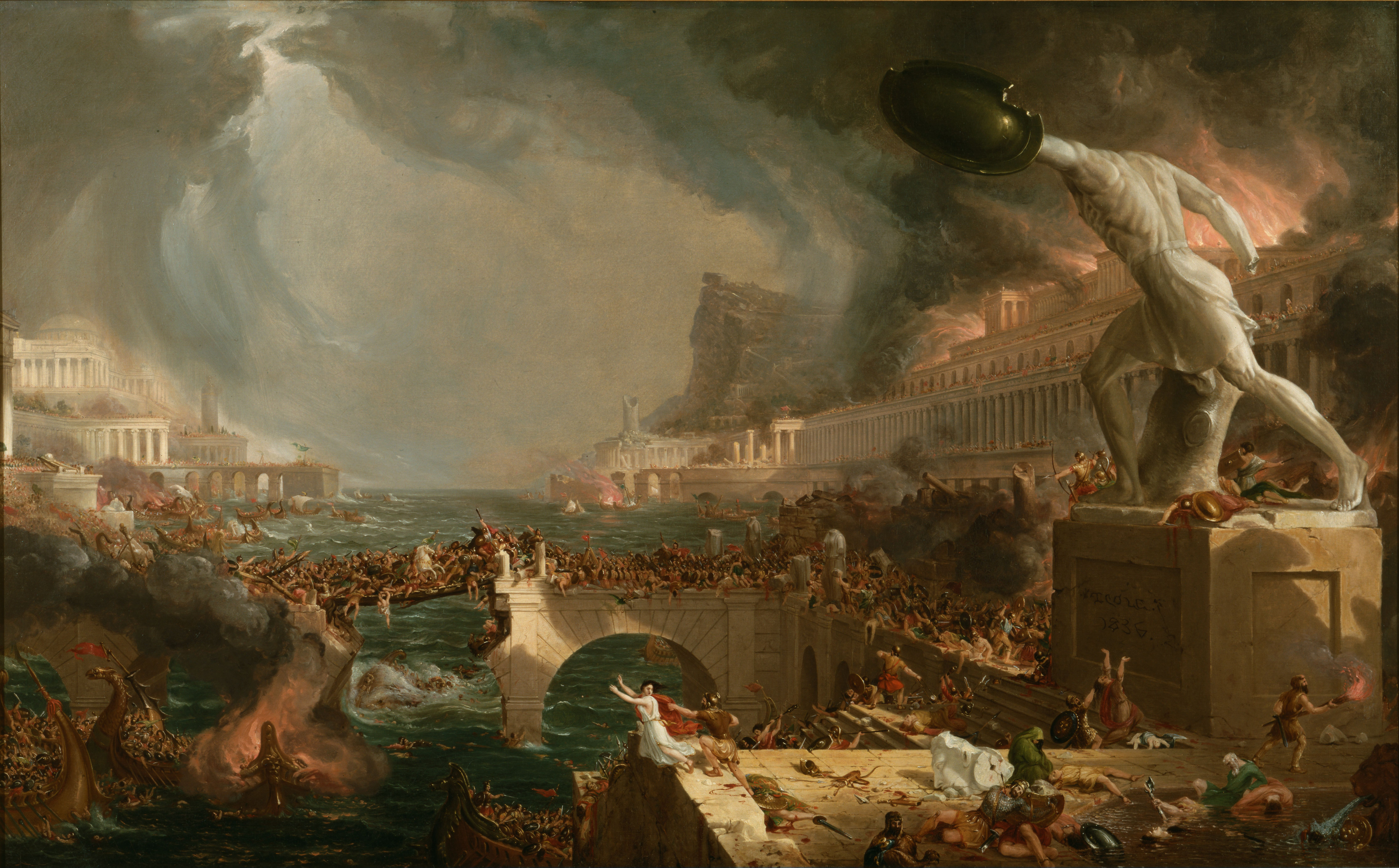
Sự sụp đổ của một Đế chế, tranh của Cole Thomas tại Bảo tàng Lịch sử New York.

Giám mục Roma được gọi là giáo hoàng, và Roma là nơi quan trọng từ thời kỳ đầu của Kitô giáo do hai tông đồ Phêrô và Phaolô tử đạo tại đây. Các giám mục thành Roma cũng được nhìn nhận (và được nhìn nhận bởi tín đồ Công giáo La Mã) là những người kế thừa của Phêrô, người được xem là giáo hoàng đầu tiên. Thành phố do đó nâng tầm quan trọng với vị thế là trung tâm của Kitô giáo. Sau khi Đế quốc Tây La Mã sụp đổ vào năm 476, Roma ban đầu nằm dưới quyền kiểm soát của Odoacer và sau đó là bộ phận của Vương quốc Ostrogoth trước khi qua tay Đông La Mã sau Chiến tranh Gothic song cuộc chiến này đã tàn phá thành phố. Dân số Roma suy giảm từ hơn một triệu vào năm 210 xuống 500.000 vào năm 273 và còn 35.000 sau Chiến tranh Gothic, làm giảm quy mô thành phố còn một nhóm các toà nhà có người ở nằm rải rác trên một khu vực lớn các tàn tích, thảm thực vật, trang viên nho và vườn chợ. Dân số của thành phố được tin rằng đến năm 300 là 1 triệu (ước tính dao động từ 2 triệu đến 750.000) giảm xuống 750-800.000 vào năm 400, 450-500.000 vào năm 450 và giảm xuống còn 80-100.000 vào năm 500 (mặc dù có thể gấp hai lần con số này).
Sau khi người Lombard xâm chiếm Ý, thành phố vẫn thuộc Đông La Mã trên danh nghĩa, song trong thực tế các giáo hoàng theo đuổi chính sách cân bằng giữa Đông La Mã, người Frank và người Lombard. Năm 729, quốc vương của người Lombard là Liutprand tặng cho giáo hội thị trấn Sutri phía bắc Latium, khởi đầu quyền lực lâm thời của giáo hội. Năm 756, sau khi đánh bại người Lombard, Pépin Lùn giao cho Giáo hoàng quyền hạn tạm thời đối với Công quốc Roma và Khu trấn thủ giáo Ravenna, qua đó lập nên Vương quốc Giáo hoàng. Kể từ đây, ba thế lực cố gắng cai trị thành phố: Giáo hoàng; giới quý tộc và các thủ lĩnh dân quân cùng thẩm phán, Viện nguyên lão và dân chúng; quốc vương của người Frank, cũng như quốc vương của người Lombard, patricius và Hoàng đế. Ba phái này (thần quyền, cộng hoà và đế quốc) là một đặc trưng trong sinh hoạt Roma suốt thời Trung Cổ. Vào đêm Giáng sinh năm 800, Giáo hoàng Lêô III trao vương miện cho Charlemagne tại Roma với tư cách hoàng đế của Đế quốc La Mã Thần thánh.

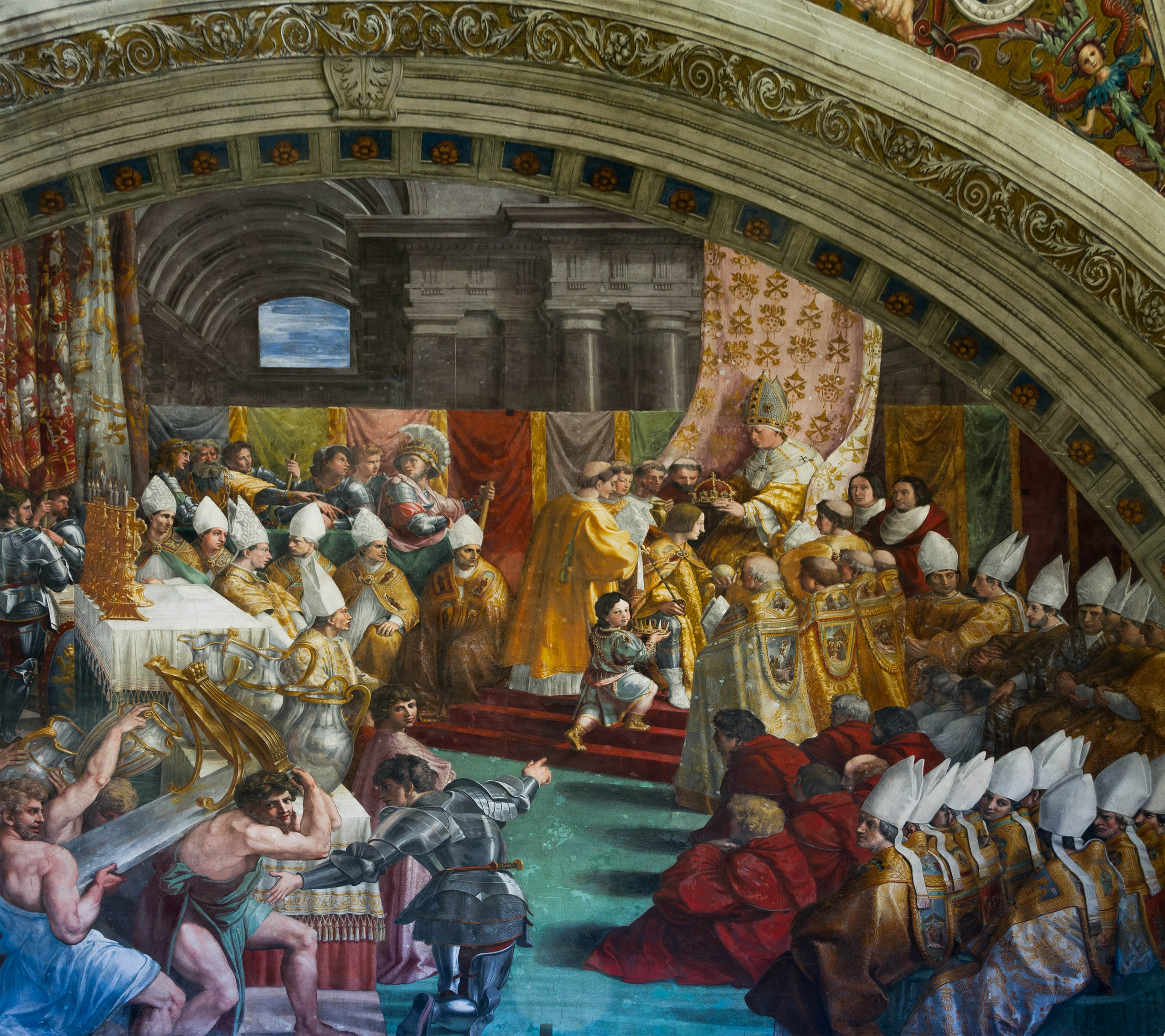
Tranh của Raffaello phác hoạ cảnh đăng cơ của Charlemagne tại Roma vào ngày 25 tháng 12 năm 800

Năm 846, người Ả Rập Hồi giáo tấn công bất thành vào tường thành Roma, song cướp phá các vương cung thánh đường Thánh Phêrô và Phaolô nằm ngoài tường thành. Sau khi quyền lực của vương triều Caroling sụp đổ, Roma lâm vào tình trạng vô chính phủ phong kiến, một số gia đình quý tộc không ngừng tranh đấu chống lại Giáo hoàng, hoàng đế và chống đối lẫn nhau. Trong thời gian này, Theodora và con gái bà là Marozia trở thành thiếp và mẹ của một số giáo hoàng, và của lãnh chúa phong kiến quyền lực Crescentius, là người đấu tranh chống các hoàng đế Otto II và Otto III. Các bê bối trong giai đoạn này thúc đẩy chế độ giáo hoàng tự cải cách: Bầu cử giáo hoàng được dành cho các hồng y, và một cuộc cải cách tăng lữ được nỗ lực tiến hành. Động lực đằng sau việc này là tu sĩ Ildebrando da Soana, ông từng được bầu làm giáo hoàng và tham gia tranh luận về bổ nhiệm giáo sĩ chống Hoàng đế Heinrich IV. Sau đó, Roma bị người Norman dưới quyền Robert Guiscard cướp bóc và đốt cháy vào năm 1084, họ tiến vào thành phố để hỗ trợ Giáo hoàng đang bị vây hãm trong Lâu đài Thiên Thần.

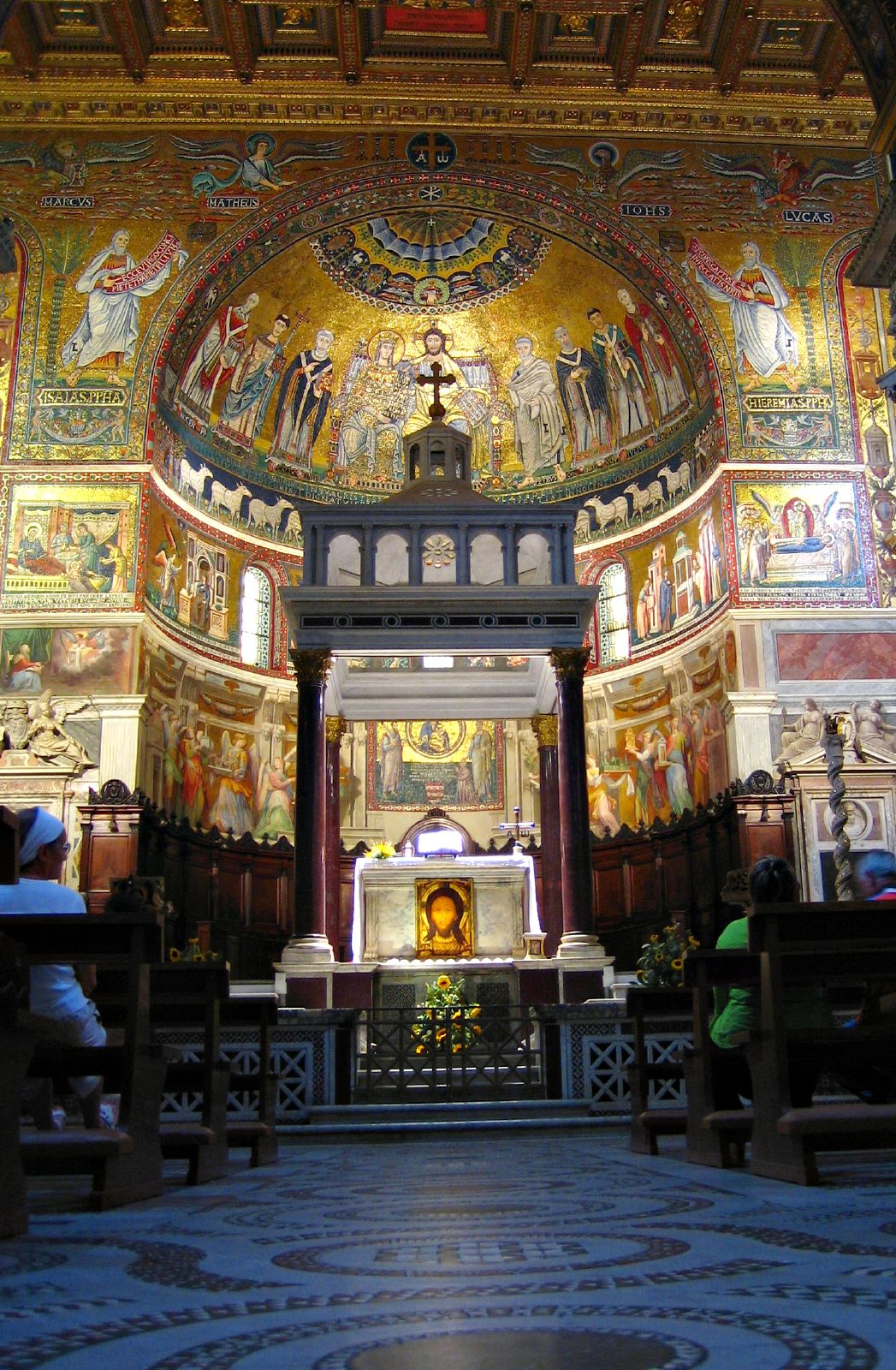
Bên trong của Vương cung thánh đường Đức Bà Trastevere, một trong những nhà thờ đẹp nhất được xây dựng từ thời Trung Cổ.

Trong giai đoạn này, thành phố được tự trị dưới quyền của một senatore (nguyên lão) hoặc patrizio (quý tộc) trong thế kỷ 12. Chính quyền này thường thấy trong các thành phố Ý, tiến hoá thành công xã Trung Cổ, là một hình thức tổ chức xã hội mới, sự thể hiện của các tầng lớp giàu có mới. Giáo hoàng Giáo hoàng Luciô II đã chiến đấu chống công xã Roma, và cuộc đấu tranh tiếp tục dưới quyền Giáo hoàng Êugêniô III: công xã liên minh với giới quý tộc được sự ủng hộ từ Arnaldo da Brescia, một tu sĩ và nhà cải cách tôn giáo và xã hội. Sau khi Giáo hoàng từ trần, Arnaldo bị Giáo hoàng Ađrianô IV tống giam, đánh dấu kết thúc quyền tự trị của công xã. Thời kỳ dưới quyền Giáo hoàng Innôcentê III là đỉnh cao của chế độ giáo hoàng, công xã đã thanh lý được viện nguyên lão, thay thế nó bằng một Senatore lệ thuộc Giáo hoàng.
Trong thời kỳ này, giáo hoàng đóng vai trò thế tục quan trọng ở Tây Âu, thường đứng ra làm trọng tài giữa các quốc vương Kitô giáo và thực thi các quyền lực chính trị bổ sung.

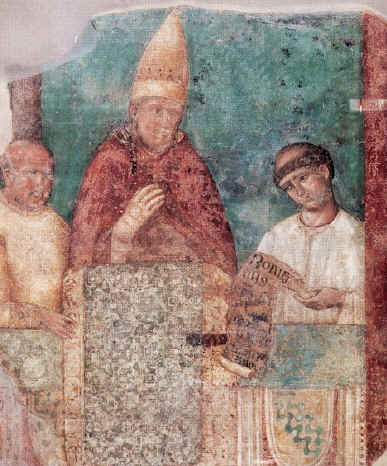
Giáo hoàng Bônifaciô VIII tuyên bố Năm Thánh đầu tiên vào năm 1300.

Năm 1266, Charles I của Anjou được bổ nhiệm làm nghị sĩ khi đang tiến về phương nam để giao tranh với nhà Staufer nhân danh Giáo hoàng. Trong giai đoạn này, giáo hoàng từ trần, và các hồng y tụ họp tại Viterbo không thể nhất trí về người kế vị, thị dân tức giận và đã dỡ mái toà nhà nơi tụ họp, giam cầm các hồng y cho đến khi họ chọn ra giáo hoàng mới, sự kiện này đánh dấu khởi đầu mật nghị Hồng y. Trong giai đoạn này, thành phố cũng bị tàn phá trước các cuộc giao tranh liên tiếp giữa các gia đình quý tộc: Annibaldi, Caetani, Colonna, Orsini, Conti, họ có công sự xây trên các đại công trình La Mã cổ đại, tranh đoạt nhau để kiểm soát chế độ giáo hoàng.
Giáo hoàng Bônifaciô VIII là giáo hoàng cuối cùng đấu tranh cho lãnh địa tổng thể của giáo hội, ông tuyên bố một cuộc thập tự chinh chống lại Colonna, và đến năm 1300 ông kêu gọi Năm Thánh đầu tiên, khiến hàng triệu người hành hương đến Roma. Tuy nhiên, hy vọng của ông bị tiêu tan dưới tay Quốc vương Pháp Philippe IV và khiến ông mất mạng. Sau đó, một giáo hoàng mới trung thành với người Pháp được bầu ra, và chế độ giáo hoàng được di dời trong một giai đoạn ngắn đến Avignon (1309–1377). Trong giai đoạn này, thành phố bị bỏ bê, cho đến khi quyền lực vào tay một nhân vật bình dân là Cola di Rienzo. Một người theo chủ nghĩa lý tưởng và là ngưỡng mộ của La Mã cổ đại, Cola đã mơ về sự tái sinh của Đế quốc La Mã. Sau khi nắm quyền với tư cách Tribuno (quan bảo dân), các cải cách của ông bị dân chúng bác bỏ. Cola buộc phải chạy trốn, và trở lại trong đoàn tuỳ tùng của hồng y Albornoz, chịu trách nhiệm khôi phục quyền lực của giáo hội tại Ý. Sau khi trở lại nắm quyền trong một thời gian ngắn, ông bị dân chúng hành hình, và Albornoz đã có thể nắm quyền sở hữu thành phố, rồi đến năm 1377 dưới thời Grêgôriô XI, Roma lại trở thành đầu não của chế độ giáo hoàng. Việc chế độ giáo hoàng trở lại Roma trong năm đó đã mở đường cho Ly giáo Tây phương (1377–1418), và trong bốn mươi năm tiếp theo, thành phố là nạn nhân của các cuộc đấu tranh làm tan vỡ giáo hội.

### Phục Hưng và cận đại

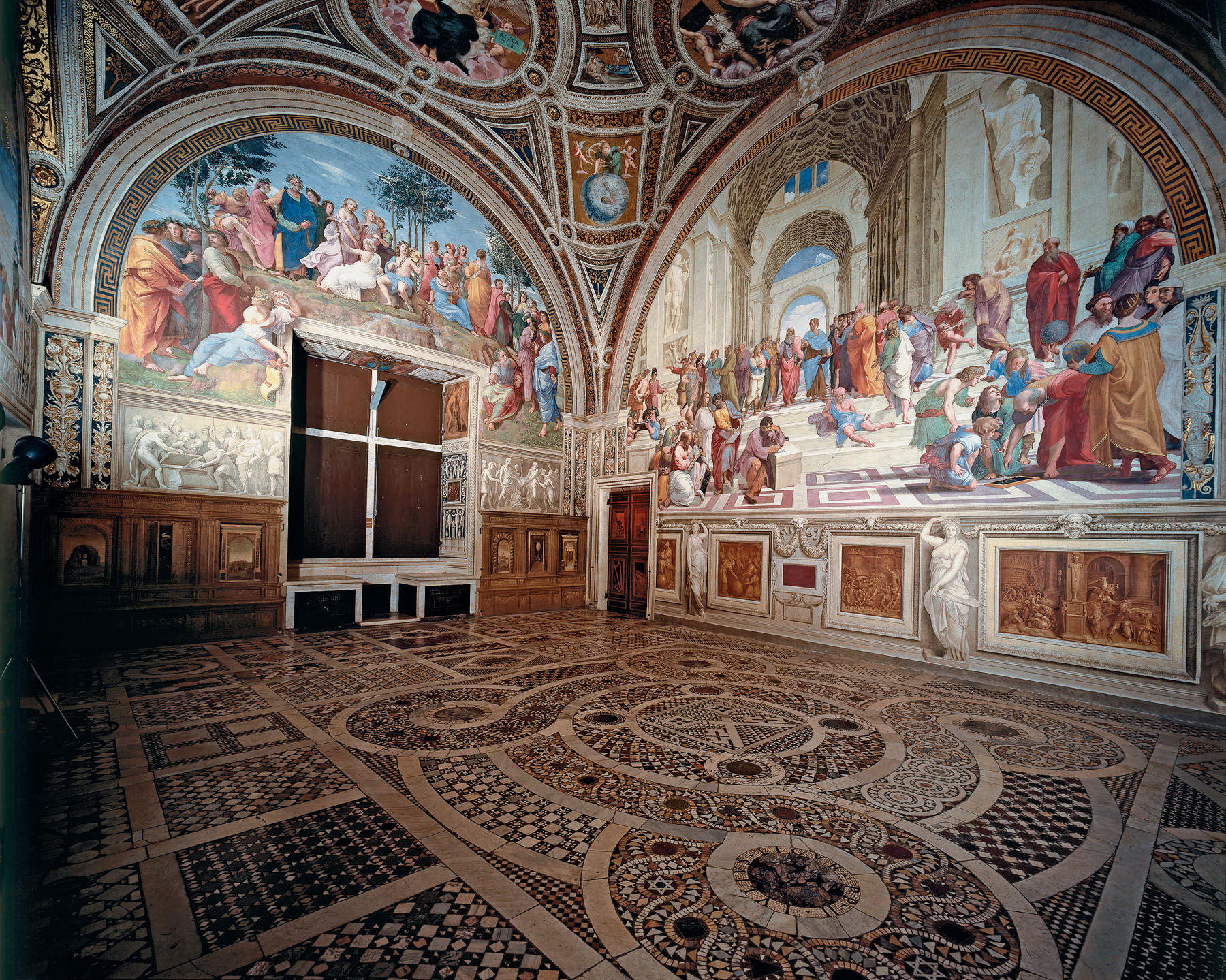
Bích họa "Trường học Athen" nổi tiếng nằm trong Dãy phòng của Raffello tại Vatican (hình bên phải).

Năm 1418, Công đồng Constance giải quyết Ly giáo Tây phương, và bầu ra một giáo hoàng người Roma là Máctinô V. Sự kiện này giúp Roma có một thế kỷ hoà bình nội bộ, đánh dấu khởi đầu nền Phục Hưng. Các giáo hoàng cai trị cho đến nửa đầu thế kỷ 16, trong đó Nicôla V lập ra Thư viện Vatican, Piô II là người theo chủ nghĩa nhân văn và có học thức, Xíttô IV là một giáo hoàng chiến binh, Alexanđê VI là người vô đạo đức và gia đình trị, từ Giuliô II là một người bảo trợ cho đến Lêô X có hiệu được đặt cho giai đoạn này ("thế kỷ Lêô X"), toàn bộ đều cống hiến sức lực của mình cho sự vĩ đại và vẻ đẹp của Thành phố vĩnh hằng, cho quyền lực dòng dõi của họ, và bảo trợ cho nghệ thuật. Trong những năm này, trung tâm của Phục Hưng Ý chuyển từ Firenze đến Roma. Các công trình uy nghi như Vương cung thánh đường Thánh Phêrô, Nhà nguyện Sistina và Cầu Sisto được xây dựng. Để hoàn thành chúng, các giáo hoàng đã thu hút các nghệ sĩ giỏi nhất đương thời, như Michelangelo, Perugino, Raffaello, Ghirlandaio, Luca Signorelli, Botticelli và Cosimo Rosselli.

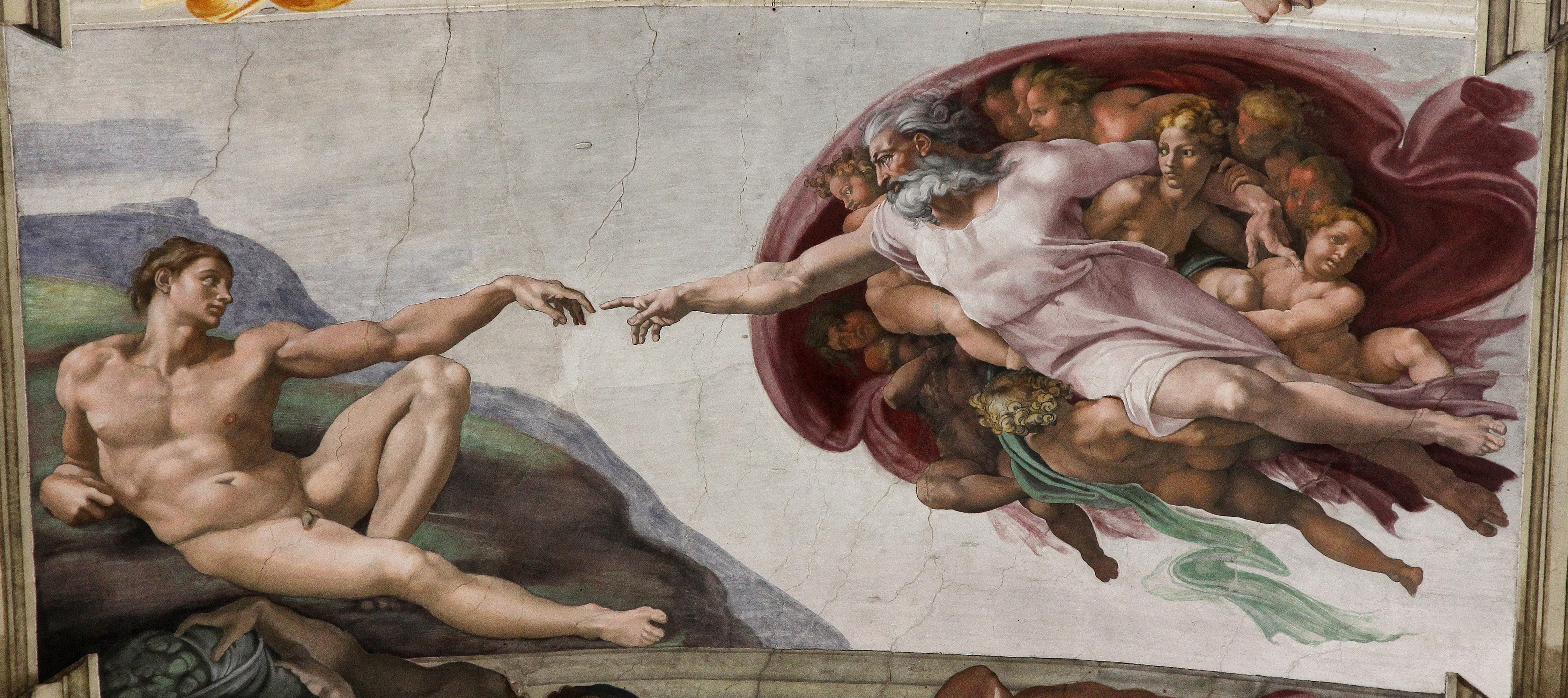
Bích họa Sự tạo dựng Adam của Michelangelo trên trần của nhà nguyện Sistina, Vatican.

Thời kỳ này cũng khét tiếng vì sự mục nát của chế độ giáo hoàng, với nhiều giáo hoàng nuôi con cái, và tham gia vào gia đình trị và mua quyền bán chức. Sự trụy lạc của các giáo hoàng và các chi phí khổng lồ cho các dự án xây dựng của họ, một phần, dẫn đến cuộc Cải cách Kháng nghị và đến lượt là Phong trào Phản Cải cách. Chẳng hạn, Alexanđê VI nổi tiếng với sự bại hoại, ngông cuồng và cuộc sống vô đạo đức. Dưới quyền những vị giáo hoàng phung phí và giàu có, Roma chuyển mình thành một trung tâm mỹ thuật, thi ca, âm nhạc, văn học, giáo dục và văn hoá. Roma trở thành nơi cạnh tranh với các thành phố lớn khác tại châu Âu đương thời về mức độ thịnh vượng, huy hoàng, nghệ thuật, tri thức và kiến trúc. Thời kỳ Phục Hưng đã thay đổi diện mạo của Roma một cách đáng kể, với các tác phẩm như Pietà của Michelangelo và các bức bích họa của phòng tranh Borgia. Roma đạt đến đỉnh cao của sự huy hoàng dưới thời Giáo hoàng Giuliô II (1503–1513) và những người kế vị như Lêô X và Clêmentê VII, cả hai đều là thành viên của Nhà Medici.

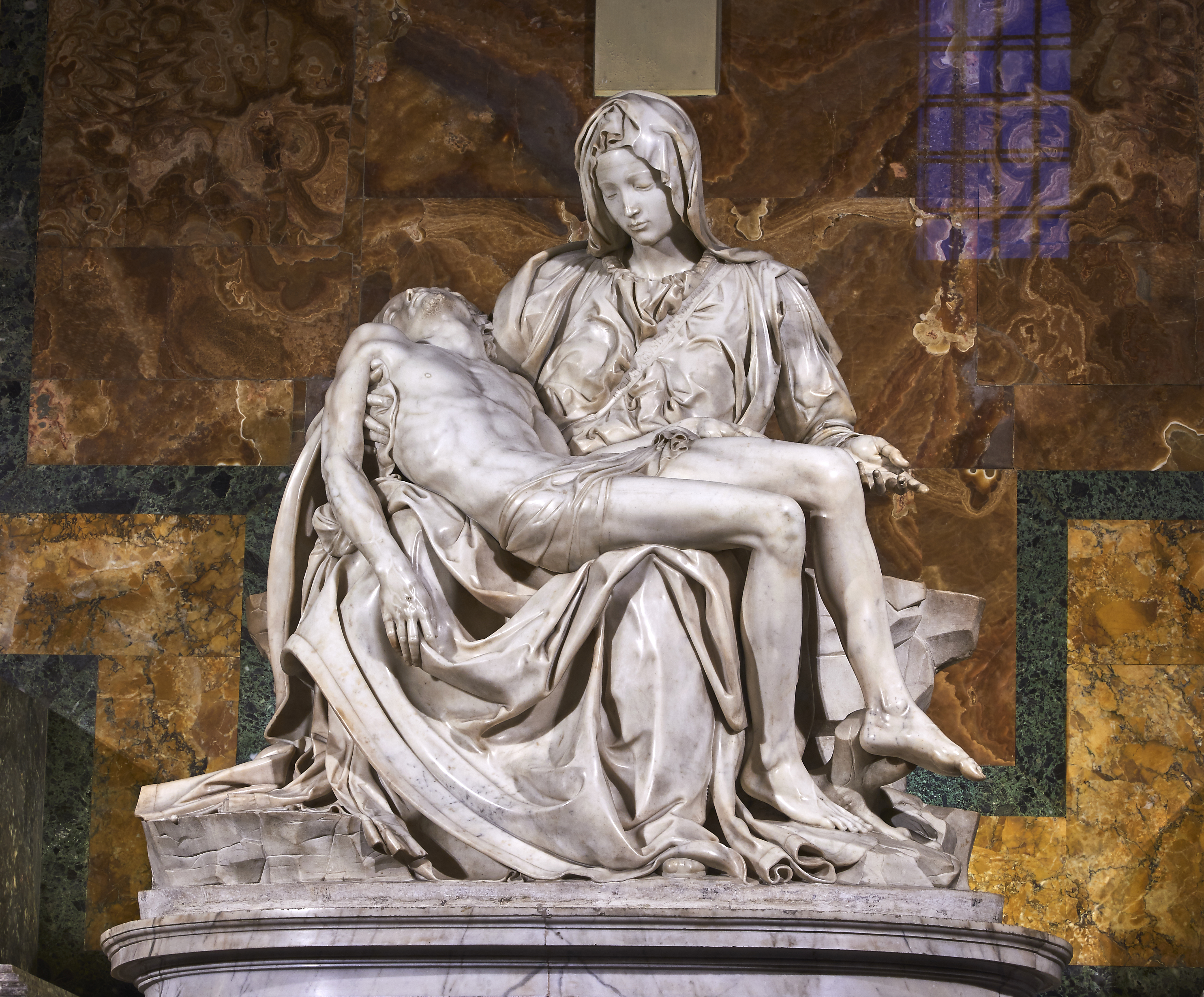
Điêu khắc Pietà hay Đức Mẹ sầu bi của Michelangelo, Vatican.

Trong giai đoạn hai mươi năm này, Roma trở thành một trong những trung tâm nghệ thuật vĩ đại nhất thế giới. Vương cung thánh đường Thánh Phêrô cũ được xây dựng bởi Constantinus Đại đế (bấy giờ đang trong tình trạng đổ nát) đã bị phá hủy và một nhà thờ mới bắt đầu hình thành. Thành phố đã chào đón các nghệ sĩ như Ghirlandaio, Perugino, Botticelli và Bramante, những người đã xây dựng ngôi đền Thánh Phêrô tại Montorio và lên kế hoạch lớn cho dự án cải tạo Vatican. Raffaello ngụ tại Roma đã trở thành một trong những họa sĩ nổi tiếng nhất của Ý, đã tạo ra những bức bích họa trong Dinh Farnesina, Dãy phòng của Raffaello, cùng với nhiều bức tranh nổi tiếng khác. Michelangelo bắt đầu trang trí trần nhà của Nhà nguyện Sistina và tạo ra bức tượng Moses nổi tiếng dành cho lăng mộ Giuliô II. Roma mất đi một phần đặc trưng tôn giáo của mình, ngày càng trở thành một thành phố Phục Hưng thực sự, với một số lượng lớn các yến tiệc thết đãi phổ biến, những cuộc đua ngựa, các lễ hội rình rang, những mưu đồ và nhiều tình tiết kịch tính cam go.

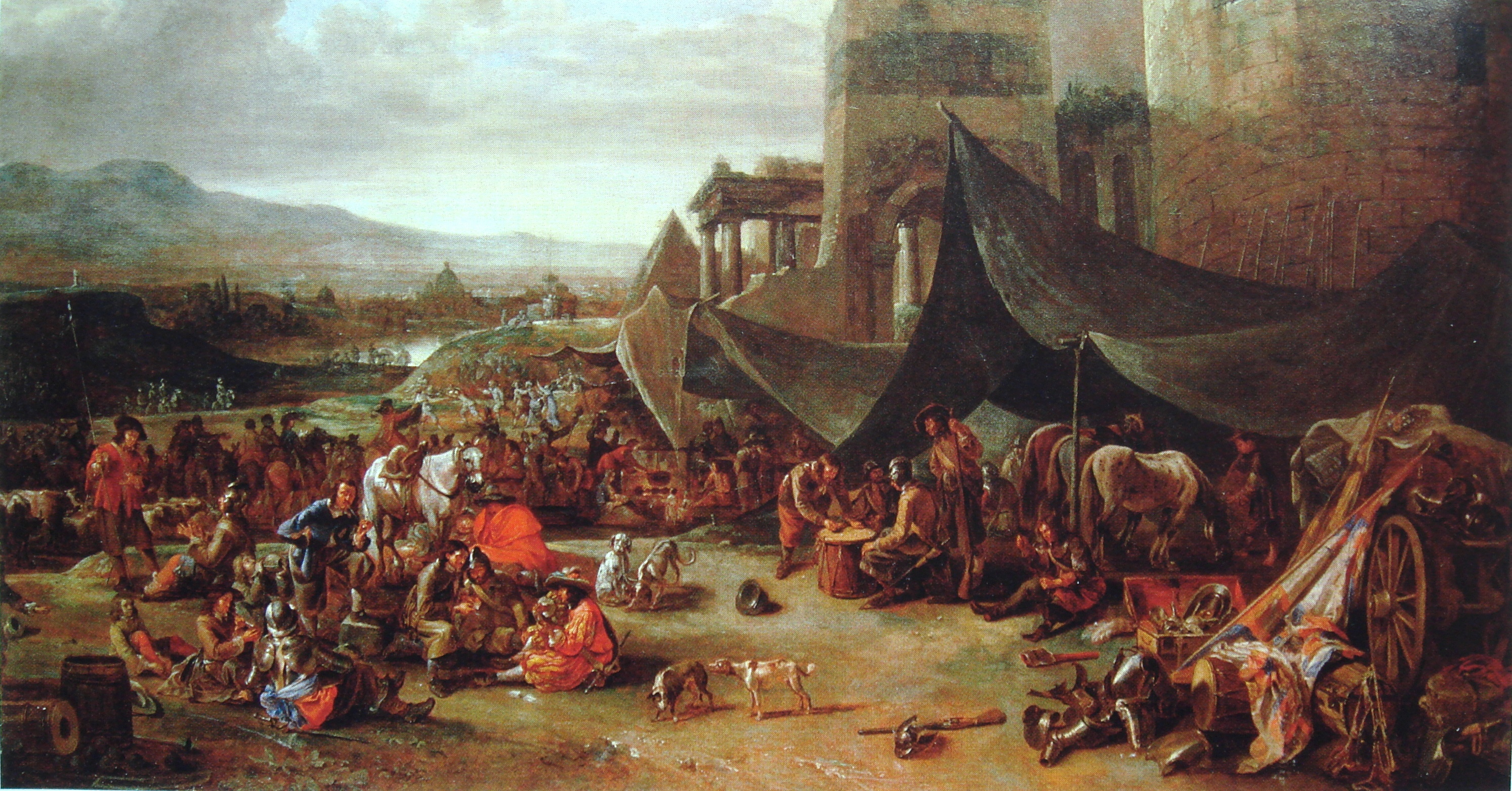
Cướp phá Roma năm 1527.

Kinh tế Roma giàu mạnh, với sự hiện diện của một số chủ ngân hàng người Toscana như Agostino Chigi, ông là một người bạn của Raffaello và là một người bảo trợ cho nghệ thuật. Trước khi mất sớm, Raffaello cũng đề xướng lần đầu tiên việc bảo tồn các di tích cổ đại. Mâu thuẫn giao tranh giữa Pháp với Tây Ban Nha tại châu Âu và chính sách đối ngoại của Clêmentê VII đã khiến cho Roma bị cướp phá lần đầu tiên trong gần 500 năm trở lại đây, năm 1527, quân đánh thuê Landsknecht của vua Tây Ban Nha là Karl V đã cướp phá thành phố, chấm dứt đột ngột thời đại hoàng kim của Phục Hưng tại Roma và thường được xem là sự kết thúc của nền Phục Hưng Ý. Sự kiện này tác động rất lớn đến lịch sử của châu Âu, Ý và Công giáo, tạo ra hiệu ứng gợn sóng lâu dài trên khắp văn hóa và chính trị thế giới.
Từ Công đồng Trentô vào năm 1545, Giáo hội Công giáo bắt đầu chống lại Cải cách Kháng nghị - phong trào nghi vấn quy mô lớn về thẩm quyền của Giáo hội trên các vấn đề tinh thần và sự vụ chính quyền. Việc mất lòng tin này sau đó dẫn đến những chuyển biến lớn về quyền lực rời xa khỏi Giáo hội. Dưới quyền các giáo hoàng từ Piô IV đến Xíttô V, Roma trở thành trung tâm của Công giáo cải cách và chứng kiến xây dựng các công trình kỷ niệm mới nhằm tán dương chế độ giáo hoàng khôi phục tính trọng đại. Các giáo hoàng và hồng y trong thế kỷ 17 và đầu thế kỷ 18 tiếp tục phong trào bằng việc tô điểm cho cảnh quan thành phố các toà nhà kiến trúc baroque.

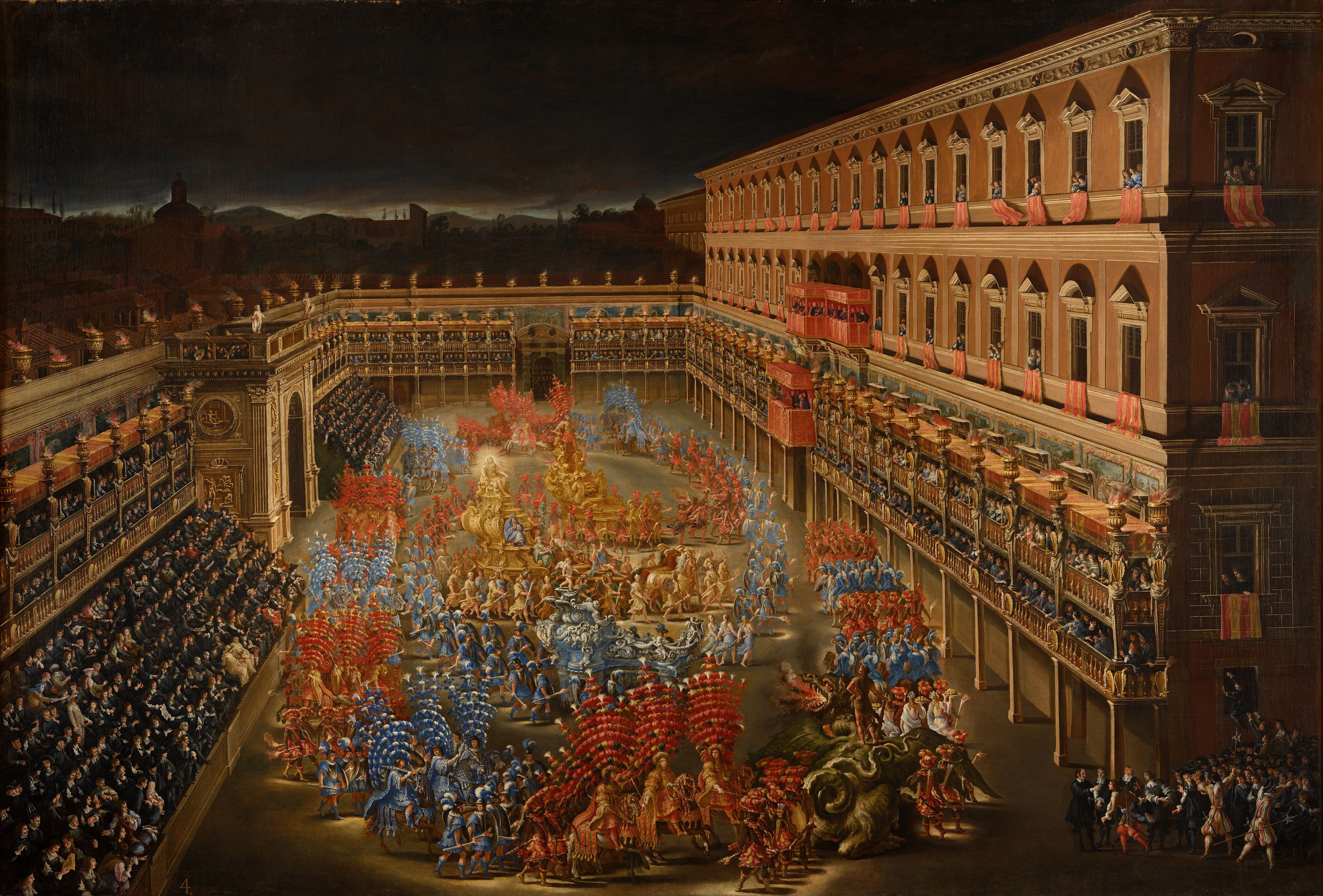
Lễ hội Carnaval năm 1656 tại Điện Barberini, vinh danh Kristina, Nữ hoàng Thụy Điển.

Diễn ra một giai đoạn gia đình trị khác, các gia đình quý tộc mới (Barberini, Pamphili, Chigi, Rospigliosi, Altieri, Odescalchi) được bảo hộ từ các giáo hoàng xuất thân từ gia đình của họ, các giáo hoàng xây cho người thân của mình các toà nhà baroque đồ sộ. Trong Thời kỳ Khai sáng, các tư tưởng mới cũng lan đến Roma, tại đây chế độ giáo hoàng ủng hộ các nghiên cữu khảo cổ và cải thiện phúc lợi của dân chúng. Nhưng không phải mọi thứ đều suôn sẻ cho Giáo hội trong thời kỳ Phản Kháng Cách. Đã có nhiều thất bại trong nỗ lực kiềm chế các chính sách chống Giáo hội của các cường quốc châu Âu thời bấy giờ, thất bại đáng chú ý nhất có lẽ là vào năm 1773 khi Giáo hoàng Clêmentê XIV bị các thế lực thế tục buộc phải đàn áp Dòng Tên.

### Hiện đại và đương đại
Quyền cai trị của các giáo hoàng bị gián đoạn một thời gian ngắn do Cộng hòa Roma (1798–1800), chế độ này được dựng lên do ảnh hưởng của Cách mạng Pháp. Vương quốc Giáo hoàng được khôi phục vào tháng 6 năm 1800, tuy nhiên trong thời kỳ Napoléon cai trị thì Roma bị thôn tính thành một tỉnh của Đế quốc Pháp, ban đầu là Département du Tibre (1808–1810) và sau là Département Rome (1810–1814). Sau khi Napoléon bị phế truất, nhà nước của Giáo hoàng được khôi phục thông qua Đại hội Viên, Áo năm 1814.
Năm 1849, một thể chế Cộng hòa Roma khác xuất hiện trong làn sóng các cuộc cách mạng năm 1848. Hai trong số các nhân vật có ảnh hưởng nhất của quá trình thống nhất nước Ý là Giuseppe Mazzini và Giuseppe Garibaldi chiến đấu cho nền cộng hòa yểu mệnh.
Roma sau đó trở thành tâm điểm của hy vọng tái thống nhất Ý, khi mà phần còn lại của Ý đã thống nhất thành Vương quốc Ý với thủ đô lâm thời tại Firenze. Năm 1861, Roma được tuyên bố là thủ đô của Ý dù vẫn đang do Giáo hoàng kiểm soát. Trong thập niên 1860, tàn dư của Vương quốc Giáo hoàng nằm dưới quyền bảo hộ của Pháp, nhờ vào chính sách đối ngoại của Napoléon III. Phải đến khi người Pháp rời khỏi Roma vào năm 1870 do Chiến tranh Pháp-Phổ thì binh sĩ Ý mới có thể chiếm giữ Roma, họ tiến vào thành phố qua một lỗ thủng tường thành gần Cổng thành Pia. Sau đó, Giáo hoàng Piô IX tự tuyên bố mình là tù nhân tại Vatican, và đến năm 1871 thủ đô của Ý cuối cùng đã được chuyển từ Firenze đến Roma.

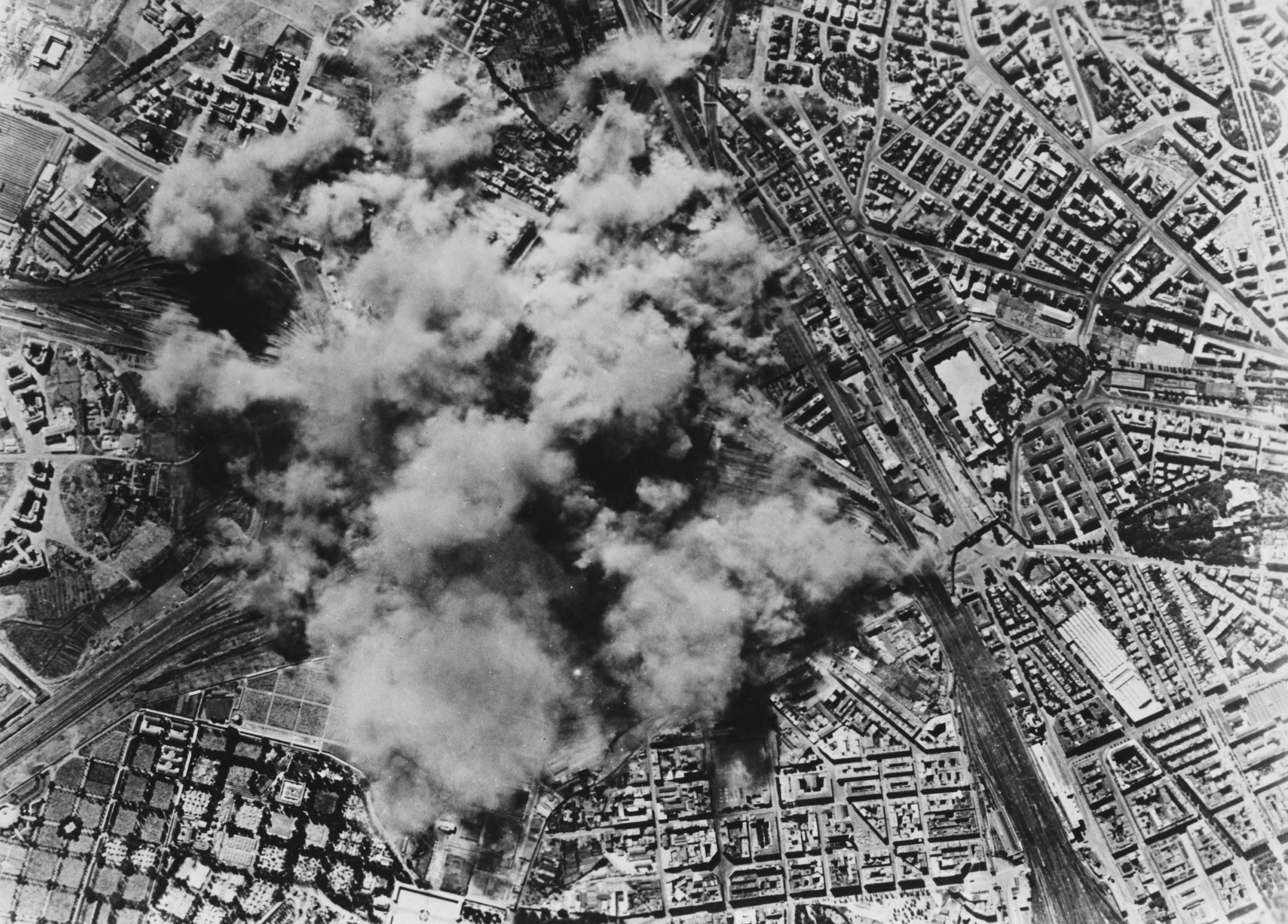
Quân Đồng Minh ném bom Roma năm 1943.

Không lâu sau Chiến tranh thế giới thứ nhất, Roma chứng kiến Phát xít Ý trỗi dậy dưới quyền lãnh đạo của Benito Mussolini. Ông ta tiến hành cuộc hành quân đến thủ đô vào năm 1922, cuối cùng tuyên bố một Đế quốc Ý và liên minh với Đức Quốc xã. Mussolini phá huỷ nhiều phần rộng lớn tại trung tâm thành phố nhằm xây dựng các đại lộ và quảng trường rộng, được cho là để tán dương chế độ phát xít và hồi sinh La Mã cổ đại. Giai đoạn giữa hai thế chiến chứng kiến dân số thành phố gia tăng nhanh chóng, vượt qua một triệu người. Trong Chiến tranh thế giới thứ hai, do sở hữu kho tàng nghệ thuật và hiện diện của Vatican, nên Roma phần lớn thoát khỏi số phận bi thảm như nhiều thành phố châu Âu khác. Tuy nhiên, vào ngày 19 tháng 7 năm 1943, khu San Lorenzo bị quân Anh-Mỹ oanh tạc, khiến khoảng 3.000 người thiệt mạng tại chỗ và 11.000 người bị thương và sau đó có thêm 1.500 người chết. Sau khi chế độ Mussolini sụp đổ và Hoà ước Ý vào ngày 8 tháng 9 năm 1943, thành phố bị người Đức chiếm đóng, và được tuyên bố là thành phố mở theo sau sự kiện Giải phóng Roma vào ngày 4 tháng 6 năm 1944.
Roma phát triển rất nhanh sau chiến tranh, là một trong các động lực chính đằng sau "kỳ tích kinh tế Ý" về tái thiết và hiện đại hóa thời hậu chiến trong thập niên 1950 và đầu thập niên 1960. Trong giai đoạn này, những năm la dolce vita ("cuộc sống ngọt ngào"), Roma trở thành một thành phố thời thượng, với các phim cổ điển đại chúng như Ben Hur, Quo Vadis, Roman Holiday và La Dolce Vita được quay tại xưởng phim Cinecittà có tính biểu tượng của thành phố. Xu hướng tăng trưởng dân số tiếp tục cho đến giữa thập niên 1980 khi thành phố đạt trên 2,8 triệu cư dân. Sau đó, dân số bắt đầu giảm chậm do cư dân bắt đầu chuyển đến các vùng ngoại ô lân cận Roma.

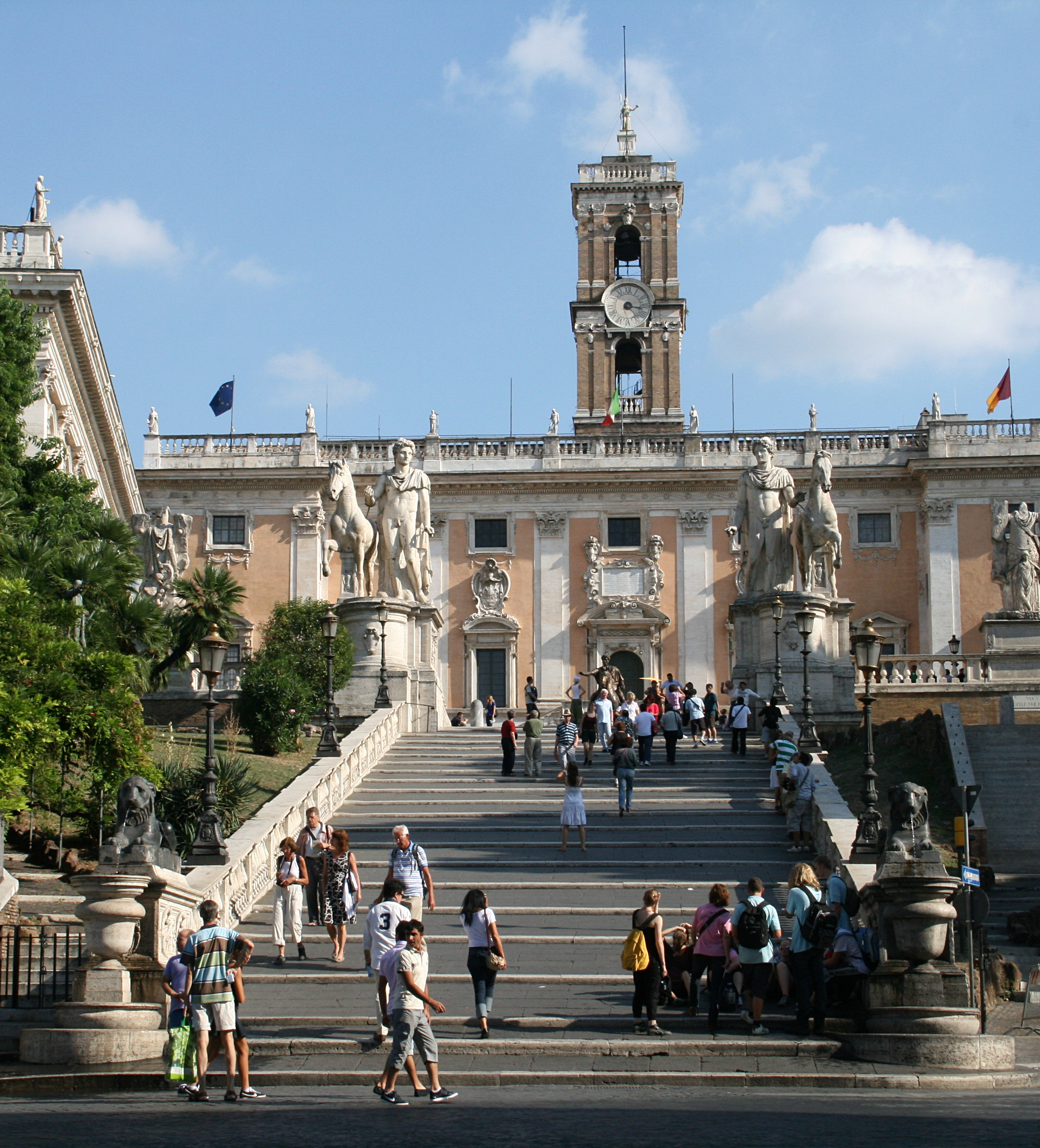
Tòa thị chính Roma là Điện Senatorio, nằm trên ngọn đồi Capitolinus.

## Tổ chức hành chính và chính quyền

### Chính quyền thành phố
Địa phương Roma hiến lập thành một đô thị cấp huyện đặc biệt (comune speciale) có tên chính thức là Roma Capitale ("Roma Thủ đô"), và lớn nhất về diện tích và dân số trong tổng số 8.101 các huyện hành chính (comune) của Ý. Thành phố nằm dưới quyền quản lý của một thị trưởng và một hội đồng thành phố. Văn phòng trụ sở đặt tại Điện Senatorio trên đồi Capitolinus, nơi đầu não lịch sử của chính quyền thành phố. Chính quyền thành phố tại Roma thường được gọi là "Campidoglio", tên của ngọn đồi này trong tiếng Ý.

### Tổ chức hành chính
Kể từ năm 1972, thành phố được chia thành các quận hành chính gọi là municipio (trước năm 2001 gọi là circoscrizione). Chúng được lập ra vì mục đích hành chính để tăng cường phi tập trung hoá tại khu trung tâm thành phố. Mỗi quận nằm dưới quyền quản lý của một chủ tịch và một hội đồng gồm 25 thành viên, họ được các cư dân bầu ra mỗi 5 năm. Các quận thường vắt qua các ranh giới của các phân khu truyền thống, phi hành chính của thành phố. Số lượng quận ban đầu là 20, sau còn 19, và đến năm 2013 con số này giảm còn 15.
| Quận      | Tên                                              | Dân số (người) 31 tháng 12 năm 2015 | Diện tích (km²) | Mật độ (người/km²) | Bản đồ           |
| --------- | ------------------------------------------------ | ----------------------------------- | --------------- | ------------------ | ---------------- |
| Quận 1    | Centro Storico Trung tâm lịch sử                 | 186.802                             | 19,91           | 9.382              | 15 quận của Roma |
| Quận 2    | Parioli - Nomentano                              | 167.736                             | 19,60           | 8.567              | 15 quận của Roma |
| Quận 3    | Monte Sacro Núi Thánh                            | 204.514                             | 97,82           | 2.091              | 15 quận của Roma |
| Quận 4    | Tiburtina                                        | 177.084                             | 49,15           | 3.603              | 15 quận của Roma |
| Quận 5    | Prenestino - Centocelle                          | 246.471                             | 27,00           | 9.137              | 15 quận của Roma |
| Quận 6    | Roma delle Torri Roma của những ngọn tháp        | 256.261                             | 113,40          | 2.261              | 15 quận của Roma |
| Quận 7    | San Giovanni - Cinecittà Thánh Gioan - Cinecittà | 307.607                             | 46,80           | 6.580              | 15 quận của Roma |
| Quận 8    | Appia Antica Đường cổ Appia                      | 131.082                             | 47,29           | 2.772              | 15 quận của Roma |
| Quận 9    | EUR                                              | 180.511                             | 183,17          | 985                | 15 quận của Roma |
| Quận 10   | Ostia                                            | 230.544                             | 150,64          | 1.530              | 15 quận của Roma |
| Quận 11   | Arvalia - Portuense                              | 154.871                             | 70,90           | 2.185              | 15 quận của Roma |
| Quận 12   | Monte Verde Núi Xanh                             | 140.996                             | 73,12           | 1.928              | 15 quận của Roma |
| Quận 13   | Aurelia                                          | 133.813                             | 68,70           | 1.949              | 15 quận của Roma |
| Quận 14   | Monte Mario Núi Mario                            | 190.513                             | 131,30          | 1.451              | 15 quận của Roma |
| Quận 15   | Cassia - Flaminia                                | 158.561                             | 186,70          | 849                | 15 quận của Roma |
| Tổng cộng | 15 quận                                          | 2.867.366 người                     | 1.285,5 km²     | 2.230 người/km²    | 15 quận của Roma |

### Khu trung tâm lịch sử

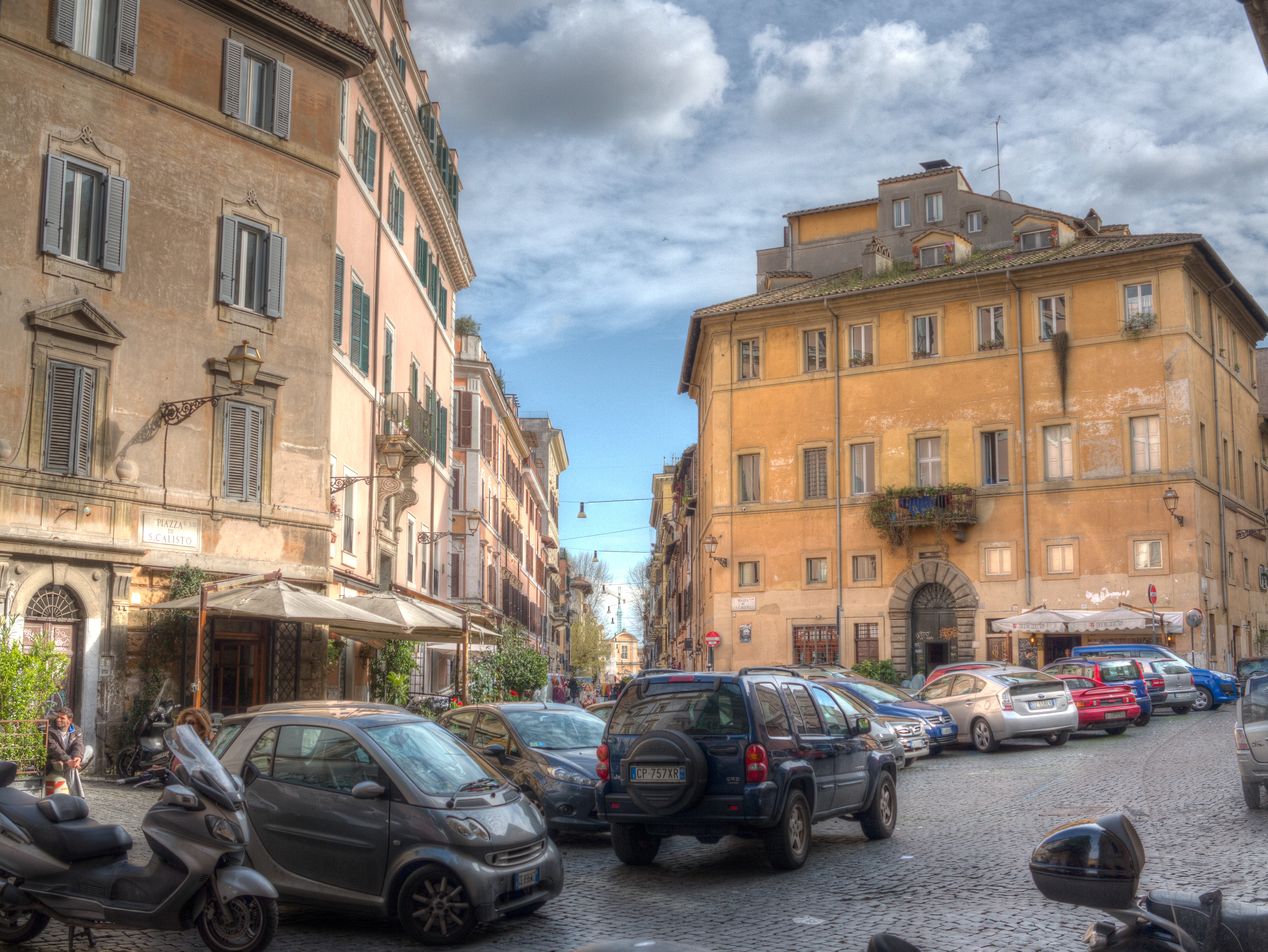
Phường thứ 13 Trastevere, một trong những khu phố cổ nổi tiếng nhất của Roma.

Roma còn được chia theo nhiều loại đơn vị phi hành chính khác nhau. Trung tâm lịch sử của Roma được chia thành 22 phường, gọi là rione, toàn bộ đều nằm trong tường thành Aurelianus ngoại trừ hai phường Prati và Borgo. Chúng bắt nguồn từ các khu vực của thành Roma cổ đại, tiến hoá vào thời trung cổ thành các rione trung cổ. Đến thời Phục Hưng, dưới quyền Giáo hoàng Xíttô V, chúng lại đạt đến con số 14, ranh giới của chúng cuối cùng được xác định dưới thời Giáo hoàng Biển Đức XIV vào năm 1743.
Một cách phân chia mới của thành phố dưới thời Napoléon nhanh chóng biến mất, và không có thay đổi rõ rệt nào về tổ chức của thành phố cho đến năm 1870, khi Roma trở thành thủ đô của Ý. Nhu cầu về thủ đô mới dẫn đến bùng nổ về đô thị hoá lẫn dân số trong và ngoài tường thành Aurelianus. Năm 1874, phường thứ 15 là Esquilino được tạo ra tại vùng mới đô thị hoá của phường Monti. Khi bước vào thế kỷ 20, các phường khác được tạo ra là Prati, và cũng là cuối cùng. Sau đó, các phân khu hành chính chính mới của thành phố sử dụng tên quartiere ("khu"). Ngày nay, toàn bộ các phường rione là đều thuộc Quận 1, tương đương với khu vực trung tâm lịch sử (Centro Storico).

### Chính quyền thành phố đô thị và vùng hành chính
Roma là tỉnh lỵ của Thành phố đô thị Roma Thủ đô hoạt động từ ngày 1 tháng 1 năm 2015. Thành phố đô thị này thay thế tỉnh Roma cũ, bao gồm vùng đại đô thị của thành phố và trải rộng về phía bắc đến Civitavecchia. Thành phố đô thị Roma Thủ đô lớn nhất về diện tích tại Ý với 5.352 km², tương đương với vùng Liguria. Roma còn là thủ phủ của vùng hành chính Lazio.

### Chính quyền trung ương
Roma là thủ đô của Ý, và là nơi đặt trụ sở của chính Ý. Các dinh thự chính thức của Tổng thống Ý và Thủ tướng Ý, trụ sở lưỡng viện Nghị viện Ý và của Toà án Hiến pháp Ý nằm tại trung tâm lịch sử của thành phố. Các bộ của nhà nước nằm phân tán khắp thành phố; trong đó bao gồm Bộ Ngoại giao và Hợp tác Quốc tế được đặt tại Điện Farnesina gần sân vận động Olimpico.

## Địa lý

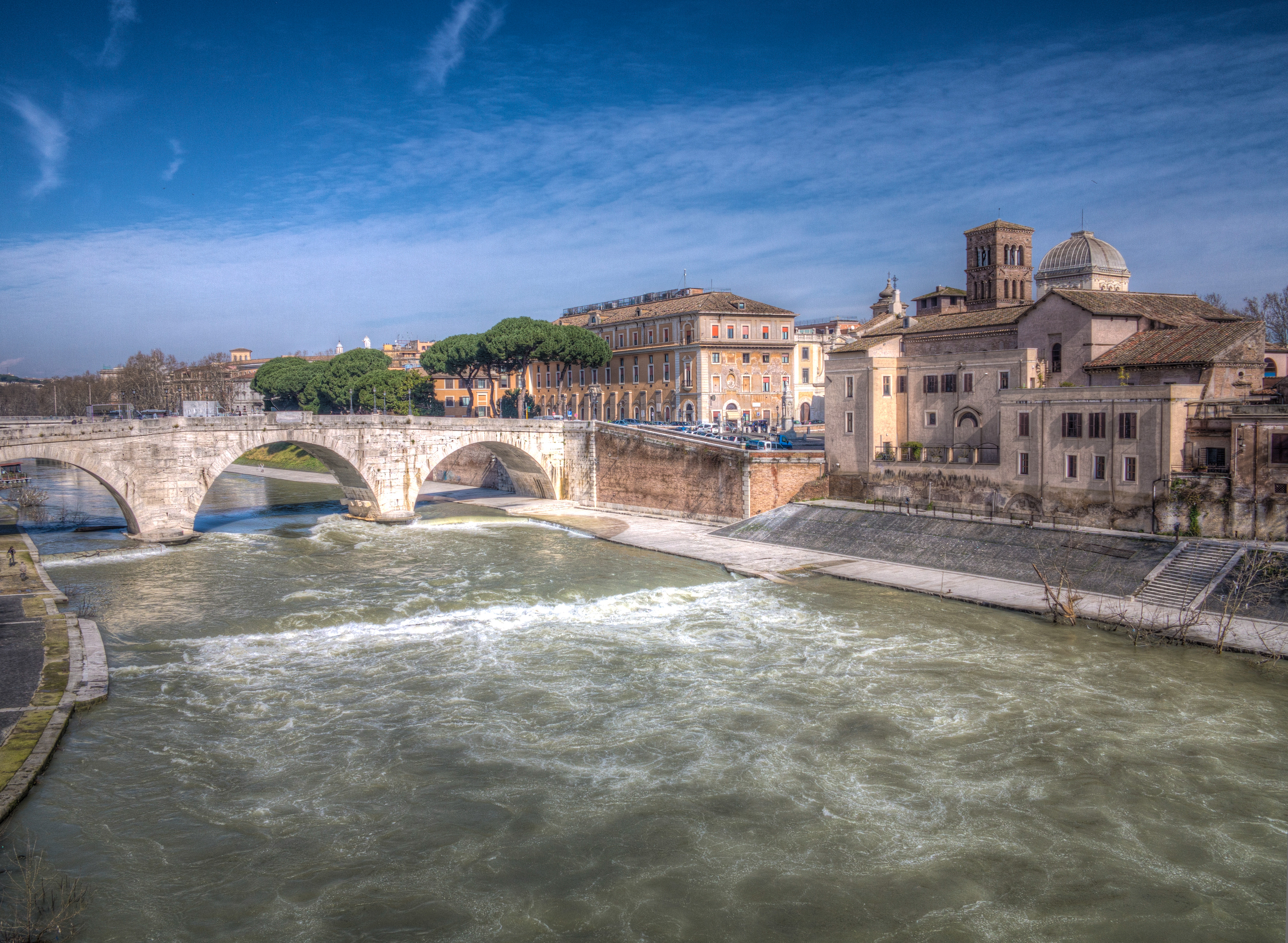
Đảo Tiberina là khúc cạn tự nhiên nằm giữa sông Tiber, trung tâm Roma.

### Vị trí lịch sử
Roma hình thành bên lưu vực sông Tiber thuộc vùng Latium lịch sử, ngày nay là vùng Lazio miền Trung Ý. Khu dân cư ban đầu phát triển trên bảy ngọn đồi đối diện một khúc cạn gần đảo Tiberina, là khúc cạn tự nhiên duy nhất của sông tại khu vực này. Trong suốt chiều dài lịch sử từ thời cổ đại đến cuối thế kỷ 19, giới hạn đô thị của thành Roma được xem là khu vực nằm bên trong chu vi tường thành Aurelianus, có diện tích 13,7 km².
Ban đầu, tường thành Servius được xây 12 năm sau khi người Gallia cướp phá thành phố vào năm 387 TCN. Nó bao gồm phần lớn các đồi Esquilinus và Caelius, cũng như toàn bộ năm đồi còn lại. Roma nhanh chóng phát triển ra ngoài tường thành này, và không cần xây dựng thêm bất cứ pháo đài phòng thủ nào khác bởi sự ổn định do Thái bình La Mã mang lại và sự bảo vệ của quân đội La Mã, mãi cho đến gần 700 năm sau tức năm 270 do cuộc khủng hoảng thế kỷ thứ Ba và họa xâm lăng của các bộ tộc man rợ, Hoàng đế Aurelianus bắt đầu cho xây dựng tường thành lớn kiên cố và đồ sộ hơn để bảo vệ Roma, chúng dài gần 19 km, và chính là bức tường mà binh sĩ Vương quốc Ý phải vượt qua để tiến vào thành phố năm 1870 với sứ mạng thống nhất nước Ý.

### Lãnh thổ hiện đại
Từ thành La Mã cổ đại 14 km² làm cốt lõi, lãnh thổ thành phố Roma hiện đại vươn ra rất rộng lớn bao gồm cả những khu vực nguyên sơ hoặc bỏ hoang hàng thế kỷ và đầm lầy không phù hợp cho phát triển nông nghiệp cũng như đô thị. Với diện tích là 1.285 km², Roma là thành phố lớn nhất Ý và một trong những thủ đô khổng lồ của châu Âu xét về diện tích. Do đó, mật độ dân số của thành phố Roma không phải là cao, với sự hiện diện của nhiều không gian phủ xanh rộng lớn trải khắp thành phố. Địa giới Roma bị phân chia giữa các khu vực đô thị hóa cao độ và các khu vực được xác định là công viên, khu bảo tồn tự nhiên, và cho mục đích nông nghiệp.

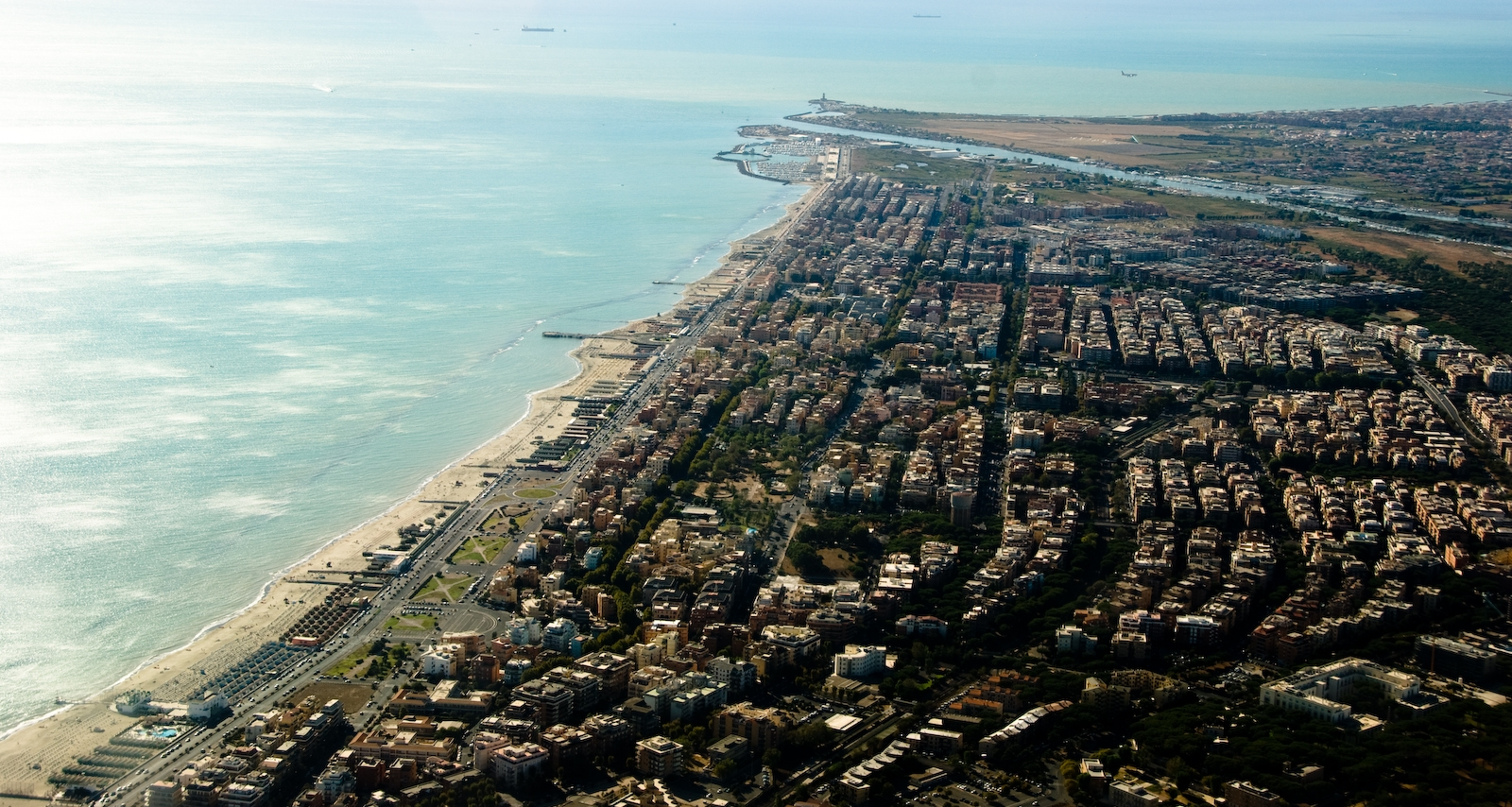
Quận 10 mang tên Ostia là quận giáp biển duy nhất của thủ đô.

Khu vực đô thị của thành phố được chia làm hai phần trong và ngoài thông qua đường vành đai Grande Raccordo Anulare ("GRA") hoàn thành vào năm 1962, nó bao quanh khu vực bên trong thành phố với bán kính khoảng 11 km tính từ đồi Capitolinus. Mặc dù khi đường vành đai hoàn thành thì hầu hết các khu vực dân cư đều nằm bên trong nó (một trong số ngoại lệ là ngôi làng cổ đại Ostia nằm ven biển Tyrrhenum), song về sau nhiều khu đô thị mới được xây dựng nới rộng ra bên ngoài đến 20 km. Thành phố còn có một sông khác là Aniene, hợp lưu vào Tiber về phía bắc của khu vực trung tâm lịch sử.
Mặc dù trung tâm Roma nằm cách biển Tyrrhenum khoảng 24 km, song địa giới thành phố trải dài đến bờ biển trên địa bàn Quận 10 ở phía tây nam, mang tên Ostia, do đó Roma là một trong số ít các thủ đô của châu Âu có bờ biển và đồng thời là thành phố giáp biển lớn nhất tại châu lục này với đường bờ biển dài 20 km.

### Địa hình

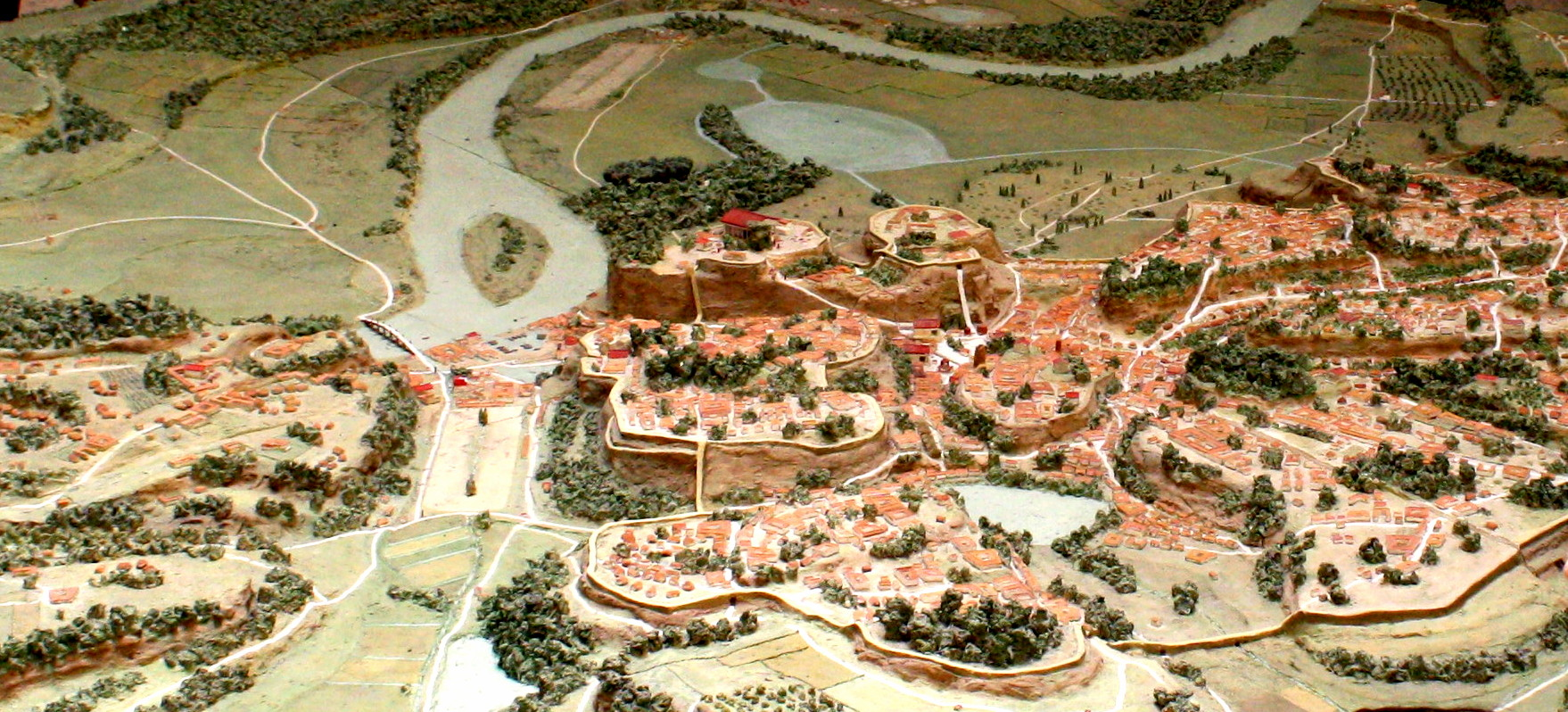
Mô hình thành Roma cổ đại với bảy ngọn đồi La Mã tại Bảo tàng Văn minh La Mã.

Lãnh thổ hình thành nên Roma có lịch sử địa chất phức tạp: tầng mặt nền bao gồm vật chất do nham tầng tạo thành từ các núi lửa hiện không còn hoạt động, bao quanh khu vực thành phố về phía đông nam là núi lửa Latium ở dãy Albani và núi lửa Sabatini phía tây bắc, khoảng từ 300.000 đến 600.000 năm trước. Phần lớn các ngọn đồi tại Roma được hình thành từ thế địa tầng này. Sau đó, dòng chảy linh hoạt của sông Tiber và Aniene đã góp phần làm xói mòn các phù điêu và trầm tích đặc trưng cho lãnh thổ thực tế. Do đó, lãnh thổ của Roma thể hiện các cảnh quan thiên nhiên và đặc điểm môi trường khác nhau: một số ngọn núi và đồi (bao gồm bảy ngọn đồi La Mã lịch sử), các khu vực bằng phẳng, sông Tiber và các nhánh của nó, một hòn đảo trên sông (đảo Tiberina), bờ biển Ostia cũng như các hồ Bracciano và Martignano và các hồ nhân tạo. Vành đai địa chấn của Roma được xếp vào vùng 3 tức có biên độ động đất ở mức thấp.
Roma sơ khởi được xây dựng trên Bảy ngọn đồi La Mã bao gồm Aventinus, Caelius, Capitolinus, Esquilinus, Palatinus, Quirinalis và Viminalis. Khu trung tâm lịch sử còn bao gồm các đồi Janiculum, Pincius và đồi Vatican, cũng như các gò nhân tạo như núi Testaccio và núi Giordano. Bên ngoài những bức tường trải dài những ngọn đồi cao hơn như núi Mario (Monte Mario), núi Antenne, núi Parioli, núi Thánh (Montesacro) và núi Xanh (Monteverde). Độ cao Roma dao động từ 13 mét trên mực nước biển (tại nền đền Pantheon trung tâm thành phố) cho đến 139 mét trên mực nước biển tại núi Mario (nơi cao nhất tại Roma, từ đó người ta có thể ngắm một trong những khung cảnh đẹp nhất của thành phố).

## Khí hậu

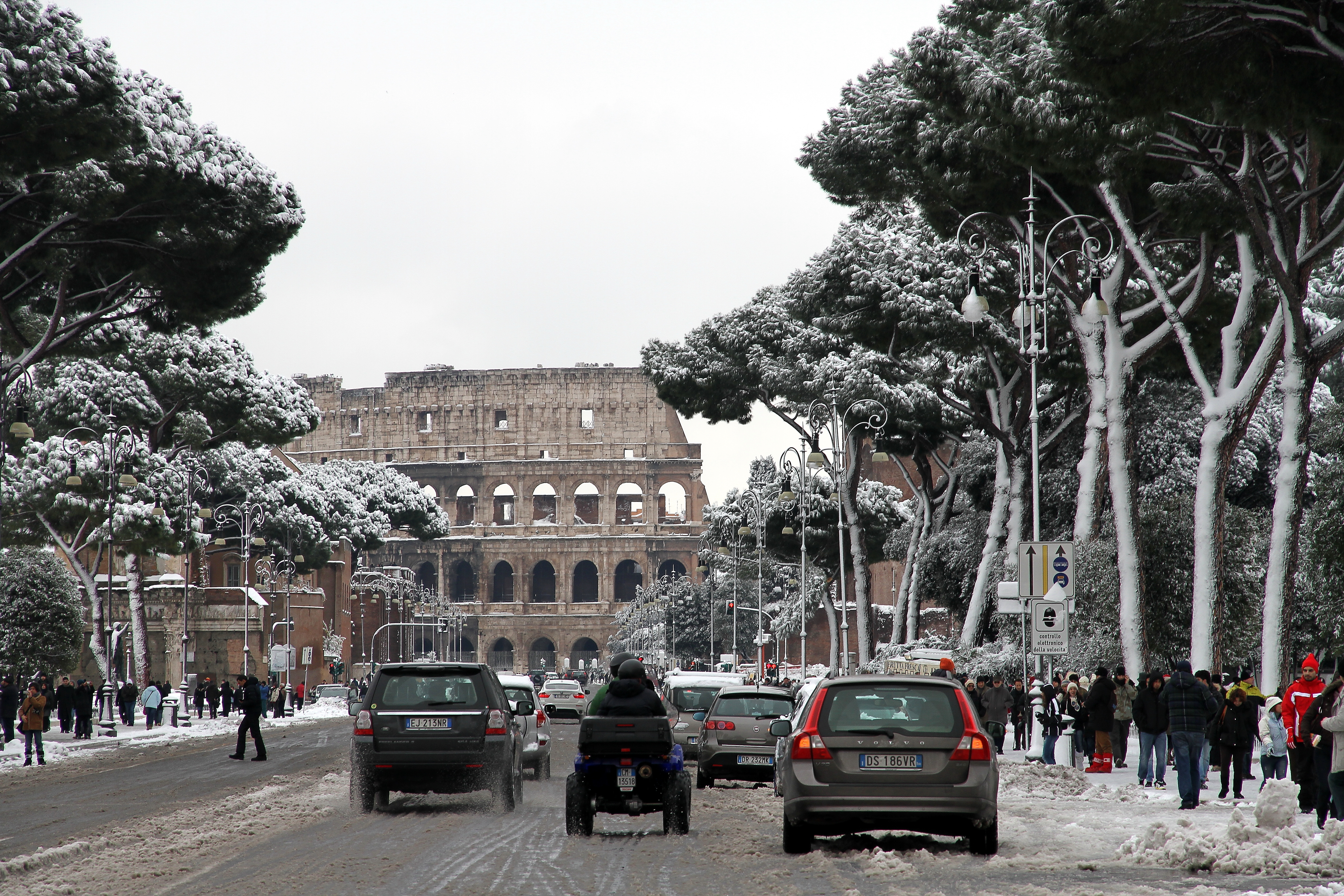
Tuyết được xem là hiếm có tại Roma.

Roma có khí hậu Địa Trung Hải (phân loại khí hậu Köppen: Csa), với mùa đông mát và ẩm ướt còn mùa hè ấm và khô. Nhiệt độ trung bình năm là trên 20 °C (68 °F) vào ban ngày và 10 °C (50 °F) vào ban đêm. Trong tháng lạnh nhất là tháng 1, nhiệt độ trung bình là 12 °C (54 °F) vào ban ngày và 3 °C (37 °F) vào ban đêm. Trong các tháng nóng nhất là tháng 7 và tháng 8, nhiệt độ trung bình là 30 °C (86 °F) vào ban ngày và 18 °C (64 °F) vào ban đêm.
Các tháng 12, 1 và 2 là các tháng lạnh nhất, nhiệt độ trung bình ban ngày là 8 °C (46 °F). Nhiệt độ trong các tháng này thường dao động từ 10 đến 15 °C (50 - 59 °F) vào ban ngày và 3 đến 5 °C (37 - 41 °F) vào ban đêm, song thường xuyên có các đợt lạnh hơn hoặc ấm hơn. Tuyết rơi là hiện tượng hiếm song không phải là không có, các trận tuyết nhẹ hoặc mưa tuyết diễn ra hầu như mọi mùa đông, thường không tích tụ lại, và các đợt tuyết lớn diễn ra một lần trong khoảng mỗi 5 năm (gần đây nhất là vào năm 2018, trước đó là năm 2012).
Độ ẩm tương đối trung bình là 75%, dao động từ 72% vào tháng 7 đến 77% vào tháng 11. Nhiệt đội biển dao động từ mức thấp 13 °C (55 °F) trong tháng 2 và tháng 3 đến mức cao 24 °C (75 °F) trong tháng 8.
| Dữ liệu khí hậu của Sân bay Ciampino Roma (độ cao: 105 m)         | Dữ liệu khí hậu của Sân bay Ciampino Roma (độ cao: 105 m) | Dữ liệu khí hậu của Sân bay Ciampino Roma (độ cao: 105 m) | Dữ liệu khí hậu của Sân bay Ciampino Roma (độ cao: 105 m) | Dữ liệu khí hậu của Sân bay Ciampino Roma (độ cao: 105 m) | Dữ liệu khí hậu của Sân bay Ciampino Roma (độ cao: 105 m) | Dữ liệu khí hậu của Sân bay Ciampino Roma (độ cao: 105 m) | Dữ liệu khí hậu của Sân bay Ciampino Roma (độ cao: 105 m) | Dữ liệu khí hậu của Sân bay Ciampino Roma (độ cao: 105 m) | Dữ liệu khí hậu của Sân bay Ciampino Roma (độ cao: 105 m) | Dữ liệu khí hậu của Sân bay Ciampino Roma (độ cao: 105 m) | Dữ liệu khí hậu của Sân bay Ciampino Roma (độ cao: 105 m) | Dữ liệu khí hậu của Sân bay Ciampino Roma (độ cao: 105 m) | Dữ liệu khí hậu của Sân bay Ciampino Roma (độ cao: 105 m) |
| Tháng                                                             | 1                                                         | 2                                                         | 3                                                         | 4                                                         | 5                                                         | 6                                                         | 7                                                         | 8                                                         | 9                                                         | 10                                                        | 11                                                        | 12                                                        | Năm                                                       |
| ----------------------------------------------------------------- | --------------------------------------------------------- | --------------------------------------------------------- | --------------------------------------------------------- | --------------------------------------------------------- | --------------------------------------------------------- | --------------------------------------------------------- | --------------------------------------------------------- | --------------------------------------------------------- | --------------------------------------------------------- | --------------------------------------------------------- | --------------------------------------------------------- | --------------------------------------------------------- | --------------------------------------------------------- |
| Trung bình ngày tối đa °C (°F)                                    | 11.9 (53.4)                                               | 13.0 (55.4)                                               | 15.2 (59.4)                                               | 17.7 (63.9)                                               | 22.8 (73.0)                                               | 26.9 (80.4)                                               | 30.3 (86.5)                                               | 30.6 (87.1)                                               | 26.5 (79.7)                                               | 21.4 (70.5)                                               | 15.9 (60.6)                                               | 12.6 (54.7)                                               | 20.4 (68.7)                                               |
| Trung bình ngày °C (°F)                                           | 7.5 (45.5)                                                | 8.2 (46.8)                                                | 10.2 (50.4)                                               | 12.6 (54.7)                                               | 17.2 (63.0)                                               | 21.1 (70.0)                                               | 24.1 (75.4)                                               | 24.5 (76.1)                                               | 20.8 (69.4)                                               | 16.4 (61.5)                                               | 11.4 (52.5)                                               | 8.4 (47.1)                                                | 15.2 (59.4)                                               |
| Tối thiểu trung bình ngày °C (°F)                                 | 3.1 (37.6)                                                | 3.5 (38.3)                                                | 5.2 (41.4)                                                | 7.5 (45.5)                                                | 11.6 (52.9)                                               | 15.3 (59.5)                                               | 18.0 (64.4)                                               | 18.3 (64.9)                                               | 15.2 (59.4)                                               | 11.3 (52.3)                                               | 6.9 (44.4)                                                | 4.2 (39.6)                                                | 10.0 (50.0)                                               |
| Lượng Giáng thủy trung bình mm (inches)                           | 66.9 (2.63)                                               | 73.3 (2.89)                                               | 57.8 (2.28)                                               | 80.5 (3.17)                                               | 52.8 (2.08)                                               | 34.0 (1.34)                                               | 19.2 (0.76)                                               | 36.8 (1.45)                                               | 73.3 (2.89)                                               | 113.3 (4.46)                                              | 115.4 (4.54)                                              | 81.0 (3.19)                                               | 804.3 (31.67)                                             |
| Số ngày giáng thủy trung bình (≥ 1 mm)                            | 7.0                                                       | 7.6                                                       | 7.6                                                       | 9.2                                                       | 6.2                                                       | 4.3                                                       | 2.1                                                       | 3.3                                                       | 6.2                                                       | 8.2                                                       | 9.7                                                       | 8.0                                                       | 79.4                                                      |
| Số giờ nắng trung bình tháng                                      | 120.9                                                     | 132.8                                                     | 167.4                                                     | 201.0                                                     | 263.5                                                     | 285.0                                                     | 331.7                                                     | 297.6                                                     | 237.0                                                     | 195.3                                                     | 129.0                                                     | 111.6                                                     | 2.472,8                                                   |
| Nguồn: Servizio Meteorologico, dữ liệu về số giờ nắng (1971–2000) |                                                           |                                                           |                                                           |                                                           |                                                           |                                                           |                                                           |                                                           |                                                           |                                                           |                                                           |                                                           |                                                           |

## Nhân khẩu
| Biểu đồ dân số thành Roma từ năm 270 TCN đến hiện đại (đơn vị: nghìn người) |
|                                                                             |
| Nguồn: ISTAT - Viện Thống kê Quốc gia Ý                                     |

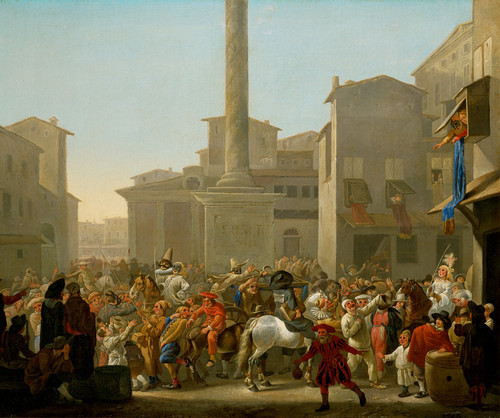
Tranh mô phỏng lễ hội Carnival tại Roma năm 1650.

Năm 550 TCN, Roma là thành phố lớn thứ nhì tại Ý, sau Tarentum là thành phố lớn nhất. Roma từng có diện tích khoảng 285 hecta và dân số ước tính đạt 35.000. Các nguồn khác cho rằng dân số ở sát dưới mức 100.000 từ 600–500 TCN. Đến khi nền Cộng hoà được thành lập vào năm 509 TCN, điều tra nhân khẩu ghi nhận dân số 130.000. Cộng hòa La Mã bao gồm bản thân thành phố và khu vực xung quanh. Các nguồn khác cho rằng dân số đạt 150.000 vào năm 500 TCN. Dân số Roma vượt 300.000 người vào năm 150 TCN.
Quy mô thành phố vào thời Hoàng đế Augustus là vấn đề cần nghiên cứu, các ước tính dựa trên phân bổ lương thực, nhập khẩu lương thực, dung tích cống nước, giới hạn thành phố, mật độ dân số, báo cáo nhân khẩu, và giả định về số nữ giới, trẻ em và nô lệ không được báo cáo. Glenn Storey ước tính có 450.000 người, Whitney Oates ước tính 1,2 triệu, Neville Morely đưa ra con số 800.000 và loại trừ các đề xuất trước đó về mức 2 triệu.

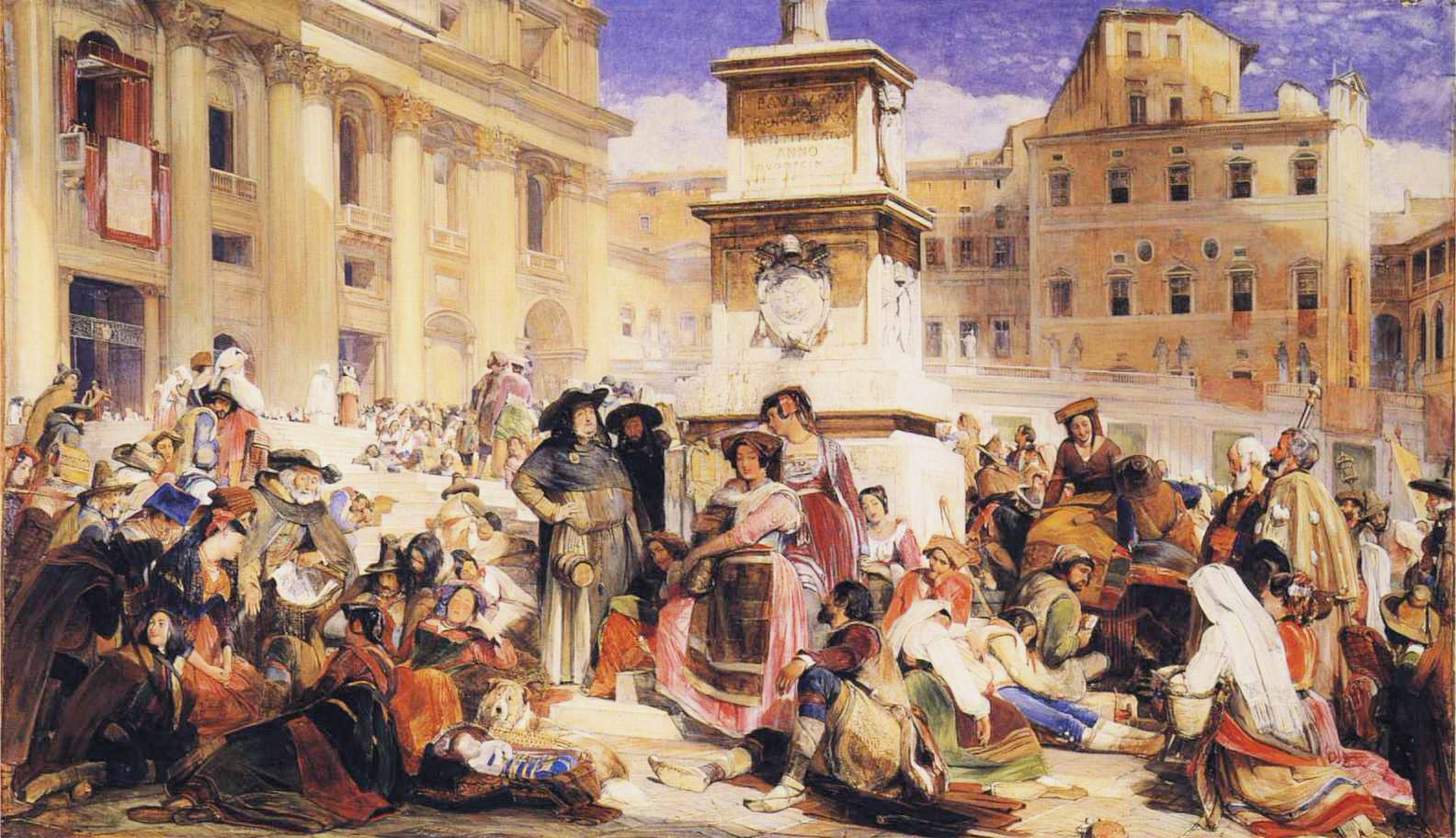
Lễ Phục sinh tại Roma năm 1840.

Sau khi Đế quốc Tây La Mã sụp đổ, dân số thành phố giảm xuống dưới 50.000 người. Dân số tiếp tục đình trệ hoặc giảm cho đến thời kỳ Phục Hưng. Khi Vương quốc Ý sáp nhập Roma vào năm 1870, thành phố có dân số khoảng 200.000. Con số này tăng lên đến 600.000 ngay trước Chiến tranh thế giới thứ nhất. Chế độ phát xít của Mussolini nỗ lực ngăn chặn dân số gia tăng quá mức, song thất bại và dân số đạt đến một triệu vào đầu thập niên 1930. Tăng trưởng dân số tiếp tục sau Chiến tranh thế giới thứ hai, nhờ kinh tế bùng nổ thời hậu chiến. Bùng nổ trong xây dựng cũng tạo ra lượng lớn các khu ngoại ô trong thập niên 1950 và 1960.
Đến giữa thập niên 2010, có 2.754.440 cư dân sống trong địa giới thành phố, và có khoảng 4,2 triệu người sống trong vùng Đại Roma (gần tương ứng với ranh giới Thành phố đô thị Roma Thủ đô, với mật độ khoảng 800 người/km² trải rộng trên 5.000 km²). Năm 2010, người vị thành niên chiếm 17% dân số còn người ở độ tuổi nghỉ hưu là 20,76%, các con số tương đương của toàn quốc là 18,06% và 19,94%. Tuổi trung bình của cư dân Roma là 43 so với mức trung bình toàn quốc là 42. Trong vòng 5 năm từ 2002 đến 2007, dân số Roma tăng 6,54%, trong khi dân số Ý tăng 3,56%. Tỷ suất sinh hiện tại của Roma là 9,1 ca sinh trên 1.000 dân khi so sánh với tỷ lệ sinh trung bình của Ý là 9,45.
Khu vực đô thị của Roma phát triển ra ngoài địa giới hành chính của thành phố, với dân số khoảng 3,9 triệu. Từ 3,2 đến 4,2 triệu người sống trung vùng đại đô thị Roma.

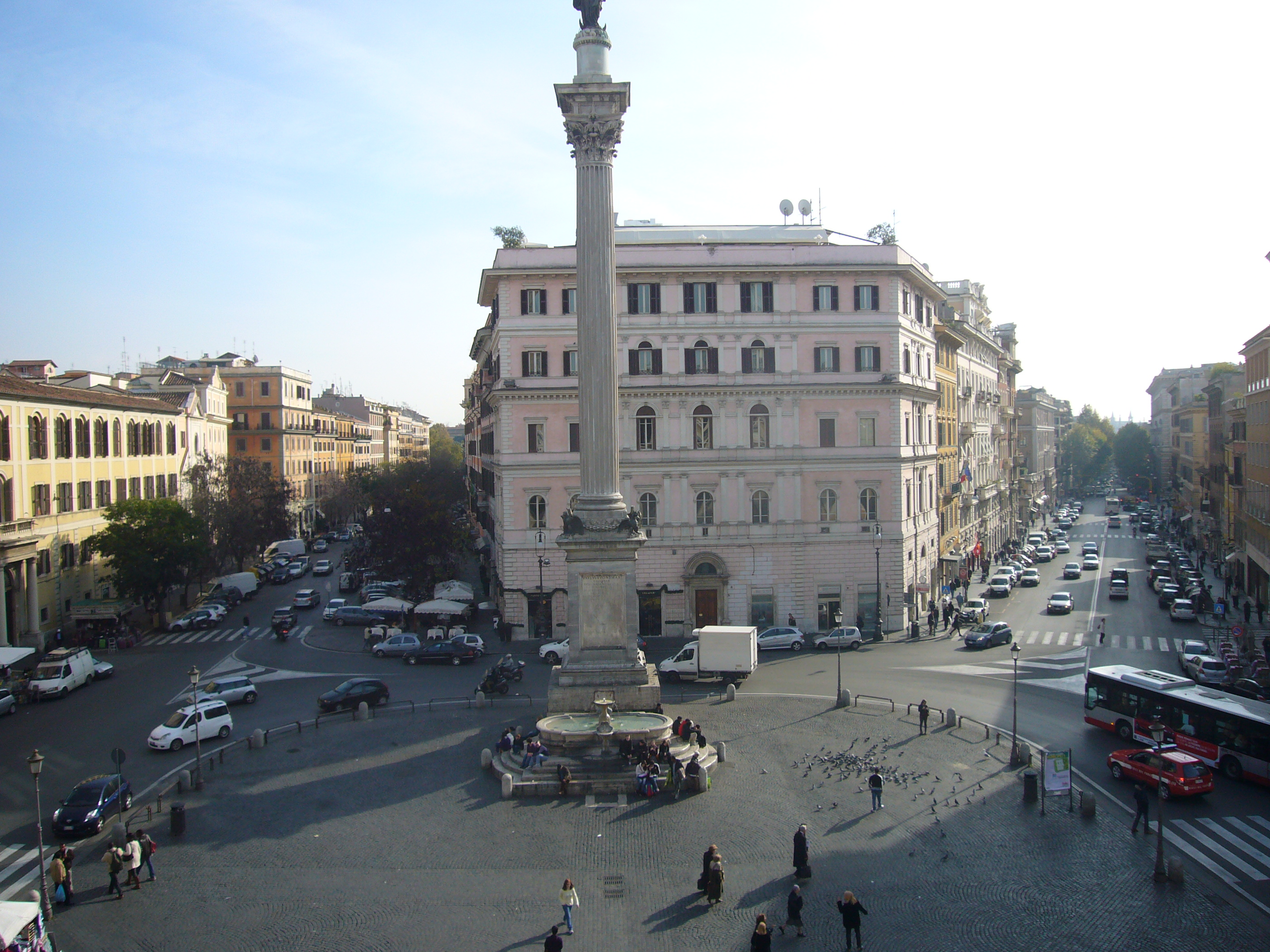
Phường Esquilino.

### Các nhóm dân tộc thiểu số
Theo điều tra của ISTAT vào năm 2009, khoảng 9,5% dân số Roma không phải là người gốc Ý. Khoảng một nửa số cư dân nhập cư có nguồn gốc châu Âu (chủ yếu là Romania, Ba Lan, Ukraina, và Albania) với số lượng tổng cộng 131.118 hay 4,7% dân số. 4,8% còn lại là những người có nguồn gốc ngoài châu Âu, đông nhất là người Philippines (26.933), Bangladesh (12.154), và người Hoa (10.283).
Phường Esquilino nằm bên cạnh nhà ga trung tâm Termini phát triển thành một khu phố nhập cư cỡ lớn, được ví là phố Tàu của Roma. Người nhập cư từ trên một trăm quốc gia cư trú tại đây. Do là khu thương mại nên Esquilino có các nhà hàng mang đặc điểm của nhiều nền ẩm thực quốc tế. Trong số 1.300 cơ sở kinh doanh hoạt động tại phường, có 800 cơ sở do người Hoa sở hữu, khoảng 300 cơ sở do những người nhập cư khác điều hành, và 200 cơ sở thuộc sở hữu của người Ý.

## Tôn giáo

### Tôn giáo La Mã cổ đại

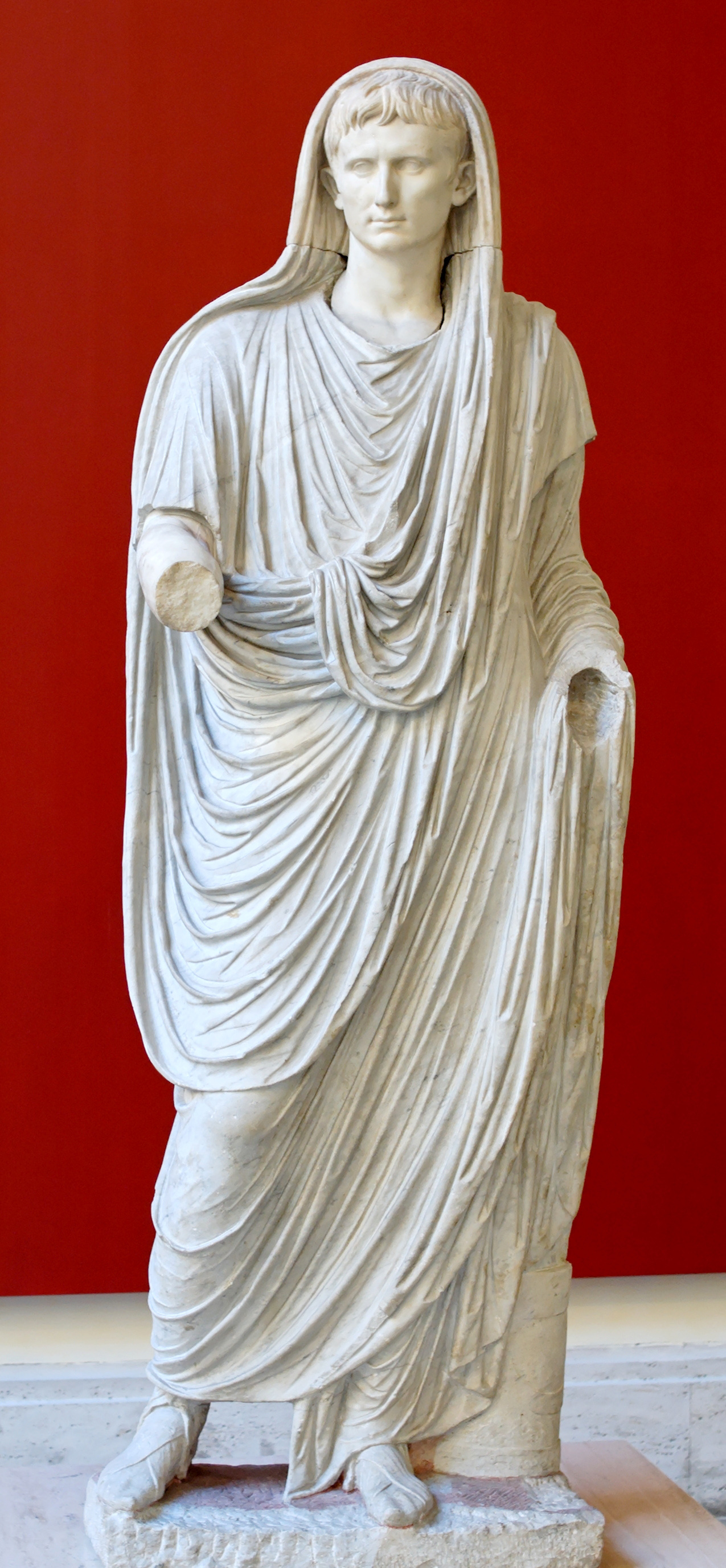
Hoàng đế La Mã đầu tiên Augustus đồng thời đóng vai trò là Đại Tư tế (pontifex maximus) của tôn giáo đa thần La Mã.

Roma trước đây là trung tâm của Đa thần giáo La Mã, tôn giáo cổ điển có nguồn gốc gắn liền với lịch sử và truyền thống của Roma kể từ khi thành phố được hình thành. Mặc dù chịu ảnh hưởng và vay mượn phần lớn từ Hy Lạp cũng như các nền văn hóa khác như Etrusca hay Sabine, tôn giáo La Mã (tiếng Latinh: religio romana) sở hữu những đặc trưng độc đáo nhờ tính chất lịch sử, tâm lý và chính trị điển hình của xã hội La Mã. Tôn giáo La Mã cũng được đặc trưng bởi chu kỳ các lễ hội hàng năm, gắn liền với thành Roma; tuy nhiên, với sự mở rộng của đế chế, nhiều tôn giáo và giáo phái bí ẩn mới, chủ yếu đến từ phương Đông, đã lan rộng tại thành phố. Khác với thần thoại Hy Lạp, các vị thần La Mã không có sự tồn tại độc lập; tôn giáo La Mã cũng không tập trung nhiều vào các câu chuyện thần thoại hay nhấn mạnh hình thành hệ thống tư tưởng giáo lý mà thay vào đó đóng vai trò là "nhạc cụ công quyền" (tiếng Latinh: instrumentum regni): đã có từ giai đoạn cổ xưa của lịch sử La Mã và trên thực tế, các thể chế tôn giáo không tách biệt với chính trị. Ban đầu, "Đại Tư tế" (tiếng Latinh: pontifex maximus) chức vụ quan trọng nhất của tôn giáo La Mã cổ đại được độc lập dưới thời Cộng hòa La Mã, sau đó dần dần bị chính trị hóa cho đến khi Augustus sáp nhập nó vào chức vị hoàng đế. Các vị thần đầu tiên của người Roma là Jupiter (có vị thế cao nhất), Juno, Minerva, Vesta, Janus, Mars, vân vân hay các vị thần trừu tượng được nhân cách hóa khác. Theo truyền thuyết, Mars là chiến thần và là cha của hai người sáng lập Roma là Romulus và Remus. Ngoài ra còn có một số thần linh nhỏ với vai trò thần bảo hộ, như Lares và Penate. Tôn giáo cổ xưa này là nền tảng của mos maiorum (nghĩa là "phong tục tổ tiên" hay đơn giản là "truyền thống") được xem là cốt lõi của bản sắc văn hóa La Mã, bao gồm nguyên tắc tôn trọng thời gian, các hình mẫu thể hiện hành vi ứng xử chuẩn mực và những thực tiễn xã hội liên quan và ảnh hưởng đến đời sống cá nhân, chính trị và quân sự ở La Mã cổ đại. Gắn liền với tôn giáo đa thần, sự sùng bái hoàng gia cũng đã trở thành một trong những phương thức mà Roma quảng bá sự hiện diện của mình ở các tỉnh, để nuôi dưỡng lòng trung thành và bản sắc văn hóa chung trong toàn Đế quốc.
Đối với người dân La Mã thông thường, tôn giáo La Mã đã trở thành một phần của cuộc sống thường nhật. Mỗi nhà đều có một gian thờ trong gia đình của mình, nơi diễn ra sự cầu nguyện và nghi lễ rưới rượu cho các vị thần giữ nhà. Các đền thờ khu dân cư và những nơi linh thiêng như suối và lùm cây điểm xuyết khắp thành phố. Lịch La Mã được xây dựng xung quanh những nghi lễ tôn giáo. Phụ nữ, nô lệ và trẻ em đều tham gia vào một loạt các hoạt động tôn giáo. Một số nghi lễ công cộng chỉ có thể được thực hiện bởi phụ nữ, và phụ nữ đã hình thành nên chức vụ tư tế được ủng hộ và nổi tiếng nhất Roma, Trinh nữ Vesta - người có nhiệm vụ trông giữ ngọn lửa của nữ thần Vesta thiêng liêng của Roma trong nhiều thế kỷ, cho đến khi tan rã dưới sự thống trị của Kitô giáo.

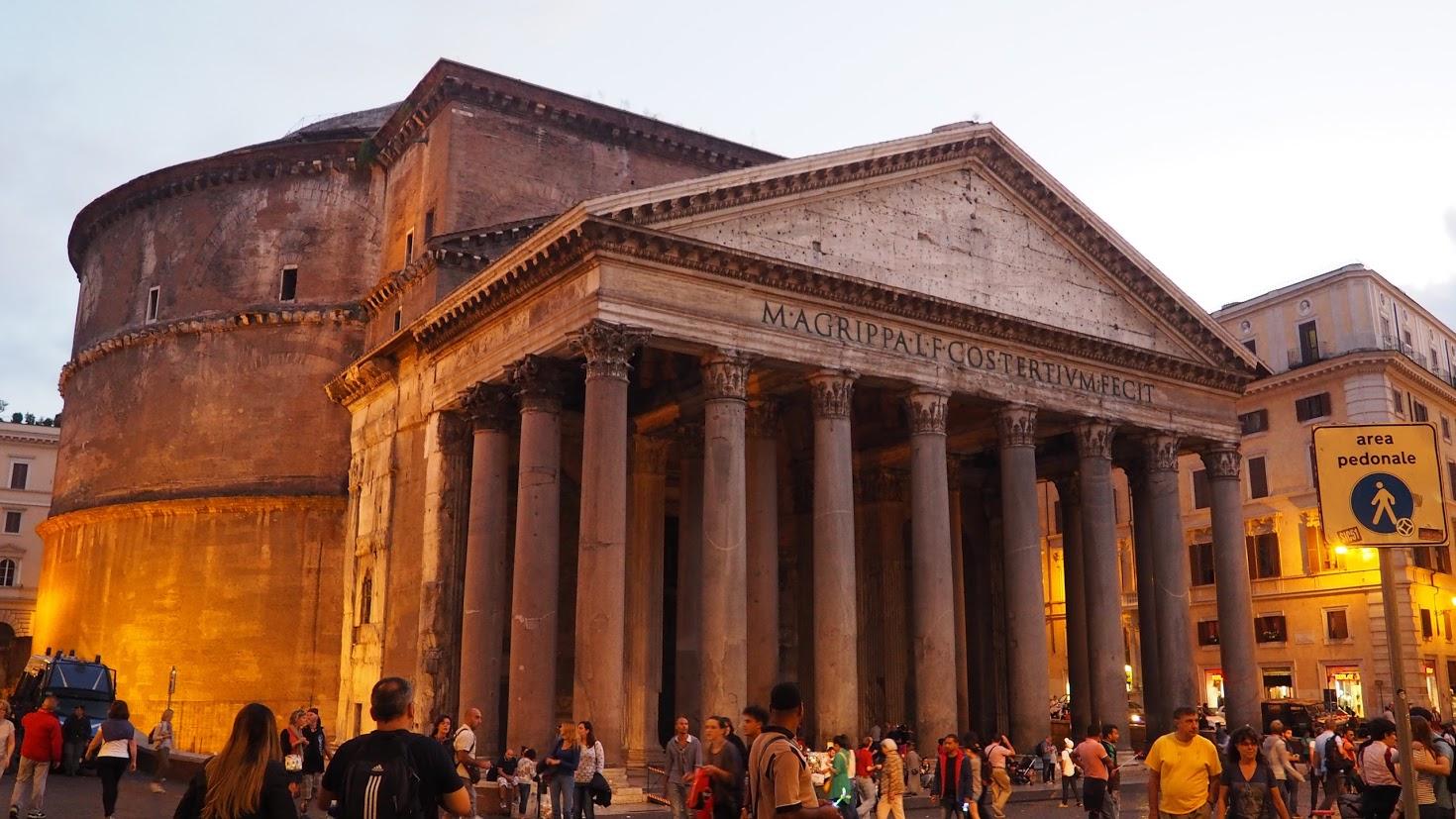
Đền Pantheon là di tích hiếm hoi còn sót lại của đền thờ La Mã cổ đại "dành cho tất cả các vị thần của quá khứ, hiện tại và tương lai", thoát khỏi số phận bị phá hủy nhờ được cải đạo thành nhà thờ Kitô giáo vào năm 609.

Vào đầu thế kỷ thứ nhất, giống với những gì đang xảy ra tại các thành trì quan trọng khác của đế quốc, Kitô giáo lan truyền rất nhanh tại Roma, ban đầu được coi là một giáo phái Do Thái, các Kitô hữu thuộc mọi tầng lớp xã hội đã có tổ chức riêng cho mình tức giáo hội và lãnh đạo bởi một giám mục (sau này là giáo hoàng) được xem là người kế vị của Thánh Phêrô, vị tông đồ của Chúa Giêsu đã tử đạo tại Roma cùng với Thánh Phaolô, về sau cùng trở thành thánh quan thầy của thành phố. Tư tưởng và đức tin theo thuyết độc thần của Kitô giáo bác bỏ phủ nhận đa thần đã tạo bối cảnh cho cuộc xung đột gay gắt giữa tôn giáo La Mã và đạo Kitô - mà Đế quốc La Mã luôn coi là một phong trào chủ nghĩa cực đoan bác bỏ đạo truyền thống và là hình thức mê tín dị đoan mới lạ, trong khi tín đồ Kitô giáo coi tôn giáo La Mã là ngoại đạo tà thần, mâu thuẫn này dẫn đến việc bách hại Kitô hữu trong nhiều thế kỷ. Theo sau sự kiện Constantinus Đại đế ban bố sắc lệnh Milano năm 313, việc bách hại chính thức chấm dứt và dọn đường cho sự trỗi dậy vươn lên vị thế độc tôn của đạo Kitô. Các chính sách bức hại ngoại đạo tà giáo không phải Kitô giáo bắt đầu từ thời Constantinus, các tôn tượng, đền thần bị đập phá hoặc bị cải đạo, việc thực hiện nghi lễ hiến tế và thờ phượng các hình ảnh đều bị cấm đoán và trở thành tội tử hình, tôn giáo đa thần La Mã truyền thống dần lụi tàn và bị xóa sổ ngay trên chính trụ xứ của mình, nhường chỗ cho đạo Kitô trở thành quốc giáo chính thức của toàn đế quốc, và giáo hội tại Roma nơi nắm giữ quyền Ngai Thánh Phêrô, đã làm tăng thêm quyền lực lễ nghi và sức mạnh tinh thần của bổn giáo đồng thiết lập nên mối quan hệ chặt chẽ với các thể chế chính trị thần quyền đặc trưng của nhiều thế kỷ về sau.

### Giáo hội Công giáo Roma
Hiện tại, giống như phần lớn phần còn lại của Ý, Công giáo là tôn giáo chi phối tại Roma. Thành phố là trung tâm quan trọng nhất của tôn giáo này và là một trong những nơi hành hương được viếng thăm nhiều nhất châu Âu. Giám mục thành Rôma có vai trò là Giáo hoàng trong Giáo hội Công giáo. Theo đó, thẩm quyền tôn giáo của ngai tòa Rôma được biết đến là Tòa Thánh. Mặc dù có một số gián đoạn (như chế độ giáo hoàng Avignon), Roma trong nhiều thế kỷ là trụ sở của Giáo hội Công giáo.
Tổng cộng có hơn 900 nhà thờ tại Roma, và thành phố sở hữu số lượng vương cung thánh đường (basilica, danh hiệu tôn vinh đặc biệt dành cho những nhà thờ có kiến trúc độc đáo cũng như tầm quan trọng về lịch sử và ý nghĩa tâm linh) nhiều hơn bất cứ nơi nào khác. Trên thế giới chỉ có bốn nhà thờ giữ danh hiệu "đại vương cung thánh đường" (basilica maggiore) tức nhà thờ cấp cao nhất của Giáo hội, và chúng đều nằm tại Roma. Mọi nhà thờ khác giữ danh hiệu vương cung thánh đường tại thành phố này và các nơi khác trên thế giới đều là "tiểu vương cung thánh đường" (basilica minore).
Mặc dù Roma bao quanh Thành Vatican (nơi có Vương cung thánh đường Thánh Phêrô), song nhà thờ chính tòa của Giáo phận Rôma là Tổng lãnh vương cung thánh đường Thánh Gioan tại Laterano nằm về phía đông nam của trung tâm, là nhà thờ cổ nhất tại Roma cũng như lâu đời nhất và quan trọng nhất trong thế giới phương Tây, là trụ sở của Giáo hội Công giáo về mặt danh nghĩa và là nơi đặt ngai tòa giám mục của Giáo hoàng, nên có danh hiệu "Nhà thờ Mẹ và Đứng Đầu của tất cả các nhà thờ tại Roma và trên toàn thế giới".
Bên cạnh Nhà thờ chính tòa và Nhà thờ Thánh Phêrô, hai nhà thờ còn lại trong bộ tứ đại vương cung thánh đường thuộc giáo hoàng là Nhà thờ Đức Bà Cả và Nhà thờ Thánh Phaolô Ngoại thành. Ngoài ra, các nhà thờ đáng chú ý khác gồm có các giáo đường San Lorenzo fuori le mura, San Clemente al Laterano, San Carlo alle Quattro Fontane, và Nhà thờ Thánh Danh Giêsu. Ngoài ra còn có các hầm mộ La Mã cổ đại nằm bên dưới thành phố. Nhiều tổ chức quan trọng giáo dục bậc cao về tôn giáo cũng nằm tại Roma, như Đại học Giáo hoàng Laterano, Đại học Giáo hoàng Gregoriana, Học viện Kinh Thánh Giáo hoàng, Học viện Giáo hoàng Đông phương.

Tứ đại vương cung thánh đường – bốn nhà thờ cao cấp nhất của Giáo hội Công giáo đều nằm tại Roma
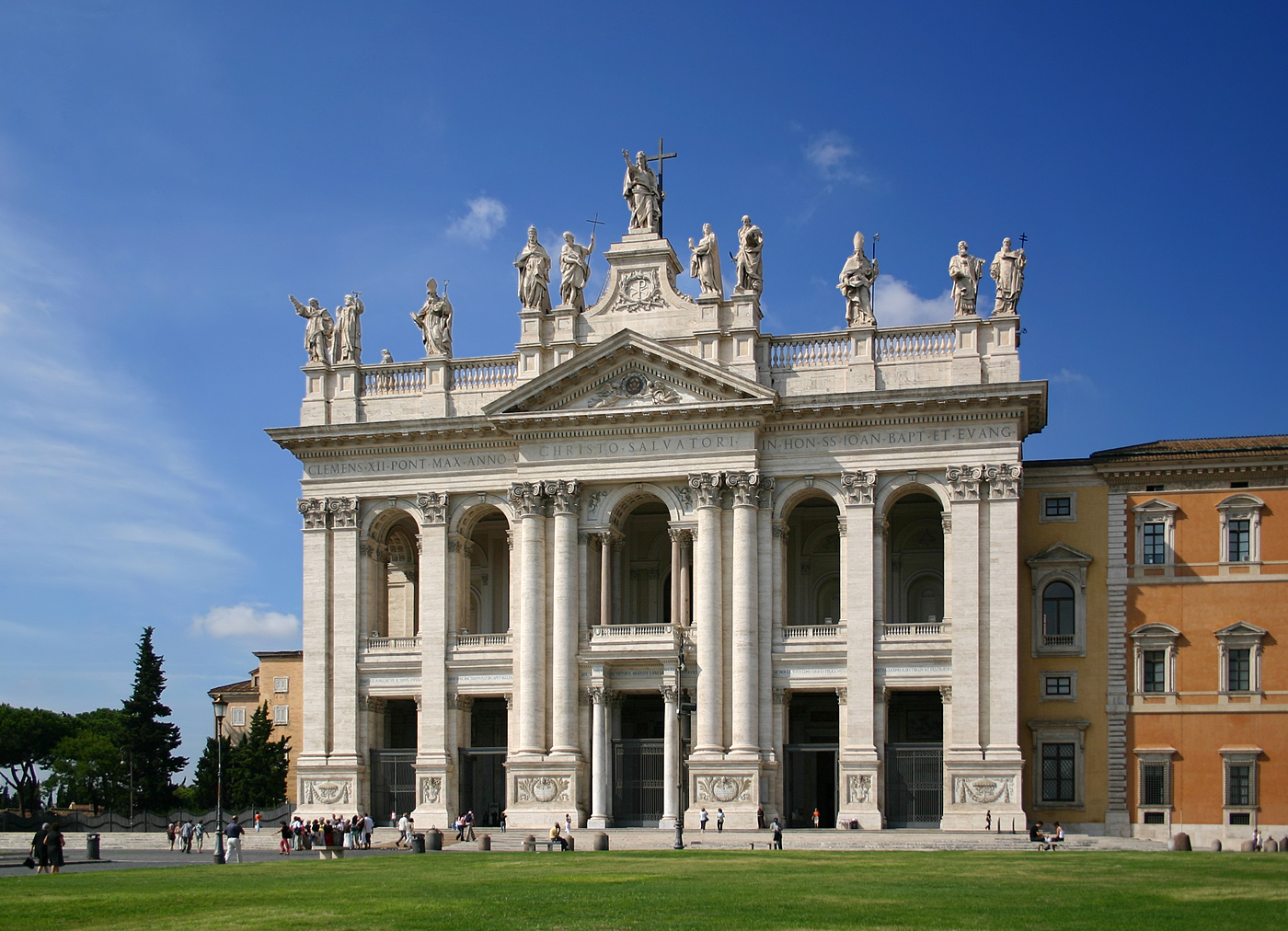
Tổng lãnh vương cung thánh đường Thánh Gioan tại Laterano
41°53′9,26″B 12°30′22,16″Đ / 41,88333°B 12,5°Đ
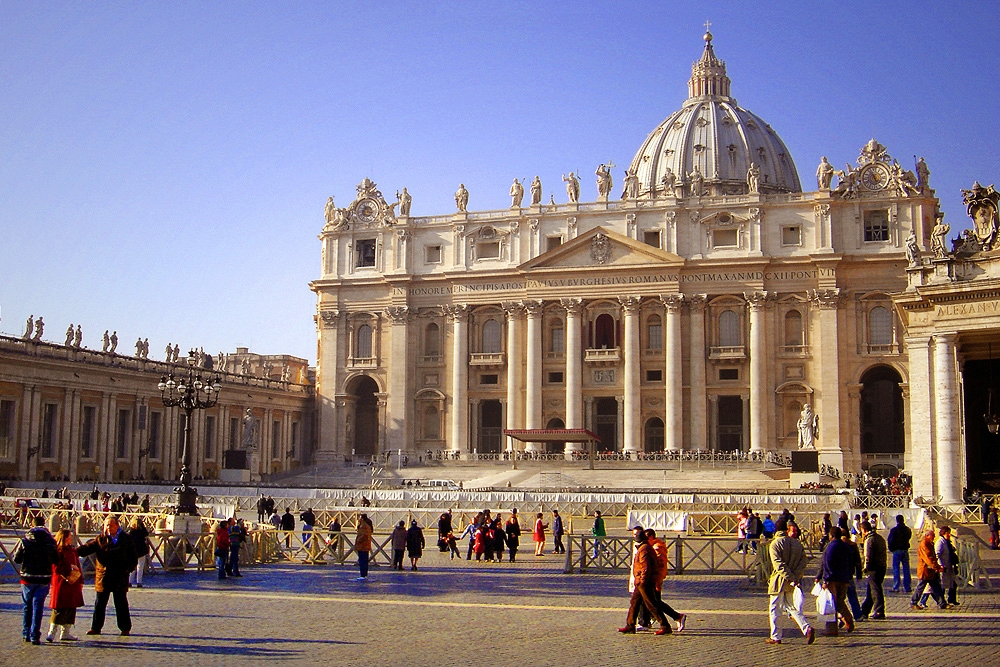
Vương cung thánh đường Thánh Phêrô tại Vaticano
41°54′8″B 12°27′12″Đ / 41,90222°B 12,45333°Đ
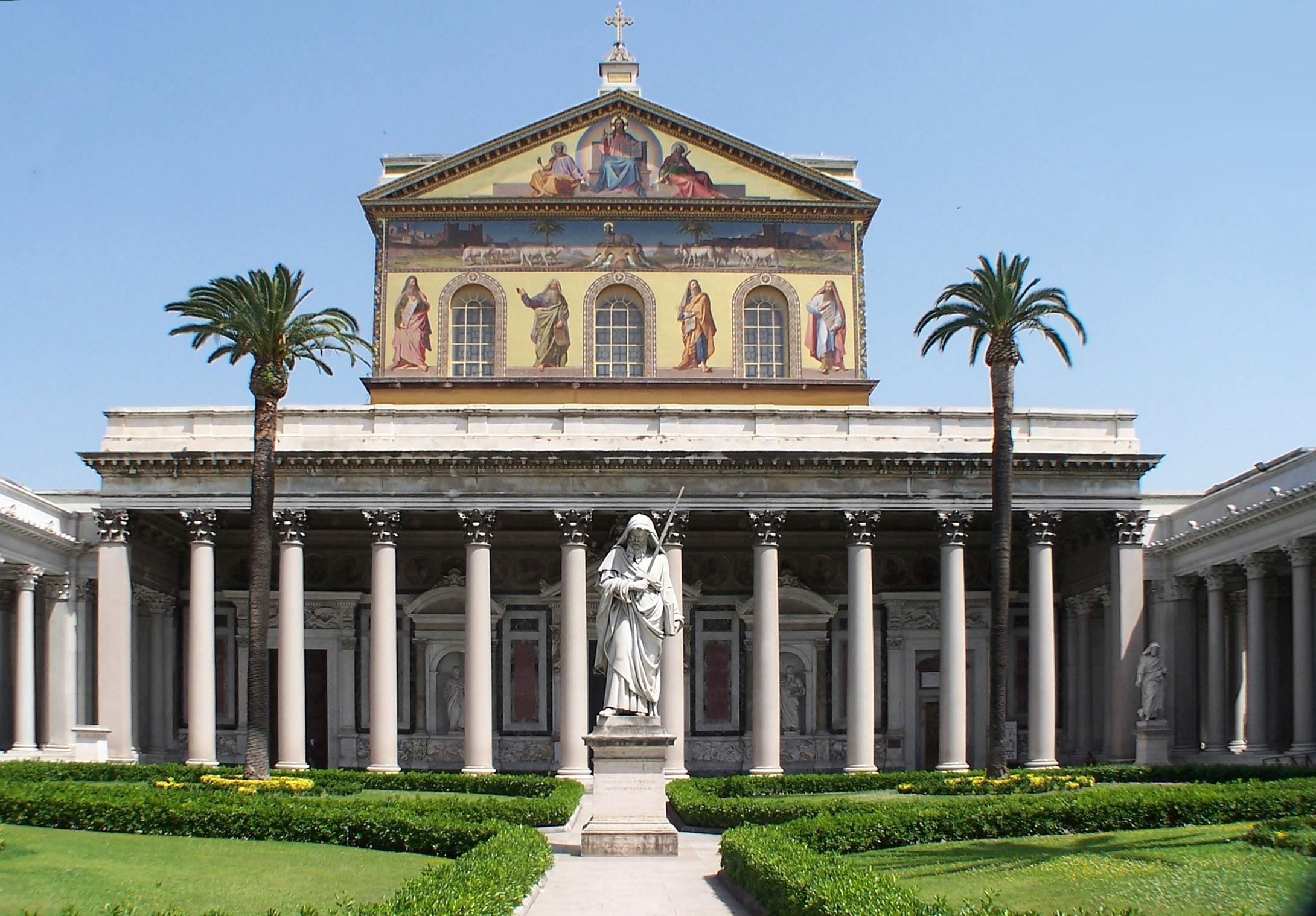
Vương cung thánh đường Thánh Phaolô Ngoại thành
41°51′31″B 12°28′38″Đ / 41,85861°B 12,47722°Đ
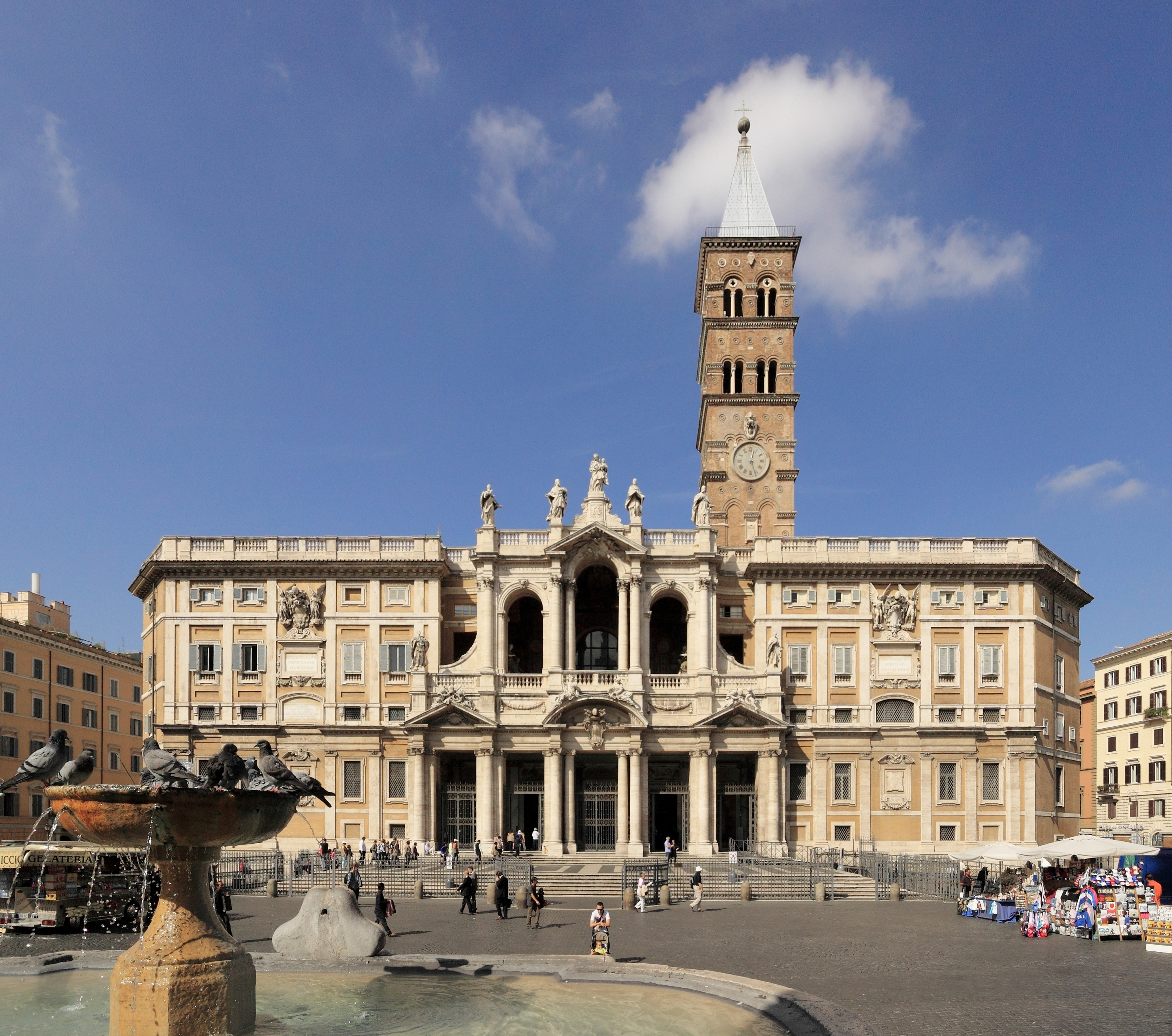
Vương cung thánh đường Đức Bà Cả
41°53′51″B 12°29′55″Đ / 41,8975°B 12,49861°Đ

#### Thành Vatican

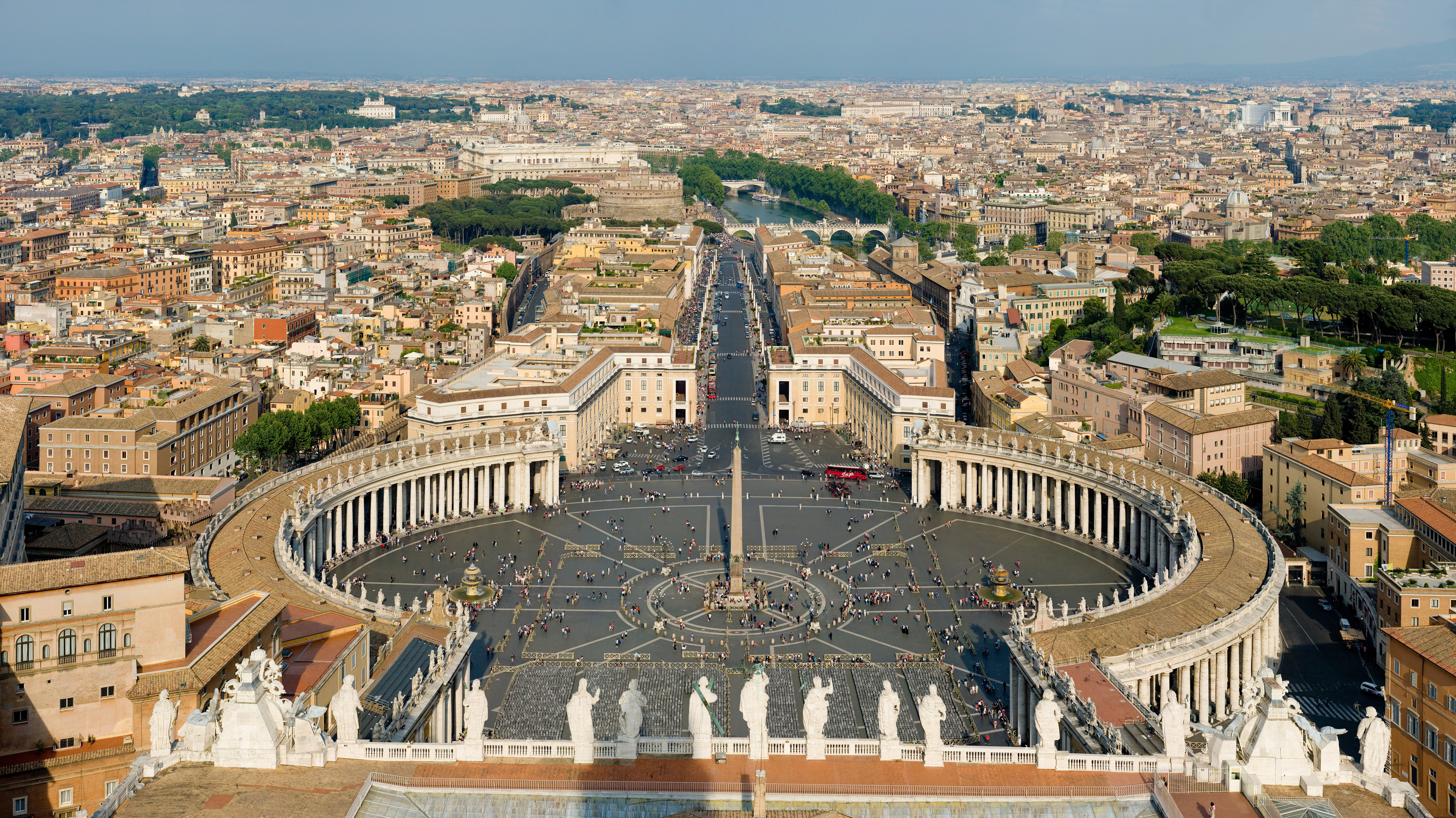
Quảng trường Thánh Phêrô nhìn từ trên cao.

Thành Vatican là lãnh thổ thuộc chủ quyền của Tòa Thánh, một thực thể pháp lý có chủ quyền và độc lập với Nhà nước Italia. Lãnh thổ này nằm trên đồi Vatican (Mons Vaticanus) và phạm vi khu vực Vatican cũ lân cận, tại đây có Vương cung thánh đường Thánh Phêrô, Điện Tông tòa, Nhà nguyện Sistina, và các bảo tàng cùng nhiều công trình khác. Khu vực là bộ phận của phường Borgo thuộc Roma cho đến năm 1929. Do Thành Vatican nằm ở phía bờ Tây của sông Tiber và tách biệt khỏi khu vực trung tâm thành phố, cho nên khu vực Vatican được bảo vệ trong các bức tường thành thời Giáo hoàng Lêô IV (847–855), sau đó mở rộng ra các bức tường pháo đài phòng thủ được xây thời Phaolô III (1534–1549), Piô IV (1559–1565) và Urbanô VIII (1623–1644) như hiện nay.

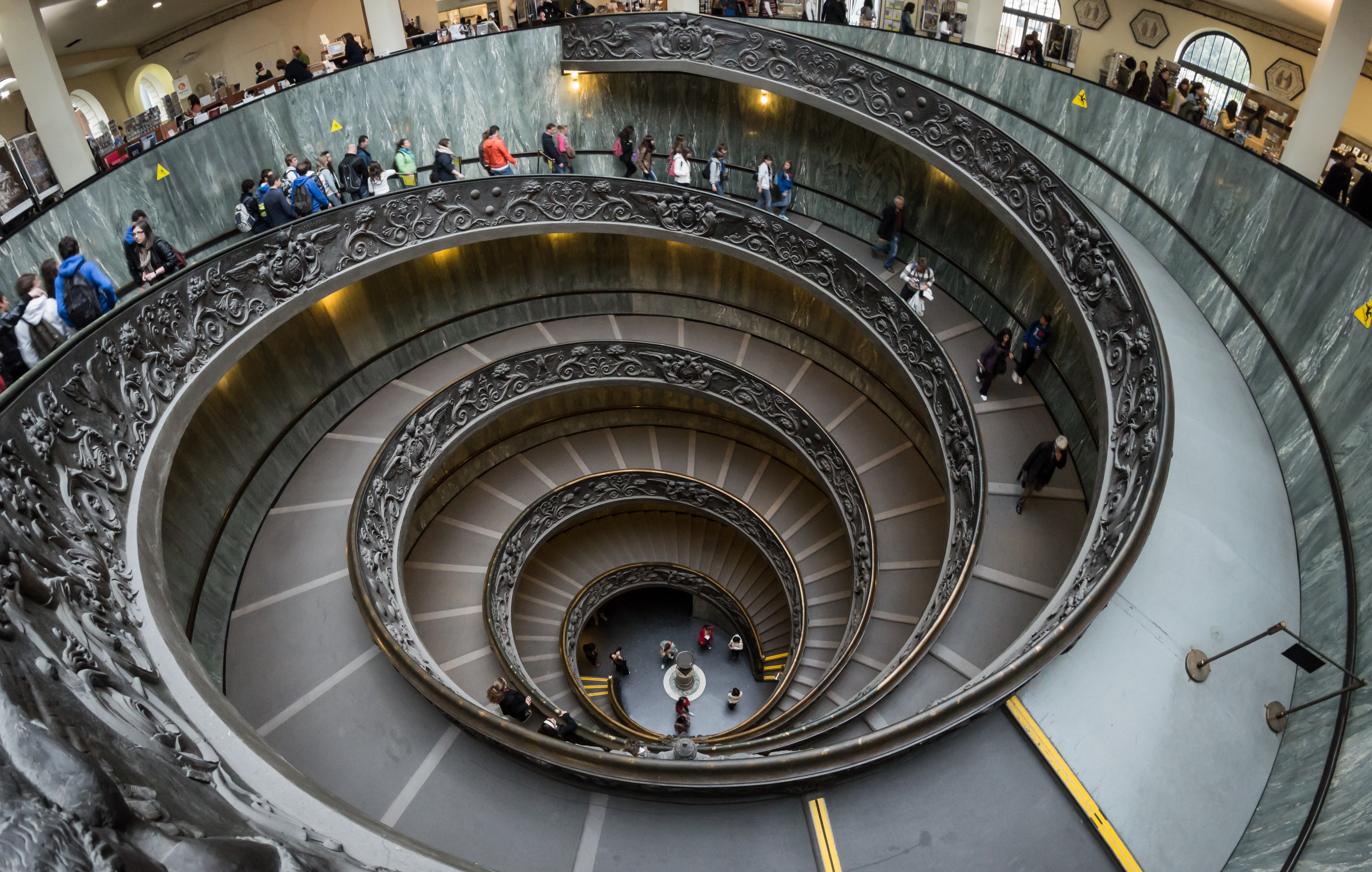
Bảo tàng Vatican đứng thứ 4 trong số các bảo tàng được viếng thăm nhiều nhất thế giới.

Hiệp ước Laterano vào năm 1929 tạo ra nhà nước Vatican, ranh giới của lãnh thổ đề xuất chịu ảnh hưởng bởi thực tế là phần lớn chúng đều nằm trong vòng tường này. Tại một số đoạn biên giới không có tường, và giới hạn của các toà nhà nhất định tạo thành bộ phận của biên giới, và một đoạn nhỏ biên giới là một bức tường xây vào thời hiện đại. Trong lãnh thổ Vatican có Quảng trường Thánh Phêrô, tách khỏi lãnh thổ Ý chỉ qua một vạch màu trắng dọc giới hạn của quảng trường, và giáp với Quảng trường Piô XII. Quảng trường Thánh Phêrô nối liền với Via della Conciliazione (nghĩa là "Con đường Hòa giải"), con đường này chạy thẳng đến bờ sông Tiber. Lối vào lớn này do các kiến trúc sư Piacentini và Spaccarelli thiết kế, theo mong muốn của Benito Mussolini và được thoả thuận với giáo hội sau khi ký kết Hiệp định Laterano. Cũng theo hiệp định này, một số tài sản của Tòa Thánh nằm trong lãnh thổ Ý, đáng chú ý nhất là Cung điện Giáo hoàng Castel Gandolfo và các đại vương cung thánh đường, chúng được hưởng vị thế đặc quyền lãnh thổ ngoại vi giống như các đại sứ quán nước ngoài.

#### Hành hương

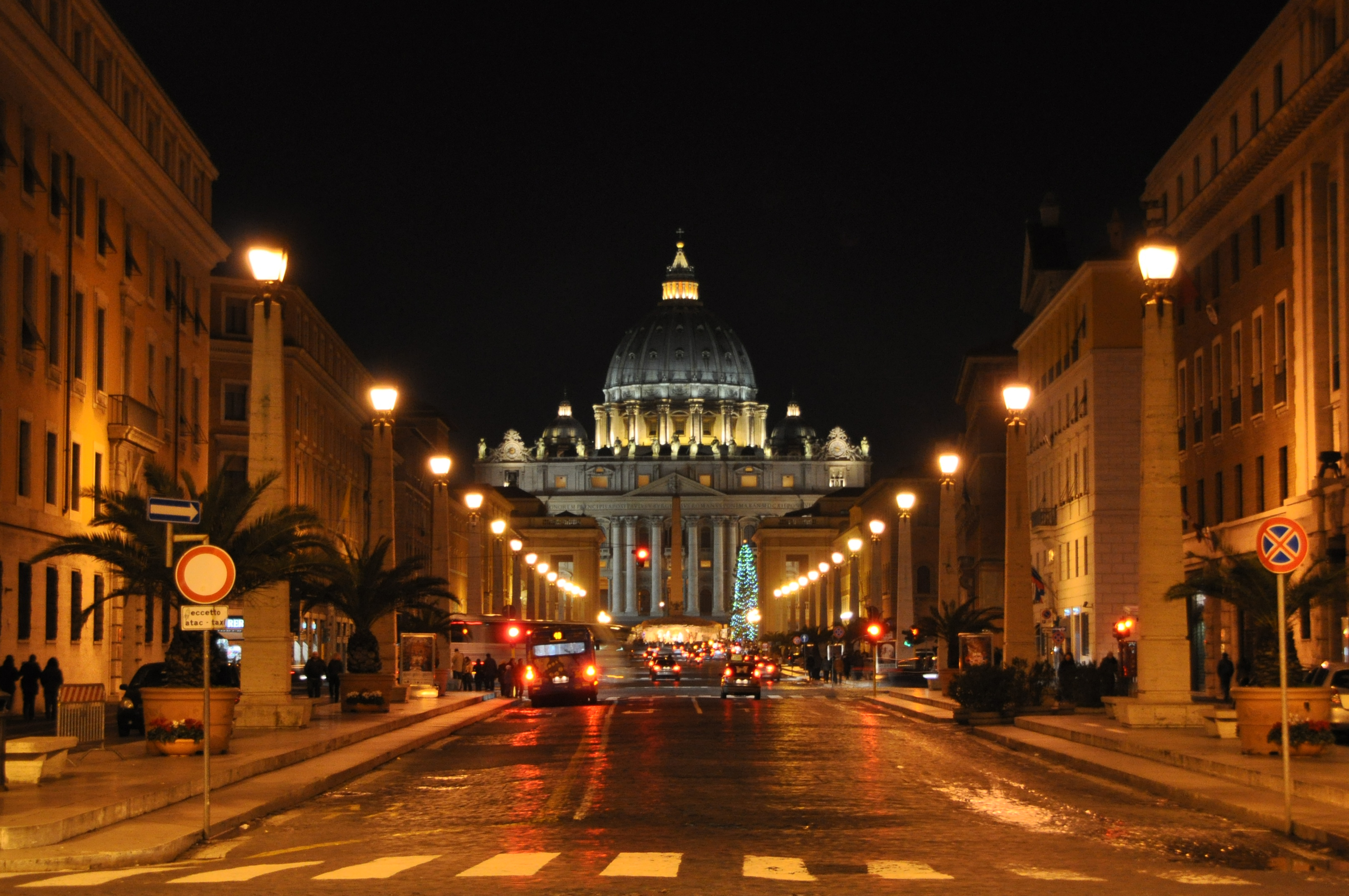
Vương cung thánh đường Thánh Phêrô trong đêm, nhìn từ Con đường Hòa giải.

Với vai trò là trụ xứ của chế độ giáo hoàng và sở hữu đồ sộ các thánh tích tôn kính liên quan đến các tông đồ, các vị thánh cũng như những người tử đạo, Roma từ lâu đã là địa điểm hành hương lớn của các tín đồ Kitô giáo. Mọi người từ khắp nơi trên thế giới đến thăm Vatican nằm trong lòng thành Roma, nơi cư ngụ của giáo hoàng - nhân vật có ảnh hưởng nhất trong thời Trung Cổ. Thành phố trở thành địa điểm hành hương lớn trong thời Trung Cổ và là tâm điểm của cuộc đấu tranh giữa giáo hoàng và Đế quốc La Mã Thần thánh bắt đầu từ Charlemagne, người được trao ngôi hoàng đế đầu tiên ở Roma vào năm 800 bởi Giáo hoàng Lêô III. Ngoài thời kỳ ngắn ngủi là một thành phố độc lập trong thời Trung Cổ, Roma vẫn giữ vị thế là thủ đô của Giáo hoàng và "thánh đô" Kitô giáo trong nhiều thế kỷ, ngay cả khi chế độ giáo hoàng chuyển đến Avignon, Pháp một thời gian ngắn (1309–1377). Người Công giáo tin rằng Vatican là nơi an nghỉ cuối cùng của Thánh Phêrô.
Những chuyến hành hương đến Roma có thể bao gồm các chuyến viếng thăm một số lượng lớn các địa điểm, cả trong Thành phố Vatican và trên lãnh thổ Ý. Một điểm dừng phổ biến là bậc thang của Philatô: đó là, theo truyền thống Kitô giáo, các bước dẫn đến thảo nguyên Phongxiô Philatô ở Jerusalem, nơi Chúa Giêsu Kitô đặt chân trên đường bị đưa đi xét xử trong Cuộc thương khó của ông. Trong nhiều thế kỷ, Scala Santa ("Bậc thang Thánh Linh") đã thu hút những người hành hương Kitô giáo muốn tôn vinh Cuộc thương khó của Giêsu, các nấc thang được cho là do Thánh Helena đem tới Roma trong thế kỷ thứ 4. Các thánh địa để hành hương khác là một số cổ mộ được xây dựng từ thời La Mã, trong đó các Kitô hữu đã cầu nguyện, chôn cất người chết và thực hiện lễ cúng trong thời kỳ bị đàn áp, và các nhà thờ quốc gia khác nhau (trong đó có San Luigi dei Francesi và Santa Maria dell'Anima), hoặc nhà thờ liên kết với các dòng tôn giáo cá thể, như Nhà thờ Dòng Tên của Chúa Giêsu và Sant'Ignazio.

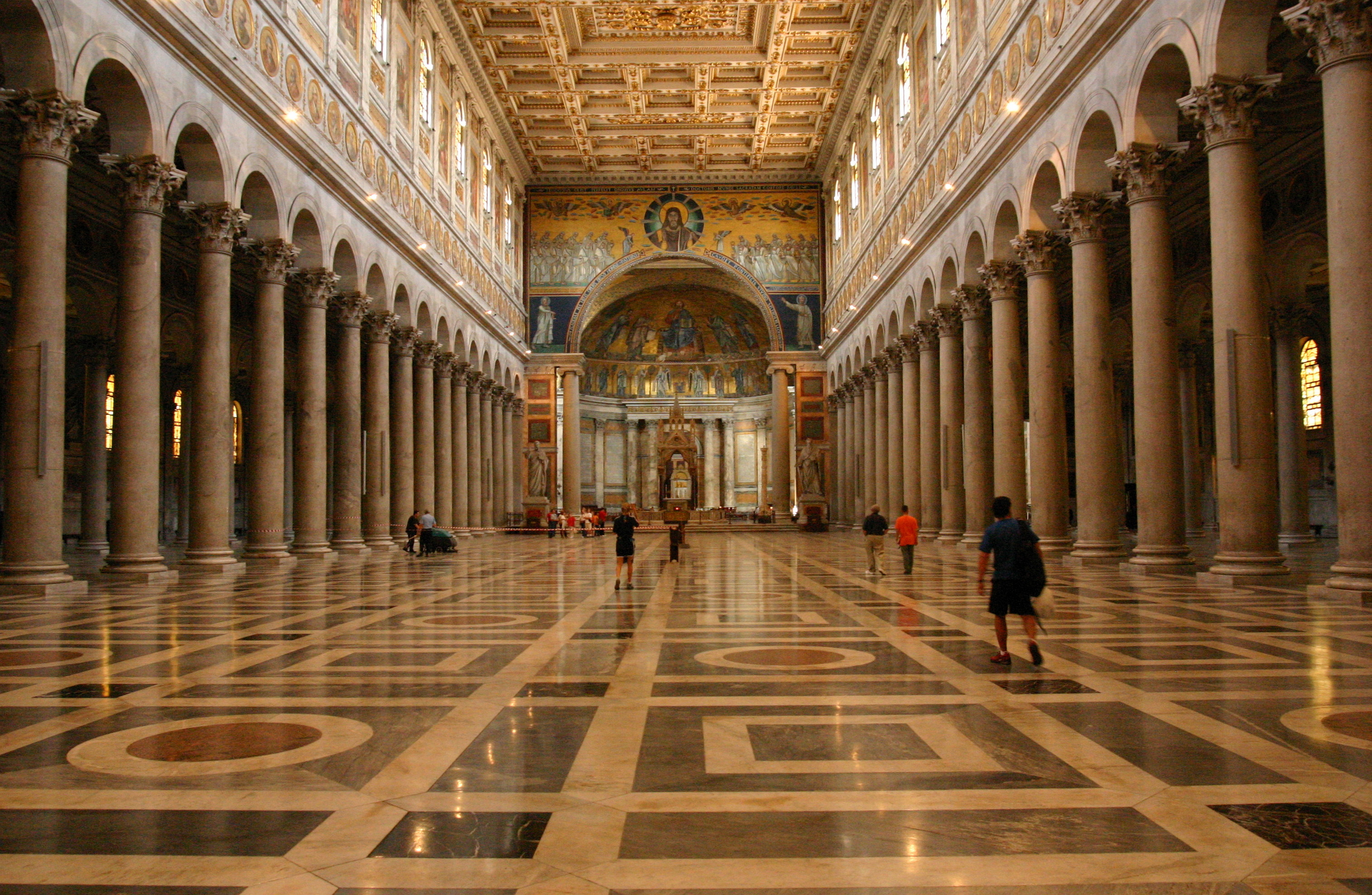
Bên trong Nhà thờ Thánh Phaolô Ngoại thành.

Theo truyền thống, những người hành hương đến Roma và công dân của Roma cảm ơn Chúa vì ân sủng nên đến thăm trực tiếp bằng chân đến bảy nhà thờ hành hương (tiếng Latinh: septem ecclesiarum, tiếng Ý: sette chiese) trong 24 giờ của ngày Thứ Tư trong Tuần Thánh. Phong tục này bắt buộc đối với mỗi người hành hương vào thời Trung Cổ đã được Thánh Philipphê Nêri chuẩn hóa vào thế kỷ 16, kết hợp yếu tố ngày lễ và chia sẻ kinh nghiệm tôn giáo phổ quát thông qua việc khám phá di sản của các vị Thánh hữu tiên khởi, theo đó tại mỗi nhà thờ sẽ diễn ra sự cầu nguyện, hát thánh ca và một buổi giảng giáo lý ngắn. Bảy nhà thờ truyền thống bao gồm tứ đại vương cung thánh đường (Thánh Phêrô tại Vatican, Thánh Phaolô ở Ngoại thành, Thánh Gioan tại Latêranô và Đức Bà Cả), ba nhà thờ còn lại là Thánh Lôrensô Ngoại thành (một nhà thờ Kitô tiên khởi), nhà thờ Thánh Giá Gerusalemme (một nhà thờ được thành lập bởi Thánh Helena, mẹ của Constantinus, nơi lưu trữ những mảnh gỗ được gán cho thánh giá) và Thánh Sêbastianô Ngoại thành (nằm trên đường Appia và được xây dựng trên cổ mộ La Mã). Vào năm thánh 2000, Giáo hoàng Gioan Phaolô II đã thay thế nhà thờ Thánh Sêbastianô bằng Nhà thờ Đức Bà Tình Thương Cao Thượng (Madonna del Divino Amore), tuy vậy nhiều người hành hương vẫn thích bảy nhà thờ truyền thống trước đó và do vậy họ đến thăm thêm Thánh Sêbastianô Ngoại thành dành những ai có nguyện vọng xin xá tội, hoặc thậm chí không viếng Đức Bà Tình Thương Cao Thượng do thực tế việc đi bộ từ đó đến khu vực nội thành Roma mất ít nhất một nửa ngày đường trong quá trình hành hương và cho rằng sẽ được xá tội nếu đến viếng tứ đại vương cung thánh đường sau đó.

### Tôn giáo khác
Trong những năm gần đây, có sự tăng trưởng rõ rệt trong cộng đồng Hồi giáo tại Roma chủ yếu là do nhập cư từ các quốc gia Bắc Phi và Trung Đông đến thành phố. Do số người hành đạo Hồi giáo tại địa phương tăng lên, xúc tiến xây dựng Thánh đường Hồi giáo Roma. Được khánh thành vào ngày 21 tháng 6 năm 1995, có diện tích 30.000 m2 với sức chứa hơn 12.000 người, đây là thánh đường Hồi giáo lớn nhất trong thế giới phương Tây và là nơi đặt trụ sở Trung tâm văn hóa Hồi giáo tại Ý.
Kể từ khi kết thúc nền Cộng hoà La Mã, Roma cũng là trung tâm của một cộng đồng Do Thái quan trọng, cổ nhất tại châu Âu. Do Thái giáo theo truyền thống bị giới hạn trong khu vực Ghetto Roma dưới sự quy định của giáo hoàng. Với hơn 20.000 người, họ có phương ngữ riêng đặc trưng của mình. Đại hội đường Do Thái Roma hay Tempio Maggiore là trung tâm thờ kính quan trọng nhất của người Do Thái trong thành phố.
Roma cũng có sự hiện diện của một bộ phận nhỏ Tin Lành, Chính thống giáo và các tín ngưỡng khác. Việc xây dựng khu phức hợp Đền thờ Mặc Môn ở Roma đã được công bố vào ngày 4 tháng 10 năm 2008 bởi Thomas S. Monson, chủ tịch của Giáo hội Các Thánh hữu Ngày sau của Chúa Giêsu Kitô tại một đại hội. Ngôi đền đã được khánh thành vào ngày 14 tháng 1 năm 2019, trở thành nhà thờ Mặc Môn đầu tiên tại Ý, bao gồm trung tâm Palo (nhà hội họp), trung tâm tiếp đón, trung tâm lịch sử gia đình, nhà khách và các khu vườn, phục vụ các thành viên của Giáo hội Mặc Môn tại Hy Lạp, Síp, Albania, Slovenia, Croatia, Bosnia và Herzegovina và Macedonia, cũng như 26.000 thành viên của giáo phái tại Ý.

## Kiến trúc và cảnh quan thành phố

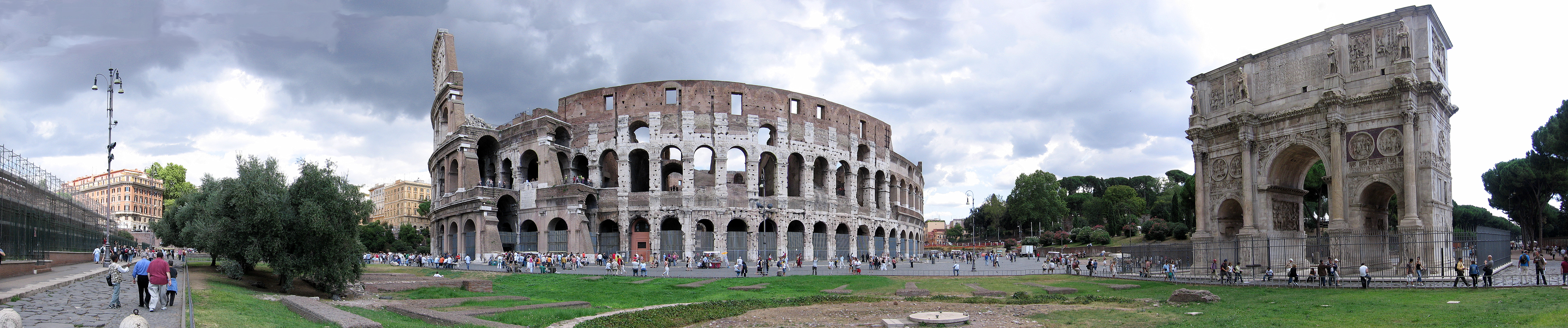
Đấu trường La Mã và Khải hoàn môn Constantinus.

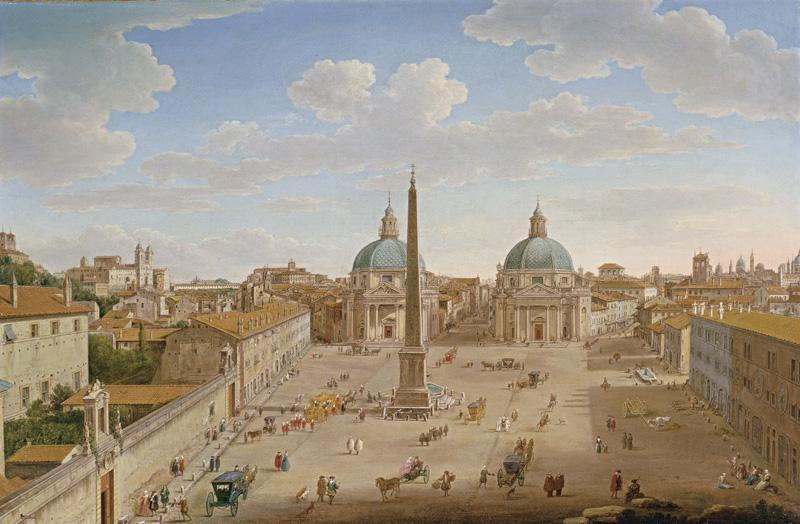
Quảng trường Nhân Dân, Roma năm 1750.

Kiến trúc của Roma trong nhiều thế kỷ đã phát triển rất mạnh, đặc biệt là từ phong cách cổ điển và Đế quốc La Mã chuyển sang phong cách kiến trúc phát xít hiện đại. Trong một thời gian, Roma đã từng là trung tâm kiến trúc cổ điển chính của thế giới, phát triển những dạng thức kiến trúc mới như các loại vòm, mái vòm và khung vòm. Phong cách kiến trúc Roman trong thế kỷ 11, 12 và 13 cũng được áp dụng rộng rãi trong kiến trúc La Mã, sau đó thành phố trở thành một trong những trung tâm chính của kiến trúc Phục Hưng, Baroque và tân cổ điển.

### La Mã cổ đại
Một trong những biểu tượng của Roma là Đấu trường La Mã (bắt đầu xây dựng từ năm 72 và hoàn thành vào năm 80), một khán đài vòng cung ngoài trời lớn nhất từng được xây dựng tại Đế chế La Mã và hiện tại vẫn là khán đài vòng cung lớn nhất thế giới. Sức chứa ban đầu của khán đài là 60.000 khán giả, và không gian này được sử dụng cho những cuộc tranh tài của các võ sĩ giác đấu và các sự kiện công cộng khác như chương trình săn bắn, tái hiên các trận chiến và dàn dựng kịch sân khấu nổi tiếng dựa trên thần thoại cổ điển. Các di tích và địa điểm nổi tiếng của La Mã cổ đại bao gồm Công trường La Mã, Công trường Hoàng đế tòa nhà Domus Aurea, đền Pantheon, Cột Traianus, Chợ Traianus, cổ mộ, tường thành Servius và tường thành Aurelianus cũng như các cổng thành, trường đua ngựa cổ đại Circus Maximus, nhà tắm công cộng Caracalla, Lâu đài Thiên Thần, Lăng Augustus, Ara Pacis, Khải hoàn môn Constantinus, Kim tự tháp Cestius và bức tượng khắc Miệng Sự Thật.

### Trung Cổ
Các khu phố nổi tiếng thời Trung Cổ của thành phố, chủ yếu nằm quanh đồi Capitonilus, phần lớn đã bị phá hủy từ cuối thế kỷ 19 và thời kỳ phát xít, nhưng nhiều công trình đáng chú ý vẫn còn. Các vương cung thánh đường có niên đại từ buổi đầu của Kitô giáo, bao gồm Vương cung thánh đường Đức Bà Cả và Vương cung thánh đường Thánh Phaolô Ngoại thành (sau này đã được đại trùng tu lại vào thế kỷ 19). Cả hai tòa nhà đều được chạm khắc những họa tiết trang trí tinh vi mang giá trị thẩm mỹ cao từ thế kỷ thứ 4 TCN. Phong cách nghệ thuật tranh tường và nghệ thuật khảm thời Trung Cổ đáng chú ý khác cũng có thể được tìm thấy trong các nhà thờ như Vương cung thánh đường Đức Bà Trastevere, Santi Quattro Coronati và Santa Prassede. Những công trình thế tục gồm một lượng lớn tháp, trong đó lớn nhất là tháp Milizie và Conti. Cả hai đều nằm kế Công trường La Mã và cầu thang lớn dẫn đến Vương cung thánh đường Đức Bà Aracoeli.

### Phục Hưng và Baroque
Bên cạnh cái nôi Firenze, Roma là trung tâm Phục Hưng lớn của thế giới, và là nơi mà nghệ thuật Phục Hưng đạt đến đỉnh cao, vươn đến sự hoàn mỹ và hài hòa cao độ, còn gọi là thời kỳ Thượng Phục Hưng. Giai đoạn này có một kiệt tác của kiến trúc Phục Hưng ở Roma là Quảng trường Campidoglio do Michelangelo thiết kế. Cũng ở thời điểm này, các gia đình quý tộc lớn của Roma thường xây dựng những nơi ở sang trọng như Điện Quirinale (nay là trụ sở của Tổng thống Cộng hòa Ý), Điện Venezia, Điện Farnese, Điện Barberini, Điện Chigi, Điện Spada, Điện Cancelleria và Biệt thự Farnesina.
Nhiều quảng trường nổi tiếng của thành phố vẫn giữ nguyên hình dáng được tạo từ thời Phục Hưng và Baroque. Trong đó một số quảng trường rất lớn, hoành tráng với bút tháp trang trí đặt ở giữa, một số quảng trường khác thì nhỏ và thơ mộng. Những quảng trường chính là Quảng trường Navona, Quảng trường Tây Ban Nha, Campo de' Fiori, Quảng trường Venezia, Quảng trường Farnese, Quảng trường Rotonda và Quảng trường Minerva. Một trong những ví dụ điển hình nhất của nghệ thuật Baroque là đài phun nước Trevi của Nicola Salvi. Những cung điện Baroque đáng chú ý khác của thế kỷ 17 là Điện Madama, ngày nay là trụ sở của Thượng viện Ý và Điện Montecitorio, ngày nay là trụ sở của Hạ viện Ý.

Một số quảng trường nổi tiếng tại Roma
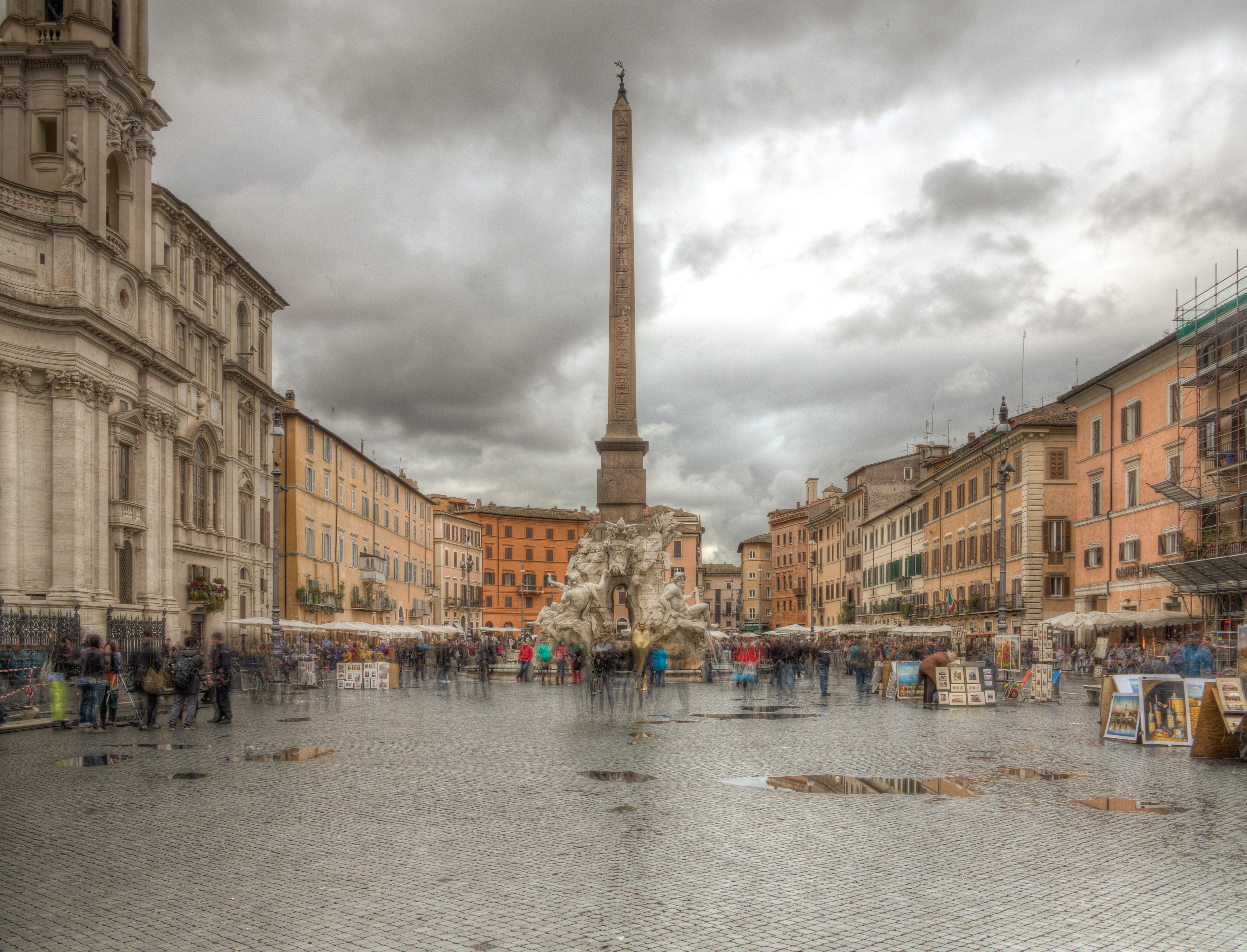
Quảng trường Navona
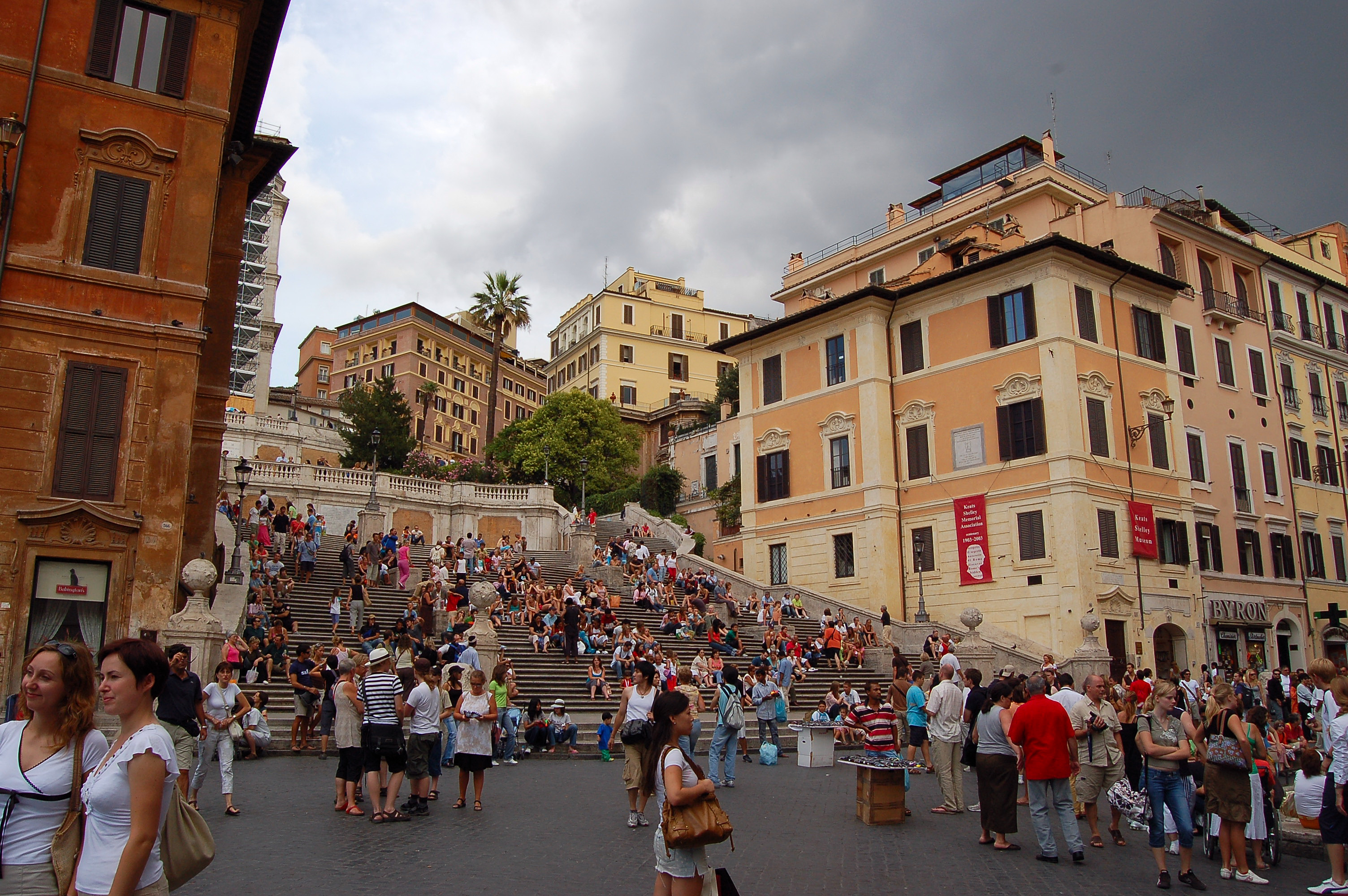
Quảng trường Tây Ban Nha
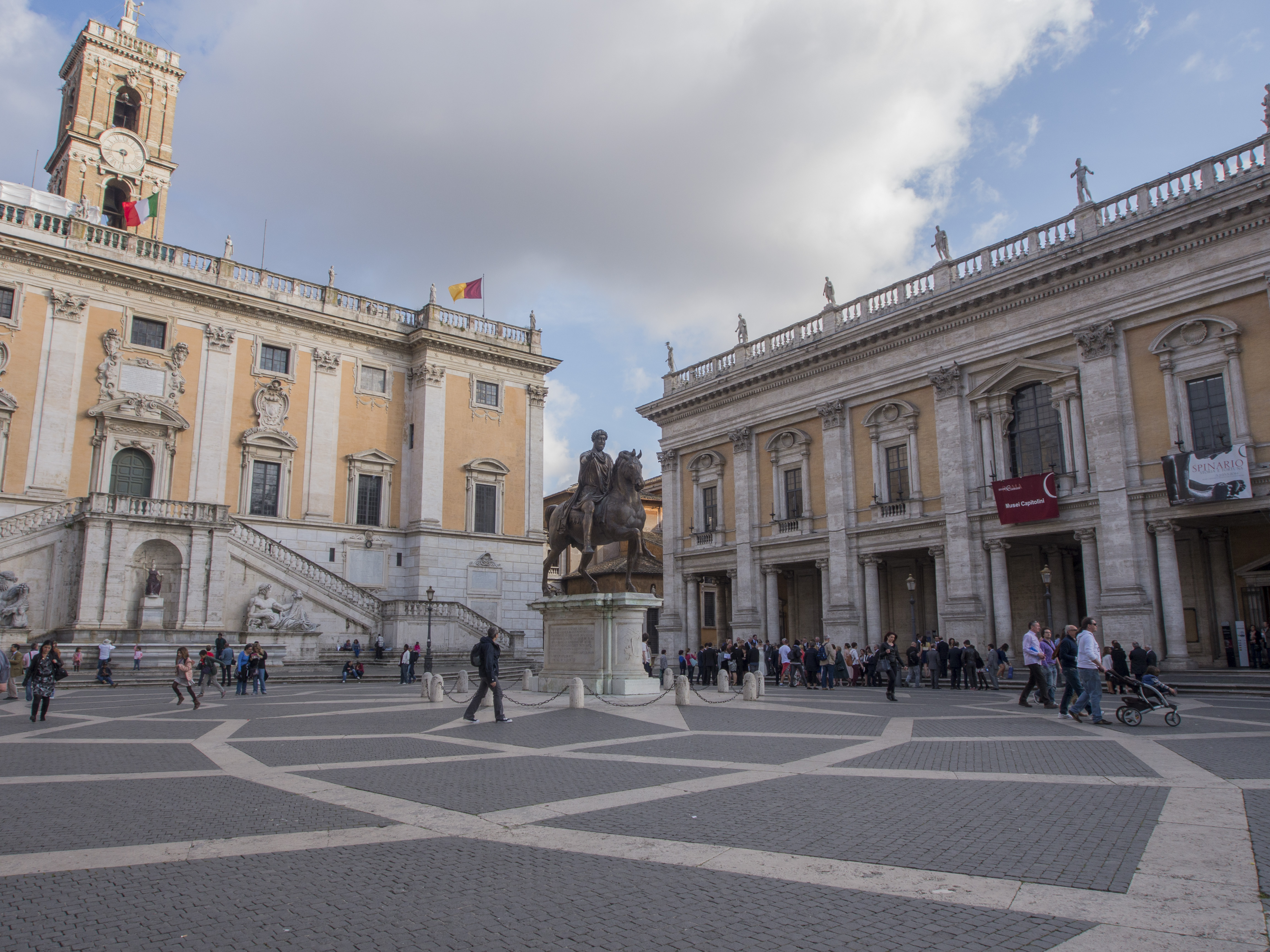
Quảng trường Campidoglio
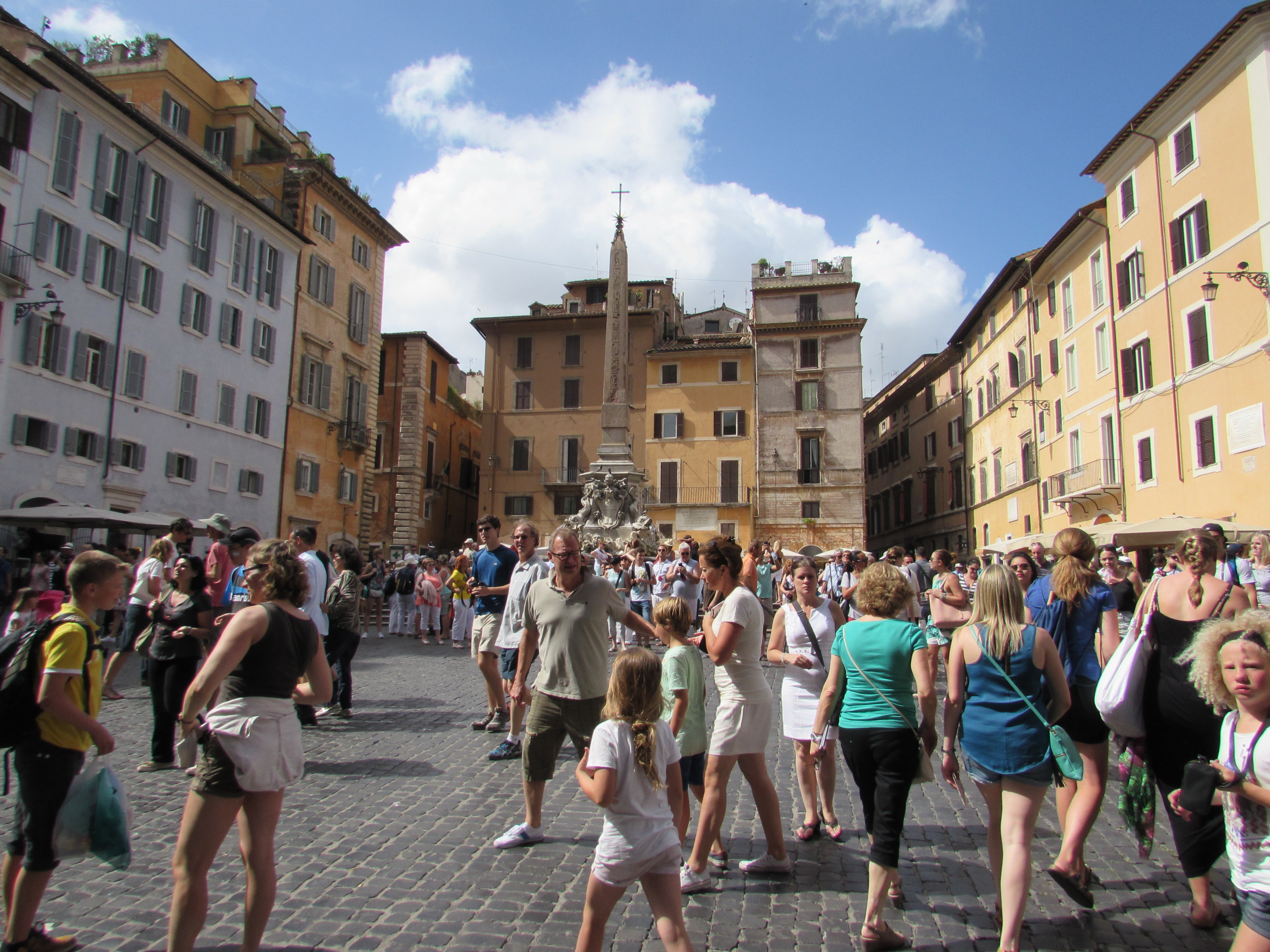
Quảng trường Rotonda
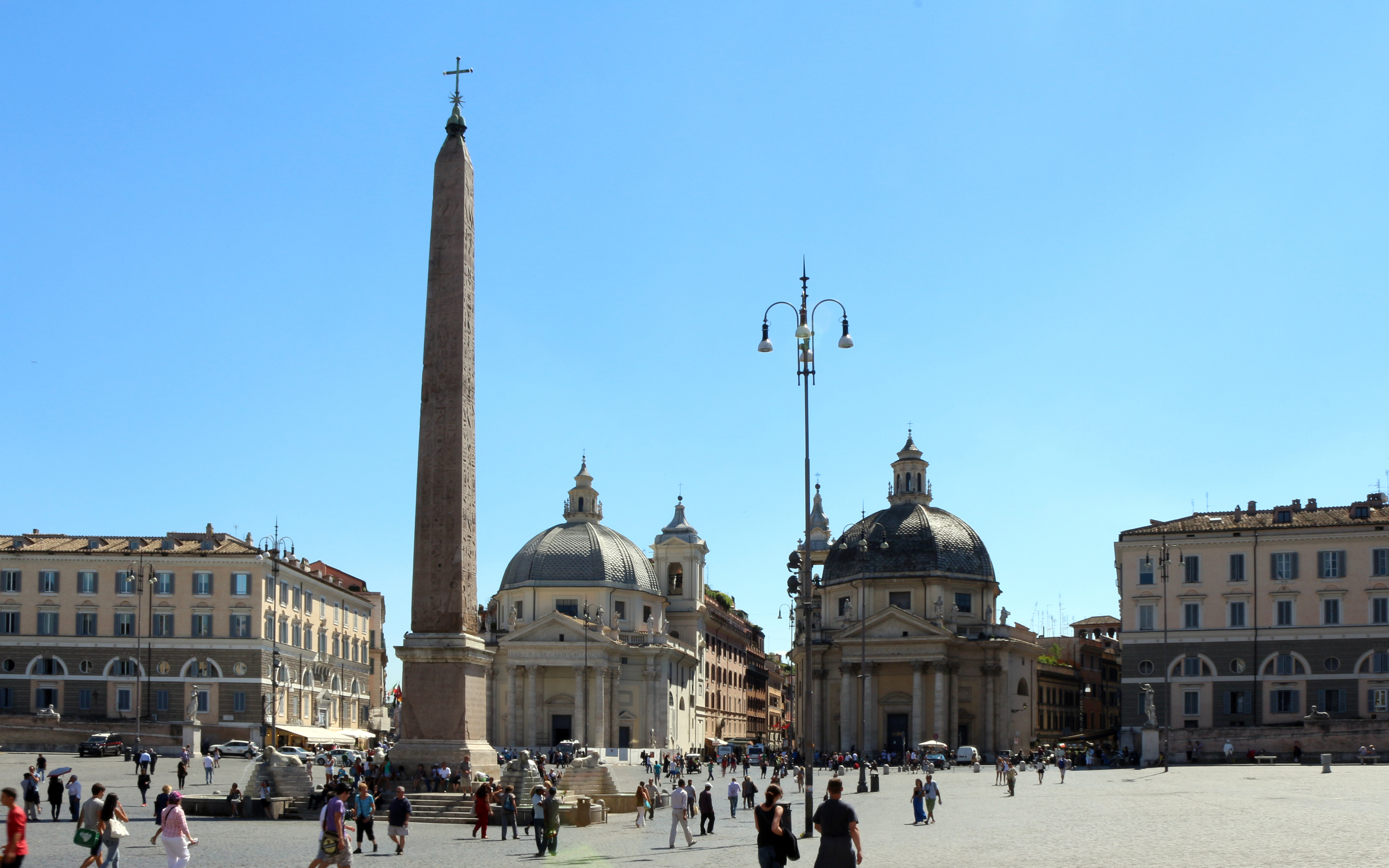
Quảng trường Nhân Dân

### Tân cổ điển

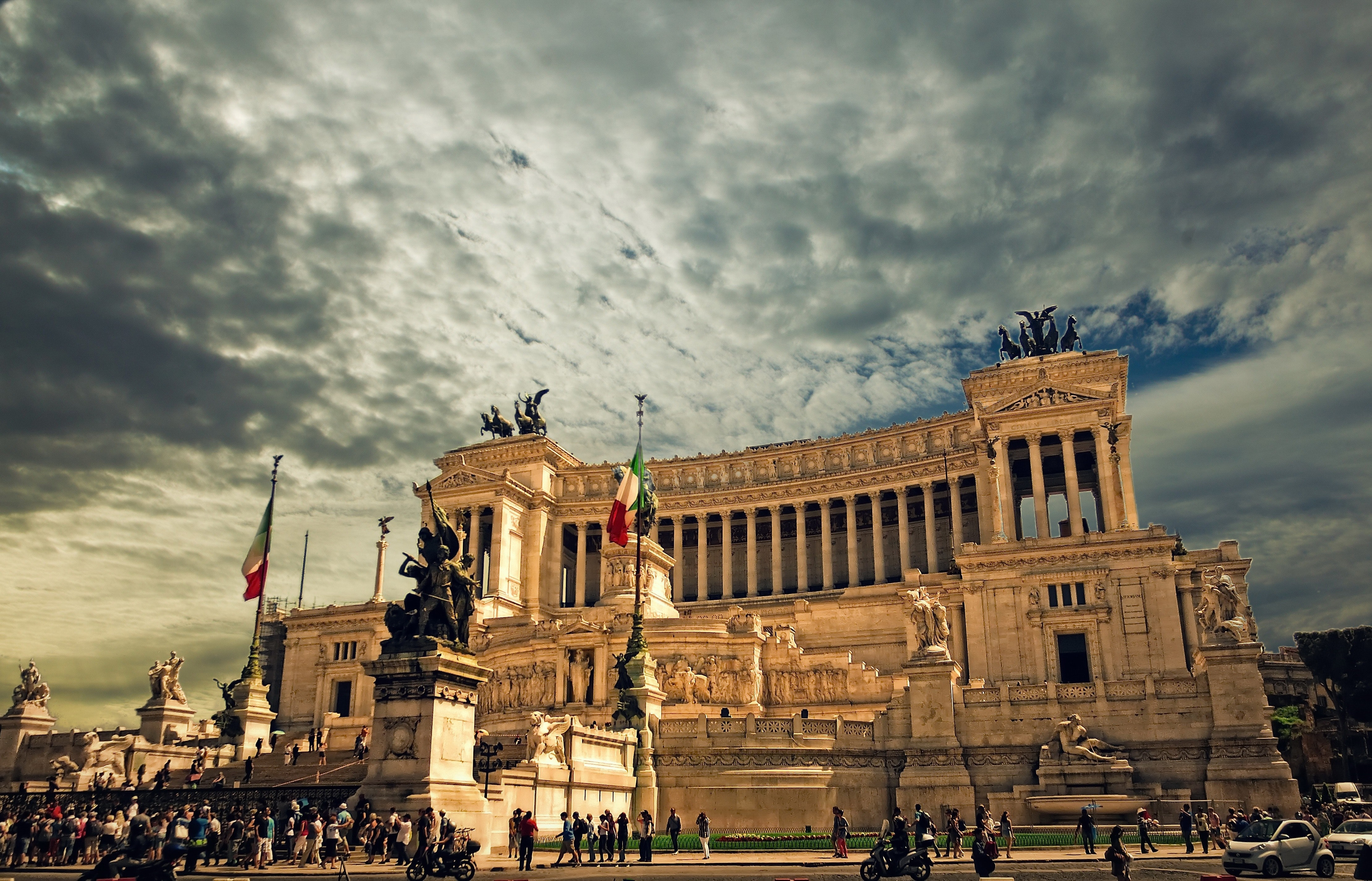
Đài tưởng niệm quốc gia Vittoriano.

Trong thập kỷ đầu tiên sau khi trở thành thủ đô của nước Ý thống nhất, Roma vẫn giữ nguyên hiện trạng với các công trình cổ xưa. Thành phố có kích thước khiêm tốn vào năm 1870, trôi nổi theo nghĩa đen trong giới hạn của tường thành Aurelianus, với nhiều không gian còn nguyên sơ, thành phố vẫn còn đậm chất tỉnh lẻ, không thiết thực, với những con đường quanh co và thiếu vắng tất cả các dịch vụ cơ bản của một đô thị hiện đại. Nhiều hoạt động quy hoạch đô thị cần thiết đã diễn ra bao gồm kiến thiết các tòa nhà hành chính quan trọng (các trụ sở chính phủ, cơ quan Bộ ngành, Điện Công Lý, Trung tâm Triễn lãm, các đại sứ quán), hình thành những con đường mới (đường Vittorio Emanuele II, đường 20 tháng 9), xây dựng nhà ở cho các quan chức mới, phát triển các cơ sở hạ tầng (bệnh viện, lò mổ, doanh trại), cải tạo bộ mặt hai bên bờ Tiber. Các nghệ sĩ và kiến trúc sư thế kỷ 18 đã tìm tòi một phương hướng phong cách mới mà không phải gắn liền với Giáo hội. Họ xem lại các nền văn minh cổ đại Hy-La thời kỳ tiền Kitô giáo và hình thành nên một trường phái kiến trúc mới dựa trên trật tự, cân bằng và hài hòa, đã chiếm ưu thế vượt trội trong kiến trúc tại Roma lúc bấy giờ.
Một trong những biểu tượng nổi tiếng nhất của trường phái tân cổ điển La Mã là Đài tưởng niệm quốc gia Vittoriano, đã phá hủy một phần lớn đồi Capitolinus và khu phố Trung Cổ lân cận để xây dựng, là nơi tổ quốc ghi công các chiến sĩ vô danh, đại diện cho 650.000 người Ý đã ngã xuống trong Chiến tranh thế giới thứ nhất. Điện Công Lý nằm tại Quảng trường Cavour, là một ví dụ điển hình về chủ nghĩa chiết trung. Triển lãm quốc tế về nghệ thuật năm 1911 đã khai sinh ra khu quảng trường Mazzini, cũng như việc tạo ra Phòng tranh quốc gia về Nghệ thuật Hiện đại. Một bản thảo tiền đề cho kế hoạch mở rộng thành phố về phía biển (Ostia, Fregene) đã được đưa ra vào năm 1916. Khu Coppedè (1921-1927) là một ví dụ nổi bật của kiến trúc Art Nouveau. Các thành phố vườn như khu Garbatella đẹp như tranh đã được hình thành từ những năm 1920.

### Phát xít
Chế độ phát xít cai trị ở Ý trong khoảng thời gian từ 1922 đến 1943 đã lưu dấu tại Roma. Mussolini cho phép xây dựng những con đường và quảng trường mới, dẫn đến sự phá hủy các con đường, nhà cửa, nhà thờ và cung điện được dựng lên trong thời cai trị của giáo hoàng. Các hoạt động chính trong chính phủ của ông là: "cô lập" đồi Capitolinus; phố Monti, sau đổi tên là phố Impero, và cuối cùng là phố Fori Imperiali; đường Mare, sau đổi tên thành phố Teatro di Marcello; "cô lập" của Lăng Augustus, với sự dựng lên của Quảng trường Augusto Imperatore; Con đường Hòa giải.

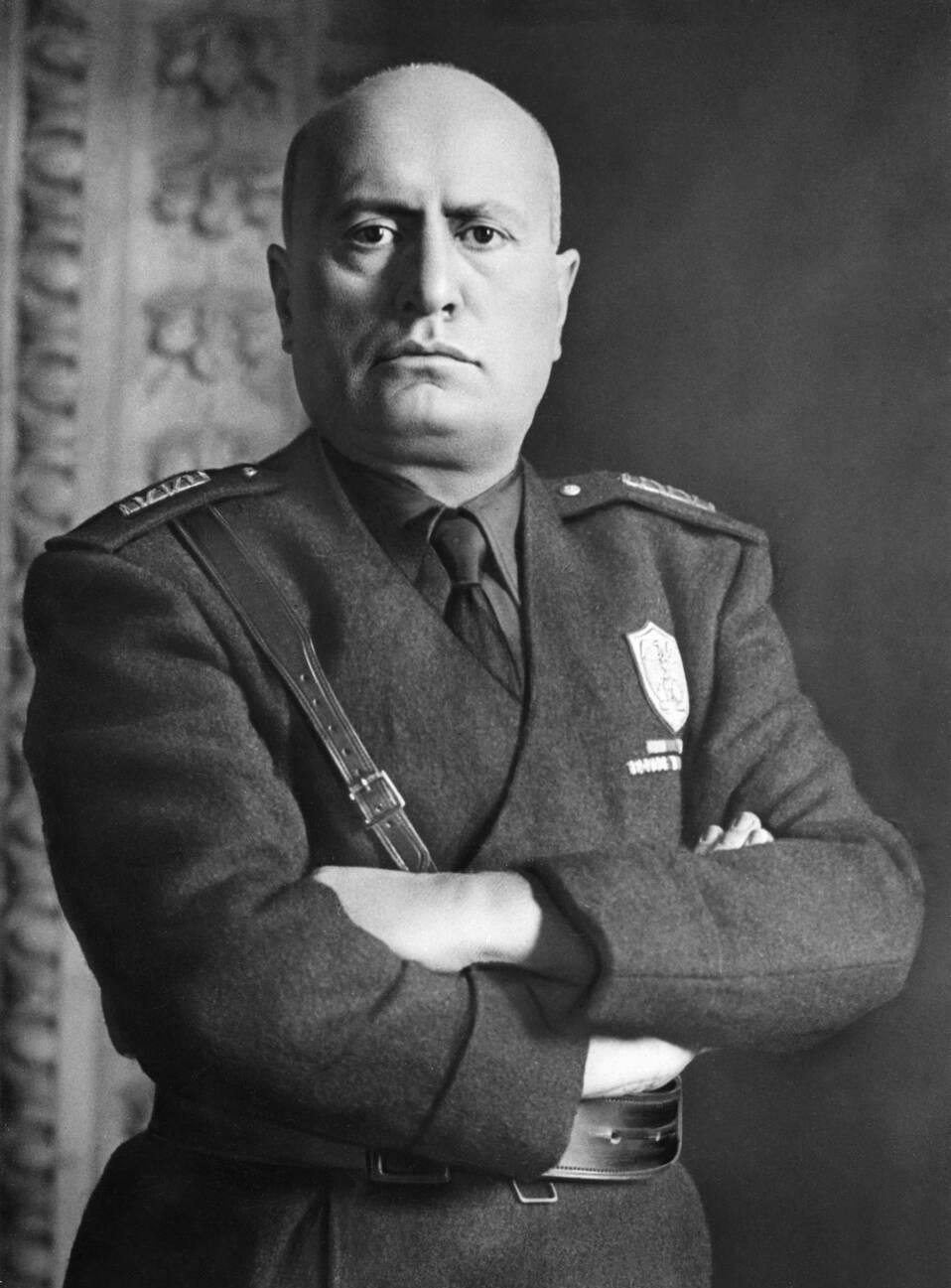
Benito Mussolini

Về mặt kiến trúc, chủ nghĩa phát xít ưa thích các phong trào hiện đại nhất, như kiến trúc chủ nghĩa duy lý. Song song với điều này, vào những năm 1920, một phong cách khác đã xuất hiện, có tên là "Stile Novecento" đã phát triển một phong cách kiến trúc đặc trưng bởi sự liên kết với kiến trúc La Mã cổ đại. Một công trình quan trọng trong phong cách này là Công trường Mussolini, nay là Công trường Italico, bởi Enrico Del Debbio. Bên cạnh đó, nơi lưu dấu kiến trúc phát xít quan trọng nhất ở Roma là khu vực E.U.R. do Marcello Piacentini thiết kế vào năm 1938. Các tòa nhà tiêu biểu nhất của EUR là Điện Civiltà Italiana (1938–1943), thiết kế mang tính biểu tượng đã được xem như khối lập phương của 'Đấu trường La Mã hình vuông', và Điện Congressi, ví dụ về phong cách chủ nghĩa duy lý. Ban đầu khu này được hình thành với mục đích dành cho cuộc Triển lãm Thế giới 1942 ("Esposizione universale 1942") và có tên gọi là "E.42" ("Esposizione 42"). Tuy nhiên, triển lãm thế giới đã không có dịp diễn ra vì năm 1940 nước Ý bước vào chiến tranh thế giới thứ hai và các tòa nhà tiêu điểm đã bị phá hủy một phần vào năm 1943 trong cuộc chiến giữa quân đội Ý và Đức sau khi đình chiến và sau đó bị bỏ hoang. Khu vực được khôi phục vào thập niên 1950, khi chính quyền Roma nhận thấy rằng họ đã có những mầm mống của một khu kinh tế ngoài trung tâm như những thủ đô khác mà hiện trong thời gian đó vẫn còn đang quy hoạch (như xưởng đóng tàu London Docklands và La Défense ở Paris). Ngoài ra Điện Farnesina, nơi đóng trụ sở của Bộ Ngoại giao Ý ngày nay, được thiết kế vào năm 1935 theo phong cách phát xít thuần chất.

### Đương đại
Roma bước ra khỏi Chiến tranh thế giới thứ hai với rất ít những vụ ném bom tàn phá. Năm thánh năm 1950 là cơ hội để thực hiện xong nhà ga trung tâm Termini cũng như đường Cristoforo Colombo nối Roma đến biển. Quận EUR được hoàn thành và trở thành quận kinh tế tài chính, và tuyến tàu điện ngầm đầu tiên được mở vào năm 1955. Để phục vụ Thế vận hội Mùa hè 1960, Sân vận động Olimpico và hai điện thể thao khác được xây dựng, cũng như Làng Olimpico. Bên cạnh sân bay truyền thống Ciampino, một sân bay mới - Sân bay quốc tế Leonardo da Vinci tại Fiumicino đã được khánh thành vào năm 1961 để đáp ứng nhu cầu ngày càng mở rộng và trở thành sân bay chính của Roma.
Trung tâm thành phố đã trải qua nhiều cuộc cải tạo mở rộng trong Năm Thánh 2000, và các cung điện nhuốm màu thổ hoàng do thời gian đã được khôi phục lại gam màu nhạt vốn có ban đầu của chúng trong các chiến dịch cải tạo này. Từ đầu thế kỷ 21, Roma bắt đầu khánh thành các tòa nhà mới theo kiến trúc đương đại: Auditorium Parco della Musica vào năm 2002, Bảo tàng Nghệ thuật Đương đại Roma (MACRO) năm 2002, MAXXI năm 2010 và Trung tâm Hội nghị Roma, khánh thành vào năm 2016 tại quận EUR.

### Không gian xanh và hệ sinh thái
Công viên công cộng và khu bảo tồn thiên nhiên chiếm một khu vực rộng lớn ở Roma. Có thể nói, Roma là thành phố có một vùng không gian xanh bao phủ thuộc hàng lớn nhất trong các thủ đô châu Âu.
Phần đáng chú ý nhất của khu không gian xanh này đặc trưng bởi rất nhiều biệt thự và khu vườn của các tầng lớp quý tộc Ý. Tuy nhiều nhiều biệt thự đã bị phá hủy trong giai đoạn bùng nổ xây dựng cuối thế kỷ 19 nhưng vẫn còn sót lại một lượng lớn. Đáng chú ý nhất trong số này là các biệt thự Borghese, biệt thự Ada và biệt thự Pamphili Doria. Biệt thự Pamphili Doria nằm ở phía tây của ngọn đồi Janiculum rộng 1,8 km². Ngoài ra trên đồi Janiculum còn có biệt thự Sciarra với các sân chơi cho trẻ em và những khu vực đi bộ phủ bóng mát. Tại khu vực lân cận của Vườn Bách thảo Roma (Orto Botanico) là một không gian xanh thoáng mát và lợp phủ bóng râm. Trường đua ngựa La Mã cổ đại Circus Maximus là một không gian xanh lớn khác nhưng sự thu hút chính ở đây là các địa điểm đua xe ngựa cổ xưa, còn cây thì tương đối ít. Gần đó là biệt thự Celimontana tươi tốt, gần các khu vườn xung quanh nhà tắm công cộng Caracalla và Vườn Hoa hồng. Khu vườn của biệt thự Borghese là một không gian xanh lớn và nổi tiếng nhất ở Roma, nơi đây có các phòng trưng bày nghệ thuật trứ danh nằm giữa các lối đi bộ phủ bóng mát cây xanh. Nó nằm gần với Bậc thang Tây Ban Nha và Quảng trường Nhân Dân. Roma cũng có nhiều vườn địa phương được hình thành gần đây hơn như vườn địa phương Pineto và Appia. Ngoài ra còn có các khu bảo tồn thiên nhiên tại Marcigliana và Tenuta di Castelporziano.

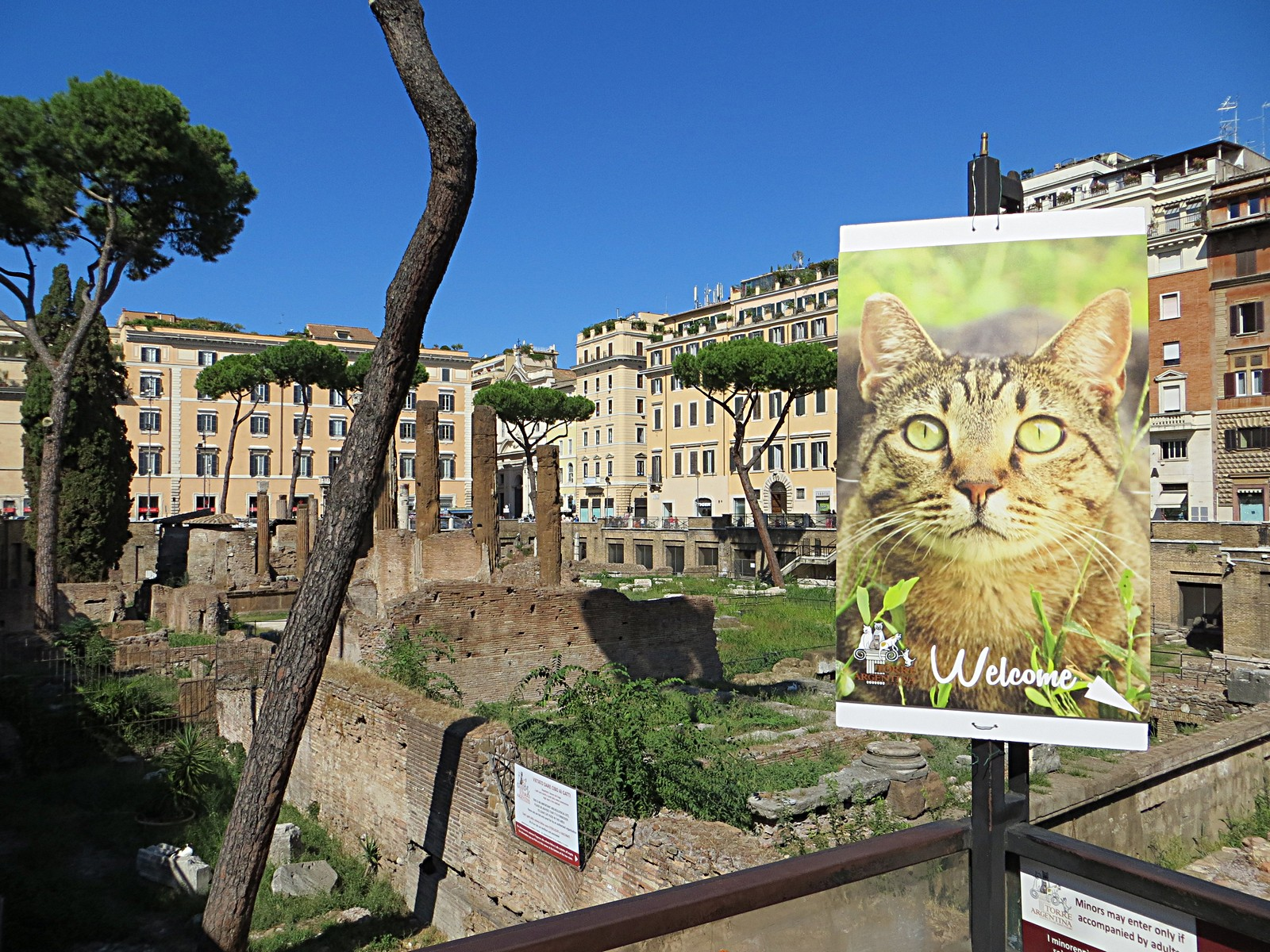
Công trường Tháp Argentina, nơi khi xưa Caesar bị mưu sát bởi Viện Nguyên Lão, nay là khu di tích trú ẩn mèo hoang lớn nhất tại Roma.

Hàng nghìn loài động vật, động vật có xương sống và động vật không xương sống sống trong thành phố vĩnh hằng. Điển hình nhất tại Đấu trường La Mã và khu vực khảo cổ xung quanh là những chú mèo hoang, được chính quyền thành phố công nhận là "Di sản văn hóa - sinh học của Roma" từ năm 2001 (ví dụ duy nhất ở Ý về quyết định như vậy). Những chú mèo La Mã có khoảng 300.000 cá thể, sinh sống trong các tàn tích cổ xưa và đi hoang khắp nơi, được nhóm lại trong ít nhất 400 điểm trú ẩn mèo được xác định là môi trường sống tự do theo luật. Nhiều người dân Roma chủ yếu là phụ nữ quan tâm chăm sóc và cho chúng ăn. Từ đó, thuật ngữ "gattare" trong tiếng Ý dùng để chỉ những người phụ nữ này.
Trong số các loài chim, loài sáo đá xanh đặc trưng được ước tính có khoảng 5 triệu cá thể. Roma trong nhiều năm là thành phố Ý có số lượng lớn nhất về loài chim này, đã tràn ngập đô thị kể từ thời hậu chiến sau sự phá hủy nhiều vùng đất ngập nước ngoại ô, và chúng tìm thấy môi trường đô thị có ít động vật ăn thịt và sinh sống dễ dàng hơn. Các khu vực đầu tiên bị chiếm giữ bởi những con chim này là các khu vực phủ xanh của Điện Venezia, Biệt thự Torlonia và Quảng trường Cavour, tiếp theo vào năm 1970 bởi Biệt thự Ada, Biệt thự Pamphilj, sang đại lộ 20 tháng 9, đại lộ Trastevere và đường Appia Nuova. Sau đó, chúng chiếm cứ các cây ven sông ở hữu ngạn của Tiber, giữa cầu Matteotti và cầu Thiên Thần, để sau cùng tràn ngập được cả hai bờ. Trong các mùa di cư, chúng thường gây ra tai nạn đâm vào động cơ máy bay tại các phi trường của thành phố cũng như vấn đề với thải phân ở các di tích du lịch biểu tượng. Vài năm trở lại đây, loài mòng biển từ ngoài khơi đã xâm lược vào sâu trong trung tâm Roma do sự quản lý yếu kém của thành phố, những bãi rác và thức ăn thừa trở nên hấp dẫn và thu hút chúng, đồng thời tấn công và ăn thịt những loài chim khác như bồ câu hoặc sáo, mà theo các nhà chức trách, chúng ngày càng trở nên hung hăng hơn.

### Đài phun nước và cầu dẫn nước

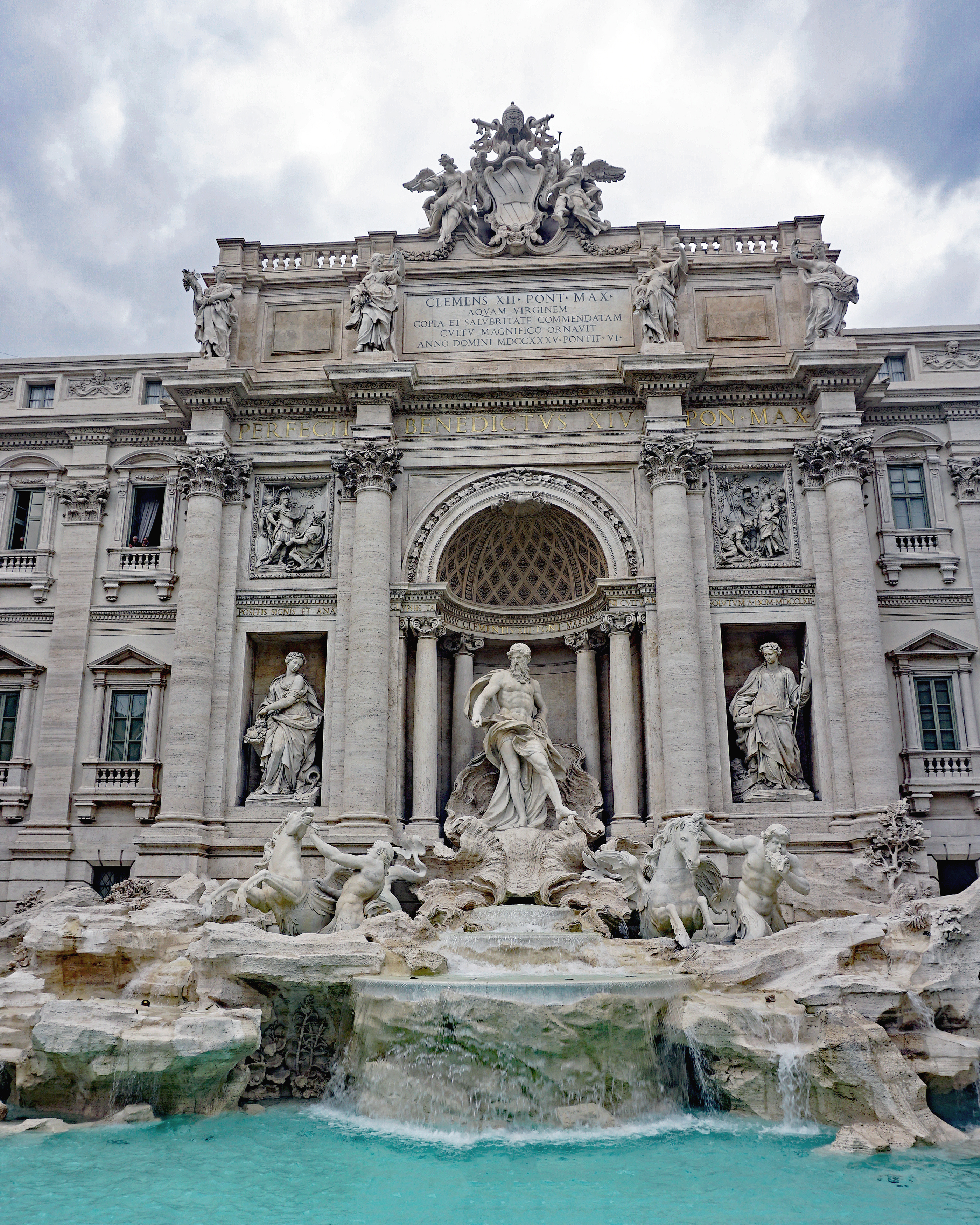
Đài phun nước Trevi bắt đầu được xây dựng từ thời La Mã cổ đại và được kiến trúc sư Nicola Salvi hoàn thành vào năm 1762 theo bản thiết kế gốc của Gian Lorenzo Bernini.

Roma còn sở hữu biệt danh là "Thành phố của những đài phun nước", với 50 đài phun nước tưởng niệm và hàng trăm đài phun vừa và nhỏ khác trên tổng số hơn 2000, nhiều hơn bất cứ thành phố nào khác trên thế giới, và các đài phun nước đã trở thành biểu tượng quen thuộc của Roma. Các đài phun nước ở Roma được xây dựng theo tất cả các phong cách khác nhau, từ cổ điển, trung cổ đến trường phái Baroque và tân cổ điển. Chúng đã có mặt ở thành phố từ hơn 2.000 năm trước, cho thấy người La Mã cổ đại đã luôn có niềm đam mê lớn lao đối với nước dùng công cộng, từ hệ thống cầu dẫn nước đến các nhà tắm hơi cổ đại. Thời Đế quốc La Mã bấy giờ, vào năm 98 TCN, theo Sextus Julius Frontinus, vị quan cố vấn của La Mã và là người phụ trách quản lý giám hộ nguồn nước của thành phố, Roma có 9 hệ thống cầu dẫn nước, cung cấp nước dẫn đến 39 đài phun nước tưởng niệm và 591 đài phun nước công cộng dạng bồn nhỏ, không kể nguồn nước cung cấp cho hoàng gia, tắm rửa hay cho các địa chủ sở hữu biệt thự tư gia. Mỗi đài phun nước lớn đều được kết nối với hai cầu dẫn nước khác nhau, phòng trường hợp một hệ thống không hoạt động được do bảo trì..
Sau nhiều thế kỷ suy vi, niềm đam mê này vẫn được lưu truyền và tiếp nối đến tận ngày nay qua việc xây dựng vô số các kiểu dáng đài phun hiện hữu khắp nơi trên các đường phố và quảng trường ở thủ đô, để lấy nước uống cũng như để trang trí mỹ quan đô thị. Xuyên suốt lịch sử, vấn đề vệ sinh dường như không hề khiến ai phải bận tâm, khi các nguồn nước (kể cả nước sông) được chắt lọc trong các bồn chứa đặc biệt và được xem là tốt đến mức các giáo hoàng cũng lấy để uống khi vi hành trong thành phố.
Trong thế kỷ 17 và 18, các giáo hoàng tái tạo những đài phun nước La Mã tàn tích và xây dựng các đài phun nước mới nhằm đánh dấu thời kỳ của họ, mở ra thời hoàng kim cho các đài phun nước Roma. Như những bức tranh của Rubens, các đài phun nước Roma mang tính biểu hiện phong cách mới của nghệ thuật Baroque. Có rất nhiều nhân vật biểu tượng đầy tính cảm xúc và sức sống được đặt tại các đài phun nước. Ở những đài phun nước này, điêu khắc đã trở thành yếu tố chính, và nước được thêm vào đơn giản chỉ để tạo sự chuyển động và đóng vai trò trang trí cho các tác phẩm điêu khắc. Chúng giống như những khu vườn Baroque, là "một sự thể hiện đầy tự tin và quyền lực".

Một số đài phun nước nổi tiếng tại Roma
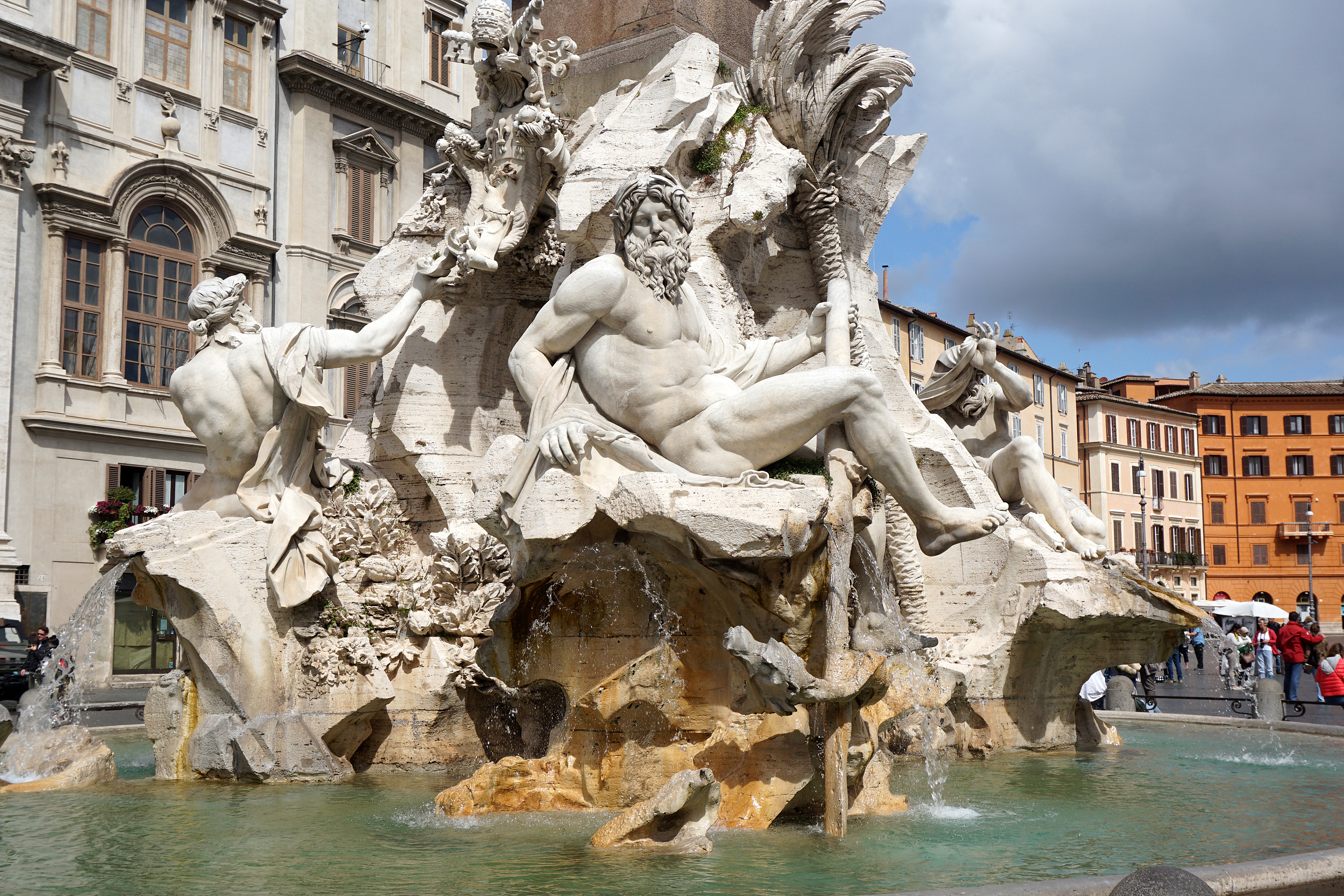
Đài phun nước Fiumi, Quảng trường Navona
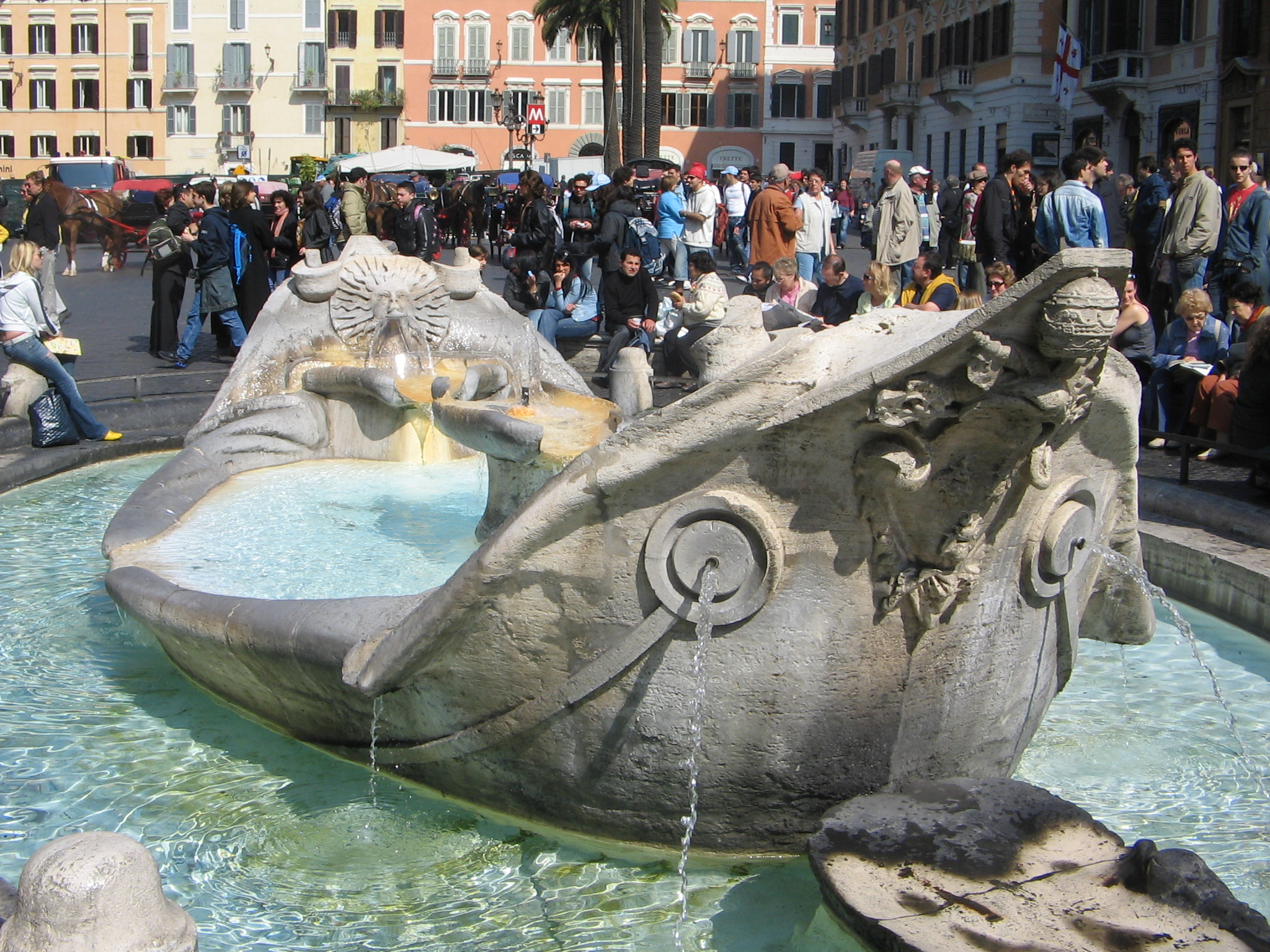
Đài phun nước Barcaccia, Quảng trường Tây Ban Nha
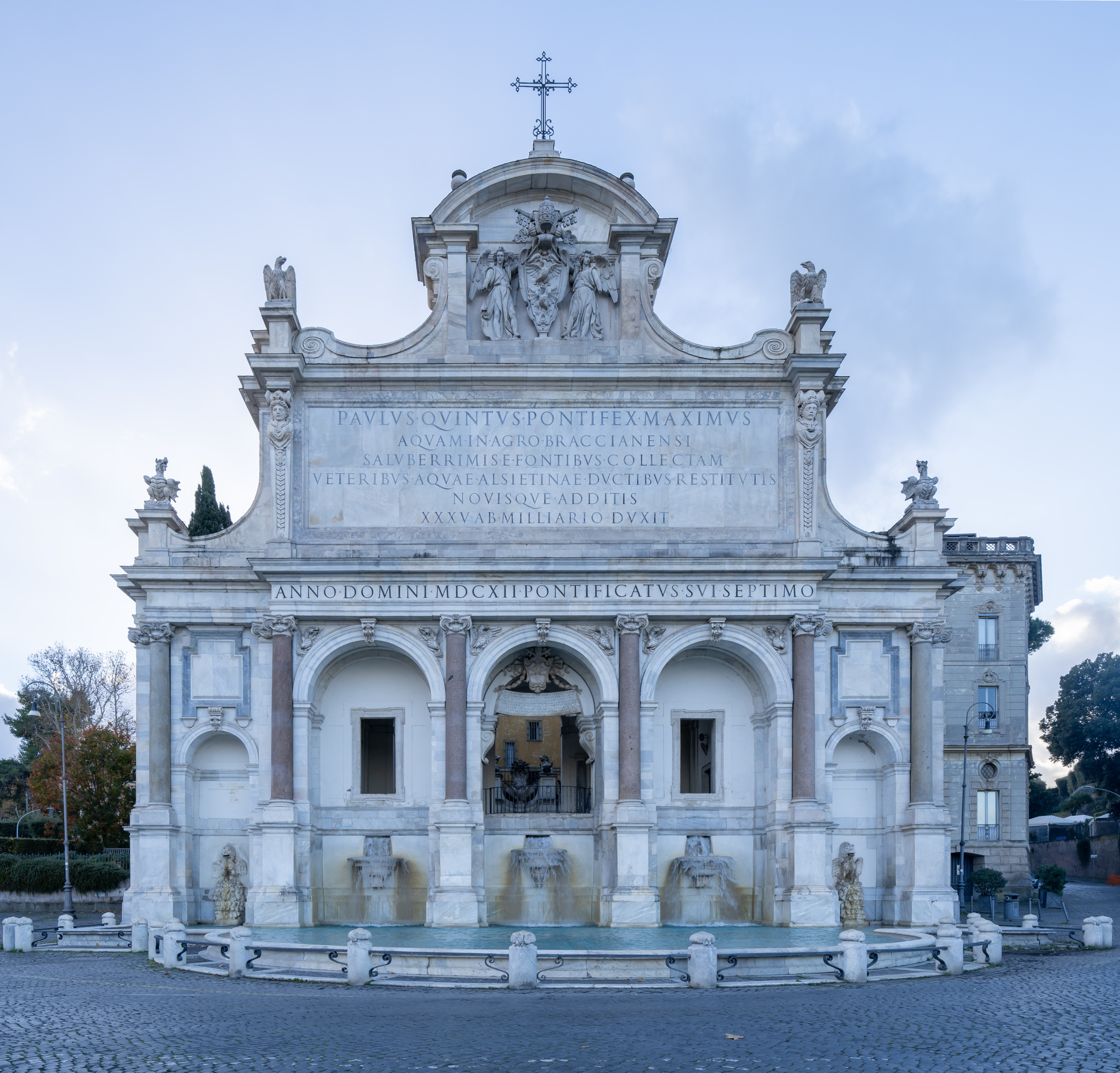
Đài phun nước Acqua Paola, đồi Janiculum
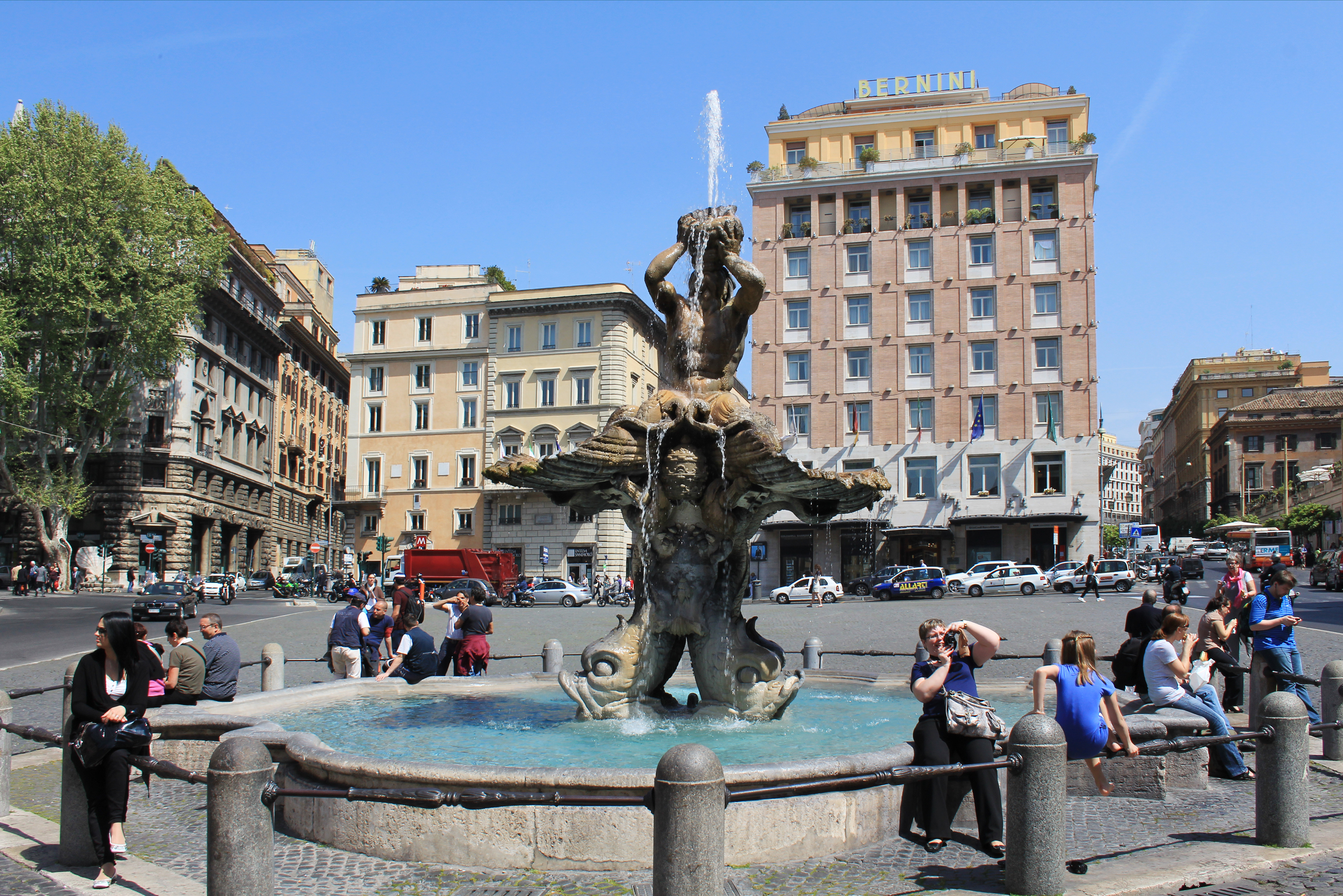
Đài phun nước Tritone, Quảng trường Barberini
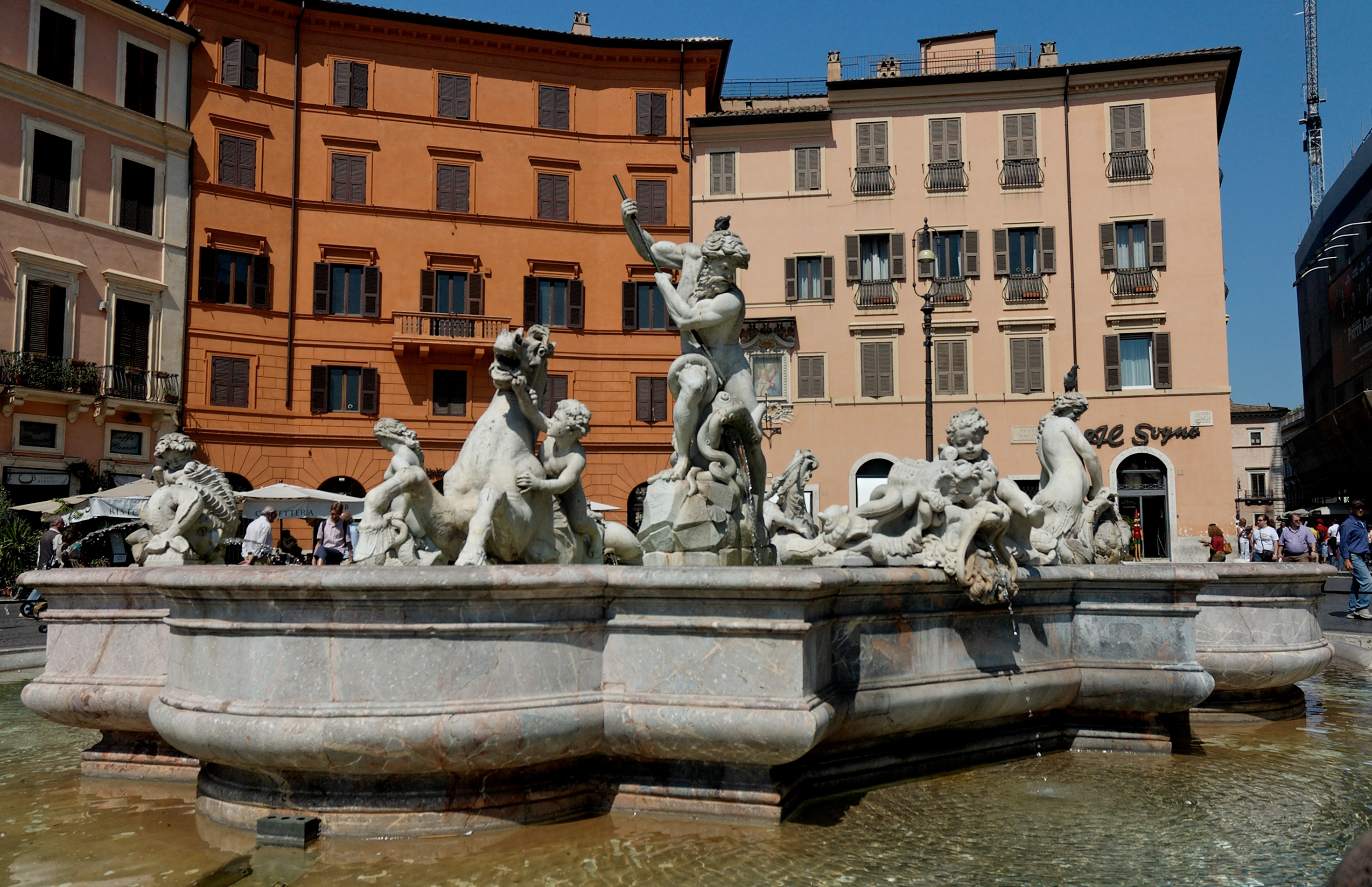
Đài phun nước Nettuno, Quảng trường Navona

### Điêu khắc
Roma nổi tiếng với những bức tượng, nhưng đặc biệt là những bức tượng có tính truyền cảm xúc cao, tức những "bức tượng biết nói". Chúng thường là những pho tượng cổ đã trở thành phương tiện truyền tải những lời diễn thuyết về các thảo luận chính trị và xã hội, là nơi để mọi người cất lên tiếng nói về quan điểm của họ (thông thường là châm biếm trào phúng). Có hai bức tượng nổi tiếng là: Pasquino và Marforio, ngoài ra vẫn có 4 bức tượng khác đáng chú ý là il Babuino, Madama Lucrezia, il Facchino và Abbot Luigi. Hầu hết những bức tượng đều từ thời La Mã cổ đại hay từ thời cổ điển, phần lớn trong số đó miêu tả những nhân vật trong thần thoại; il Pasquino đại diện Menelaus, Abbot Luigi – một thẩm phán La Mã bí ẩn, il Babuino đại diện cho Silenus, Marforio đại diện cho Oceanus, Madama Lucrezia là một bức tượng bán thân của Isis, và il Facchino là bức tượng duy nhất không phải của La Mã, được tạo thành trong năm 1580, và không đại diện riêng cho bất cứ nhân vật nào. Những bức tượng thường được phủ đầy áp phích hoặc những hình vẽ tranh phun sơn hay 'graffiti' bày tỏ ý tưởng và quan điểm chính trị. Những bức tượng khác trong thành phố không phải tượng bộc lộ cảm xúc và quan điểm gồm Cầu Thiên Thần, hoặc một số di tích nằm rải rác trong thành phố, như Giordano Bruno ở Campo de'Fiori.

### Bút tháp và cột tưởng niệm
Roma là nơi lưu giữ nhiều bút tháp (obelisk) nhất trên thế giới. Thành phố có 8 bút tháp cổ Ai Cập (trong đó Lateranese tại Quảng trường Thánh Gioan Latêranô là bút tháp Ai Cập lớn nhất thế giới) và 5 bút tháp La Mã cổ đại cùng một số khác hiện đại hơn; thành phố cũng đã từng lưu giữ bút tháp Axum của Ethiopia cho đến khi hoàn trả vào năm 2005. Các bút tháp chủ yếu được đặt tại các quảng trường lớn, chẳng hạn như tại Quảng trường Navona, Quảng trường Thánh Phêrô, Quảng trường Montecitorio, Quảng trường Nhân Dân và những tháp tưởng niệm khác trong các biệt thự, nhà tắm công cộng và trong các khu vườn, công viên, chẳng hạn như ở biệt thự Celimontana, nhà tắm công cộng Diocletianus và ngọn đồi Pincius.

Một số bút tháp và cột tưởng niệm nổi bật tại Roma
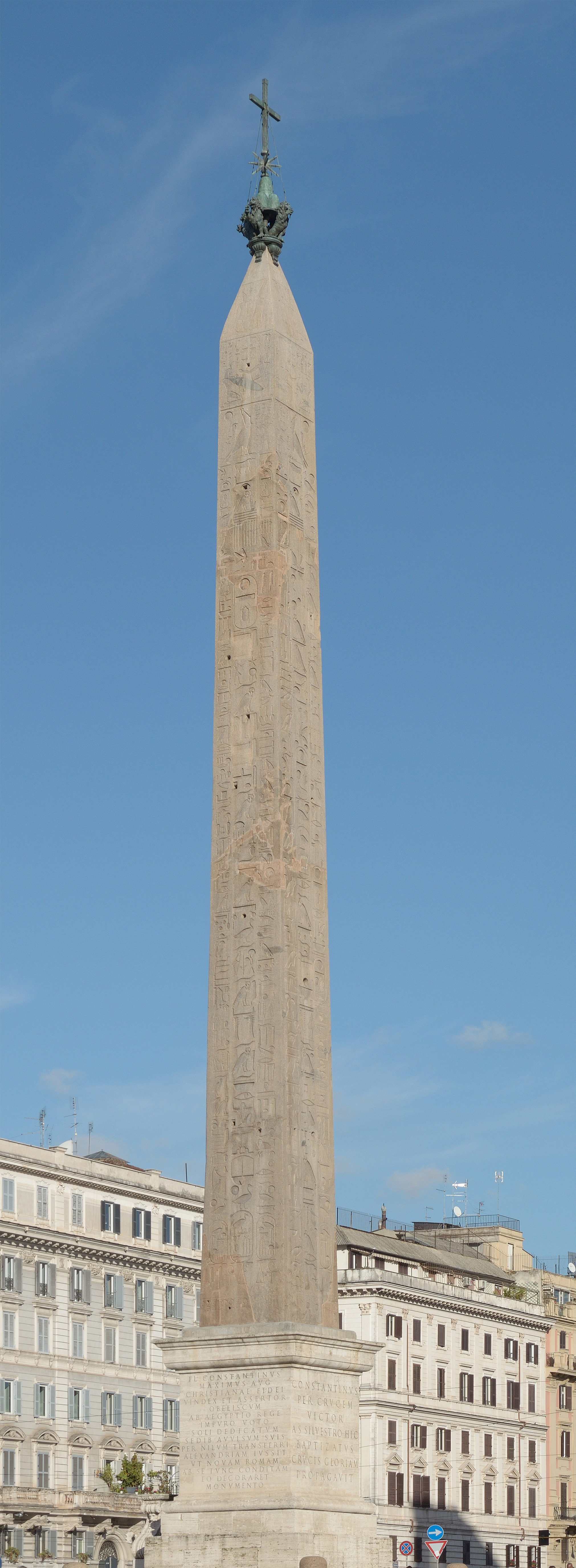
Bút tháp Lateranese tại Quảng trường Thánh Gioan Latêranô
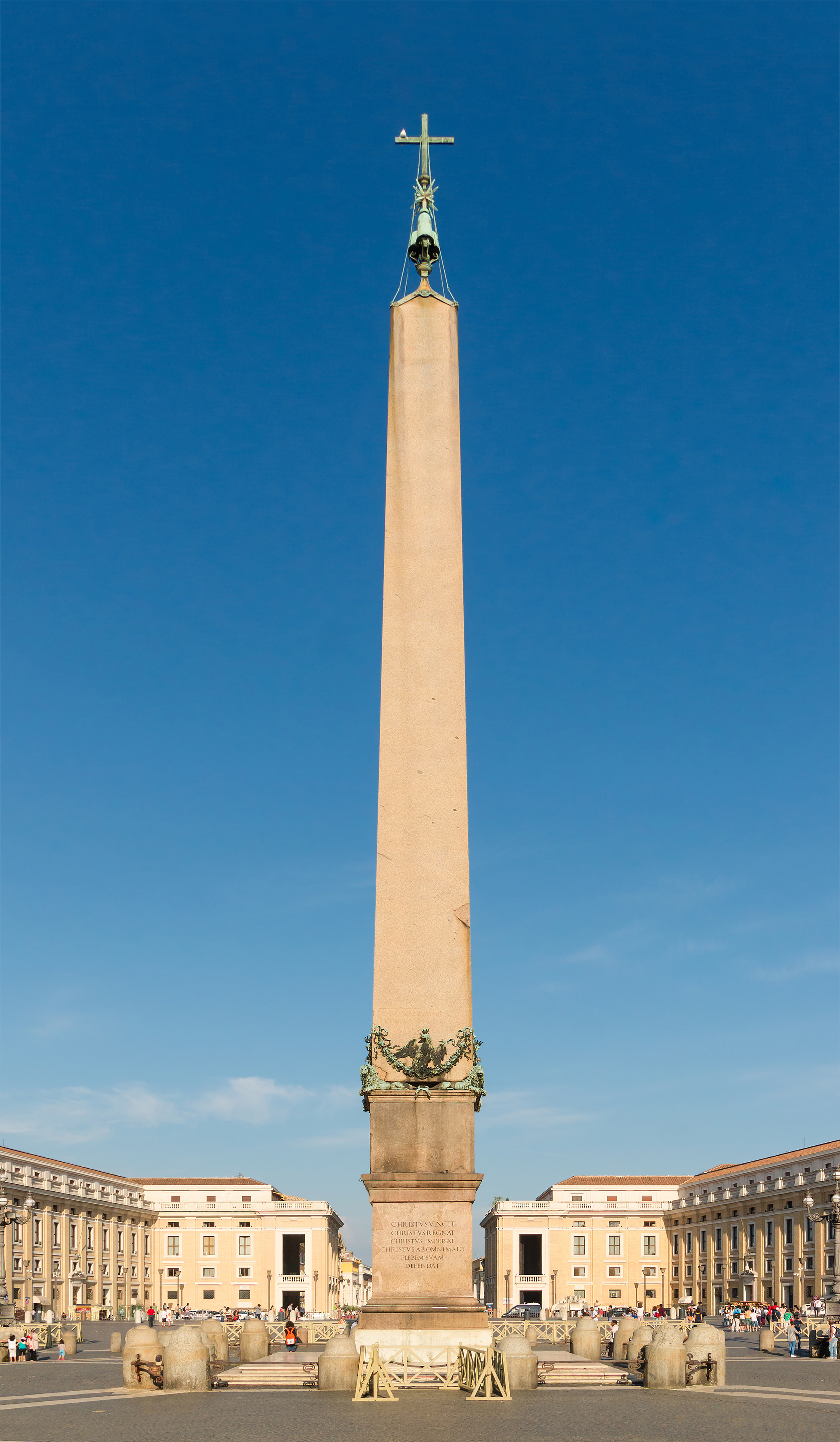
Bút tháp Vatican (Ai Cập) tại Quảng trường Thánh Phêrô
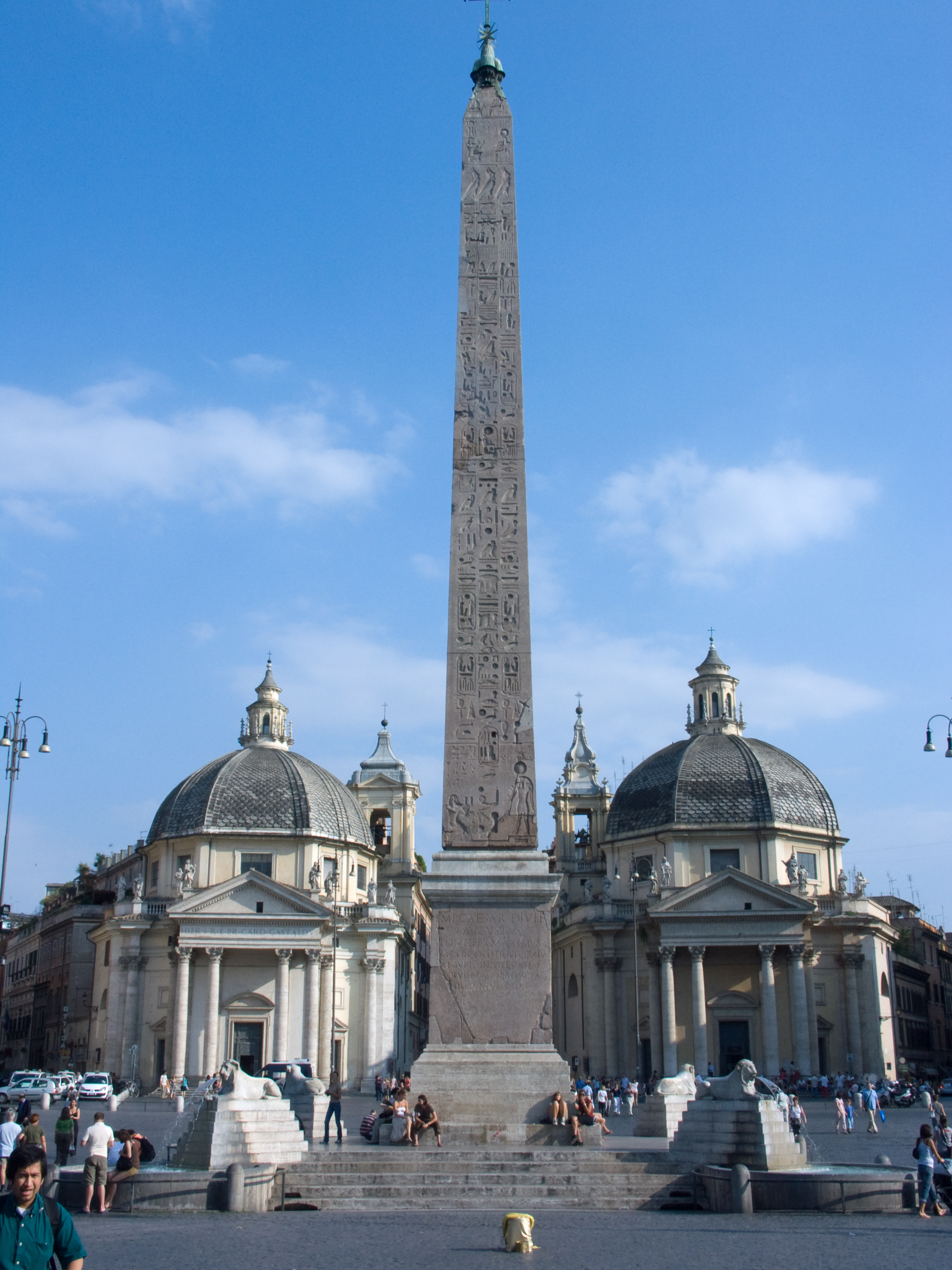
Bút tháp Flaminio (Ai Cập) tại Quảng trường Nhân Dân
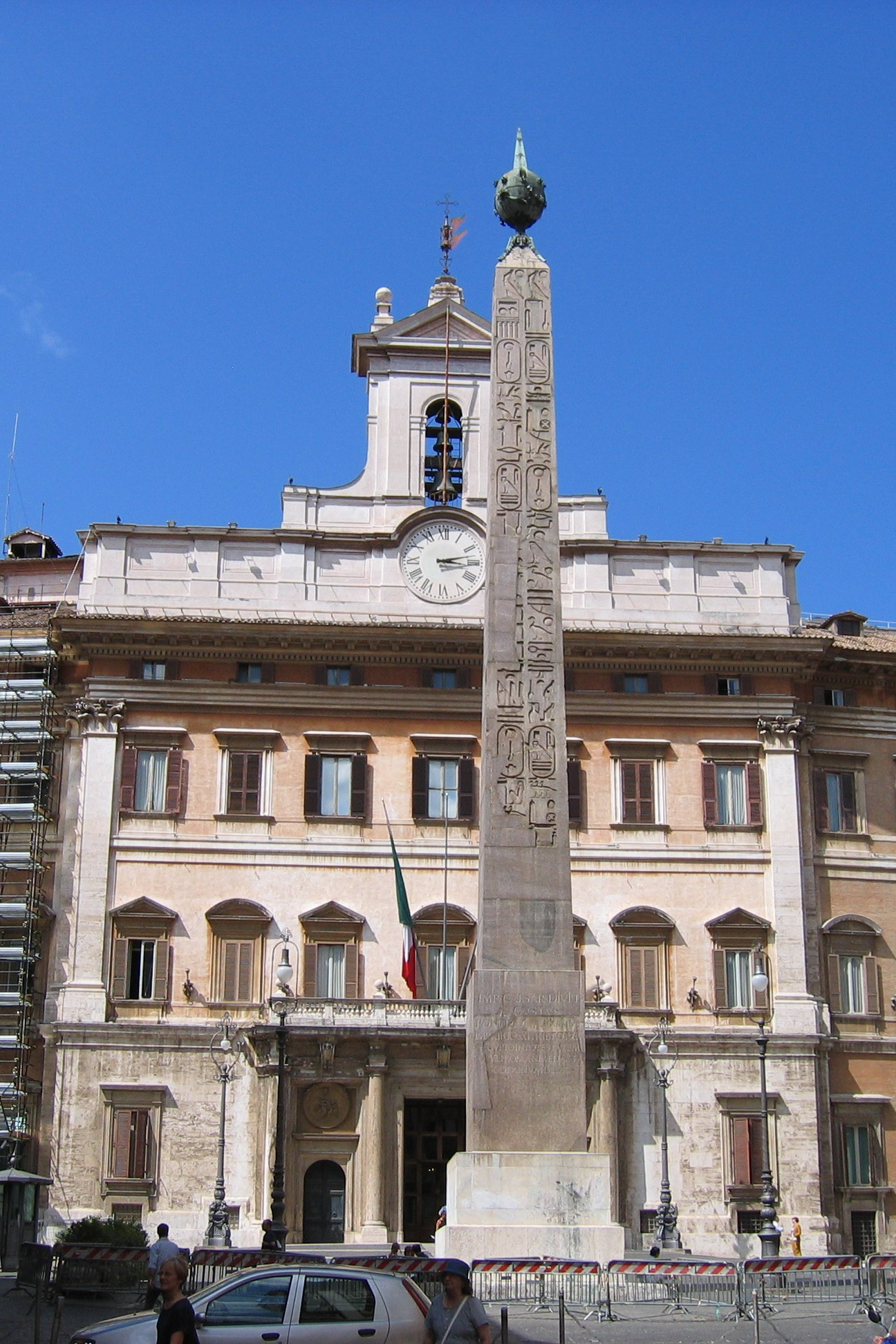
Bút tháp Solare (Ai Cập) tại Quảng trường Montecitorio
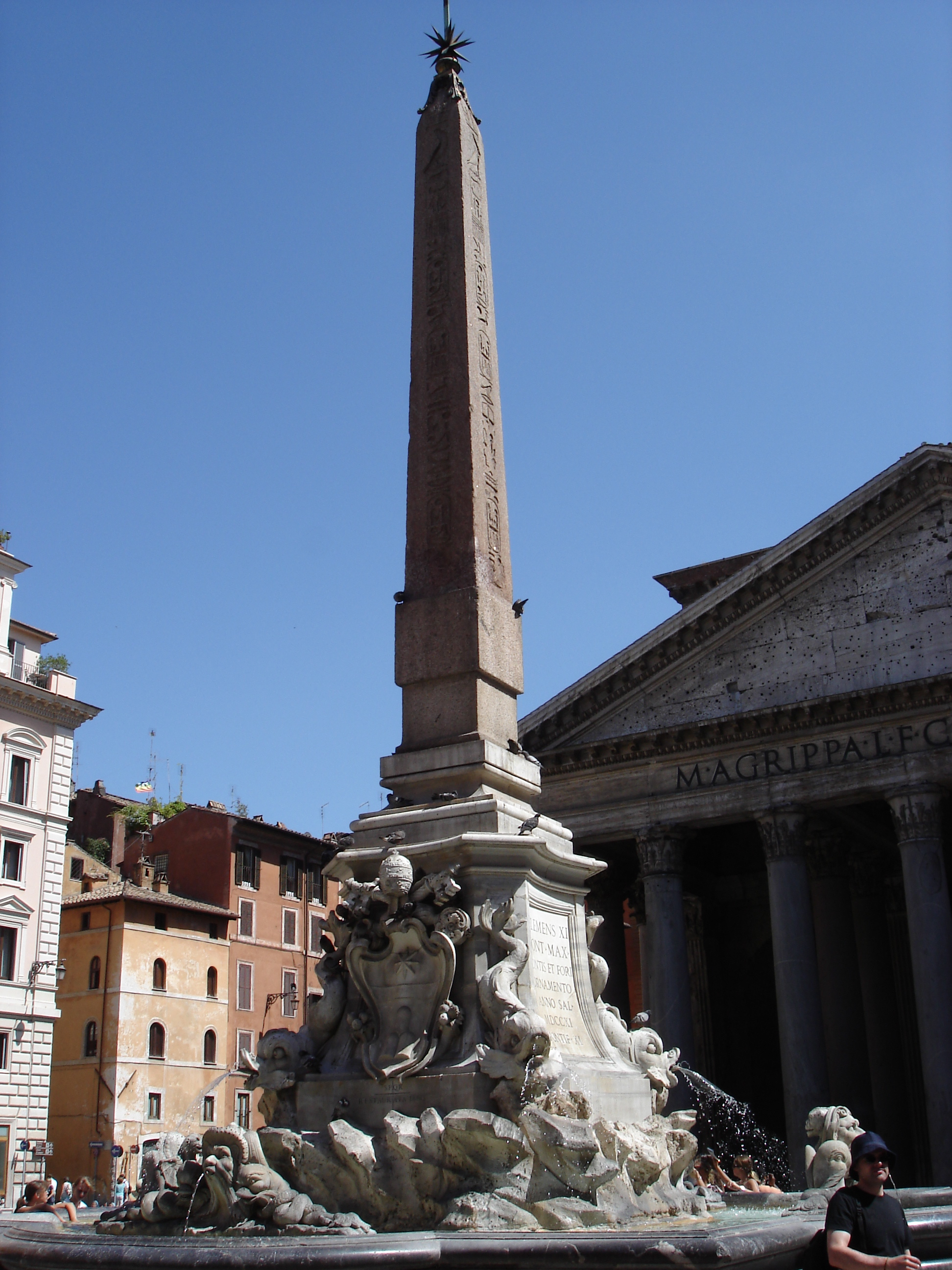
Bút tháp Macuteo (Ai Cập) tại Quảng trường Rodonta
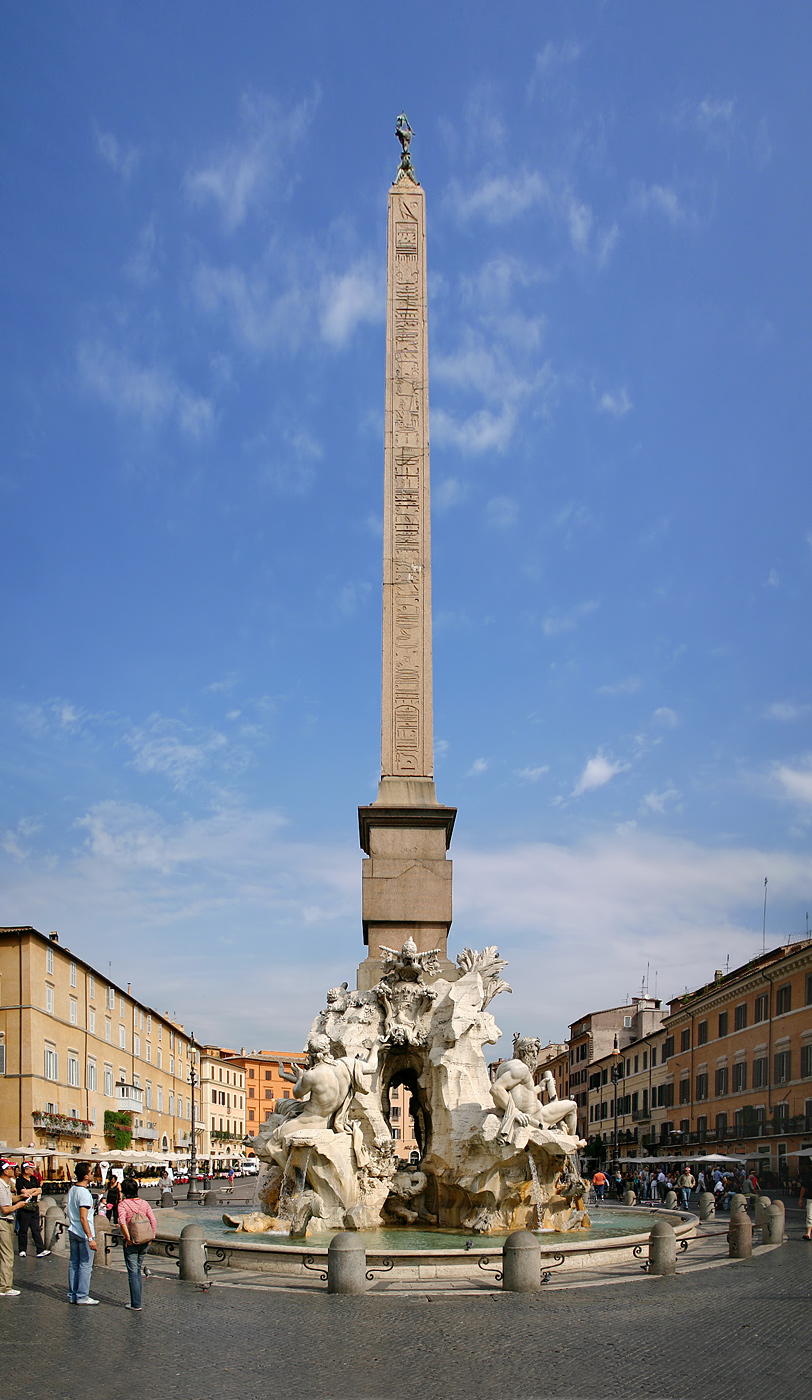
Bút tháp Agonalis (La Mã) tại Quảng trường Navona
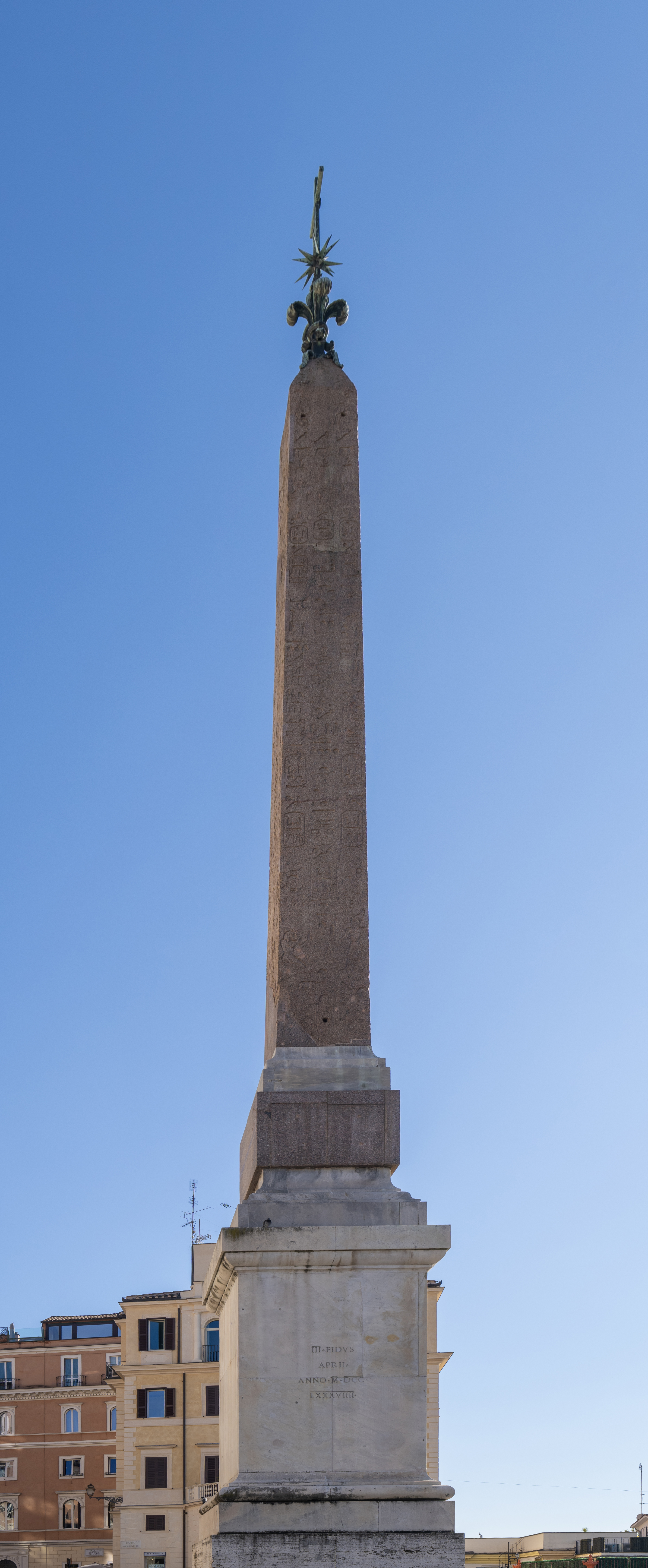
Bút tháp Sallustiano (La Mã) trên đỉnh Bậc thang Tây Ban Nha
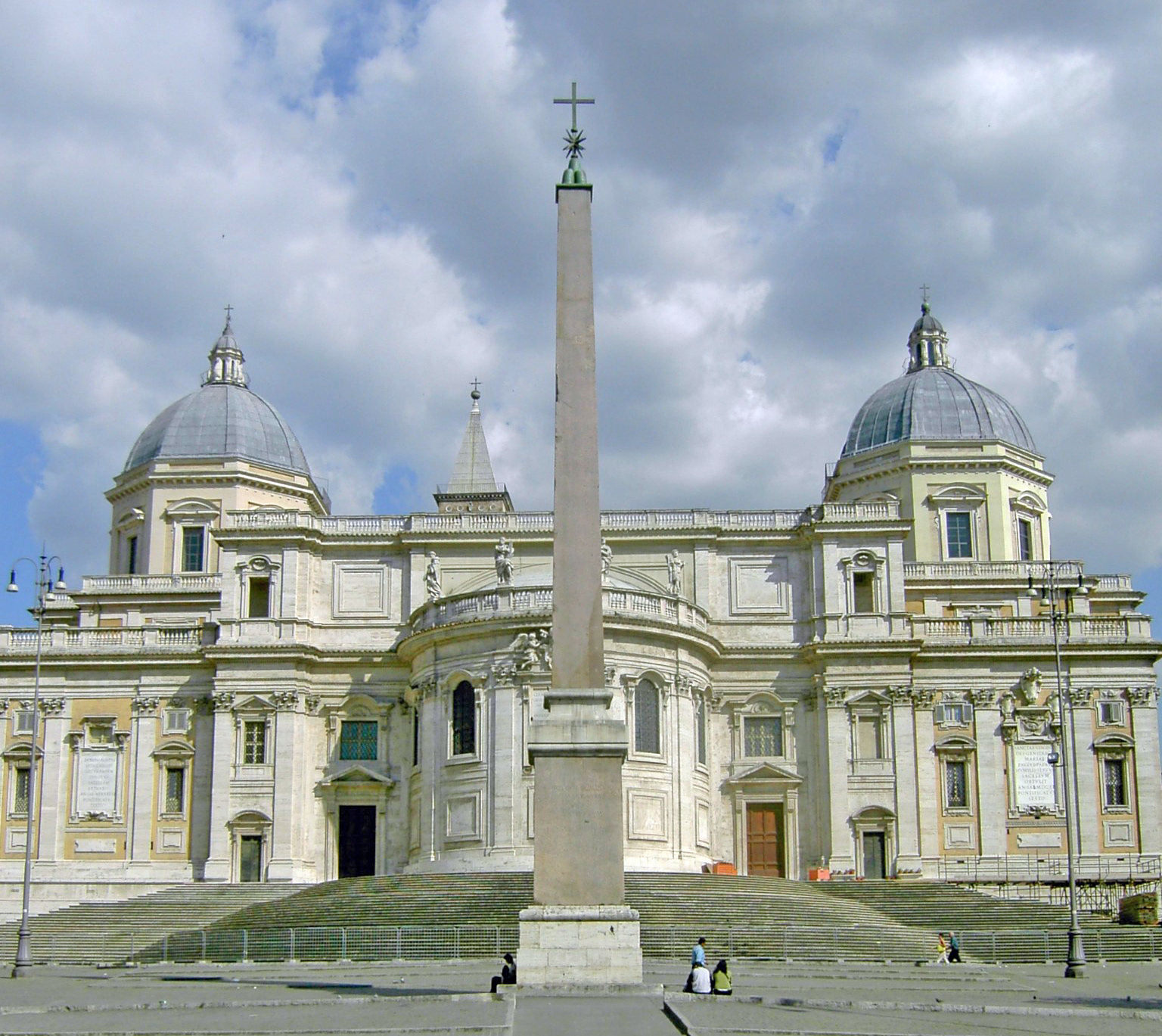
Bút tháp Esquilino (La Mã) mặt sau Nhà thờ Đức Bà Cả
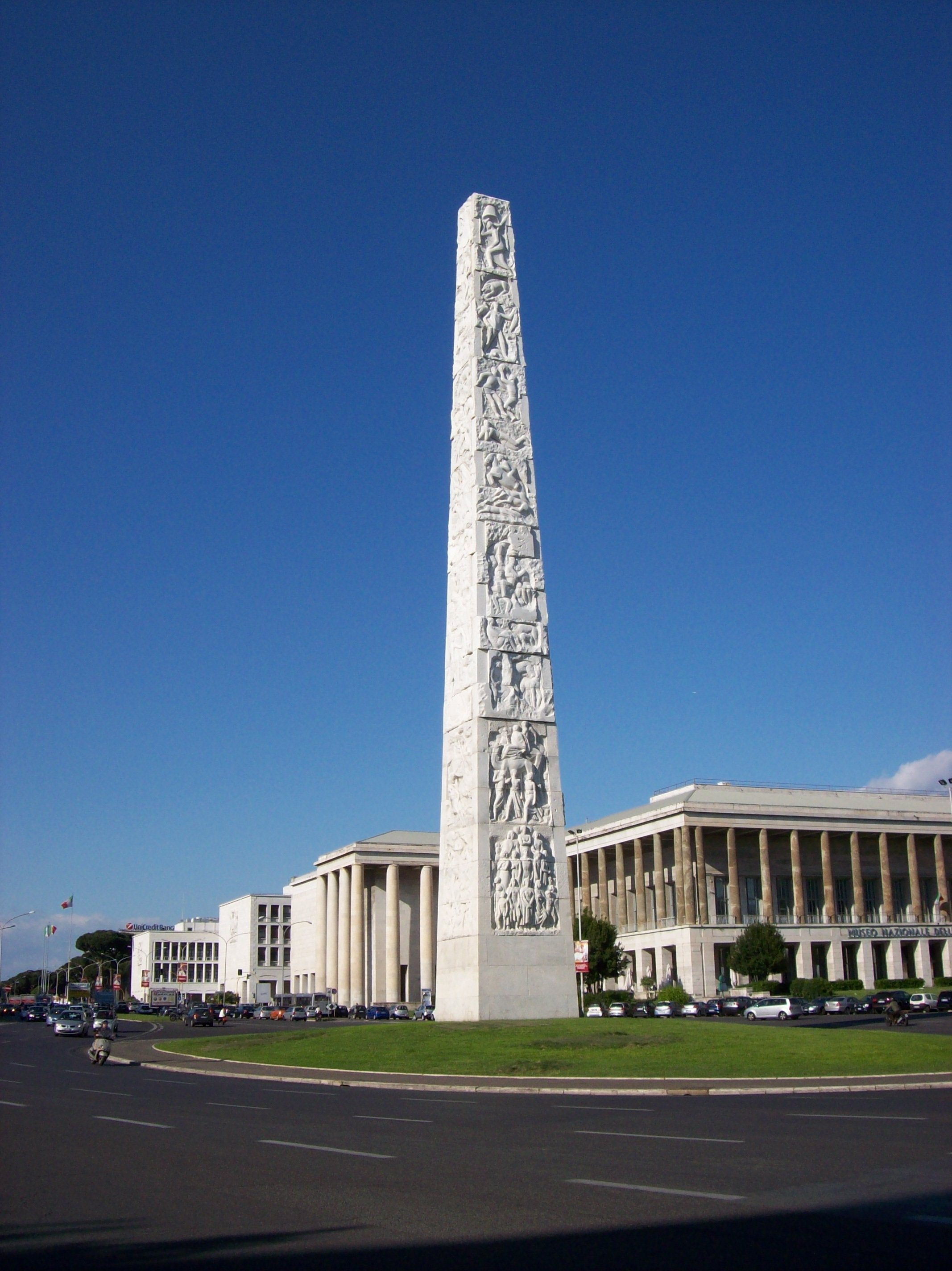
Bút tháp Marconi (hiện đại) tại quận EUR
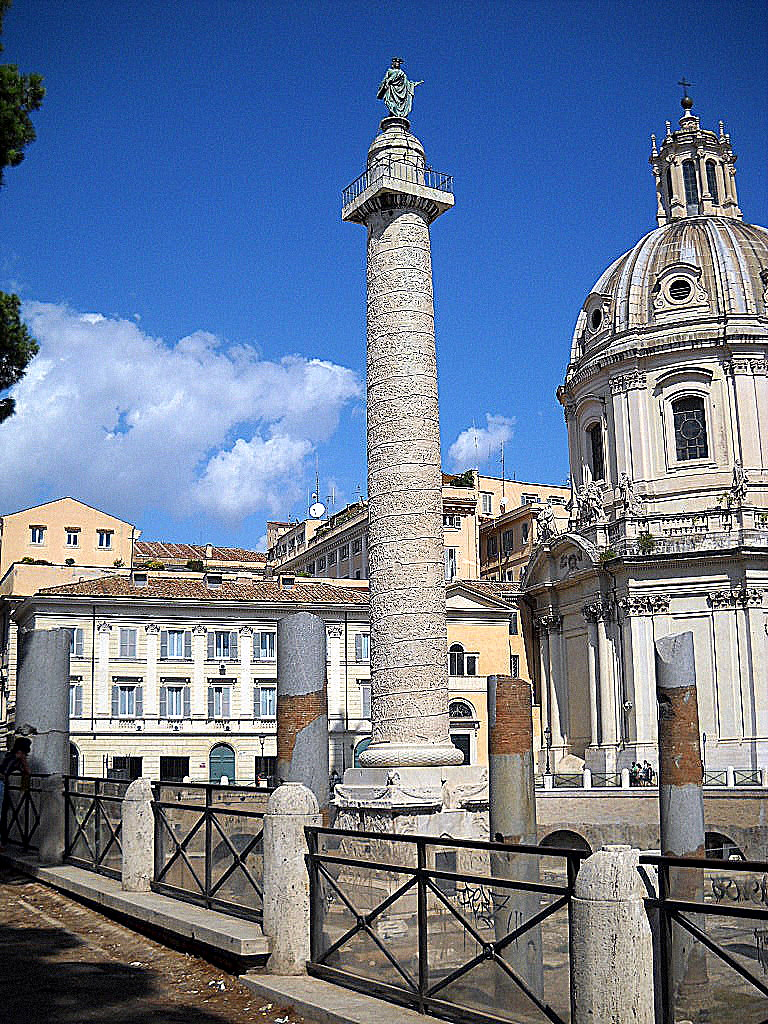
Cột Traianus tại Công trường Traianus
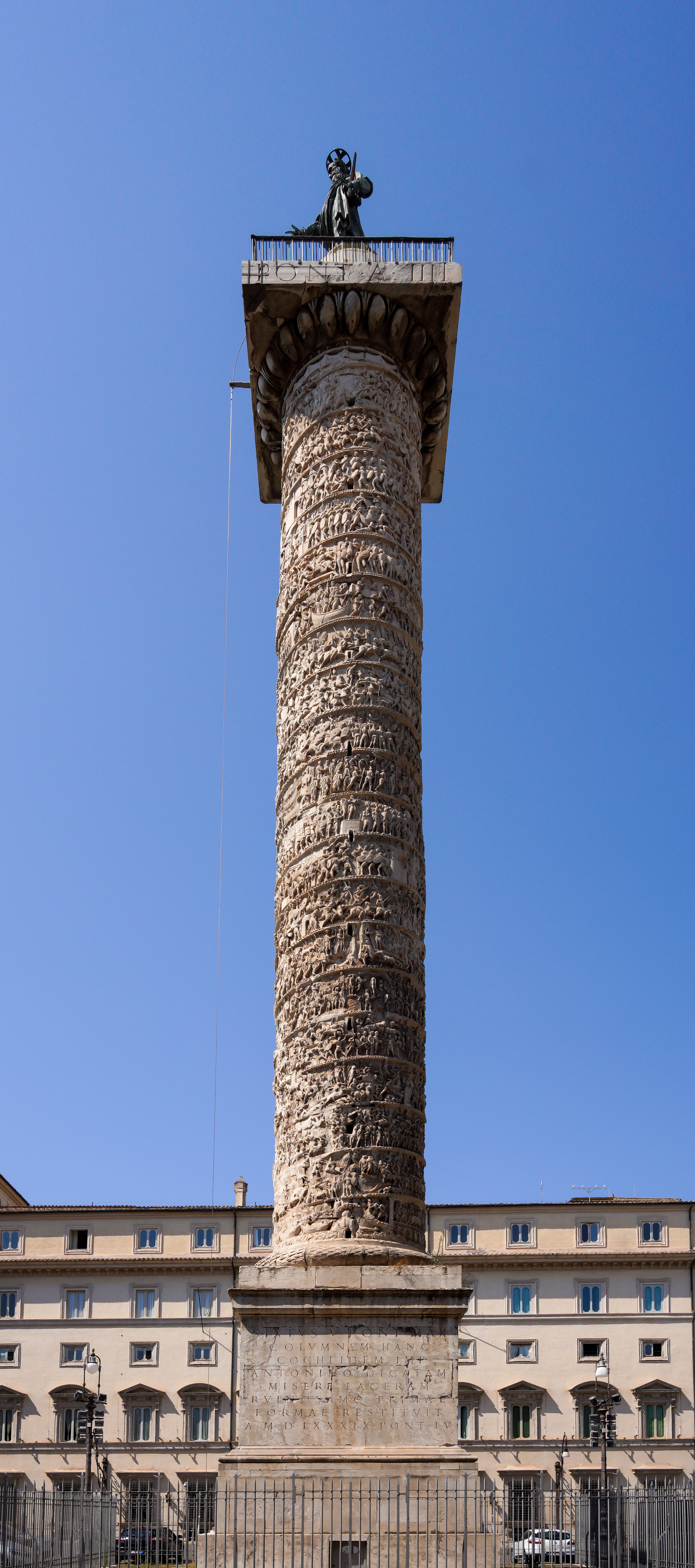
Cột Marcus Aurelius tại Quảng trường Colonna
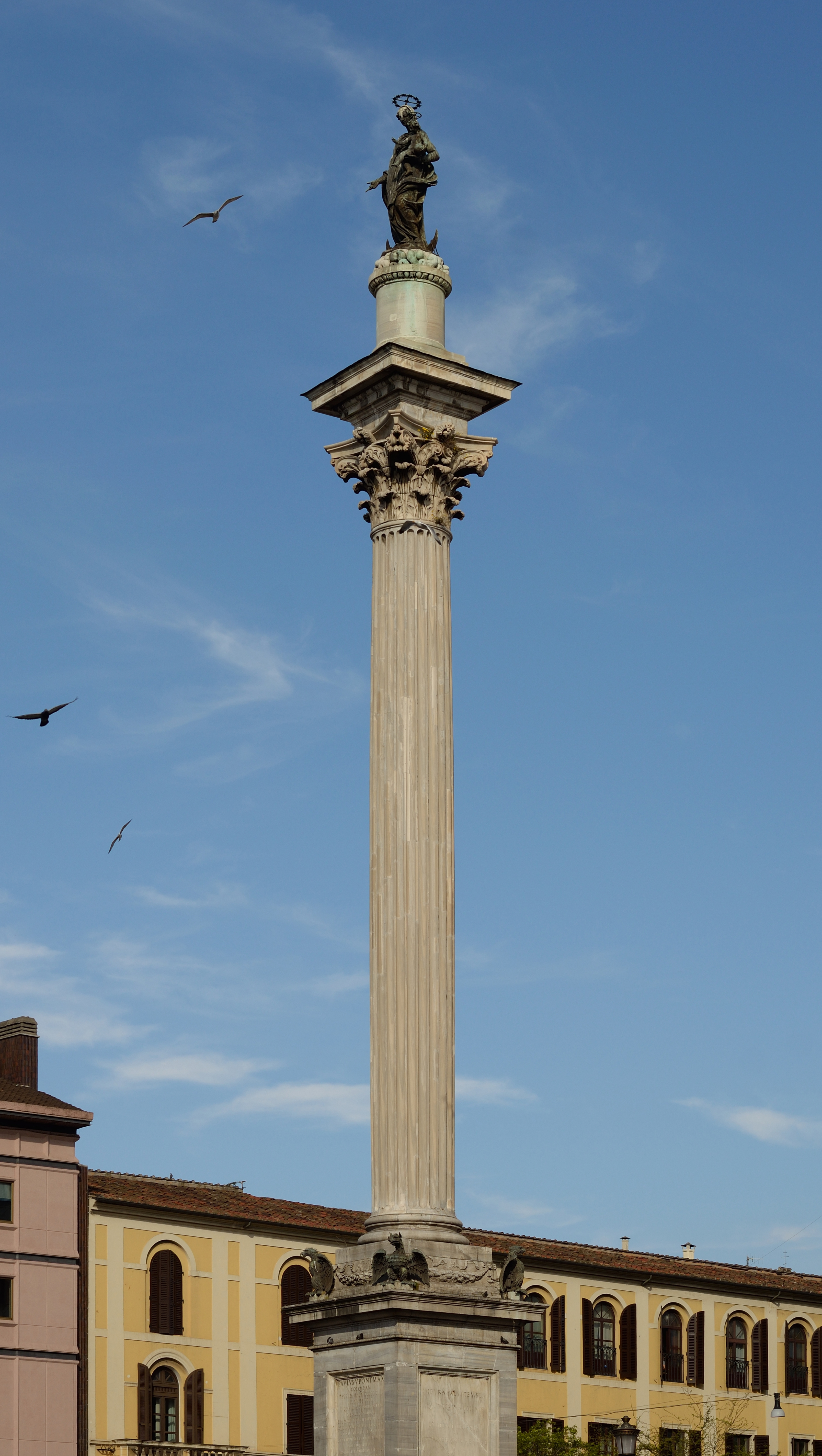
Cột Hòa Bình tại Quảng trường Đức Bà Cả

Ngoài ra, trung tâm của Roma cũng là nơi có hai cột tưởng niệm La Mã cổ đại là Cột Traianus và Cột Marcus Aurelius với bề ngoài được trang trí theo dạng xoắn ốc nhẹ. Cột Marcus Aurelius được đặt tại Quảng trường Colonna do Hoàng đế Commodus dựng nên vào năm 180 để tưởng nhớ cha mẹ của mình. Cột tưởng niệm này được lấy cảm hứng từ Cột Traianus tại Công trường Traianus, một phần của Công trường Hoàng đế.

### Cầu

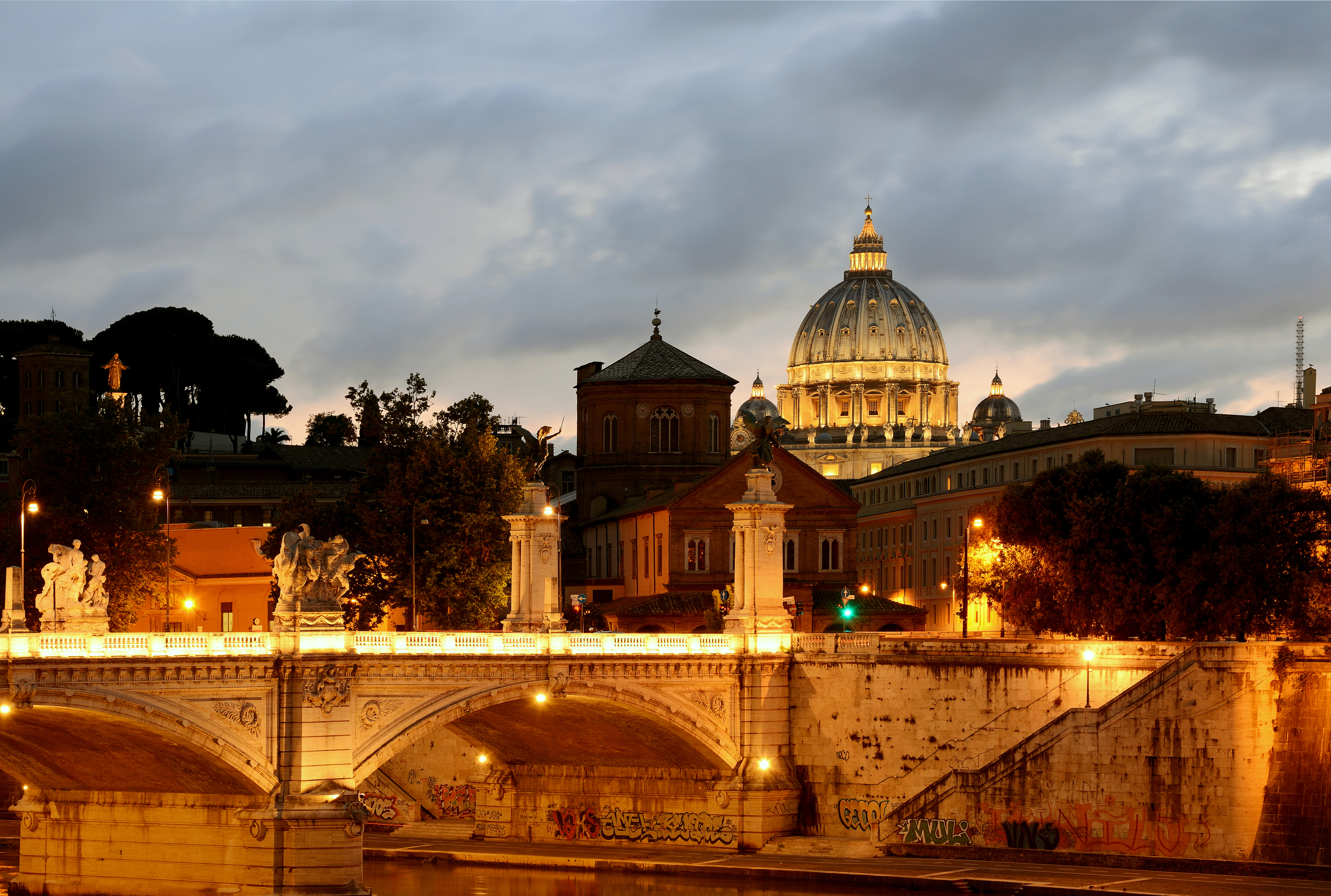
Cầu Vittorio Emanuele II khi mặt trời lặn.

Thành phố Roma có rất nhiều cây cầu nổi tiếng bắc qua sông Tiber. Cây cầu duy nhất còn tồn tại nguyên bản cho tới ngày nay không bị thay đổi là Cầu Fabricius có từ thời cổ đại, nối đảo Tiberina với bờ tả ngạn của dòng sông. Những cây cầu La Mã khác bắc ngang qua sông Tiber còn tồn tại là Cầu Cestio, Cầu Thiên Thần và Cầu Milvio dù cho chúng đã chịu sự thay đổi. Xem xét Cầu Nomentano bắc ngang sông Aniene được xây dựng trong thời La Mã cổ đại, do đó còn sót lại 5 cây cầu La Mã cổ đại trong thành phố vẫn tồn tại đến ngày nay. Những cây cầu đáng chú ý khác là Cầu Sisto, cây cầu đầu tiên được xây dựng vào thời Phục Hưng trên nền móng La Mã; Cầu Rotto, thực sự là vòm cung duy nhất còn sót lại của Cầu Aemilius cổ đại, đã sụp trong trận lụt năm 1598 và bị phá hủy vào cuối thế kỷ 19; và Cầu Vittorio Emanuele II, một cây cầu hiện đại nối liền đường lớn Vittorio Emanuele và phường Borgo. Hầu hết các cây cầu công cộng của thành phố được xây dựng theo phong cách cổ điển hoặc Phục Hưng, nhưng cũng theo phong cách Baroque, Tân cổ điển và Hiện đại. Theo Encyclopædia Britannica, cây cầu cổ đẹp nhất còn lại ở Roma là Cầu Thiên Thần, được hoàn thành vào năm 135 và được trang trí với mười bức tượng của các thiên thần, được Gian Lorenzo Bernini thiết kế vào năm 1688.

### Cổ mộ

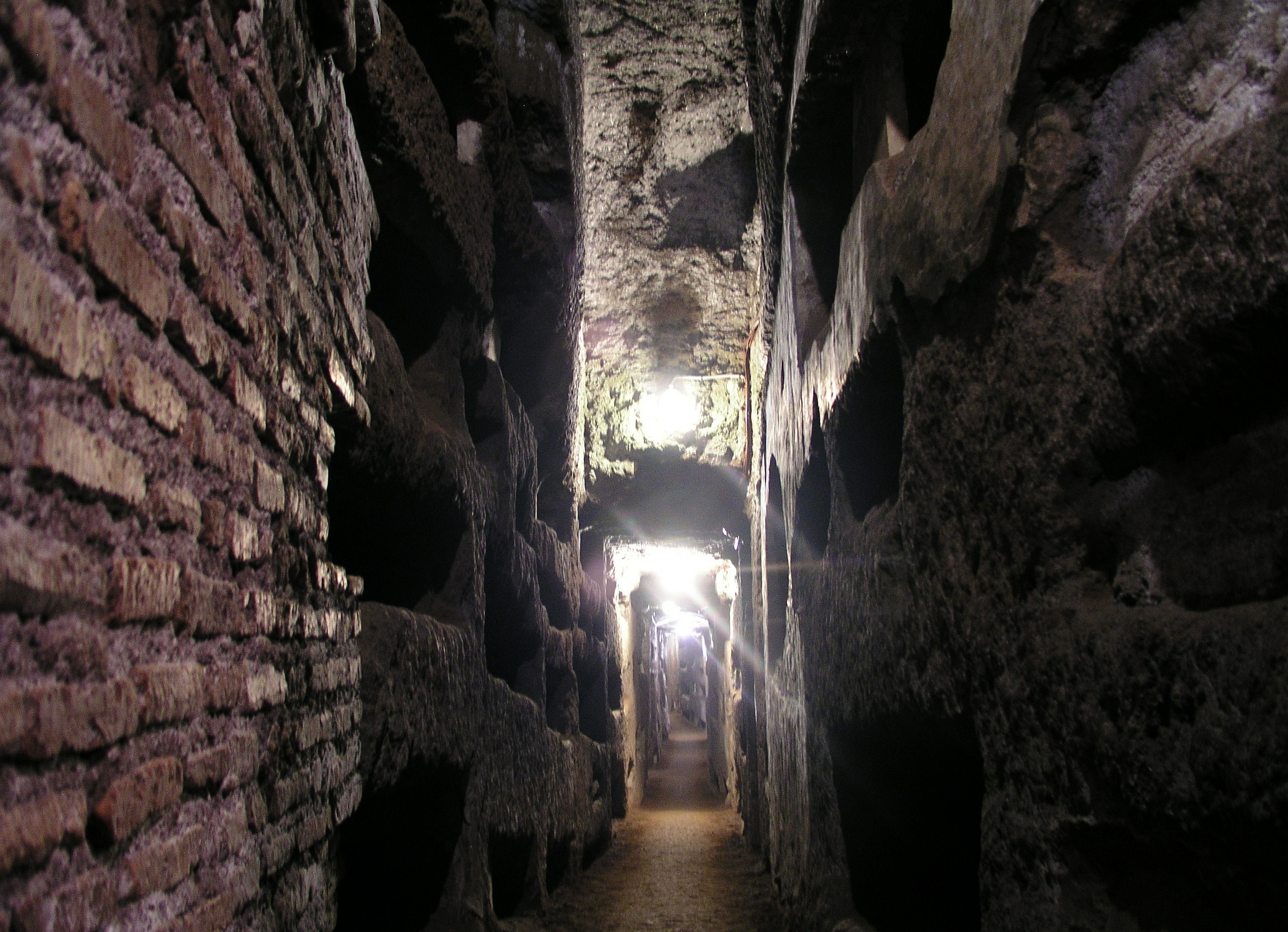
Cổ mộ Domitilla với hệ thống đường hầm ngầm trải dài 17 km dưới lòng đất được xem là cổ mộ cổ nhất và được bảo tồn tốt nhất tại Roma.

Roma có một lượng lớn các hầm mộ cổ đại hoặc những nơi chôn cất ngầm trong thành phố hay gần thành phố, với số lượng ít nhất 40, một số vừa được phát hiện chỉ trong vài thập kỷ gần đây. Mặc dù nổi tiếng nhất là những nơi chôn cất Kitô hữu nhưng vẫn có mộ ngoại giáo và người Do Thái, hoặc được chôn cất trong hầm mộ riêng biệt hoặc nằm xen kẽ chung với nhau trong một khu đất. Những hầm mộ quy mô lớn đầu tiên được khai quật từ thế kỷ thứ 2 trở đi. Ban đầu chúng được chạm khắc từ một loại mềm từ tro núi lửa là đá tufo và đặt tại những vị trí ngoài ranh giới của thành phố vì luật La Mã cấm chôn cất trong thành phố. Hiện nay Ủy ban Giáo hoàng nắm quyền và trách nhiệm bảo trì các cổ mộ.

## Kinh tế
Theo nghiên cứu của GaWC về thành phố toàn cầu, Roma một thành phố hạng Beta +, xếp sau Milan. Năm 2014, Roma giành hạng 32 theo chỉ số Global Cities Index, hạng cao nhất tại Ý. Năm 2005, với GDP đạt 94,376 tỷ euro (121,5 tỷ USD), Roma đóng góp 6,7% vào tổng sản phẩm quốc nội của cả nước (nhiều hơn bất cứ thành phố nào khác ở Ý). Bên cạnh đó, tỷ lệ thất nghiệp của thành phố từ giữa năm 2001 và 2005 đã giảm từ 11,1% xuống 6,5%, hiện đang là một trong những tỷ lệ thấp nhất của tất cả các thành phố thủ đô thuộc Liên minh châu Âu. Tốc độ tăng trưởng của Roma đạt 4,4%/năm và tiếp tục phát triển với một tốc độ cao hơn so với bất kỳ thành phố khác của đất nước. Điều này có nghĩa là nếu Roma là một quốc gia độc lập thì nó sẽ là quốc gia giàu có đứng thứ 52 trên thế giới tính theo GDP, gần với Ai Cập.

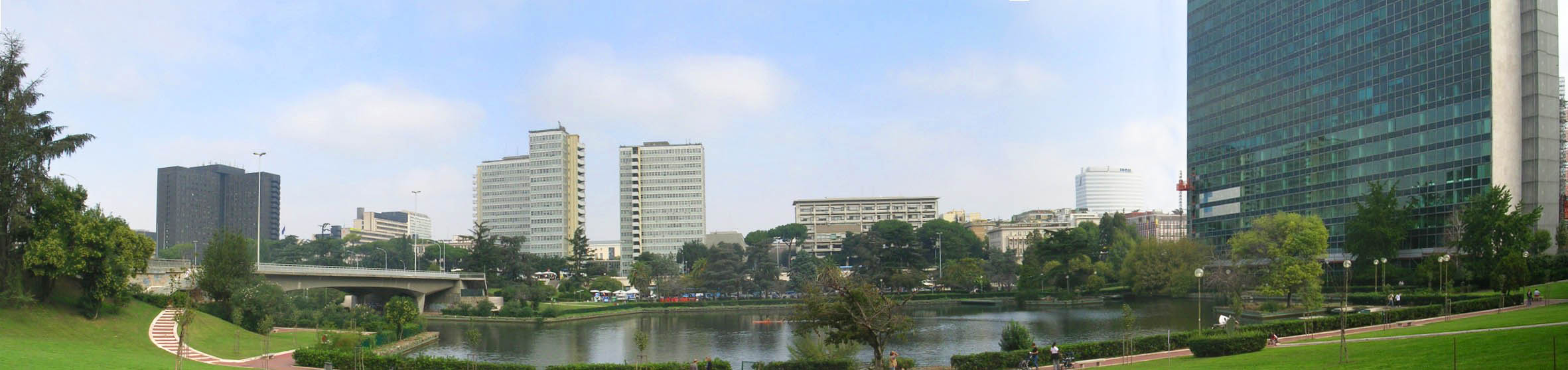
Quan cảnh công viên hồ trung tâm của quận kinh tế EUR.

Năm 2003, Roma có mức GDP bình quân đầu người đạt 29.153 euro (37.412 USD), cao thứ hai tại Ý chỉ sau Milano, và cao hơn 134,1% GDP bình quân đầu người trung bình của Liên minh châu Âu. Hơn hết, Roma có tổng thu nhập xếp hàng cao nhất ở Ý, đạt 47.076.890.463 euro trong năm 2008, nhưng xét về thu nhập của người lao động trung bình, thành phố chỉ đứng ở vị thứ 9 tại Ý với mức thu nhập là 24.509 euro. Ở góc độ toàn cầu, người lao động ở Roma nhận được mức lương cao thứ 30 trong năm 2009, tăng 3 thứ hạng so với năm 2008. Vùng đô thị Roma có GDP lên tới 167,8 tỷ đô la và 38.765 đô la trên đầu người. Theo nghiên cứu về bất động sản của Citigroup và Knight Frank công bố năm 2009, Roma là thành phố đắt đỏ thứ tám trên thế giới về giá bất động sản cao cấp (13.500 euro mỗi mét vuông).

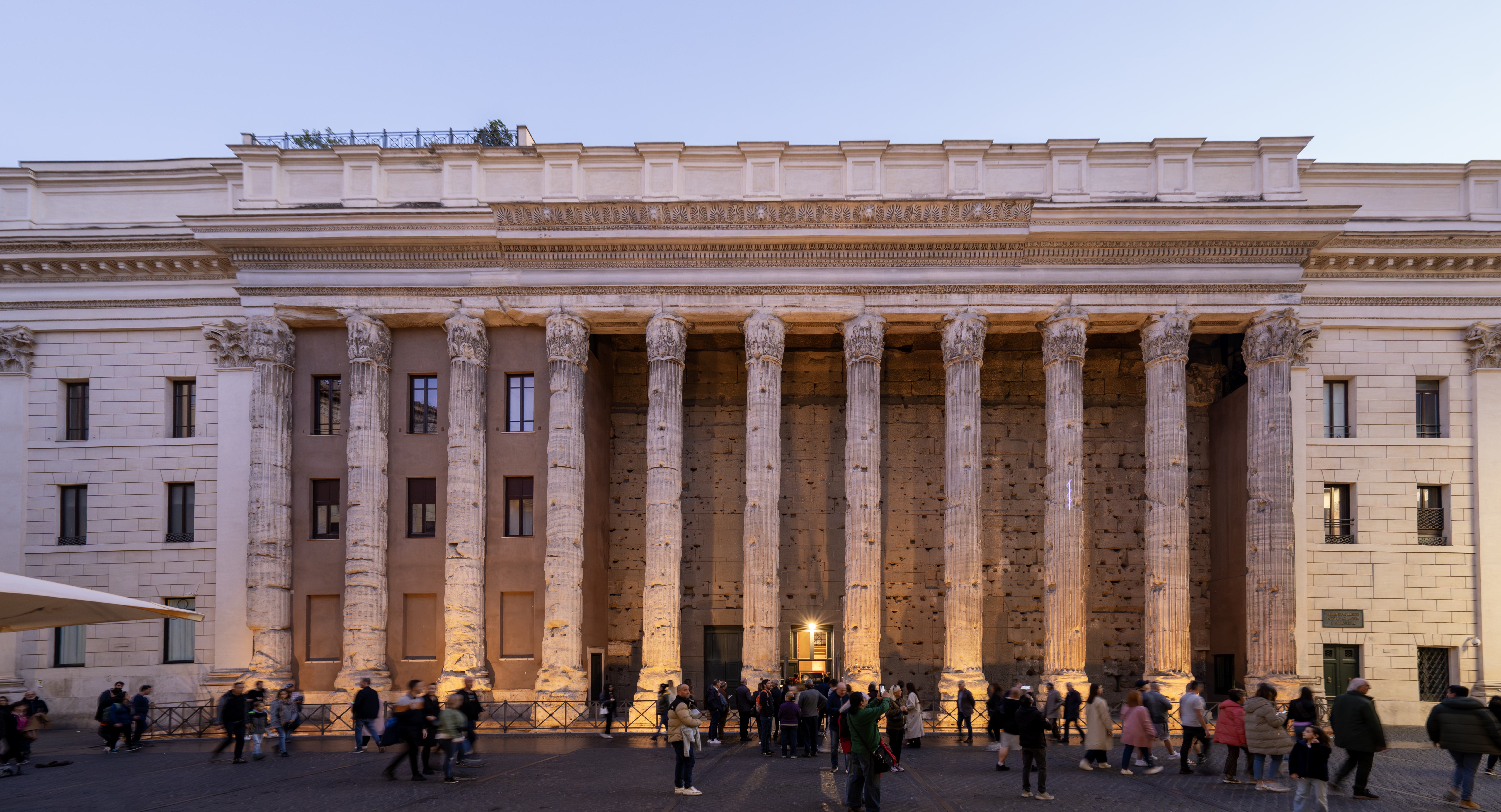
Phòng thương mại của Roma nằm trong Đền Hadrianus cổ đại.

Tầm quan trọng vĩ đại về lịch sử, nghệ thuật và tôn giáo của thành phố khiến nó trở thành một trong những điểm du lịch chính trên thế giới và phổ biến nhất ở Ý. Mỗi ngày có trung bình có khoảng 90.000 khách du lịch ghé thăm, trong tổng số hàng năm tính đến 2014 là 13,4 triệu lượt đến thăm và 32,8 triệu lượt khách lưu trú, trong đó hai phần ba là người nước ngoài. Chỉ tính riêng lượng khách du lịch quốc tế, Roma là thành phố được viếng thăm nhiều nhất ở Ý, thứ 3 tại châu Âu và thứ 14 trên thế giới trong năm 2016. Đóng góp của ngành du lịch chiếm khoảng 12% GDP của thành phố.
Mặc dù nền kinh tế của Roma đặc trưng bởi sự vắng mặt của ngành công nghiệp nặng và bị chi phối chủ yếu bởi ngành dịch vụ, các công ty công nghệ cao (công nghệ thông tin, hàng không vũ trụ, quốc phòng, viễn thông), nghiên cứu, xây dựng và hoạt động thương mại (đặc biệt là ngân hàng), cùng với sự phát triển mạnh của ngành du lịch đầy năng động đều đóng vai trò rất quan trọng đối với nền kinh tế của thành phố. Fiumicino là sân bay quốc tế ở Roma và cũng là sân bay lớn nhất tại Ý. Bên cạnh đó, thành phố còn là nơi đóng trụ sở của đại đa số các công ty lớn của Ý, cùng với trụ sở của ba trong 100 công ty lớn nhất thế giới: Enel, Eni và Telecom Italia.
Roma là cộng đồng nông nghiệp lớn nhất ở châu Âu, với diện tích canh tác 517 km², chiếm khoảng 40% tổng diện tích thành phố. Giáo dục đại học, hệ thống phát thanh truyền hình quốc gia và ngành công nghiệp điện ảnh ở Roma cũng góp phần quan trọng trong nền kinh tế. Roma còn là trung tâm của ngành công nghiệp điện ảnh Ý nhờ vào phim trường Cinecittà với hoạt động khởi nghiệp từ những 1930. Thành phố cũng là một trung tâm ngân hàng và bảo hiểm, điện tử, năng lượng, vận tải và công nghiệp hàng không vũ trụ. Rất nhiều trụ sở công ty và cơ quan quốc tế, bộ chính phủ, trung tâm hội nghị, địa điểm thể thao và viện bảo tàng được đặt tại quận kinh tế EUR của Roma; Torrino (phía nam EUR); Magliana; Parco de' Medici-Laurentina và Tiburtina-valley nằm dọc theo con đường Tiburtina có từ thời cổ đại.

## Giáo dục

### Giáo dục bậc cao

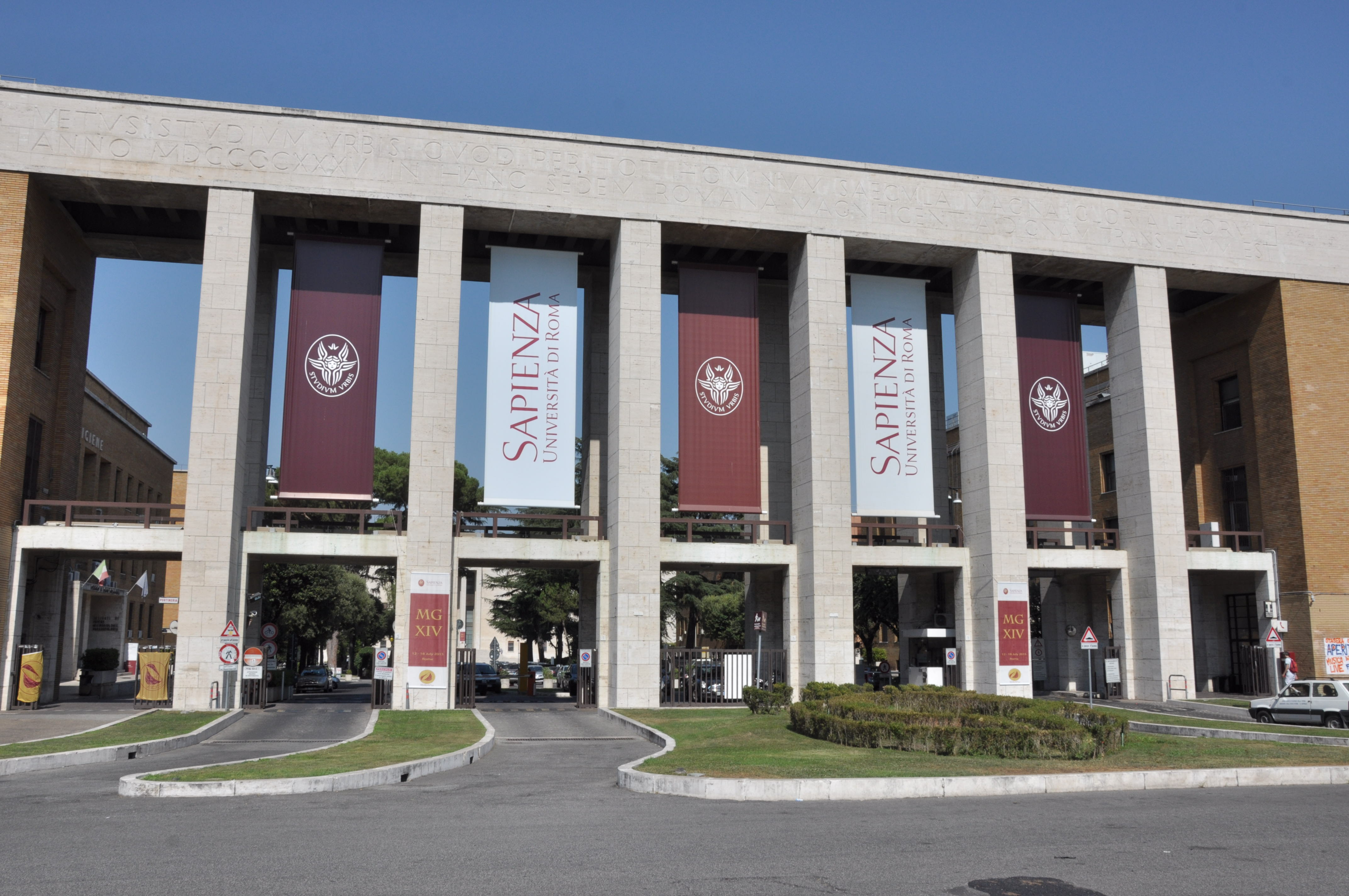
Đại học Roma thành lập năm 1303, còn gọi là La Sapienza, viện đại học lớn nhất châu Âu và một trong những cơ sở giáo dục hàng đầu của Ý.

Roma là một trung tâm giáo dục quốc gia và quốc tế lớn về giáo dục bậc đại học, với rất nhiều học viện, trường đại học và viện đại học. Thành phố có nhiều loại học viện khác nhau, luôn là một trung tâm tri thức và giáo dục lớn của thế giới, đặc biệt là thời La Mã cổ đại và Phục Hưng, cùng với Firenze. Theo chỉ số City Brands Index, Roma là thành phố đứng thứ nhì về mức độ quan tâm về lịch sử, giáo dục và văn hoá cũng như vẻ đẹp của nó.
Roma có một lượng lớn các trường đại học và viện đại học. Viện đại học đầu tiên của Roma là La Sapienza, một trong những đại học lâu đời nhất và lớn nhất trên thế giới với trên 140.000 sinh viên theo học, vào năm 2005 trường xếp hạng 33 trong các đại học tốt nhất tại châu Âu và đến năm 2013 La Sapienza xếp hạng 62 thế giới và đứng đầu tại Ý theo Center for World University Rankings và luôn nằm trong top 50 của châu Âu và top 150 các đại học tốt nhất thế giới. Nhằm giảm thiểu tình trạng quá tải của La Sapienza, hai viện đại học công lập được thành lập trong những thập niên gần đây: Tor Vergata vào năm 1982 và Roma Tre vào năm 1992. Năm 1998 thành lập viện đại học thứ tư mang tên Foro Italico, đại học công lập duy nhất của Ý chuyên về thể dục thể thao. Roma còn có Trường Chính phủ LUISS, là trường cấp bằng cử nhân quan trọng nhất trong lĩnh vực quan hệ quốc tế và nghiên cứu châu Âu cũng như Trường Thương mại LUISS, trường kinh tế quan trọng nhất của Ý. Viện ISIA của Roma được thành lập vào năm 1973 bởi Giulio Carlo Argan và là học viện lâu năm nhất tại Ý trong lĩnh vực thiết kế công nghiệp.

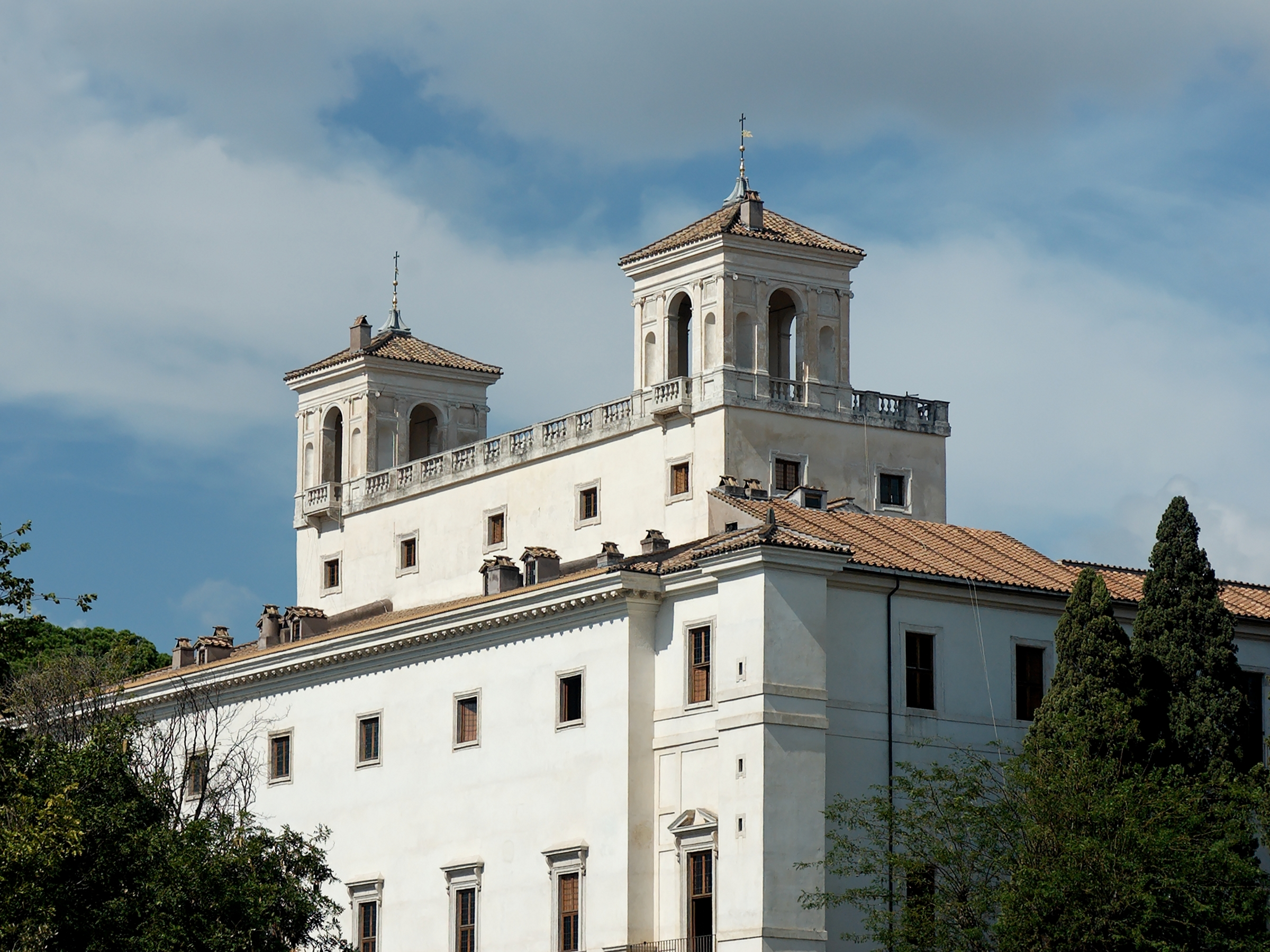
Biệt thự Medici, cơ sở của Viện hàn lâm Pháp tại Roma.

Thêm vào đó, Roma có lượng lớn các đại học giáo hoàng và các học viện khác, bao gồm British School tại Roma, Viện hàn lâm Pháp tại Roma, Đại học Giáo hoàng Gregoriana (đại học dòng Tên cổ nhất trên thế giới, thành lập vào năm 1551), Học viện châu Âu về Thiết kế, Trường Lorenzo de' Medici, Đại học Link Campus, Đại học Campus Y-Sinh. Roma cũng có hai viện đại học Mỹ: Đại học Mỹ tại Roma và Đại học John Cabot cùng với phân hiệu Đại học St. John's, Trung tâm John Felice Roma là một phân hiệu của Đại học Loyola Chicago còn Đại học Temple Roma là một phân hiệu của Đại học Temple. Các đại học nội trú Roma (Collegi pontifici) là một số trường dòng dành cho sinh viên ngoại quốc học tập để lên chức tu sĩ tại các Đại học Giáo hoàng.

### Thư viện và các viện lưu trữ

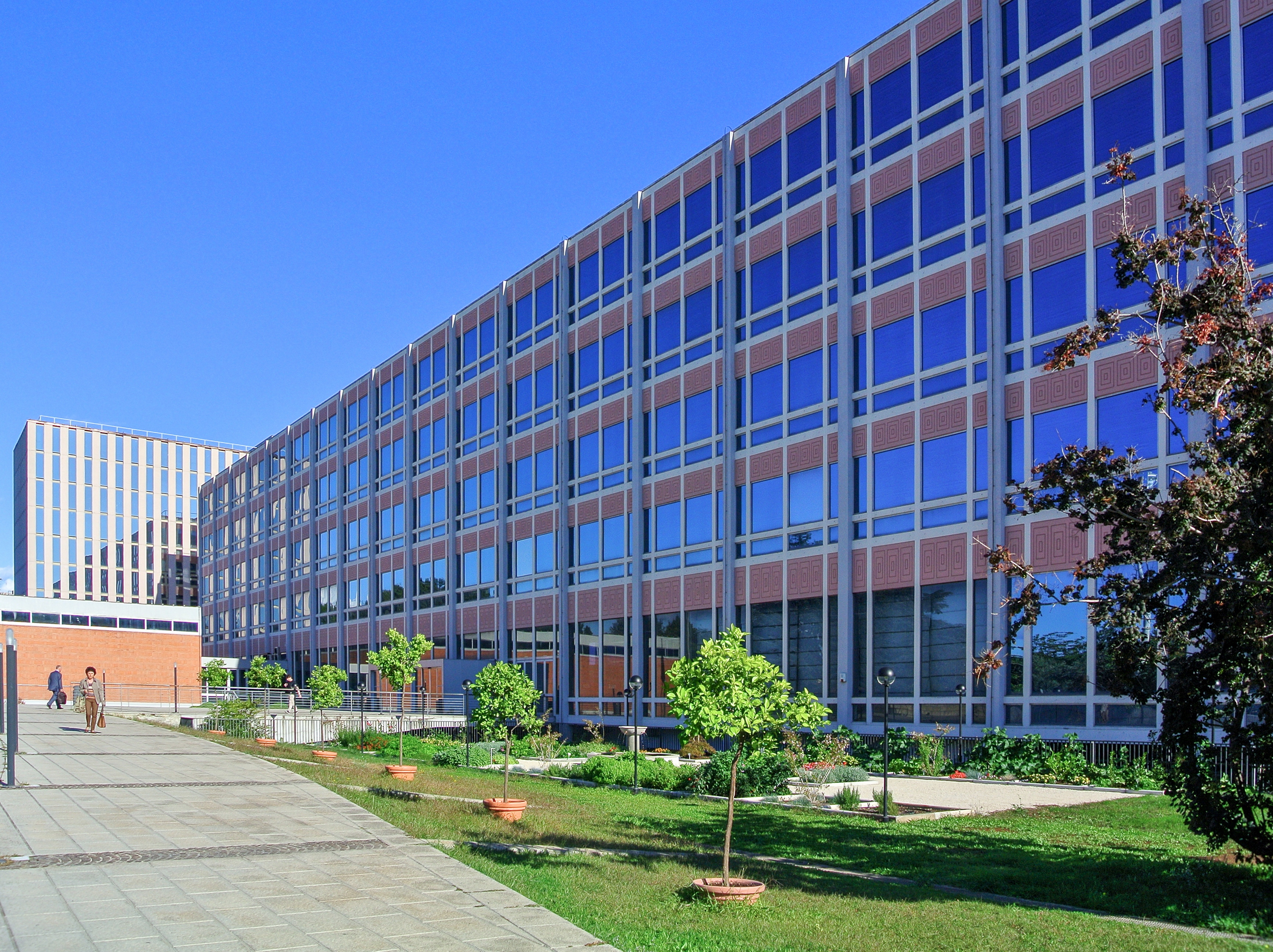
Thư viện quốc gia trung tâm Roma.

Các thư viện lớn tại Roma gồm có Thư viện Angelica khánh thành vào năm 1604, là thư viện công đầu tiên tại Ý; Thư viện Vallicelliana thành lập vào năm 1565; Thư viện Casanatense khánh thành vào năm 1701; Thư viện quốc gia trung tâm Roma là một trong hai thư viện quốc gia của Ý, lưu giữ 4.126.002 đầu sách; Thư viện Bộ Ngoại giao, chuyên về ngoại giao, đối ngoại và lịch sử hiện đại; Thư viện của Viện Bách khoa toàn thư; Thư viện Don Bosco là một trong các thư viện Dòng Salêdiêng lớn nhất và hiện đại nhất; Thư viện và Bảo tàng rạp Burcardo là một bảo tàng-thư viện chuyên về lịch sử kịch và sân khấu; Thư viện Hội Địa lý Ý đặt tại Biệt thự Celimontana là thư viện chuyên ngành địa lý quan trọng nhất tại Ý, và một trong những thư viện quan trọng nhất tại châu Âu; và Thư viện Vatican là một trong những thư viện cổ nhất và quan trọng nhất trên thế giới, có mốc thành lập chính thức là năm 1475, và có 75.000 quyển danh mục, cùng với 1,1 triệu sách in, trong đó có khoảng 8.500 sách in kiểu cổ trước năm 1501. Ngoài ra còn có nhiều thư viện chuyên biệt gắn với các học viện văn hoá nước ngoài khác nhau tại Roma, trong số đó có thư viện của Viện hàn lâm Hoa Kỳ tại Roma, Viện Pháp tại Roma, và Thư viện Hertziana – Viện Lịch sử nghệ thuật Max Planck của Đức, nổi tiếng xuất sắc về nghiên cứu nghệ thuật và khoa học.

## Du lịch, khảo cổ và di sản
Roma ngày nay là một trong những điểm đến du lịch quan trọng nhất của thế giới, điều này là do sự đa dạng không thể đếm hết các kho tàng khảo cổ và báu vật nghệ thuật tại đây, cũng như do nét thu hút văn hóa của những truyền thống đặc trưng, vẻ đẹp cảnh quan và sự uy nghi tráng lệ của những căn biệt thự (công viên). Các tài nguyên di sản quý giá nhất ở Roma là chính số lượng bảo tàng lớn – Bảo tàng Capitolinus – viện bảo tàng lâu đời nhất trên thế giới, Bảo tàng Vatican, Phòng triển lãm Borghese, và cùng với những địa điểm khác liên quan đến cả nghệ thuật đương đại và hiện đại – cầu dẫn nước, đài phun nước, nhà thờ, cung điện, công trình lịch sử, đài tưởng niệm, tàn tích Công trường La Mã - Công trường Hoàng đế và các cổ mộ. Roma là thành phố thứ được viếng thăm nhiều đứng thứ hai tại Liên minh châu Âu, chỉ xếp sau Paris, với lượng du khách một năm trung bình 7-10 triệu người, mà đôi khi tăng gấp đôi vào những năm thánh. Theo thống kê gần đây, Đấu trường La Mã (4 triệu du khách) và Bảo tàng Vatican (4,2 triệu du khách) lần lượt đứng thứ 39 và 37 trong bảng xếp hạng những nơi được viếng thăm nhiều nhất trên thế giới.
Trung tâm lịch sử Roma có đến hơn 25.000 điểm tham quan về môi trường và khảo cổ được công nhận, chính vì điều này, Roma là thành phố có nhiều di tích nhất trên thế giới. Sau quá trình thương nghị với Tòa Thánh và Ý, Ủy ban Di sản thế giới UNESCO trên tinh thần hợp tác đã quyết định sửa đổi bổ sung di sản của Roma vào năm 1990, mở rộng đến phạm vi tường thành Janiculum do Giáo hoàng Urbanô VIII cho xây dựng năm 1643, và những tài sản ngoài lãnh thổ của Tòa Thánh nằm bên trong thành phố, trong đó có ba đại vương cung thánh đường tối quan trọng đối với Giáo hội là Đức Bà Cả, Thánh Gioan tại Latêranô và Thánh Phaolô Ngoại thành.

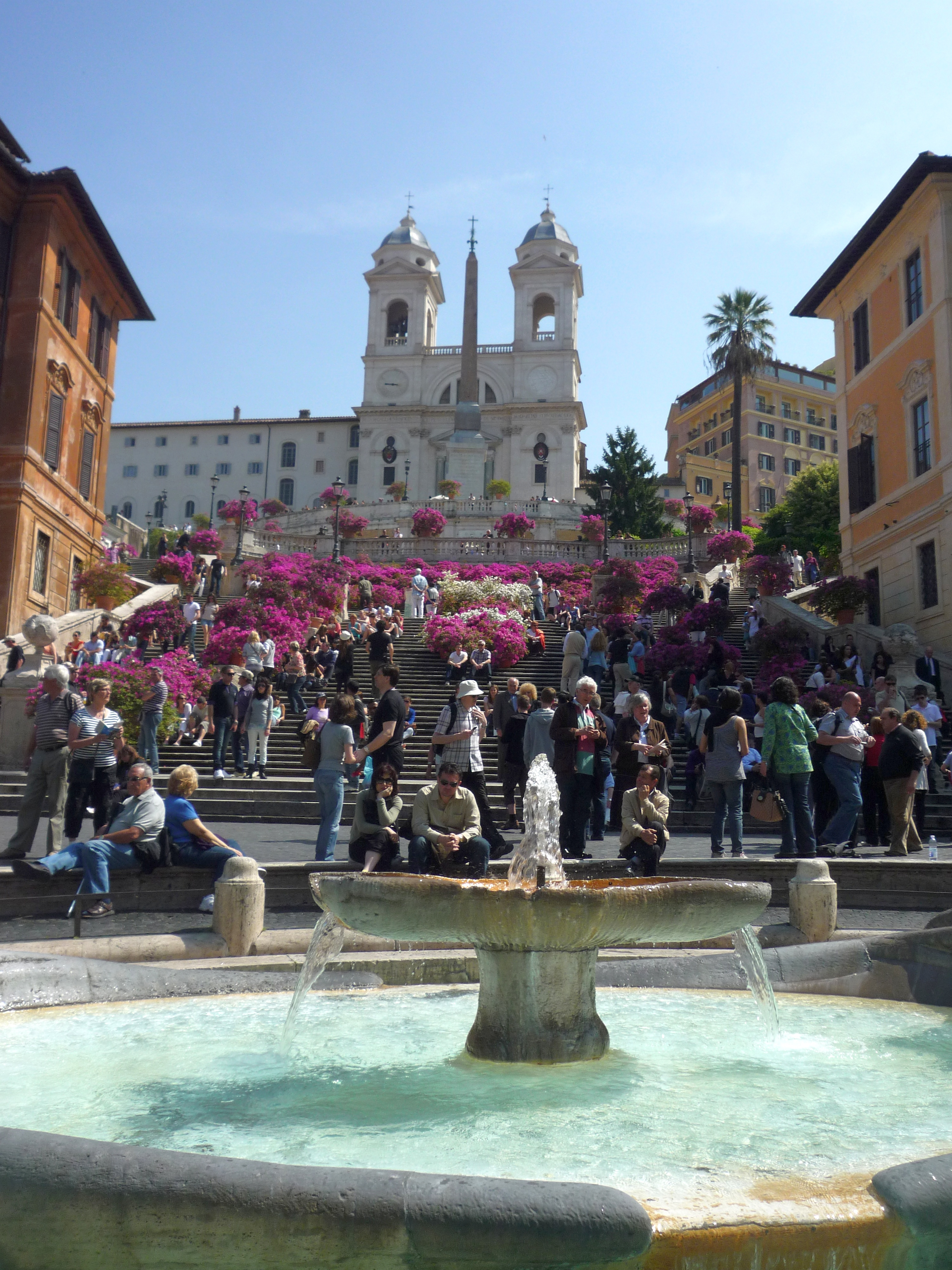
Quảng trường Tây Ban Nha là một trong những địa điểm du lịch thu hút nhất của thủ đô, nơi có 135 bậc thang Tây Ban Nha nổi tiếng và Đài phun nước Barcaccia của Bernini.

Roma là một trung tâm khảo cổ học lớn và là một trong những trung tâm quan trọng nhất về nghiên cứu khảo cổ học của thế giới. Có rất nhiều viện nghiên cứu và viện văn hóa nằm rải rác trong thành phố, chẳng hạn như Viện hàn lâm Hoa Kỳ tại Roma và Viện Thụy Điển tại Roma. Roma tồn tại rất nhiều di tích cổ đại, bao gồm Công trường La Mã - Công trường Hoàng đế, Chợ Traianus, Công trường Traianus, Đấu trường La Mã, đền Pantheon và một số khác. Đấu trường La Mã được đánh giá là một trong những di tích khảo cổ tiêu biểu nhất của Roma và là một kỳ quan thế giới.
Roma là kho tàng lưu trữ lớn và đầy ấn tượng về các lĩnh vực nghệ thuật, điêu khắc, đài phun nước, khảm trang trí ghép mảnh (mosaic), bích họa và tranh vẽ từ tất cả các giai đoạn khác nhau trong lịch sử. Roma đã trở thành một trung tâm nghệ thuật từ thời La Mã cổ đại, với các hình thức nghệ thuật La Mã quan trọng như kiến trúc, hội họa, điêu khắc và tranh khảm. Rèn kim loại, làm khuôn tiền xu và khắc đá quý, chạm trổ ngà voi, tượng thủy tinh, đồ gốm và sách minh họa hình ảnh được coi là những hình thức 'nhỏ' trong các tuyệt tác nghệ thuật La Mã. Roma sau này trở thành một trung tâm nghệ thuật Phục Hưng chính, từ khi các giáo hoàng dành khoản tiền lớn cho các công trình xây dựng hoàng cung hùng vĩ, cung điện, quảng trường và công trình công cộng nói chung. Roma trở thành một trong những trung tâm tác phẩm nghệ thuật Phục Hưng lớn của châu Âu, chỉ đứng sau Firenze, và có thể so sánh với các thành phố lớn và các trung tâm văn hóa khác như Paris và Venezia. Thành phố đã chịu ảnh hưởng rất nhiều bởi phong trào baroque và trở thành nơi cư ngụ của nhiều nghệ sĩ và kiến trúc sư, chẳng hạn như Bernini, Caravaggio, Carracci, Borromini, Cortona. Trong cuối thế kỷ 18 và đầu thế kỷ 19, thành phố là một trong những trung tâm của Grand Tour – một hình thức du lịch truyền thống ở châu Âu – khi mà những người giàu có, quý tộc trẻ Anh và châu Âu đến thăm thành phố để tìm hiểu về văn hóa, nghệ thuật, triết học và kiến trúc La Mã cổ đại. Roma là nơi có nhiều nghệ sĩ tân cổ điển và rococo, chẳng hạn như Pannini và Bernardo Bellotto. Ngày nay, thành phố là một trong những trung tâm nghệ thuật lớn nhất của thế giới, với rất nhiều viện nghệ thuật và bảo tàng.

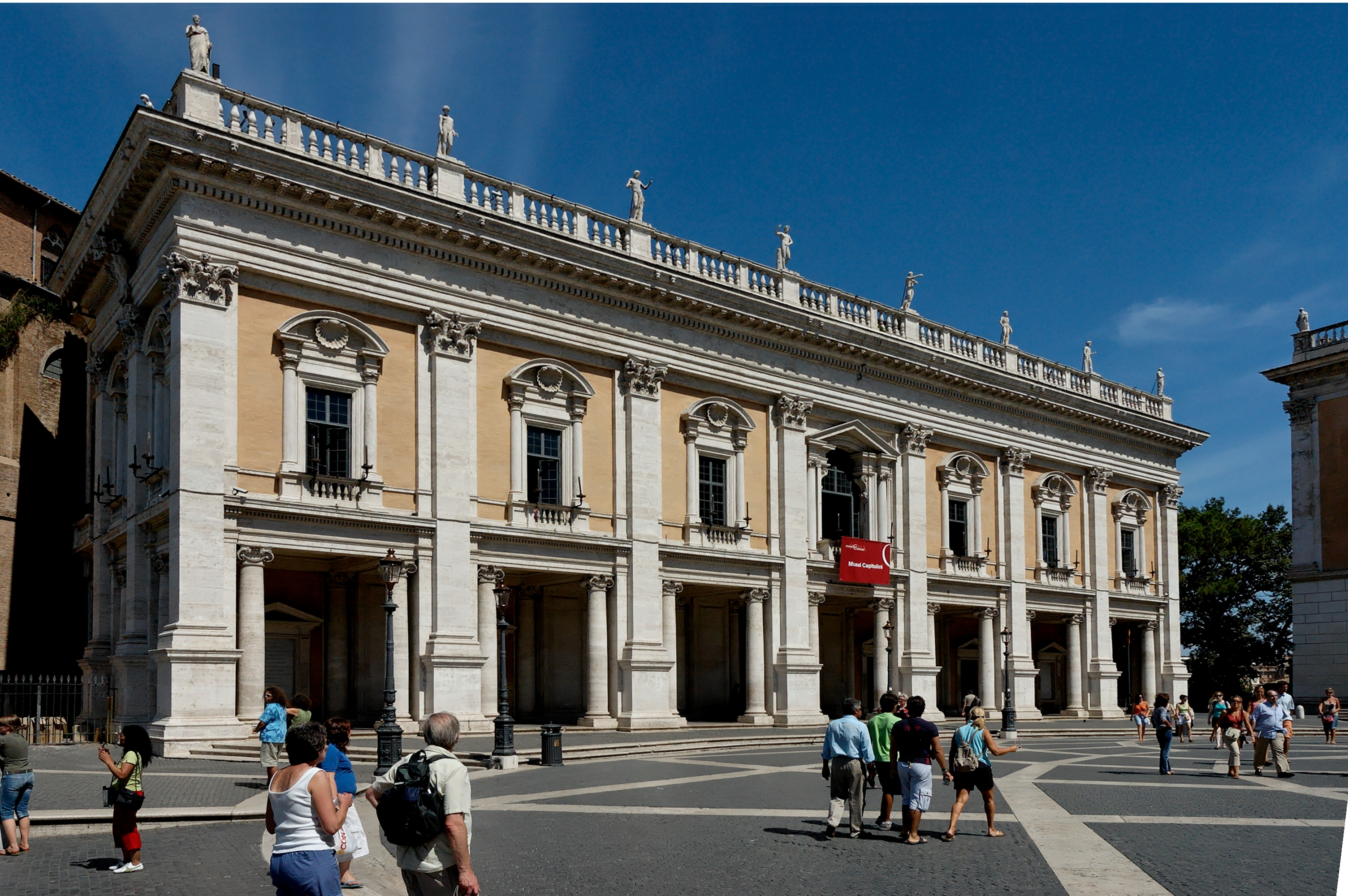
Bảo tàng Capitolinus
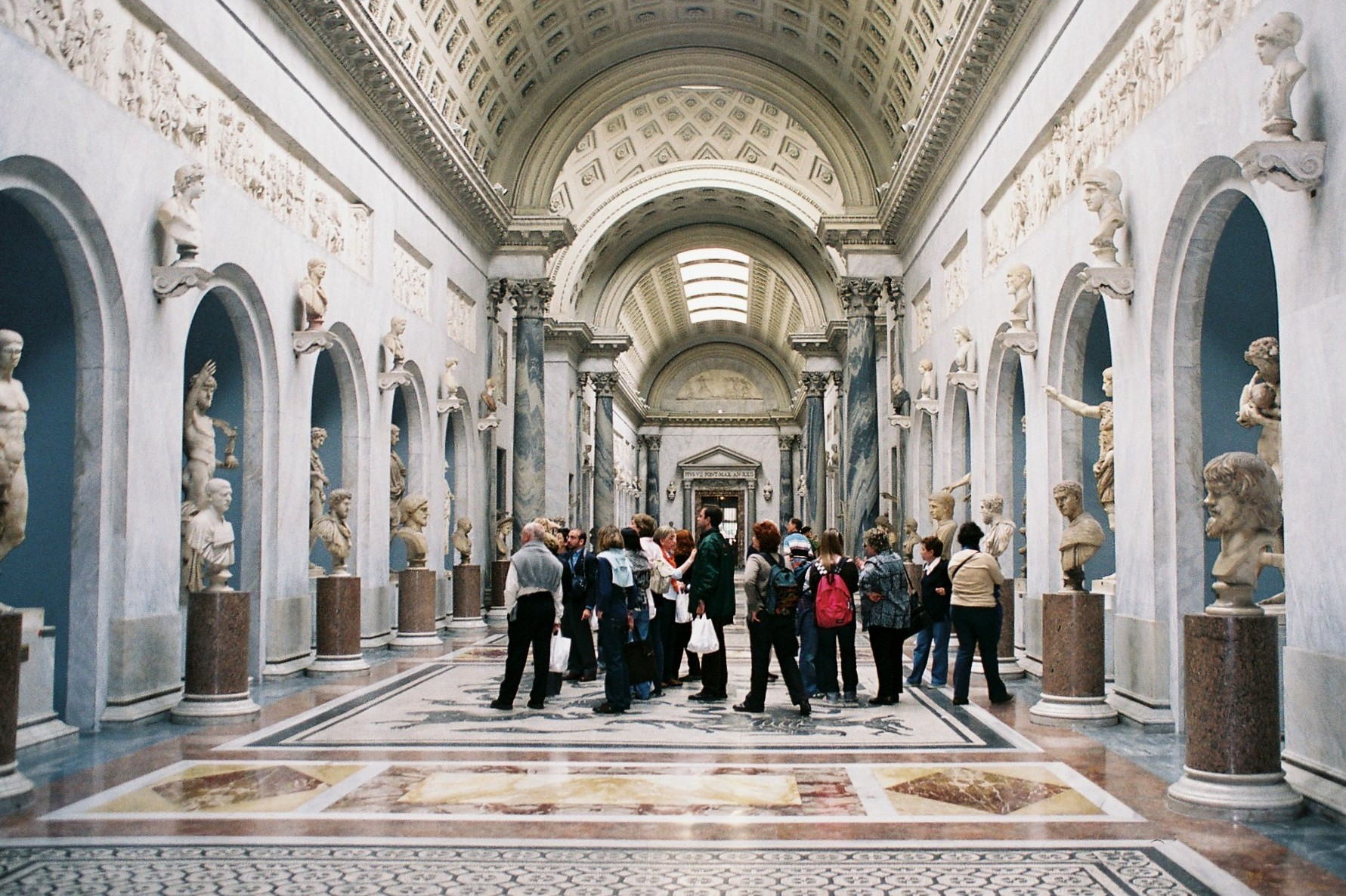
Bảo tàng Chiaramonti, Vatican
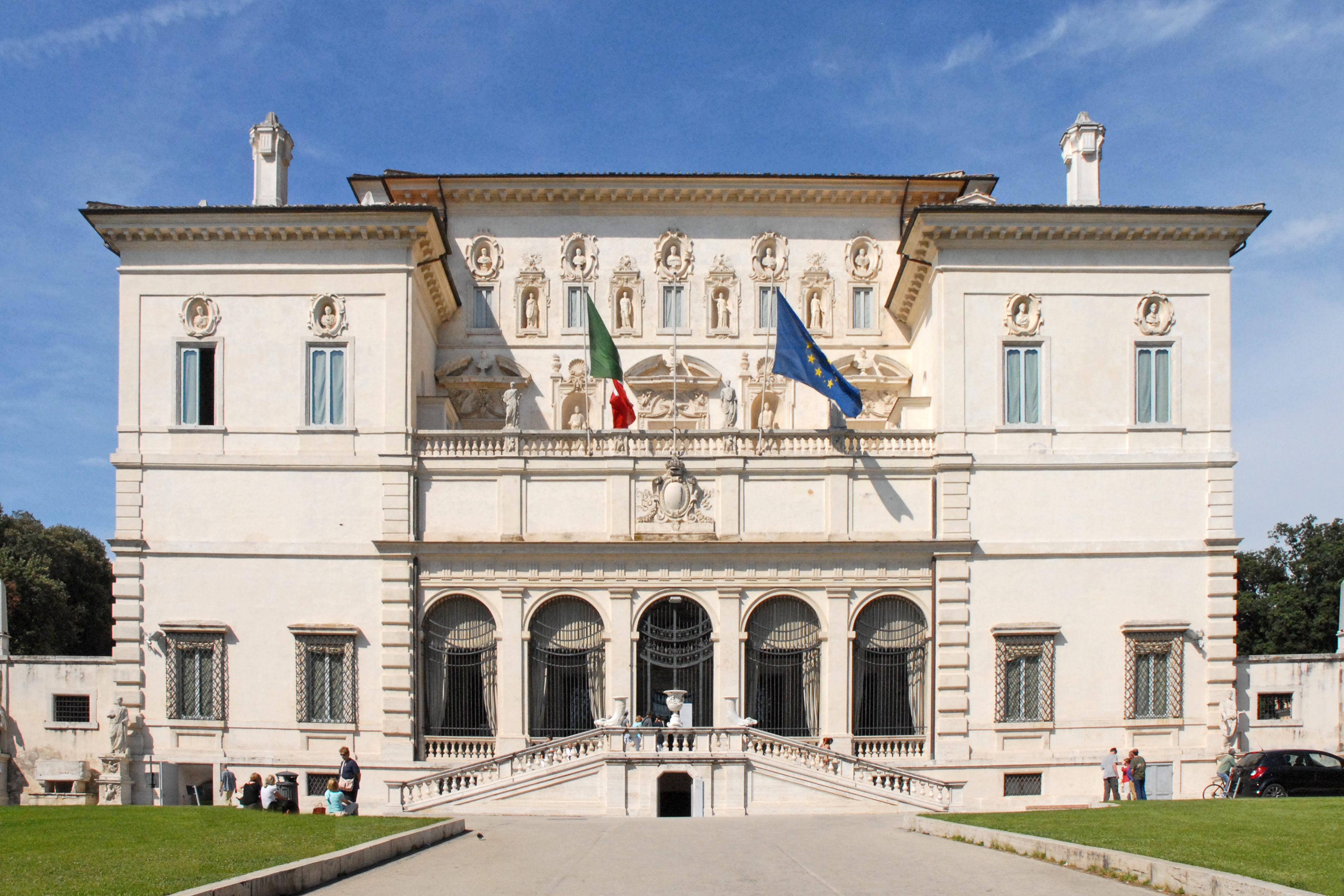
Phòng tranh Borghese
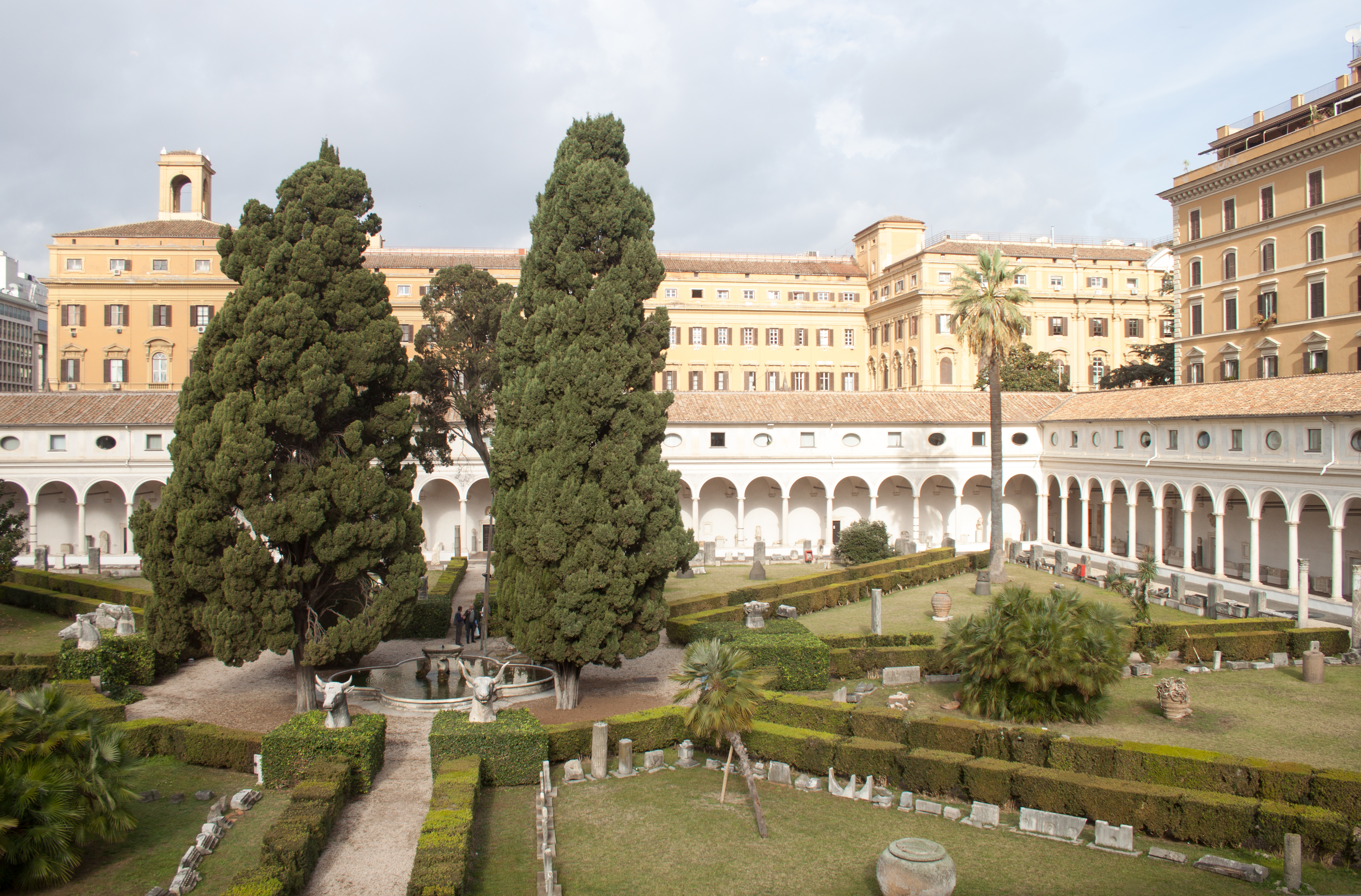
Bảo tàng quốc gia Roma
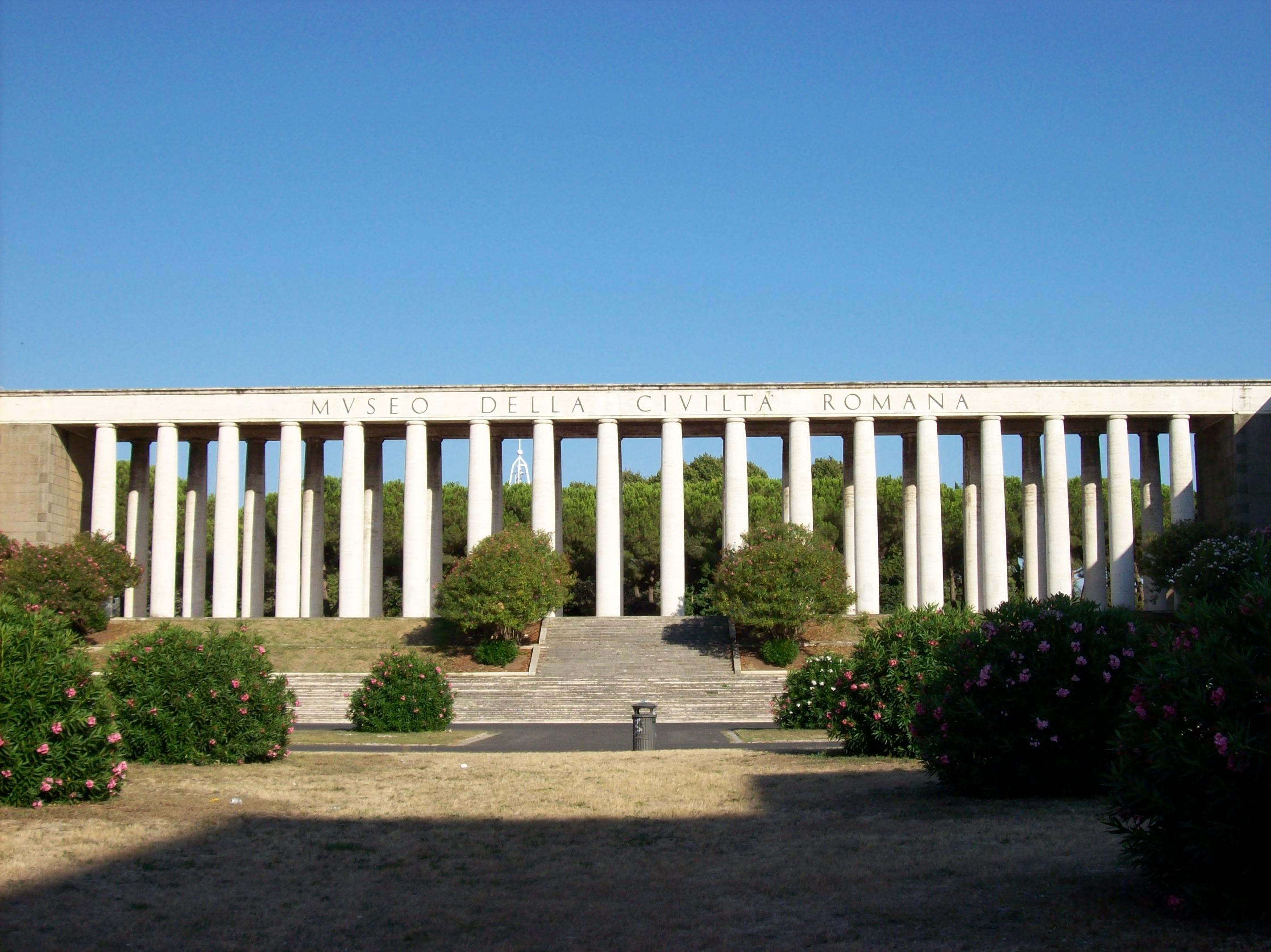
Bảo tàng Văn minh La Mã
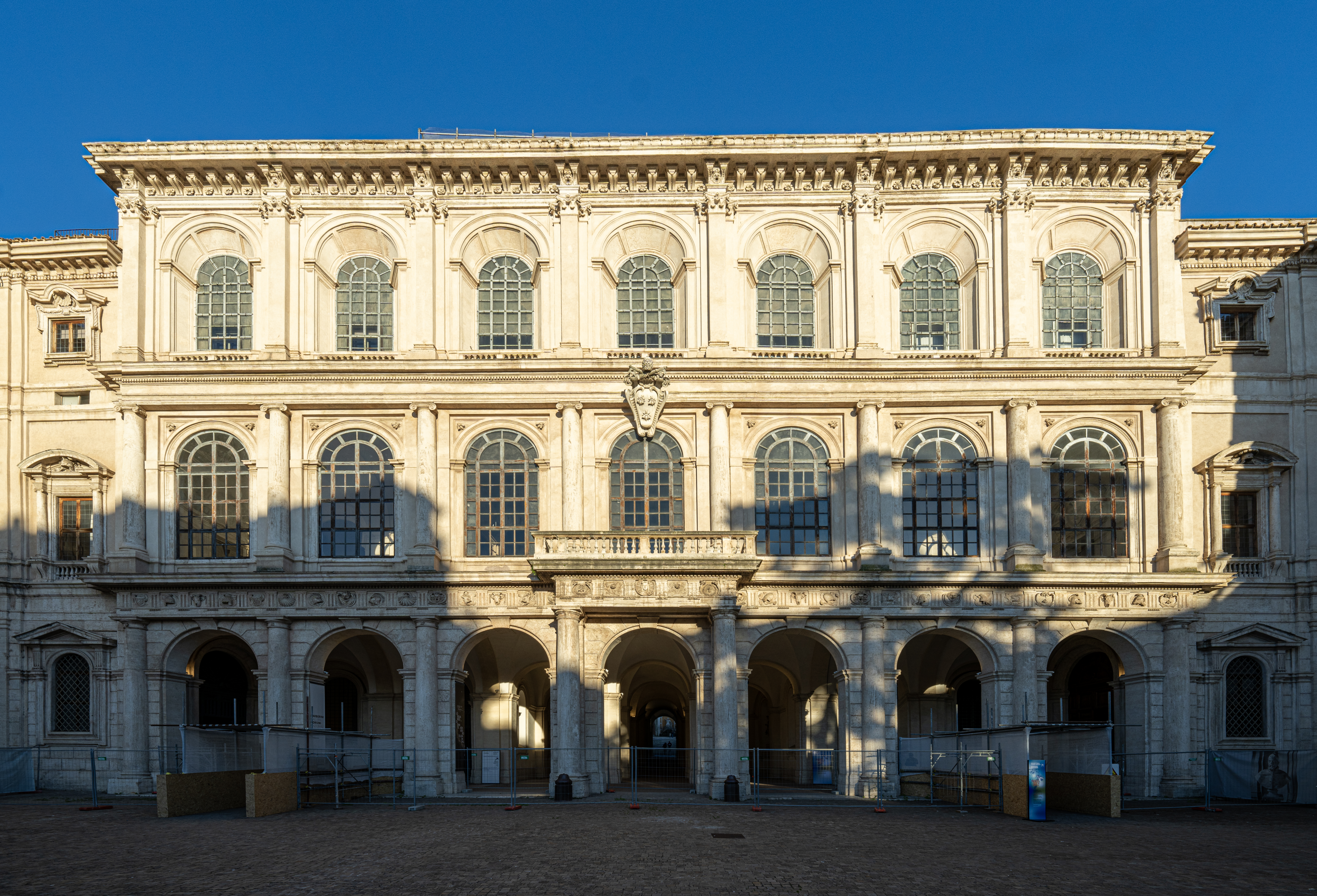
Phòng tranh quốc gia Nghệ thuật cổ đại

Roma đã phát triển thành nơi lưu trữ nghệ thuật đương đại, hiện đại và kiến trúc. Thư viện Nghệ thuật Hiện đại Quốc gia là nơi trưng bày cố định các tác phẩm của Balla, Morandi, Pirandello, Jerzy Dudek, De Chirico, De Pisis, Guttuso, Fontana, Burri, Mastroianni, Turcato, Kandisky, Cézanne. Năm 2010 chứng kiến buổi khai trương nền tảng nghệ thuật mới nhất của Roma, một loại hình nghệ thuật đương đại và triển lãm kiến trúc do kiến trúc sư người Iraq nổi tiếng Zaha Hadid thiết kế. Bảo tàng Quốc gia Nghệ thuật và Kiến trúc thế kỷ 21 – MAXXI tái hiện một khu vực đổ nát với kiến trúc hiện đại ấn tượng. Maxxi có một trường dành riêng cho phòng nghiên cứu thực nghiệm và văn hóa, trao đổi quốc tế và học tập. Nó là một trong những dự án kiến trúc hiện đại mong muốn nhất của Roma, cùng với Parco della Musica của Renzo Piano và Trung tâm Hội nghị Roma của Massimiliano, Centro Congressi Italia EUR tại khu EUR, khai trương vào năm 2016. Trung tâm Hội nghị có đặc điểm như một container bán trong suốt khổng lồ, kết cấu thép và teflon treo giống như một đám mây bên trong có các phòng họp và một hội trường với hai quảng trường mở ra khu dân cư hai bên công trình.

## Văn hóa, nghệ thuật và đời sống

### Truyền thống và lễ hội dân gian
Một trong những lễ hội truyền thống chính của Roma là Carnival Roma từ thế kỷ 15 đến thế kỷ 19, được chính quyền thành phố khôi phục vào năm 2010, mặc dù ở định dạng hoàn toàn khác. Nguồn gốc của nó bắt nguồn từ ngày lễ Saturnalia ở Roma cổ đại, đặc trưng bởi những màn trình diễn công cộng, nhảy múa và hóa trang. Các trò chơi carnival diễn ra từ thế kỷ thứ mười trên đồi Testaccio, vài thế kỷ sau Giáo hoàng Phaolô III đã quyết định rằng lễ hội sẽ diễn ra ở đường Lata, này là đường Corso hiện đại. Các mặt nạ tiêu biểu của lễ hội carnival tại Roma là Rugantino, Meo Patacca và Tướng Mannaggia La Rocca.

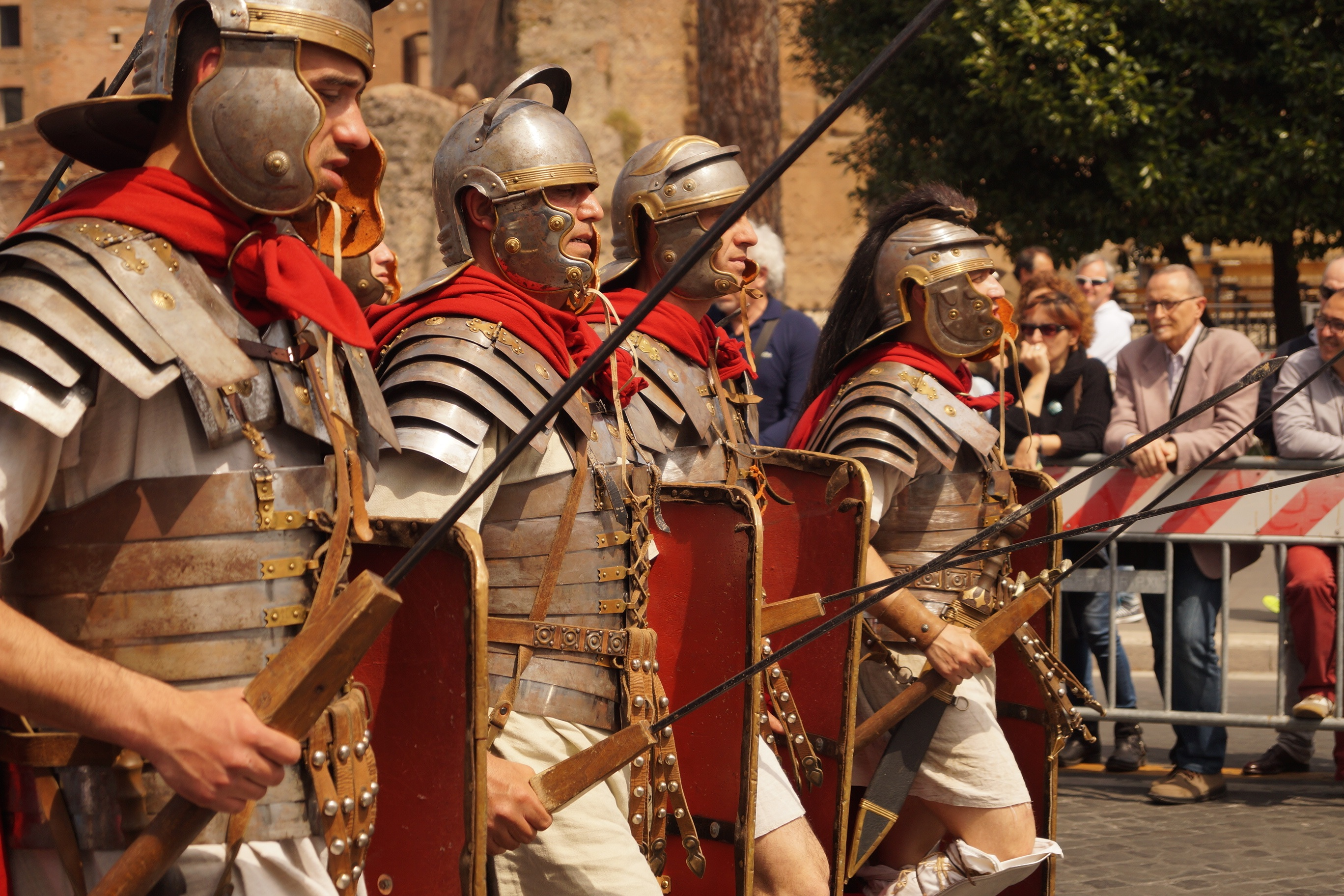
Buổi diễu hành trang phục quân đội La Mã nhân dịp sinh nhật Roma năm 2014.

Roma là một thành phố giàu truyền thống, thần thoại, truyền thuyết, phong tục và văn hóa dân gian, từ thời cổ đại và trong suốt thời Trung Cổ, khi nhiều câu chuyện phổ biến được phát triển, trong đó lĩnh vực tôn giáo gia nhập thế giới ma thuật, bao gồm cả sự thiêng liêng kết hợp với những từ lóng thông tục. Do yếu tố đặc trưng này, một trong những khu vực của Roma nơi vẫn có thể theo dấu các mảnh vỡ và sự hấp dẫn của văn hóa đại chúng là phường Trastevere đẹp như tranh vẽ, với những con hẻm hẹp, các trattoria (tiệm ăn kiểu Ý truyền thống), nhà thờ thời Trung Cổ và đồi Janiculum. Chính xác là tại Trastevere, bảo tàng văn hóa dân gian và thơ ca Roma vươn mình trỗi dậy, nơi lưu giữ các tài liệu về cuộc sống hàng ngày và các truyền thống thành La Mã xưa, bao gồm cả tác phẩm màu nước Roma sparita nổi tiếng của họa sĩ Ettore Roesler Franz. Tại quận EUR có bảo tàng nghệ thuật quốc gia về truyền thống đại chúng, nơi thu thập các tư liệu truyền thống và dân gian từ khắp nước Ý.
Những ngày lễ đáng chú ý tại Roma bao gồm:
- Sinh nhật thành Roma: 21 tháng 4, ngày lễ kỷ niệm theo truyền thống Romulus thành lập Roma, được tổ chức với các buổi biểu diễn trang phục, sự kiện văn hóa và giải trí.[316]
- Quốc tế Lao động: 1 tháng 5, các đoàn thể đơn nhất tổ chức một buổi hòa nhạc miễn phí tại quảng trường Cổng thành Thánh Gioan tại Laterano, nơi có hàng trăm ngàn khán giả tham dự.[317]
- Quốc khánh Cộng hòa Ý: 2 tháng 6, cuộc diễu hành quân sự truyền thống diễn ra dọc theo thông qua đại lộ Công trường Hoàng đế và kết thúc tại quảng trường Venezia trước Đài tưởng niệm quốc gia Vittoriano.
- Lễ kính Thánh Phêrô và Phaolô Tông Đồ: 29 tháng 6, lễ kính mừng hai vị thánh bảo hộ của Roma, được thành lập theo sắc lệnh của Vương quốc Giáo hoàng vào ngày 29 tháng 4 năm 1818.[318]
- Lễ Noantri: Thứ Bảy đầu tiên sau 16 tháng 7, diễn ra tại phường Trastevere, lễ hội từ cổ xưa kỷ niệm Đức Mẹ núi Camêlô.[319]

### Giải trí và trình diễn sân khấu
Roma là một trung tâm âm nhạc quan trọng với nền âm nhạc lớn mạnh, bao gồm một vài nhạc viện và nhà hát danh giá. Đây là nơi tọa lạc của Học viện quốc gia Thánh Cecilia (thành lập năm 1585), một trong những nhạc viện có bề dày lịch sử lâu nhất thế giới, trong đó những phòng hòa nhạc mới đã được xây dựng tại khu phức hợp âm nhạc cộng đồng đa chức năng Parco della Musica, một trong những địa điểm âm nhạc lớn nhất thế giới. Roma cũng có nhà hát opera là Nhà hát Opera Roma, cùng vài viện âm nhạc nhỏ khác. Thành phố cũng là nơi đăng cai cuộc thi Eurovision Song Contest (Cuộc thi Ca khúc Truyền hình châu Âu) năm 1991 và lễ trao giải Âm nhạc châu Âu MTV (MTV Europe Music Awards) năm 2004.
Roma cũng từng có tác động lớn trong lịch sử âm nhạc. Trường phái La Mã là một nhóm các nhà soạn nhạc chủ yếu về mảng nhạc nhà thờ, hoạt động tại thành phố trong thế kỷ 16 và 17, kéo dài từ cuối thời kỳ Phục Hưng đến đầu thời kỳ Baroque. Thuật ngữ này cũng dùng để chỉ âm nhạc mà họ sản xuất. Nhiều nhạc sĩ có mối liên hệ trực tiếp với Giáo hội Công giáo, Tòa Thánh và Nhà nguyện Sistina của Giáo hoàng, mặc dù họ làm việc tại một số nhà thờ khác nhau. Về phong cách âm nhạc, họ thường tương phản với trường phái Venezia, một phong trào của các nhà soạn nhạc diễn ra cùng thời và có xu hướng cấp tiến hơn. Nhà soạn nhạc nổi tiếng nhất từ trước đến nay của trường phái La Mã là Giovanni Pierluigi da Palestrina, tên tuổi ông gắn liền với một tài năng hoàn hảo với phức điệu âm nhạc rõ ràng, nhịp nhàng uyển chuyển suốt 400 năm. Tuy nhiên, cũng có những nhạc sĩ khác hành nghề tại Roma với những phong cách và hình thức đa dạng.

### Thời trang

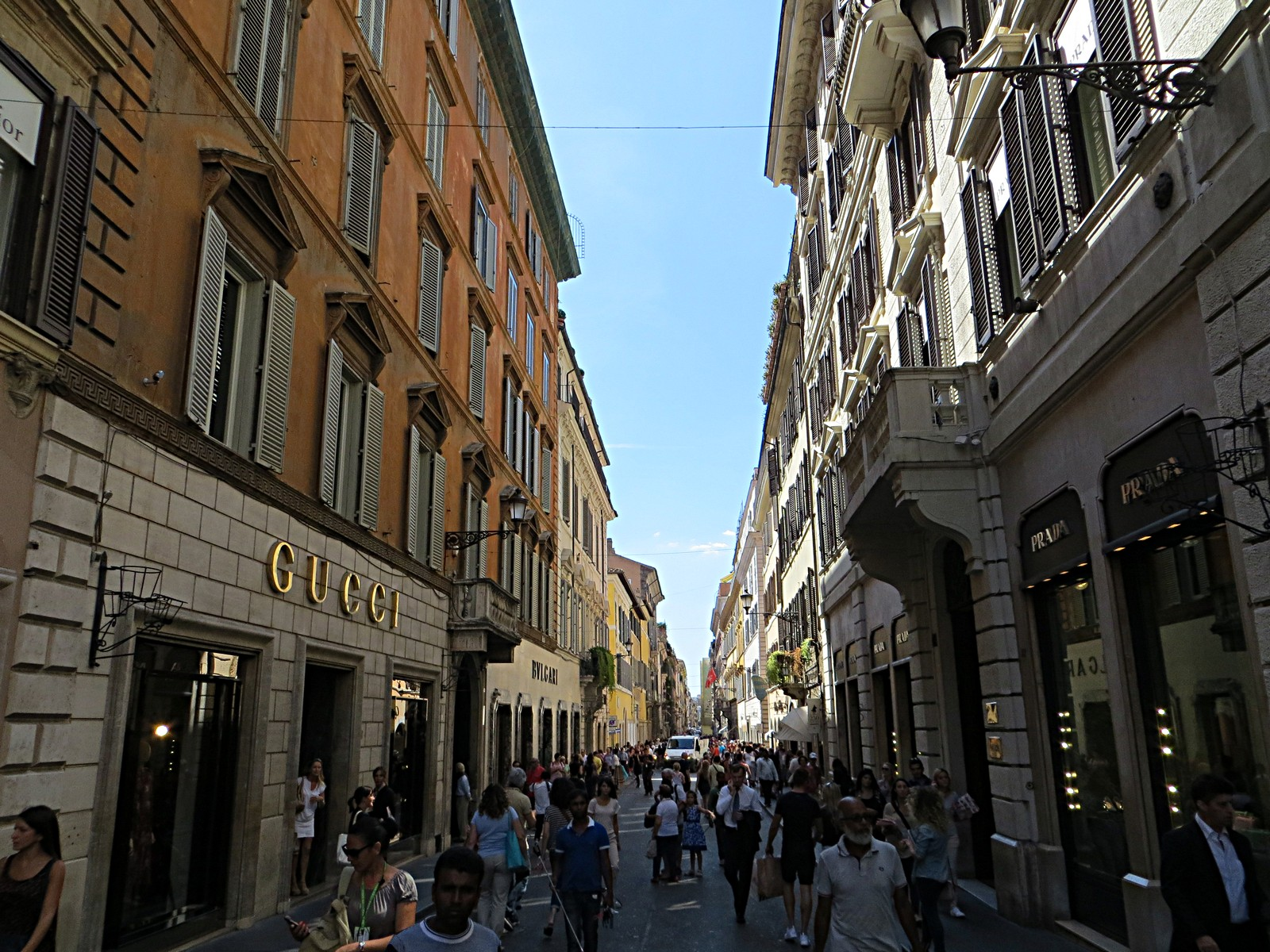
Phố Condotti gần quảng trường Tây Ban Nha.

Roma cũng được công nhận rộng rãi là một kinh đô thời trang của thế giới. Mặc dù không đóng vai trò quan trọng như Milano, theo Global Language Monitor năm 2009, Roma bị rơi 2 bậc xuống vị trí thứ 4 trong những trung tâm thời trang quan trọng của thế giới, sau Milano, New York, Paris và xếp trên Luân Đôn và duy trì ở vị thứ 5 trong những năm gần đây. Các hãng thời trang và trang sức cao cấp nổi bật như Valentino, Bulgari, Fendi, Laura Biagiotti và Brioni và Renato Balestra, có trụ sở chính hoặc được thành lập tại thành phố. Ngoài ra, các thương hiệu lớn khác như Chanel, Prada, Dolce & Gabbana, Armani và Versace có nhiều cửa hàng sang trọng ở Roma, chủ yếu dọc theo con phố Condotti thời trang uy tín và cao cấp ở Roma.

### Ẩm thực

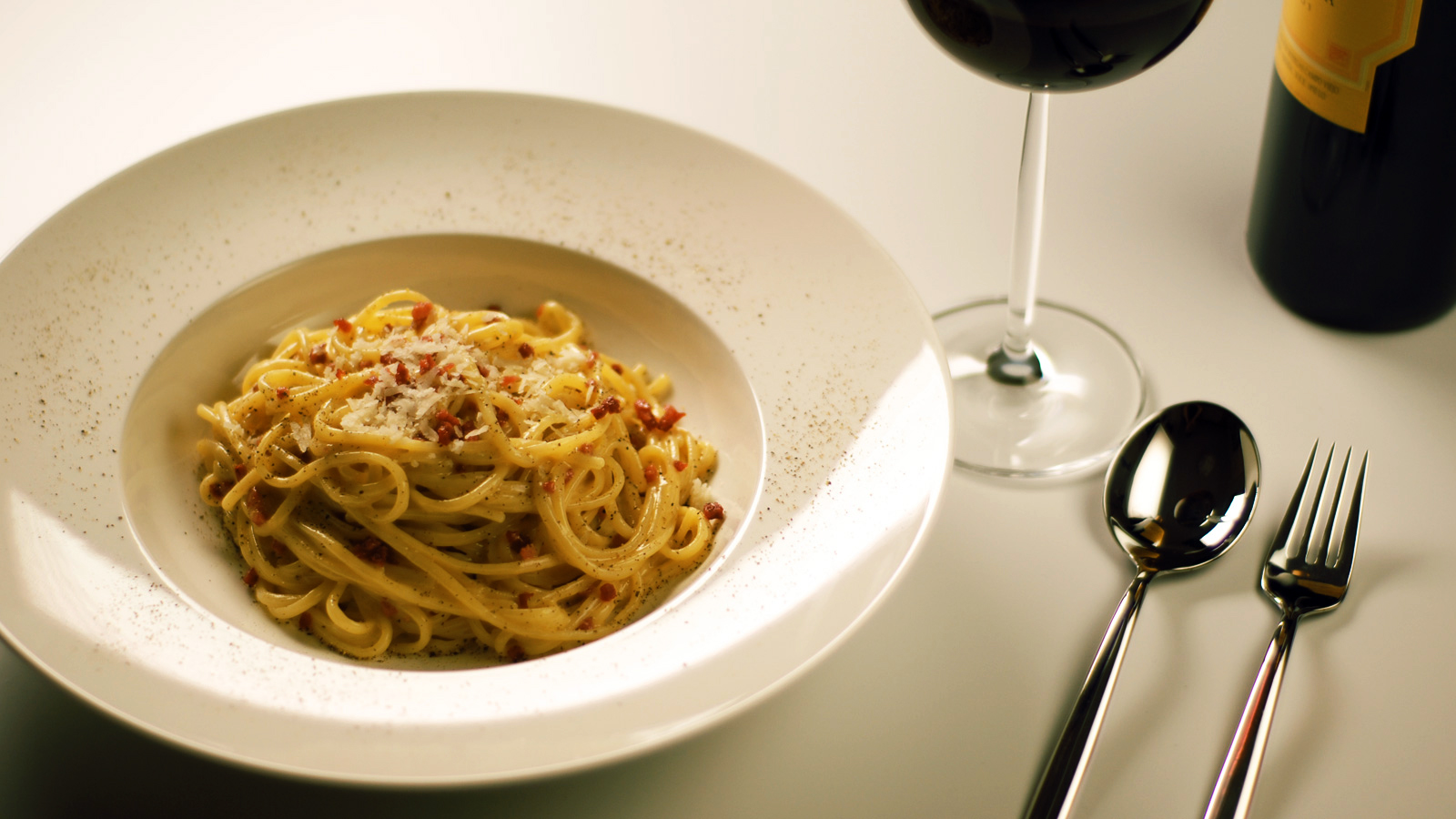
Mì Ý Carbonara, một món ăn Roma thường thấy.

Ẩm thực của Roma đã phát triển qua nhiều thế kỷ và các thời kỳ biến động của xã hội, văn hóa và chính trị. Roma trở thành một trung tâm nghệ thuật ẩm thực lớn từ thời La Mã cổ đại. Ẩm thực giai đoạn này chịu ảnh hưởng nhiều từ văn hóa Hy Lạp cổ đại, và sau đó, quá trình bành trướng đế quốc La Mã đưa Roma tiếp xúc với nhiều tập quán chế biến món ăn địa phương và kỹ thuật nấu ăn. Ban đầu, sự cách biệt giữa các tầng lớp xã hội không lớn lắm nhưng đã tăng dần theo tốc độ tăng trưởng của đế chế. Sau này, trong thời kỳ Phục Hưng, Roma trở nên nổi tiếng là một trung tâm ẩm thực lớn, vì một số đầu bếp giỏi nhất thời đại làm việc cho các giáo hoàng. Một đầu bếp điển hình là Bartolomeo Scappi, làm việc cho Giáo hoàng Piô IV trong nhà bếp Vatican và trở nên nổi tiếng khi xuất bản cuốn sách nấu ăn Opera dell'arte del cucinare vào năm 1570. Trong đó, ông liệt kê khoảng 1.000 công thức ẩm thực Phục Hưng đồng thời mô tả các kỹ thuật và dụng cụ nấu ăn đồng thời đưa ra hình ảnh được biết đến như chiếc nĩa đầu tiên.

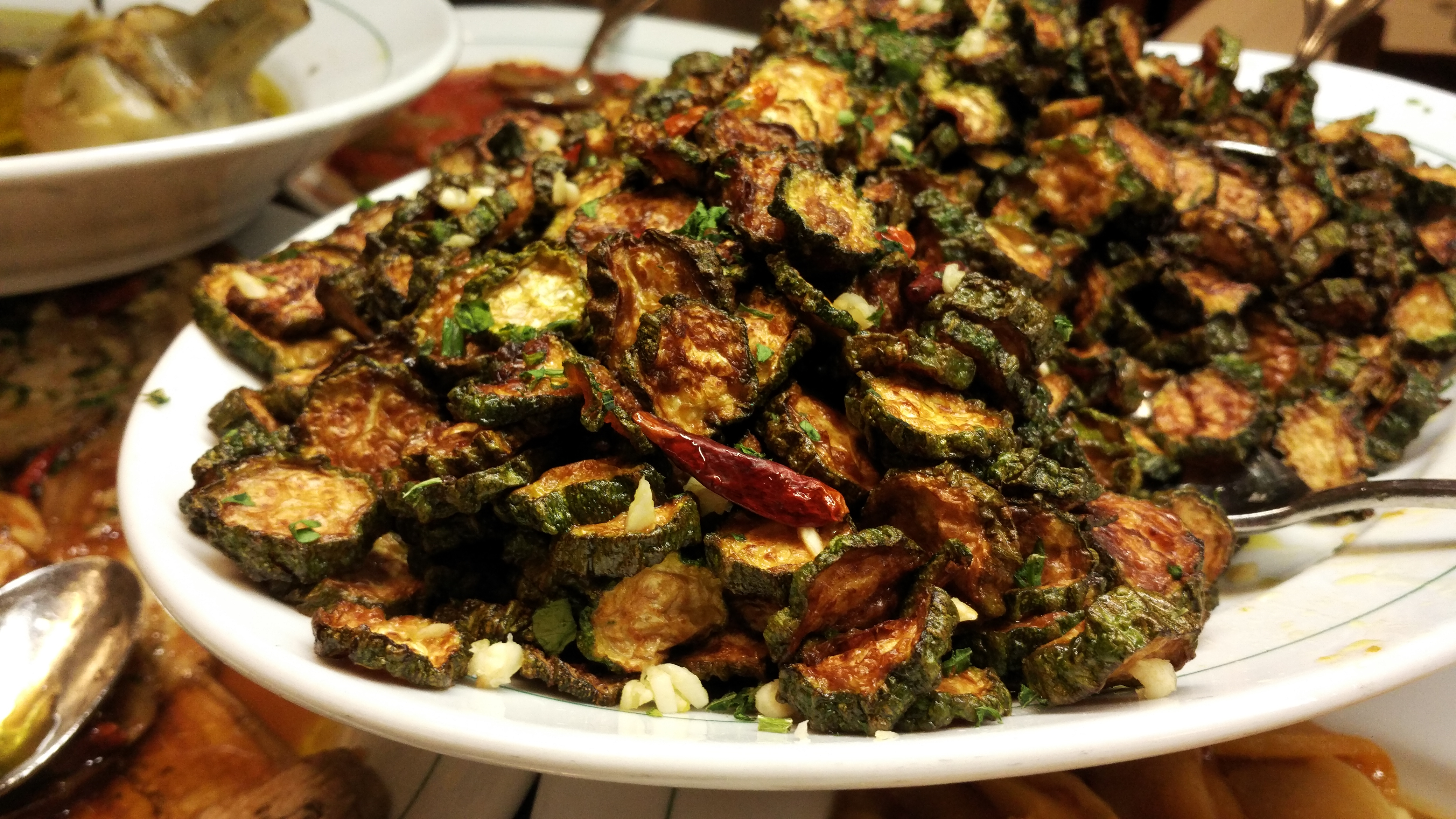
Concia di zucchine, một ví dụ điển hình của ẩm thực Do Thái Roma.

Ngày nay, thành phố đã phát triển nền ẩm thực đặc biệt của riêng mình, dựa trên các sản phẩm của khu vực Campagna gần đó, như thịt cừu và rau củ quả (bông atisô hình cầu khá phổ biến). Song sóng đó, có thể thấy được ảnh hưởng của người Do Thái trong nền ẩm thực này vì người Do Thái đã sống ở Roma kể từ thế kỷ thứ nhất TCN. Một số ví dụ về món ăn nổi tiếng như "Saltimbocca alla Romana" (giò cuốn Roma) – cốt lết bê theo phong cách La Mã; đứng đầu với giăm bông tươi, cây xô thơm, ninh với rượu vang trắng và bơ; "Carciofi alla giudia" – atisô chiên trong dầu ô liu, món điển hình của người Do Thái Roma; "Carciofi alla Romana" – atisô phong cách Roma, lớp lá bên ngoài được tách bỏ, nhồi với bạc hà, tỏi, vụn bánh mì sau đó đem om; "mì Ý Carbonara"– mì spaghetti với thịt xông khói, trứng và pecorino; "Gnocchi di semolino alla Romana" – bánh bao semolina theo phong cách Roma; và một vài món ăn khác.

### Điện ảnh
Roma được xem là một trong những kinh đô phim ảnh của thế giới nhờ có phim trường Cinecittà, là cơ sở sản xuất phim và truyền hình lớn nhất tại châu Âu, và là trung tâm của điện ảnh Ý, là nơi sản xuất nhiều bộ phim ăn khách phòng vé nhất ngày nay. Tổ hợp xưởng phim rộng 40 hécta (99 mẫu Anh), cách trung tâm Roma 9 km và là bộ phận của một trong các cộng đồng sản xuất lớn nhất thế giới chỉ sau Hollywood với trên 5.000 nhân viên chuyên nghiệp, từ sáng tạo phục trang cho đến hiệu ứng kỹ xảo. Có trên 3.000 sản phẩm được sản xuất tại đây, trong đó có các tác phẩm gần đây như The Passion of the Christ, Gangs of New York, Rome của HBO, The Life Aquatic và The Decameron của Dino De Laurentiis, đến các tác phẩm cổ điển như Ben-Hur, Cleopatra, và các phim của Federico Fellini.
Cinecittà được Benito Mussolini thành lập vào năm 1937, và bị Đồng Minh oanh tạc trong Chiến tranh thế giới giới hai. Trong thập niên 1950, đây là địa điểm quay một số tác phẩm phim lớn của Hoa Kỳ, và sau đó trở thành một xưởng phim gắn bó mật thiết nhất với Federico Fellini. Ngày nay, Cinecittà là xưởng phim duy nhất trên thế giới có các hạ tầng tiền sản xuất, sản xuất và hậu kỳ sản xuất đầy đủ tại một địa điểm, tạo thuận tiện cho các đạo diễn và nhà sản xuất để đi vào với kịch bản trên tay và "bước ra" với một bộ phim đã hoàn thành. Đã có hơn 3000 phim điện ảnh được sản xuất tại đây, trong đó 90 tác phẩm nhận được đề cử Oscar và 47 phim đã đoạt giải.

### Ngôn ngữ

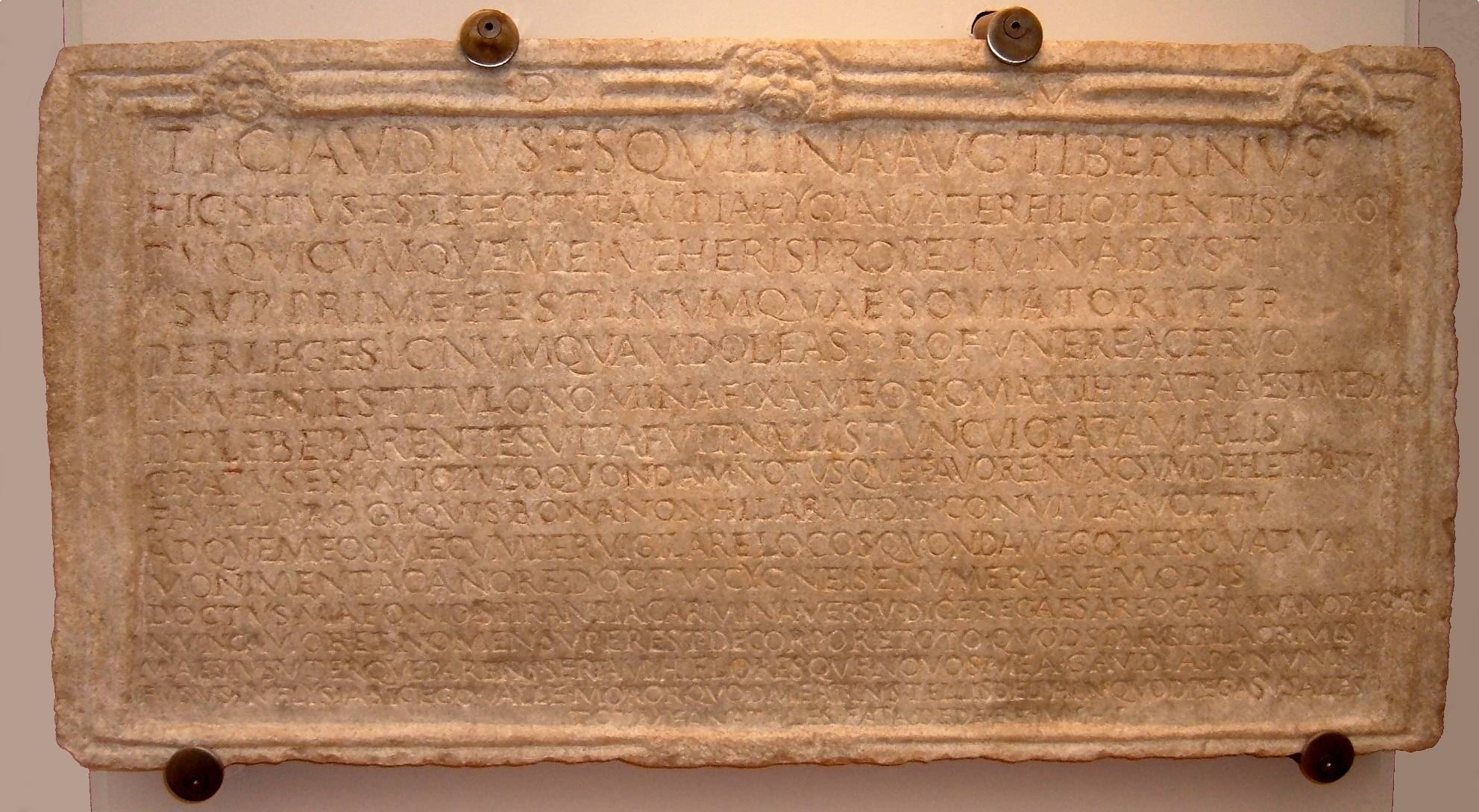
Bản khắc tiếng Latinh, tại Bảo tàng quốc gia La Mã.

Mặc dù liên hệ ngày nay chỉ với tiếng Latinh, song thành Roma cổ đại thực tế là đa ngôn ngữ. Trong thời cổ xưa nhất, các bộ tộc Sabine và các bộ lạc Latinh cùng chia sẻ khu vực Roma ngày nay. Ngôn ngữ Sabine thuộc nhóm Ý, cùng với tiếng Etrusca- ngôn ngữ chính của ba vị quốc vương cuối cùng cai trị thành phố cho đến khi thiết lập chế độ cộng hoà vào năm 509 TCN. Urganilla, hay Plautia Urgulanilla, vợ của Hoàng đế Claudius, được cho là một người nói tiếng Etrusca sau mốc này nhiều thế kỷ, theo như lời của Suetonius về Claudius. Tuy nhiên, tiếng Latinh, dưới nhiều dạng tiến hoá khác nhau, là ngôn ngữ chính của thành Roma cổ đại, song do thành phố có nhiều di dân, nô lệ, cư dân, công sứ, đại sứ từ nhiều nơi trên thế giới nên trở thành khu vực đa ngôn ngữ. Nhiều người Roma có học cũng nói tiếng Hy Lạp, và tồn tại các cộng đồng Hy Lạp, Syria và Do Thái lớn tại nhiều nơi của Roma ngay từ trước thời Đế quốc.
Tiếng Latinh tiến hoá vào thời Trung Cổ thành một ngôn ngữ mới là vulgaris (volgare, tức thông tục) hay còn gọi là tiếng Latinh bình dân. Ngôn ngữ này xuất hiện khi hội tụ nhiều phương ngữ khu vực khác nhau, trong đó phương ngữ Toscana chiếm ưu thế, song cư dân Roma cũng phát triển phương ngữ riêng của họ là tiếng Romanesco hay còn có tên đơn giản hơn là tiếng Romano. Tiếng Romanesco được nói vào thời Trung Cổ ban đầu giống với một phương ngữ Nam Ý hơn cả, rất gần với tiếng Napoli tại Campania hơn là tiếng Firenze của vùng Toscana (tức tiếng Ý chuẩn). Văn chương phương ngữ viết bằng dạng truyền thống của Romanesco bao gồm các tác phẩm như của Giuseppe Gioachino Belli (một trong những nhà thơ Ý quan trọng nhất), Trilussa và Cesare Pascarella. Tiếng Romanesco là một "lingua vernacola" (thổ ngữ), có nghĩa là trong nhiều thế kỷ nó không tồn tại ở dạng viết mà chỉ được cư dân nói.

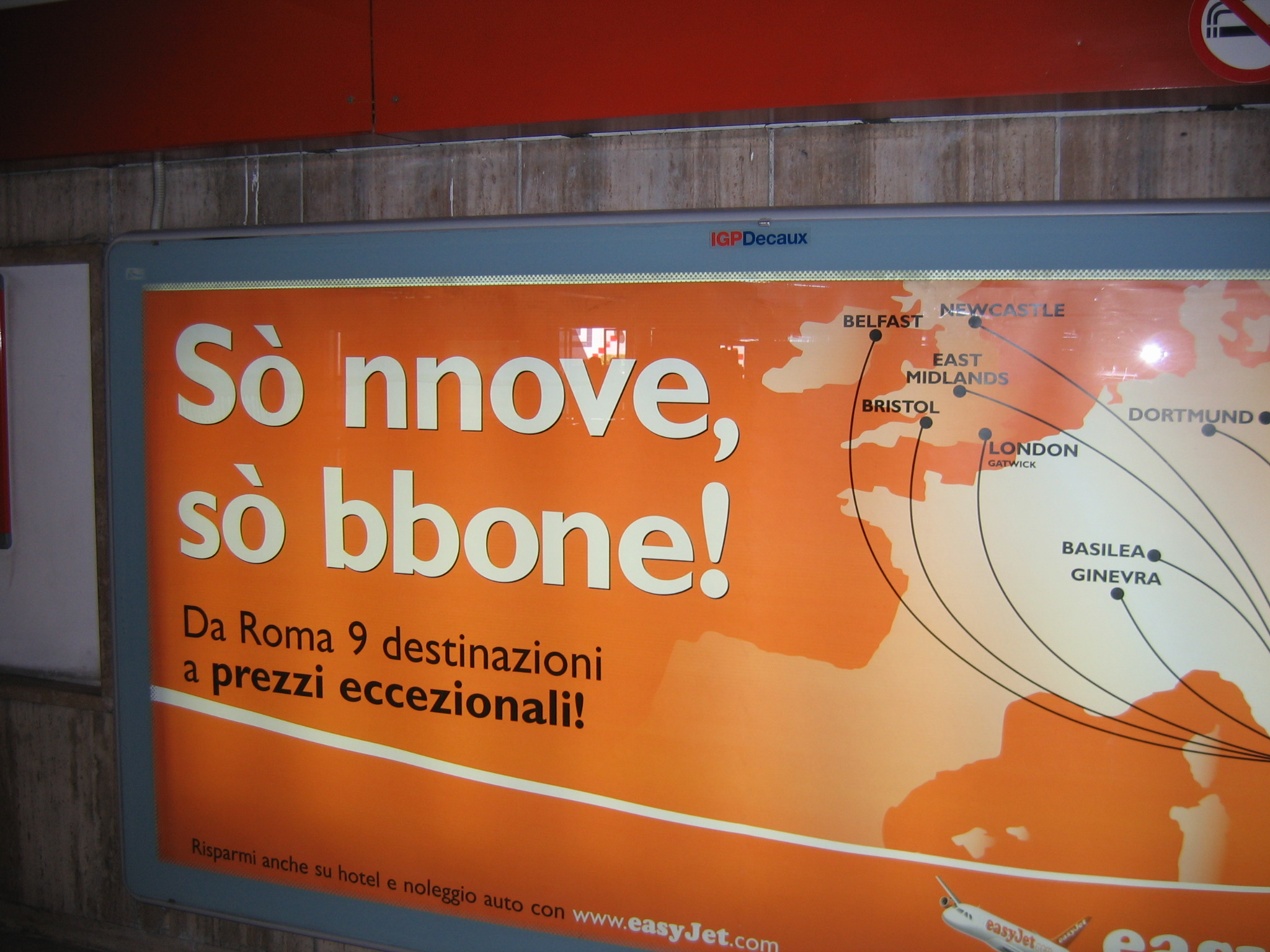
Một tấm bảng quảng cáo ở trạm tàu điện ngầm tại Roma chào mời bằng tiếng Romanesco.

Ảnh hưởng của văn hoá Firenze vào thời Phục Hưng, và việc nhiều người Firenze di cư đến Roma theo hai giáo hoàng xuất thân từ Nhà Medici (Lêô X và Clêmentê VII), gây biến đổi lớn trong phương ngữ, nó bắt đầu giống với các dạng Toscana hơn. Điều này được duy trì trong giới hạn thành Roma cho đến thế kỷ 19, và mở rộng đến các nơi khác thuộc Lazio từ đầu thế kỷ 20 do dân số gia tăng tại Roma và sự cải thiện của hệ thống giao thông. Do kết quả từ giáo dục và truyền thông, tiếng Romanesco ngày càng trở nên tương đồng hơn với tiếng Ý tiêu chuẩn, và cũng vì vậy tiếng Romanesco hiện tại có ngữ pháp và từ vựng tương đối khác so với các phương ngữ khác thuộc miền Trung Ý. Tiếng Romanesco đương thời chủ yếu được thể hiện bởi các diễn viên và nữ diễn viên nổi tiếng, chẳng hạn như Alberto Sordi, Aldo Fabrizi, Anna Magnani, Carlo Verdone, Enrico Montesano, Gigi Proietti và Nino Manfredi.
Đóng góp lịch sử của Roma cho ngôn ngữ của toàn cầu còn rộng hơn nhiều, thông qua quá trình La Mã hoá, cư dân Ý, Gallia (Pháp), bán đảo Iberia và Dacia (Romania) phát triển các ngôn ngữ bắt nguồn trực tiếp từ tiếng Latinh, và được sử dụng tại nhiều phần rộng lớn trên thế giới thông qua ảnh hưởng văn hoá, thuộc địa hoá và di cư. Ngoài ra, nó còn ảnh hưởng đến tiếng Anh hiện đại, do người Norman khi chinh phục Anh đã đem theo một tỷ lệ lớn từ vựng mà họ mượn từ tiếng Latinh. Chữ cái Latinh là hệ thống chữ viết phổ biến nhất trên thế giới xét về số lượng ngôn ngữ.
Roma từ lâu đã có nhiều cộng đồng nghệ thuật, cư dân ngoại quốc và lượng lớn các du học sinh hoặc khách hành hương ngoại quốc, do đó luôn là một thành phố đa ngôn ngữ. Ngày nay, do du lịch đại chúng, có nhiều ngôn ngữ được sử dụng trong du lịch, đặc biệt là tiếng Anh được biết đến phổ biến trong các vùng du lịch, và thành phố có lượng lớn các di dân và có nhiều khu vực nhập cư đa ngôn ngữ.

### Tội phạm, an ninh và khủng bố

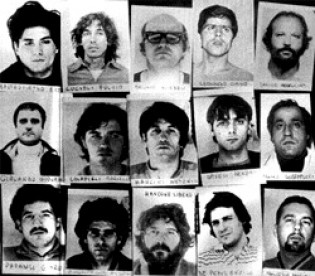
Băng đảng Magliana có nguồn gốc tại Roma.

Roma thể hiện mức độ tội phạm từ trung bình đến cao. Thủ đô của Ý là địa bàn hoạt động của các băng nhóm tội phạm có tổ chức nổi bật gồm có Mafia Thủ đô (Mafia Capitale), băng đảng Magliana (Banda della Magliana) và bang hội Casamonica (Clan dei Casamonica) cùng một vài nhóm nhỏ khác, hoạt động chủ yếu ở các lĩnh vực kinh doanh phi pháp, buôn lậu, ma túy, ám sát, bắt cóc, đánh bạc, cá độ, mại dâm, cướp, lừa đảo, buôn bán vũ khí, cho vay nặng lãi, giết người theo hợp đồng, tống tiền, rửa tiền, và đặc biệt là hối lộ, tham nhũng, lũng đoạn công quỹ dính líu đến quan chức chính quyền thành phố. Nhiều khu vực đô thị phụ cận trung tâm đang trở nên nhếch nhác và tỷ lệ tội phạm rộng lớn đến mức lớn hơn nhiều so với các thành phố phía bắc và khu vực Trung Âu. Năm 2010, theo Hiệp hội Cảnh sát Quốc gia Ý, Roma đứng thứ hai sau Milano về số tội phạm trên 100.000 dân, tâm điểm là đột nhập bất hợp pháp, trộm xe, buôn lậu và cướp, trong khi năm 2011, thủ đô đã dẫn đầu về số vụ giết người.
Theo thống kê của Liên minh châu Âu năm 2015 Roma có tỷ lệ 0,7 vụ giết người trên 100.000 dân, thấp hơn các thành phố lớn khác của Ý như Venezia (1,1), Milano (1), Torino (0,8) hay Napoli (3,9), và có xu hướng giảm rõ rệt trong những năm gần đây, khiến Roma trở thành một trong những thành phố an toàn nhất thế giới về tội phạm bạo lực. Tuy vậy, nạn móc túi và giật túi xách vẫn là vấn đề khá nghiêm trọng tại thủ đô, gồm nhiều hình thức đa dạng từ các toán thiếu niên Di-gan cho đến những người trưởng thành ăn vận lịch thiệp hay một nhóm trẻ em hồn nhiên. Hầu hết các vụ trộm được báo cáo xảy ra tại các địa điểm du lịch đông đúc, trên xe buýt, tàu điện ngầm, phương tiện công cộng hoặc tại các nhà ga lớn như Termini, chủ yếu nhằm vào khách du lịch.

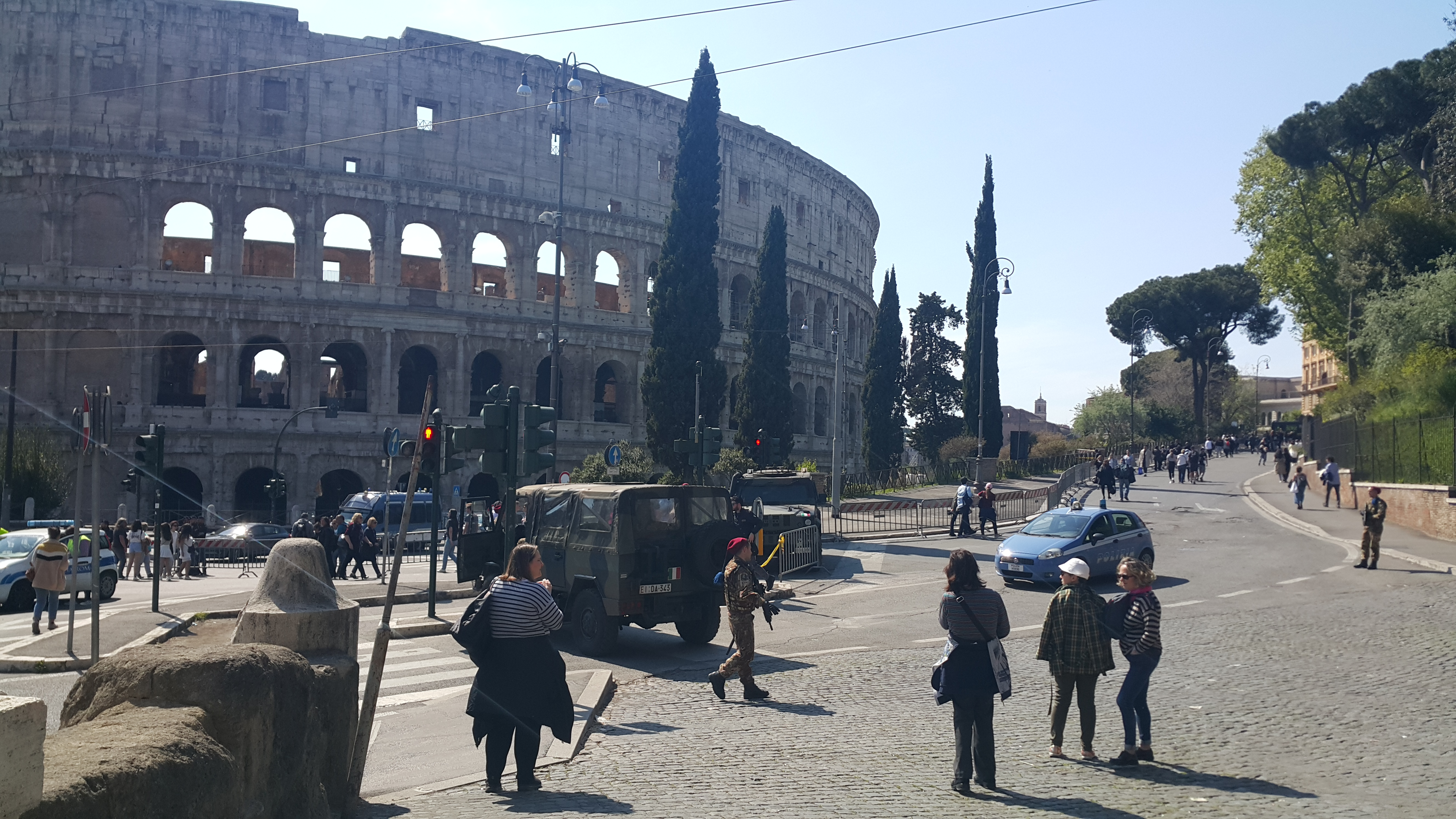
Quân đội và cảnh sát thắt chặt an ninh quanh khu vực Đấu trường La Mã trong dịp lễ Phục Sinh năm 2019.

Vào giữa năm 2014, thủ lĩnh Abu Bakr al-Baghdadi của Nhà nước Hồi giáo sau khi tự cho mình là Khalip đã tuyên bố sẽ "xâm lược Roma" và tổ chức này đã liên tục nhiều lần xác định rằng Vatican là một "mục tiêu tiềm năng" và sẽ "cắm ngọn cờ đen khalipha trên nóc của Nhà thờ Thánh Phêrô" trong các thông cáo tuyên truyền của mình. Theo các phân tích thống kê các tài liệu liên quan cho thấy rằng Nhà nước Hồi giáo dành sự chú ý đặc biệt của mình cho Roma với vai trò là biểu tượng của phương Tây và thế giới Kitô giáo. Trong năm 2018 Roma được đánh giá là một địa điểm đe dọa ở mức cao đối với hoạt động tấn công khủng bố nhắm vào lợi ích của Mỹ và phương Tây trong một báo cáo của Bộ Ngoại giao Hoa Kỳ.
Tuy nhiên trong suốt những năm gần đây, Ý nhìn chung hay Roma và Vatican nói riêng vẫn chưa phải hứng chịu một vụ tấn công khủng bố Hồi giáo đẫm máu nào hay trải qua mức độ cực đoan hóa trong nước cao như những nước láng giềng châu Âu bên cạnh, bởi kinh nghiệm điều tra đặc thù và mức độ ngăn chặn hiệu quả của cảnh sát Ý, đồng thời người ta tin rằng ngoại lệ đặc biệt này cũng nhờ vào hiệu ứng mafia, trong đó sự kiểm soát mạnh của mafia Ý đã âm thầm răn đe những kẻ thánh chiến khỏi những chỗ bám víu lợi thế, xâm nhập và phá vỡ các mạng lưới khủng bố thông qua các mối quan hệ xã hội và gia đình chặt chẽ. Mặc dù vậy, thành phố thường đặt trong tình trạng báo động cao và được thắt chặt an ninh trong các dịp lễ quan trọng như Giáng sinh hay Phục sinh.

### Chất lượng sống
Theo một cuộc khảo sát được thực hiện bởi văn phòng thống kê thành phố Roma năm 2007, chất lượng cuộc sống của người dân thủ đô nhìn chung là tốt. Tuy nhiên, thành phố đã bộc lộ nhiều điểm yếu khác nhau. Trong số này, tồn tại nhức nhối vấn đề giao thông đô thị, môi trường và ô nhiễm tiếng ồn do việc sử dụng phương tiện cá nhân ngày càng tăng; Roma chịu ảnh hưởng bởi sự hiện diện lớn của các biển quảng cáo bao gồm cả quảng cáo trái phép bên cạnh các "tác phẩm đường phố" tranh phun sơn graffiti phá hoại. Một vấn đề khác liên quan đến các dịch vụ công ích tại Roma, đôi khi rất khó tiếp cận đặc biệt ở người cao tuổi. Trong số các khía cạnh tích cực, sự hài lòng của người dân sống ở Roma xuất hiện, tận hưởng hàng ngày di sản lịch sử và khảo cổ của thành phố, vẻ đẹp hoành tráng, nghệ thuật và văn hóa, khí hậu ôn hòa, gần biển và là trung tâm của Kitô giáo, bên cạnh các cơ hội tiếp cận giáo dục và đào tạo, các cơ sở thể thao khác nhau và nhiều khu vực phủ xanh rộng lớn.
Do tội phạm có tổ chức ngày càng gia tăng, thủ đô trở thành một trong những thành phố có tỷ lệ tội phạm cao và phức tạp nhất ở Ý. Theo điều tra về tình hình mất an ninh trật tự và sự xuống cấp ở vùng ngoại ô đô thị được thực hiện vào năm 2009 bởi Khoa Xã hội học của La Sapienza thay mặt cho Đài quan sát an ninh và pháp lý khu vực, có đến hơn nửa số người dân Roma được hỏi xem vùng ngoại ô phụ cận là nguy hiểm, trên hết là do tội phạm và tai nạn giao thông. Hơn nữa, phần lớn số người được hỏi cho rằng có những khu vực không an toàn trong thành phố, nơi tốt hơn là không nên đi.
Theo một khảo sát về chất lượng cuộc sống được thực hiện vào năm 2015 bởi công ty tư vấn Mercer, mặc dù có những mặt tích cực, Roma đứng vị trí thứ 52 thế giới, bị điểm trừ do hệ thống giao thông và môi trường kinh doanh không tối ưu, vẫn cách xa vị trí thứ 41 của Milano.  Theo thống kê gần đây của Greenspace, Roma nằm trong số những thành phố tồi tệ nhất ở châu Âu về an toàn đường bộ, giao thông và ô nhiễm. Tương tự với các đô thị lớn khác ở châu Âu, thủ đô của Ý hiện đang đối mặt với khủng hoảng người nhập cư trầm trọng ở mức đỉnh điểm, gây ra nhiều vấn đề nhức nhối nan giải.

## Thể thao
Bóng đá là môn thể thao phổ biến nhất tại Roma, giống như phần còn lại của đất nước. Thành phố từng tổ chức các trận đấu chung kết của Giải bóng đá vô địch thế giới (FIFA World Cup) năm 1934 và 1990. Trận chung kết năm 1990 diễn ra trên Sân vận động Olimpico, đây cũng là sân nhà của các câu lạc bộ địa phương thi đấu tại Giải bóng đá vô địch quốc gia Ý Serie A là S.S. Lazio thành lập vào năm 1900, và A.S. Roma thành lập vào năm 1927, kình địch giữa họ trong các trận Derby Thủ đô trở thành một phần chủ yếu trong văn hoá thể thao Roma. Các cầu thủ chơi cho hai câu lạc bộ này và đồng thời sinh ra tại Roma có xu hướng trở nên đặc biệt nổi tiếng, chẳng hạn như các cầu thủ Francesco Totti và Daniele De Rossi của A.S. Roma hay Alessandro Nesta của S.S. Lazio. Atletico Roma F.C. là một đội bóng nhỏ chơi tại giải hạng nhất cho đến năm 2012, sân nhà của đội bóng này là Sân vận động Flaminio.
Roma từng đăng cai Thế vận hội Mùa hè 1960, đạt được thành công vang dội, sử dụng nhiều địa điểm cổ đại như Biệt thự Borghese và Nhà tắm Caracalla làm địa điểm thi đấu. Để phục vụ Thế vận hội, nhiều công trình đã được xây dựng, đáng chú ý là Sân vận động Olimpico mới với quy mô lớn hơn (cũng được mở rộng và đổi mới để đủ điều kiện tổ chức và trận đấu chung kết của FIFA World Cup năm 1990), Làng Olimpico (sau này tái phát triển thành một khu dân cư). Sân vận động Olimpico từng là một trong những sân vận động đăng cai vòng bảng Euro 2020, giải đấu mà Đội tuyển bóng đá quốc gia Ý đã lên ngôi vô địch. Roma từng ứng cử đăng cai Thế vận hội Mùa hè năm 2020 song đã rút lui trước khi hạn chót nộp hồ sơ kết thúc.

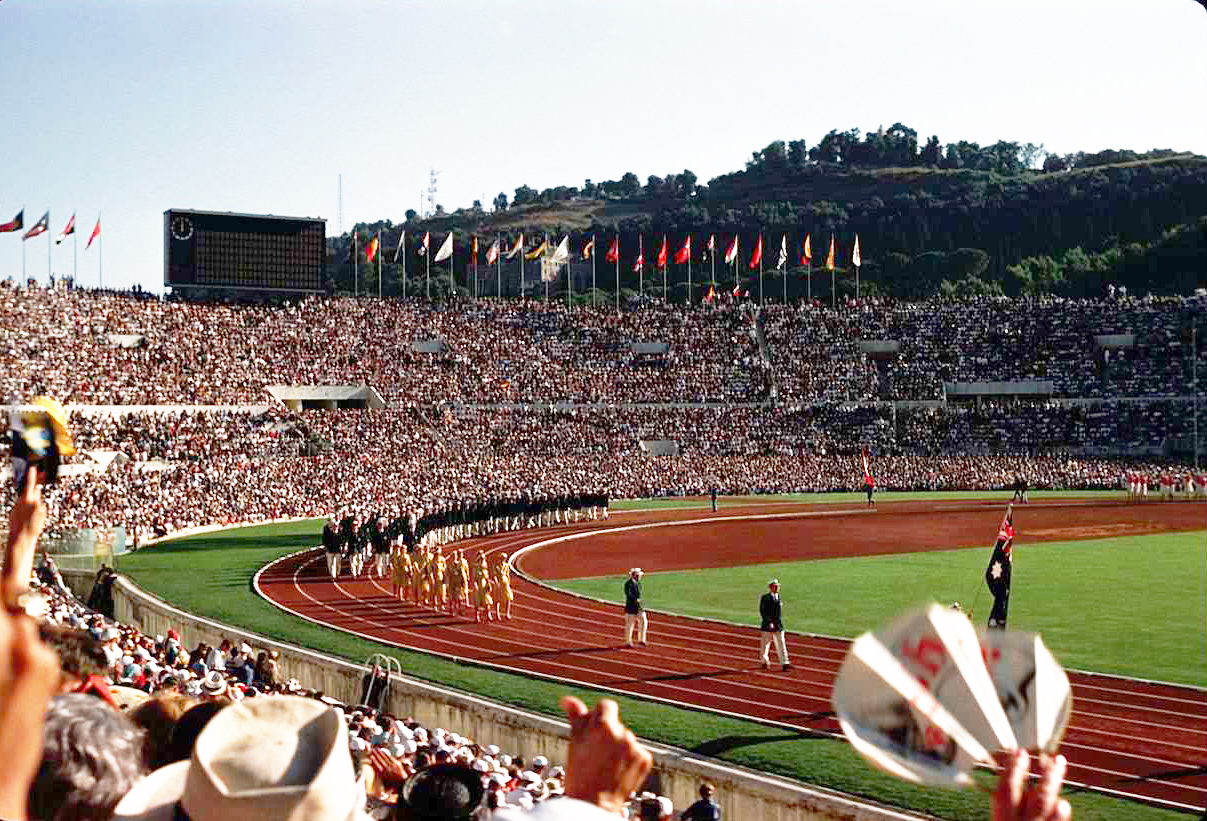
Ngày khai mạc Thế vận hội Mùa hè 1960 tại Roma

Roma còn từng tổ chức giải bóng rổ châu Âu EuroBasket năm 1991 và có đội tuyển bóng rổ Virtus Roma được công nhận quốc tế. Rugby union được đón nhận rộng rãi. Cho đến năm 2011, sân vận động Flaminio là sân nhà của đội tuyển rugby quốc gia Ý, đội tuyển thi đấu trong giải vô địch Sáu nước từ năm 2000. Đội tuyển nay thi đấu các trận sân nhà tại sân vận động Olimpico do sân vận động Flaminio cần cải thiện sức chứa và tính an toàn. Roma có các đội tuyển rugby union địa phương như Rugby Roma (thành lập vào năm 1930 và nhiều lần vô địch nước Ý), Unione Rugby Capitolina và S.S. Lazio 1927 (nhánh rugby union của câu lạc bộ thể thao S.S. Lazio).
Mỗi tháng 5 hàng năm Roma tổ chức giải đấu quần vợt ATP World Tour Masters 1000 trên sân đất nện Công trường Italico. Đua xe đạp phổ biến vào giai đoạn sau Chiến tranh thế giới thứ hai, song tính phổ biến của nó đã mất đi. Roma là nơi tổ chức chặng cuối của Giro d'Italia trong ba lần, vào năm 1911, 1950, và 2009. Roma cũng có nhiều đội tuyển thể thao khác, gồm có bóng chuyền (M. Roma Volley), bóng ném hay bóng nước.

## Giao thông
Roma là trung tâm của mạng lưới đường hướng tâm chạy theo những con đường nhấp nhô có từ thời La Mã cổ đại, bắt đầu từ ngọn đồi Capitolinus và nối liền thành Roma với phần còn lại Đế quốc La Mã. Roma ngày nay được khoanh vòng ở khoảng cách khoảng 11 km (6 dặm) là tuyến đường vòng cung (Grande Raccordo Anulare hoặc GRA).
Do vị trí nằm ở trung tâm bán đảo Ý, Roma là nút giao đường sắt trọng điểm tại miền Trung nước Ý. Nhà ga chính của Roma, Termini, là một trong những nhà ga lớn nhất ở châu Âu và có lưu lượng khách sử dụng nhiều nhất ở Ý, với khoảng 400.000 hành khách được chuyên chở mỗi ngày. Nhà ga lớn thứ hai trong thành phố là nhà ga Roma Tiburtina, hiện đang được tái phát triển thành một trạm đường sắt cao tốc. Cũng như các chuyến tàu cao tốc thường xuyên đến tất cả các thành phố lớn của Ý, Roma kết nối hàng đêm bằng các dịch vụ tàu 'thuyền nằm' đến Sicilia và quốc tế bằng các dịch vụ ngủ qua đêm đến München và Viên bằng đường sắt ÖBB của Áo.
Có ba sân bay phục vụ tại Roma. Sân bay quốc tế liên lục địa Leonardo da Vinci là sân bay chính của Ý và thường được gọi là "Sân bay Fiumicino", vì nó nằm trong huyện Fiumicino phía tây nam của Roma nơi sông Tiber đổ ra Địa Trung Hải. Năm 2018, Leonardo da Vinci-Fiumicino đứng vị trí thứ 9 trong các sân bay tốt nhất thế giới và được xếp hạng là sân bay phát triển và cải thiện nhanh nhất, và trở thành sân bay tốt nhất của châu Âu trong cùng năm. Tính đến năm 2021, Fiumicino của Roma là sân bay tốt nhất châu Âu trong 4 năm liên tiếp. Sân bay thứ hai là Ciampino Roma, trước đây là một sân bay dân sự và quân sự kết hợp, thường được gọi là "Sân bay Ciampino" vì nó nằm bên cạnh huyện Ciampino về phía đông nam Roma. Sân bay thứ ba là Roma-Urbe, một sân bay nhỏ có lưu lượng thấp nằm cách khoảng 6 km về phía Bắc trung tâm thành phố, dành riêng phục vụ cho hầu hết máy bay trực thăng và các chuyến bay tư nhân.
Mặc dù Roma có một quận giáp Địa Trung Hải (Quận 10, Ostia), nơi này chỉ có bến du thuyền và bến cảng nhỏ cho các tàu đánh cá. Cảng chính phục vụ Roma là cảng Civitavecchia, tọa lạc khoảng 62 km (39 dặm) về phía tây bắc của thành phố.
Thành phố Roma đang hứng chịu các vấn đề giao thông, chủ yếu là do mô hình đường xuyên tâm đã gây khó khăn cho người dân Roma: nếu muốn di chuyển từ các vùng lân cận của một trong những tuyến đường xuyên tâm đến tuyến đường khác họ phải đi vào trung tâm lịch sử hoặc phải đi đường vòng. Vấn đề này không thể giải quyết do quy mô hệ thống tàu điện ngầm tại Roma bị hạn chế so với các thành phố khác có kích thước tương tự. Ngoài ra, Roma chỉ có 21 xe taxi cho mỗi 10.000 dân, cách biệt xa so với các thành phố lớn ở châu Âu. Nạn tắc nghẽn xe hơi thường xuyên xảy ra trong những năm 1970 và 1980 đã dẫn đến việc hạn chế lưu thông phương tiện vào trung tâm nội thành trong thời điểm ban ngày. Những khu vực áp dụng hạn chế được gọi là Khu Hạn chế Giao thông (Zona a Traffico Limitato (ZTL) trong tiếng Ý). Gần đây hơn, lượng giao thông tấp nập vào ban đêm ở Trastevere, Testaccio và khu San Lorenzo đã dẫn đến việc hình thành những khu ZTL đêm ở những vùng đó.

Bản đồ các tuyến tàu điện ngầm (metro) và giao thông đường sắt ở Roma.

Một hệ thống tàu điện ngầm 3 tuyến đã đi vào hoạt động tại Roma. Việc xây dựng nhánh đầu tiên bắt đầu vào những năm 1930. Tuyến đường này đã được lên kế hoạch trước với mục tiêu nhanh chóng kết nối Termini với khu E42 vừa được quy hoạch ở ngoại ô phía Nam, nơi dự định tổ chức Hội chợ Thế giới 1942. Sự kiện này đã không thể diễn ra vì chiến tranh. Khu vực này sau đó một phần được thiết kế lại và đổi tên thành EUR (Esposizione Universale di Roma: Triển lãm Thế giới Roma) trong những năm 1950 để đóng vai trò như một khu kinh doanh hiện đại. Cuối cùng, tuyến metro này đã được mở vào năm 1955 và hiện nay đang là phần phía nam của Tuyến B.
Tuyến A khai trương vào năm 1980, chạy từ Ottaviano đến nhà ga Anagnina, sau đó mở rộng quãng đường đến Battistini (1999-2000). Trong những năm 1990, phần mở rộng của Tuyến B đã đi vào hoạt động, chạy từ Termini đến Rebibbia. Mạng lưới tàu điện ngầm nói chung là đáng tin cậy (mặc dù nó có thể bị tắc nghẽn trong giờ cao điểm và trong các sự kiện, đặc biệt là Tuyến A) vì độ dài tương đối ngắn. Hai Tuyến A và B giao nhau ở nhà ga Termini. Một nhánh mới của Tuyến B (B1) đã khai trương vào ngày 13 tháng 6 năm 2012 sau khi được xây dựng với chi phí ước tính khoảng 500 triệu euro. B1 kết nối với B tại Quảng trường Bologna và có bốn trạm phân bố trong 3,9 km (2 dặm).

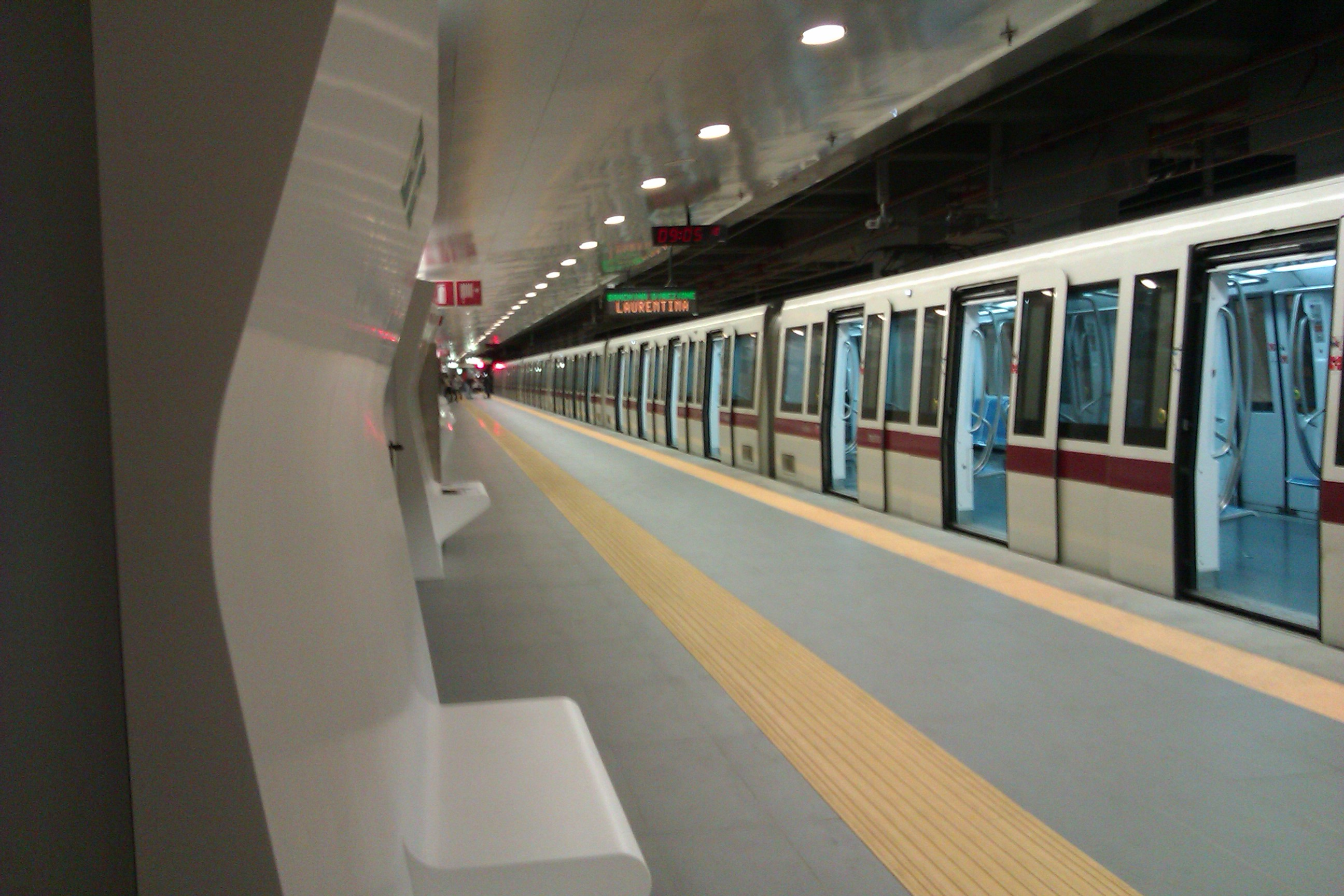
Trạm tàu điện ngầm Conca d'Oro.

Tuyến C là tuyến thứ ba, đang được xây dựng với chi phí ước tính 3 tỷ euro với 30 trạm trong khoảng cách 25,5 km (16 dặm). Tuyến C thay thế một phần tuyến đường sắt là Termini-Pantano với đầy đủ tính năng tự động và không người lái. Đoạn đầu với 15 trạm kết nối Pantano với khu Centocelle tại khu đông của thành phố được khánh thành vào ngày 9 tháng 11 năm 2014, và đoạn sau bắt đầu khởi công vào năm 2015, nhưng những phát hiện khảo cổ học thường trì hoãn việc xây dựng ngầm. 6 trạm dài 5,4 km (3,4 dặm) tiếp tục được thêm vào Tuyến C mở vào ngày 29 tháng 6 năm 2015 và gần nhất vào ngày 12 tháng 5 năm 2018, bến cuối ở đầu phía tây được nối đến San Giovanni, nơi chuyển tiếp sang Tuyến A. Nhà ga Công trường Hoàng đế Fori Imperiali kết nối với nhà ga Đấu trường La Mã Colosseo của Tuyến B, dự kiến sẽ được khánh thành vào năm 2024.

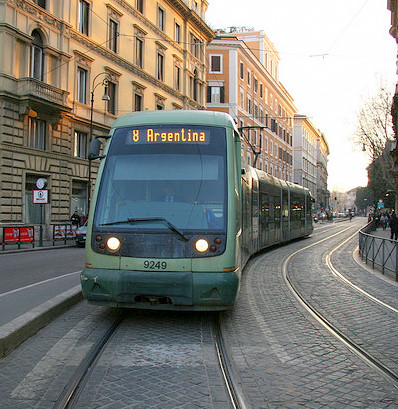
Một chuyến tàu điện nổi chạy qua trung tâm thành phố.

Tuyến thứ tư là tuyến D cũng được quy hoạch với dự kiến 22 nhà ga phân bố trên một khoảng cách 20 km (12 dặm). Đoạn đầu kiến đưa vào hoạt động trong năm 2015 và các phần cuối sẽ hoạt động trước năm 2035. Tuy nhiên kế hoạch đã phải hủy bỏ vào năm 2012 bởi vấn đề khủng hoảng ngân sách của thành phố, nhưng đã được khôi phục lại vào năm 2018. Trong cùng năm 2018, dự án tàu điện ngầm được lên kế hoạch với một số sửa đổi, bao gồm khả năng chuyển đổi tuyến đường sắt đô thị đi biển (từ trung tâm thành phố đến biển Ostia) và tuyến nhánh B1 Jonio thành tuyến tàu điện ngầm thứ năm - Metro E, được ký hiệu bằng màu xanh nhạt, dùng chung đường ray với tuyến B đoạn từ Piramide đến Bologna. Dự án hiện đang chờ một số nghiên cứu về tính khả thi.
Giao thông công cộng bề nổi tại Roma hình thành bởi mạng lưới xe buýt, tàu điện nổi (tram) và mạng lưới đường sắt đô thị (các tuyến FR). Mạng lưới xe buýt, tàu điện, tàu điện ngầm và đường sắt đô thị được điều hành bởi công ty Atac S.p.A. (ban đầu là viết tắt của Azienda Tramvie e Autobus del Comune - 'Công ty Xe buýt và Tàu điện Thành phố' trong tiếng Ý). Hơn 350 tuyến xe buýt và hơn tám nghìn điểm dừng xe buýt, trong khi hệ thống tàu điện hạn chế hơn có 39 km (24 mi) đường ray và 192 điểm dừng. Ngoài ra còn có một tuyến xe điện bánh hơi, được mở vào năm 2005 và các dòng xe buýt điện khác được lên kế hoạch.

## Tổ chức đoàn thể và vai trò trên trường quốc tế

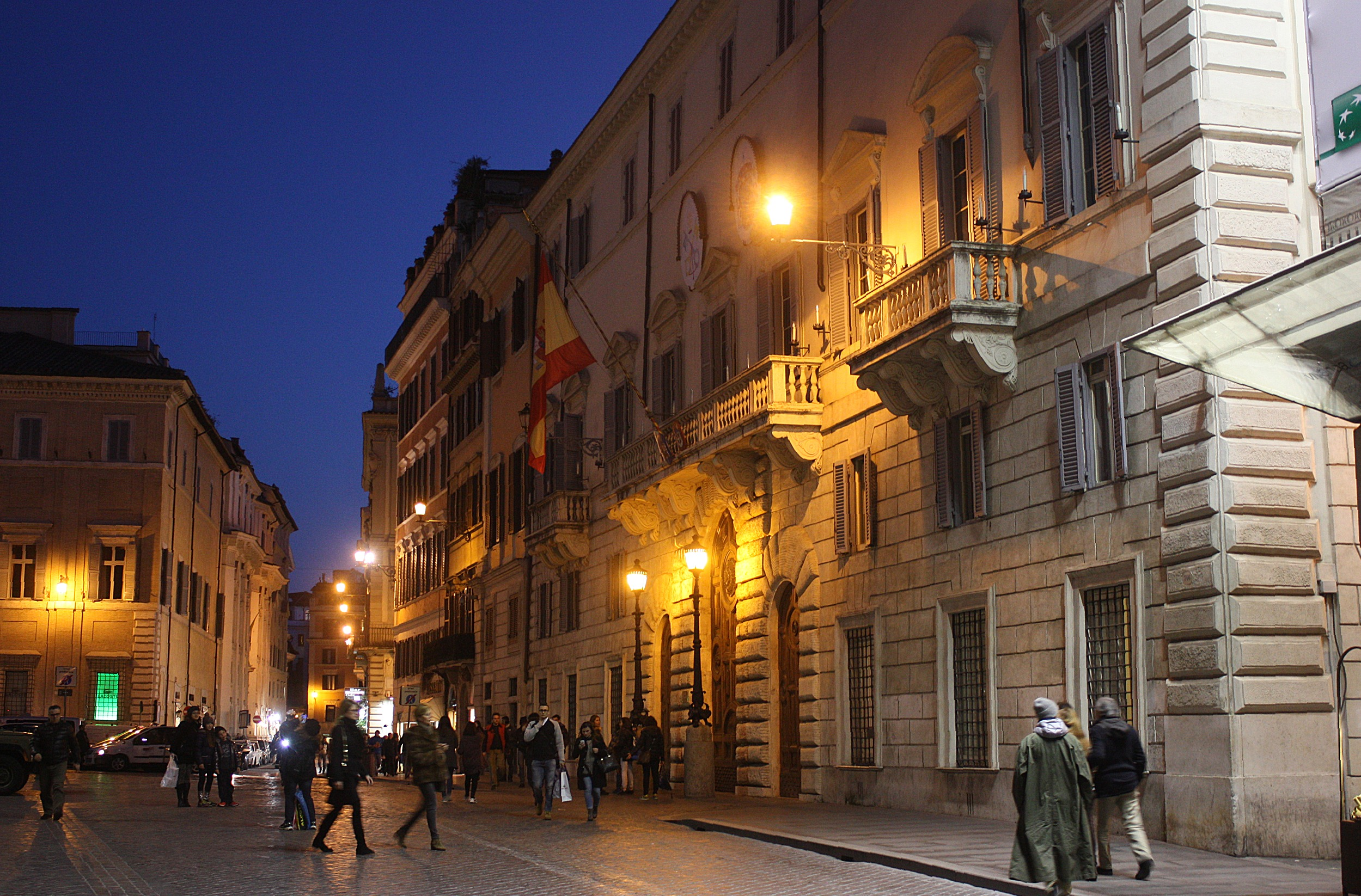
Điện Tây Ban Nha tại Quảng trường Tây Ban Nha, nơi đặt cơ quan sứ mệnh ngoại giao của Tây Ban Nha tại Tòa Thánh từ năm 1647, là tòa nhà đại sứ quán lâu đời nhất trên thế giới.

Với vị thế là thủ đô của nước Ý, Roma là trụ sở của tất cả các cơ quan chính yếu của quốc gia, như Tổng thống Cộng hòa Ý, chính phủ (và các bộ ban ngành), Lưỡng viện Quốc hội, Toà án tư pháp tối cao, và đại sứ quán từ khắp các nước trên thế giới. Nhiều tổ chức quốc tế khác được đặt tại Roma, đặc biệt là những tổ chức văn hóa và khoa học nổi tiếng - chẳng hạn như Viện nghiên cứu Hoa Kỳ, British School, Viện hàn lâm Pháp, Viện Scandinavi, Viện khảo cổ học Đức, cùng những cơ quan chuyên ngành của Liên Hợp Quốc.

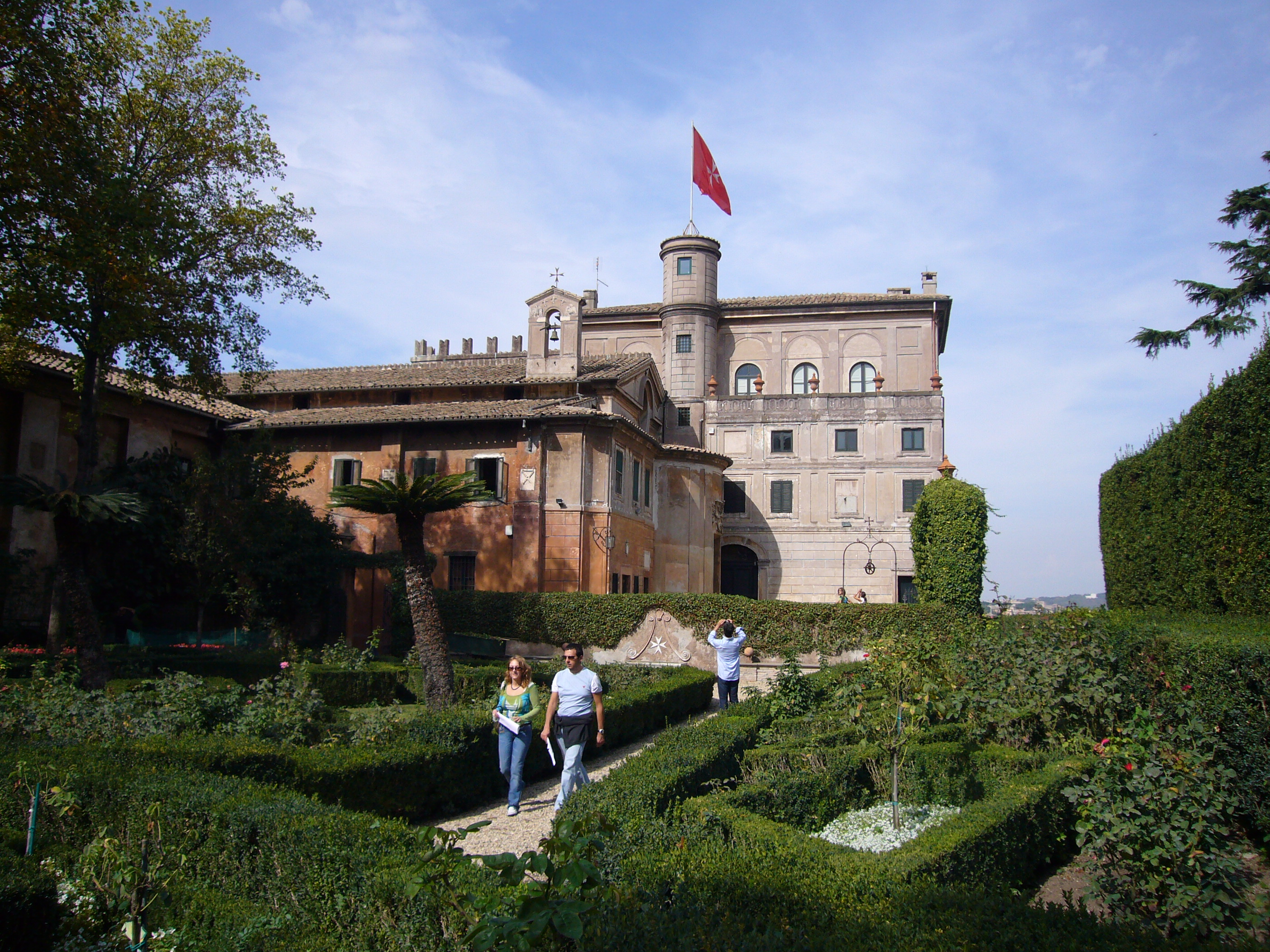
Biệt thự Magistrale trên đồi Aventinus đóng vai trò là Đại sứ quán Dòng Hiệp sĩ Malta tại Ý.

Trong số các thành phố toàn cầu, Roma là thành phố duy nhất có hai thực thể có chủ quyền nằm hoàn toàn trong địa giới lãnh thổ của mình, là Tòa Thánh, được đại diện bởi Thành quốc Vatican và Dòng Chiến sĩ Toàn quyền Malta. Vatican là một vùng đất nằm gọn trong lòng thủ đô nước Ý và thuộc sở hữu có chủ quyền của Tòa Thánh, là Giáo phận Roma và đầu não tối cao của Giáo hội Công giáo La Mã. Tòa Thánh không cho phép một đại sứ duy nhất được đồng thời kiêm sứ mệnh ngoại giao đối với cả Giáo hội và Ý, do đó ngoài các đại sứ quán có sứ mệnh ngoại giao tại Ý thì còn có các đại sứ quán đối với Tòa Thánh và Dòng Hiệp sĩ Malta mượn lãnh thổ của Ý đặt tại Roma. Tổng cộng, Roma có 140 đại sứ quán đối với Ý và 88 đại sứ quán đối với Tòa Thánh (trong đó có 30 cơ quan đặt liên kết ngoại giao với Dòng Malta), hơn nữa còn là nơi đặt trụ sở của 25 Tổng Lãnh sự quán và Lãnh sự quán Danh dự. Điều này tạo ra tình thế ngoại giao đặc biệt, nước Ý là trường hợp duy nhất trên thế giới đặt Đại sứ quán của mình ngay trên chính lãnh thổ của mình: 'Đại sứ quán Ý đối với Tòa Thánh' nằm tại Roma. Thêm vào đó, "Đại sứ quán Trung Hoa Dân Quốc đối với Tòa Thánh" - đại sứ quán trên luật định duy nhất tồn tại ở châu Âu và hiếm hoi trên thế giới, nằm trên lãnh thổ Roma nhưng lại là một thực thể không được nước Ý công nhận, tách biệt với "Văn phòng đại diện Đài Bắc tại Ý" ở Roma mới là đại sứ quán trên thực tế của chính thể Đài Loan đối với Ý.
Giáo hoàng là Giám mục thành Roma và ngôi chính thức nằm tại là Tổng lãnh vương cung thánh đường Thánh Gioan Latêranô, nhà thờ chính tòa của Roma, trong đó Tổng thống nước Cộng hòa Pháp là "đấng pháp chính đệ nhất và danh dự" theo chức vụ (ex officio) của nhà thờ, danh hiệu của những nguyên thủ quốc gia Pháp có từ thời vua Henri IV của Pháp. Ngoài ra, một số trường đại học và viện đại học giáo hoàng quốc tế cũng được đặt tại Roma. Một thực thể khác, Dòng Chiến sĩ Toàn quyền Malta đã lánh nạn ở Roma vào năm 1834, do cuộc chinh phạt Malta của Napoleon vào năm 1798. Đôi khi nó được phân loại là có chủ quyền nhưng không yêu sách bất kỳ lãnh thổ nào ở Roma hoặc bất cứ nơi nào khác, do đó dẫn đến sự tranh cãi về tình trạng chủ quyền thực tế của nó.
Roma là trụ sở của Polo Romano được tạo thành bởi ba cơ quan quốc tế chính của Liên Hợp Quốc: Tổ chức Lương thực và Nông nghiệp (FAO), Chương trình Lương thực Thế giới (WFP) và Quỹ quốc tế về phát triển nông nghiệp (IFAD).
Roma theo truyền thống đã tham gia vào quá trình hội nhập chính trị châu Âu. Các hiệp ước của EU được đặt tại Điện Farnesina, trụ sở của Bộ Ngoại giao, do thực tế rằng chính phủ Ý là nơi lưu giữ các hiệp ước. Năm 1957, thành phố đã tổ chức ký kết Hiệp ước Roma, nơi thành lập Cộng đồng Kinh tế châu Âu (tiền thân của Liên minh châu Âu), đồng thời đóng vai trò ký kết chính thức Hiến pháp châu Âu đề xuất vào tháng 7 năm 2004.
Roma là trụ sở của Ủy ban Olympic châu Âu và của Đại học Phòng thủ NATO. Thành phố này là nơi hình thành Đạo luật Tòa án Hình sự Quốc tế và Công ước châu Âu về Nhân quyền. Thành phố cũng tổ chức các tổ chức quốc tế quan trọng khác như IDLO (Tổ chức quốc tế về Luật Phát triển), ICCROM (Trung tâm Quốc tế về Nghiên cứu Bảo tồn và Phục hồi các di sản văn hóa) và UNIDROIT (Viện Quốc tế về Thống nhất Luật Tư nhân).

## Thành phố kết nghĩa

### Thành phố song sinh và thành phố kết nghĩa
Từ ngày 9 tháng 4 năm 1956, Roma độc quyền tương hỗ và kết đôi với thành phố song sinh của mình:
- Paris, Pháp

(tiếng Ý) Solo Parigi è degna di Roma; solo Roma è degna di Parigi.
(tiếng Pháp) Seule Paris est digne de Rome; seule Rome est digne de Paris.
(tiếng Anh) Only Paris is worthy of Rome; only Rome is worthy of Paris.
"Chỉ có Paris mới xứng với Roma; chỉ có Roma mới xứng với Paris."

### Quan hệ hợp tác
Các thành phố có quan hệ cộng sự và đối tác của Roma bao gồm:
- Achacachi, Bolivia
- Algiers, Algeria
- Bắc Kinh, Trung Quốc[426][427]
- Belgrade, Serbia
- Brasília, Brazil
- Buenos Aires, Argentina
- Cairo, Ai Cập
- Cincinnati, Hoa Kỳ
- Kiev, Ukraina
- Kobanî, Syria[428]
- Kraków, Ba Lan[429]
- Luân Đôn, Anh
- Multan, Pakistan
- Mumbai, Ấn Độ
- Madrid, Tây Ban Nha[430]
- Marbella, Tây Ban Nha
- Montreal, Canada
- New Delhi, Ấn Độ
- New York, Hoa Kỳ[431]
- Plovdiv, Bulgaria
- Seoul, Hàn Quốc[432][433]
- Sydney, Úc
- Tirana, Albania[434][435]
- Tehran, Iran
- Tokyo, Nhật Bản
- Tongeren, Bỉ
- Tunis, Tunisia[436]
- Washington, D.C., Hoa Kỳ[437]